# غابات إيران
الغابات في إيران تتميز الغابات المنتشرة في جمهورية إيران بالاختلاف الكبير فيما بينها، حيث إنّ هناك غابات رطبة وغابات جافة جداً على مقربة من سواحل بحر قزوين، كما وتمتاز غابات إيران بدرجات عالية من الرطوبة، نظراً لقربها من بحر قزوين، أمّا الغابات الجافة فهي تلك التي تقع على المناطق الصحراوية القريبة من كردستان، وخراسان وزاغروس، حيث تتميز هذه المناطق بالمناخ الجاف. إستطاعت هذه الغابات التأقلم مع هذا المناخ ممّا أكسبها صفات مختلفة عن غابات قزوين الرطبة، كما تمتدّ في الصحراء القريبة من تلك المناطق نباتات متنوّعة غالبيتها شوكية، كما تنمو هناك شجيرات صغيرة ذات طبيعة صحراوية. ومن بين جميع دول جنوب غرب آسيا فإن إيران أكثر المناطق تنوعاً وجاذبيةً من حيث تنوع الأعشاب والنباتات والبيئة المناسبة للحيوانات. وتُعتبَر إيران واحدة من المناطق المثالية والنادرة التي يؤمها السياح وعلماء الطبيعة من الراغبين بدراسة حياة مختلف أنواع  وأصناف النباتات والحيوانات، اذ أن إيران بمناخها المتنوع تشتمل على أنواع مختلفة من الغابات والبيئات الطبيعية، فمن الغابات ذات الرطوبة العالية على سواحل بحر الخزر (قزوين) إلى الغابات المتأقلمة مع جفاف الطبيعة في جبال كردستان وزاغروس وخراسان إلى منابت الأعشاب والنباتات الشوكية والشجيرات شبه الصحراوية التي تنمو في البوادي، مما توفر للسائح فرصة الإستمتاع بجمالها، وللعالم والباحث فرصة مثالية للدراسات والأبحاث العلمية، ناهيك عن الغابات المحاذية للخليج العربي وانتشار النباتات المتأقلمة مع التربة المالحة في المناطق الوسطى والجنوبية من إيران.

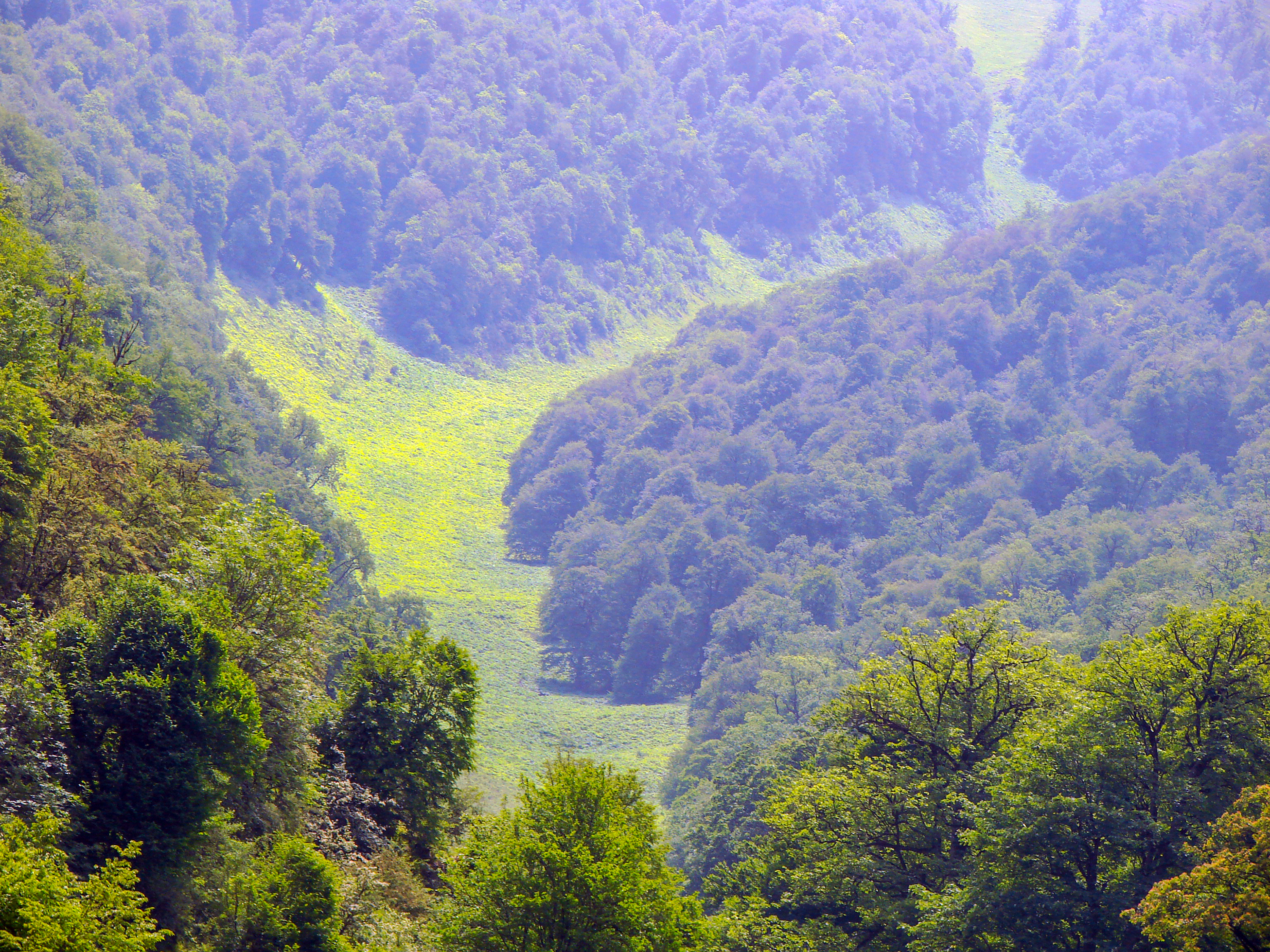
الغابات بالقرب من مدينة نمك آبرود الشمالية
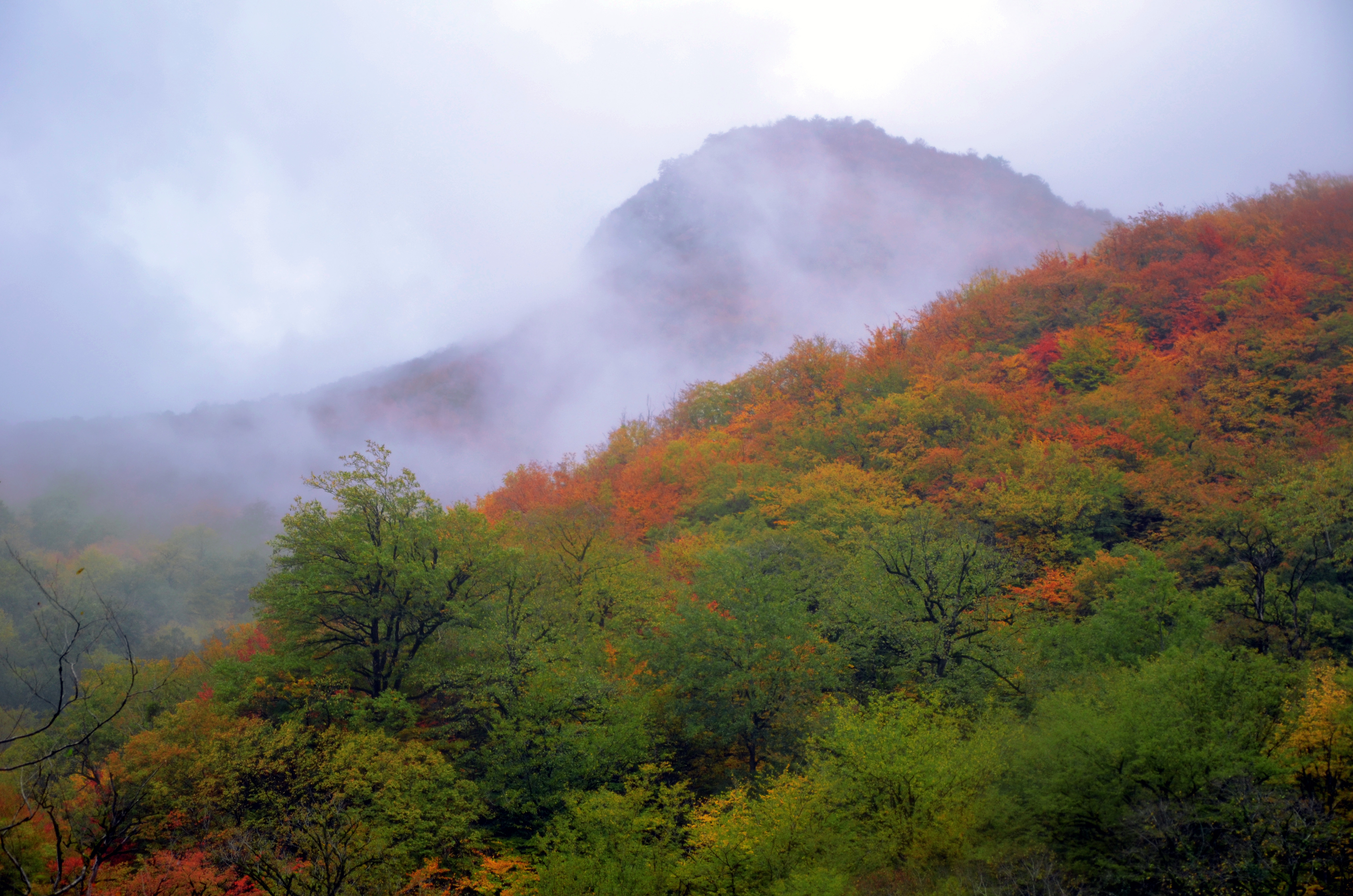
غابات رويان، إحدى مدن مازندران
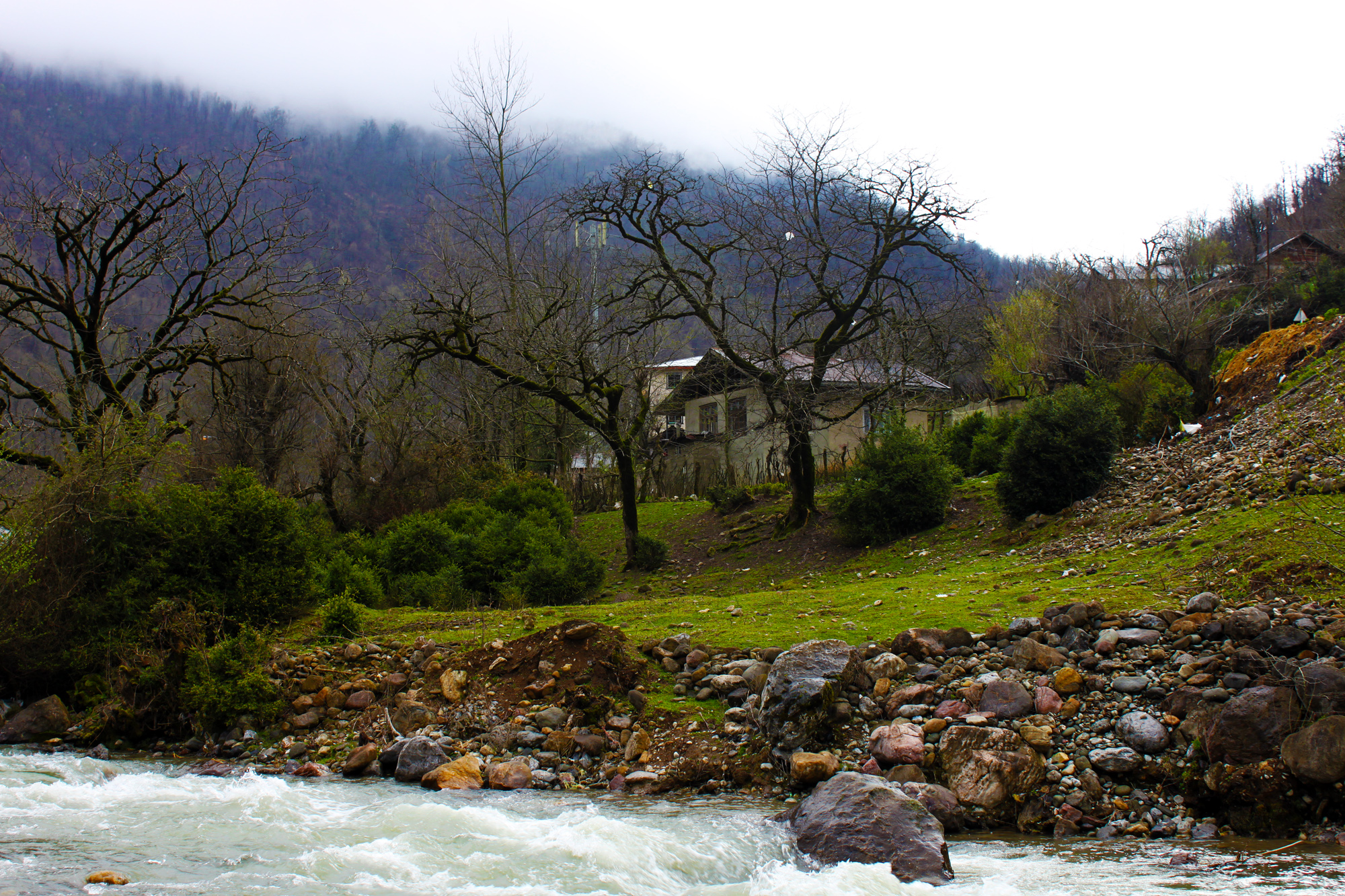
الغابات الطبيعية في ماسال
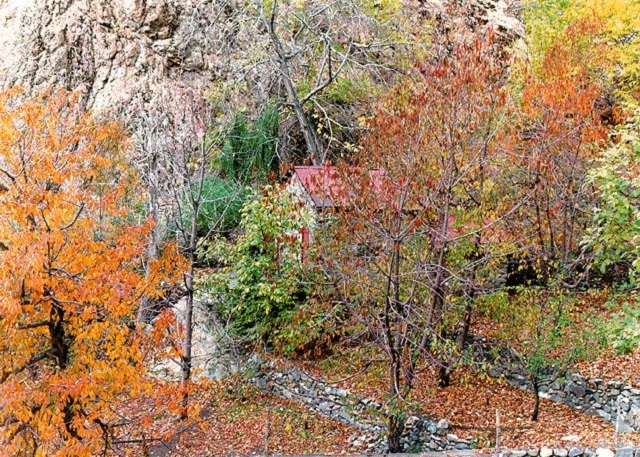
الغابات البكر في شمال جمهورية إيران
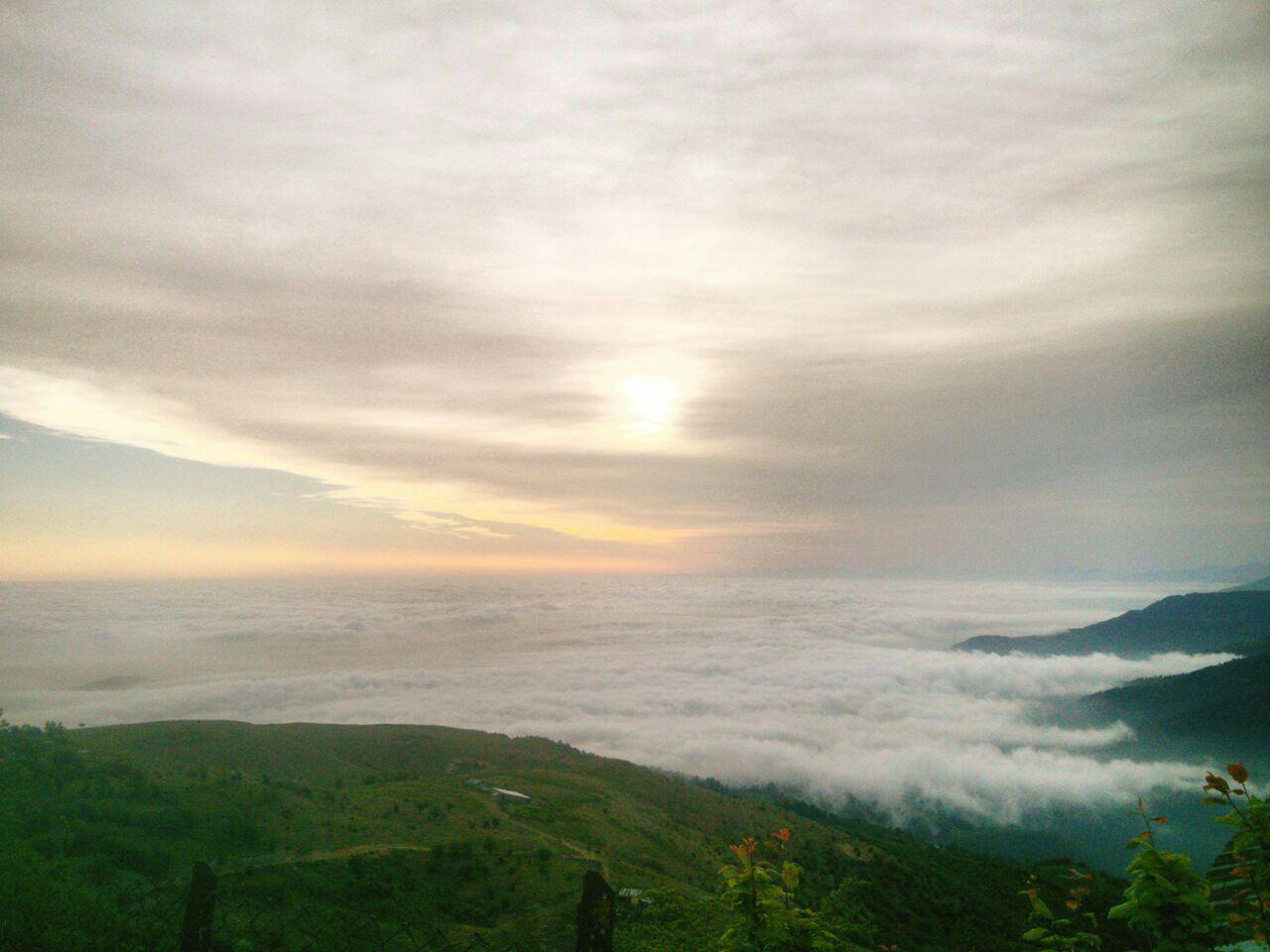
غابة الغيوم في إيران
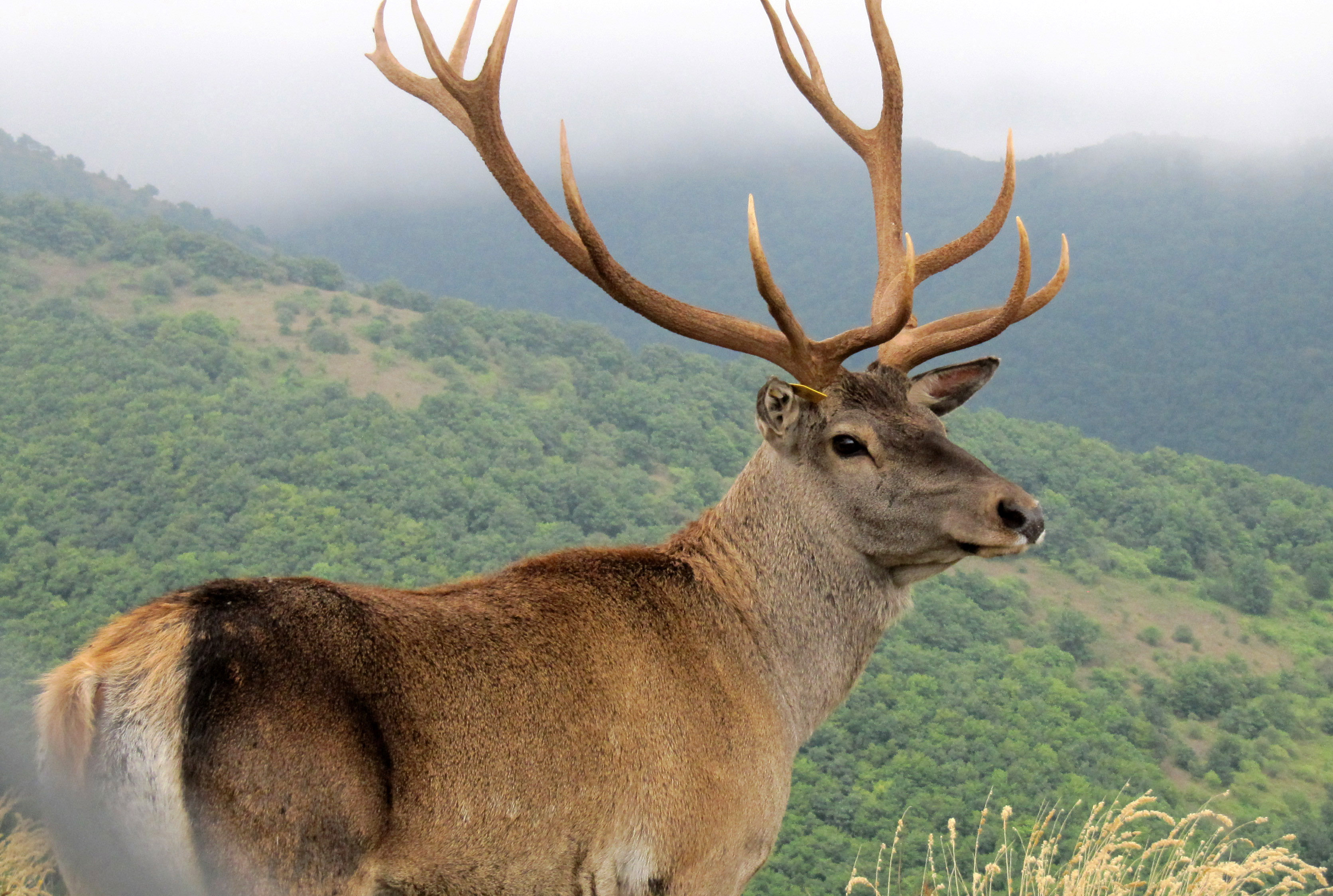
نوع من الغزلان التي تعيش في غابات ارسباران
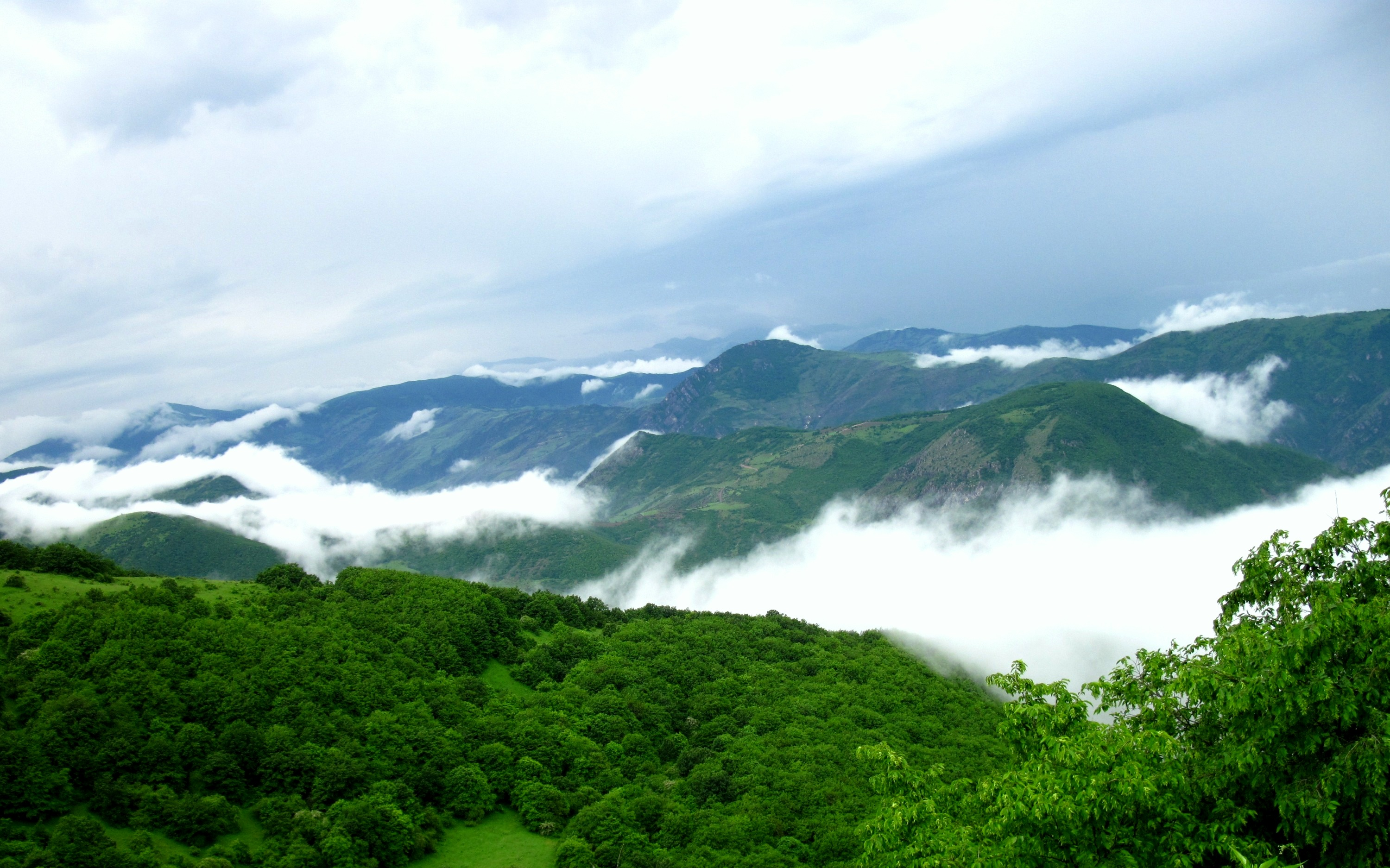
غابات ارسباران
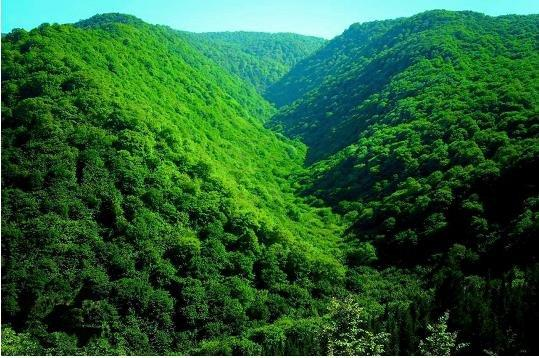
غابات بهشهر، مازندران
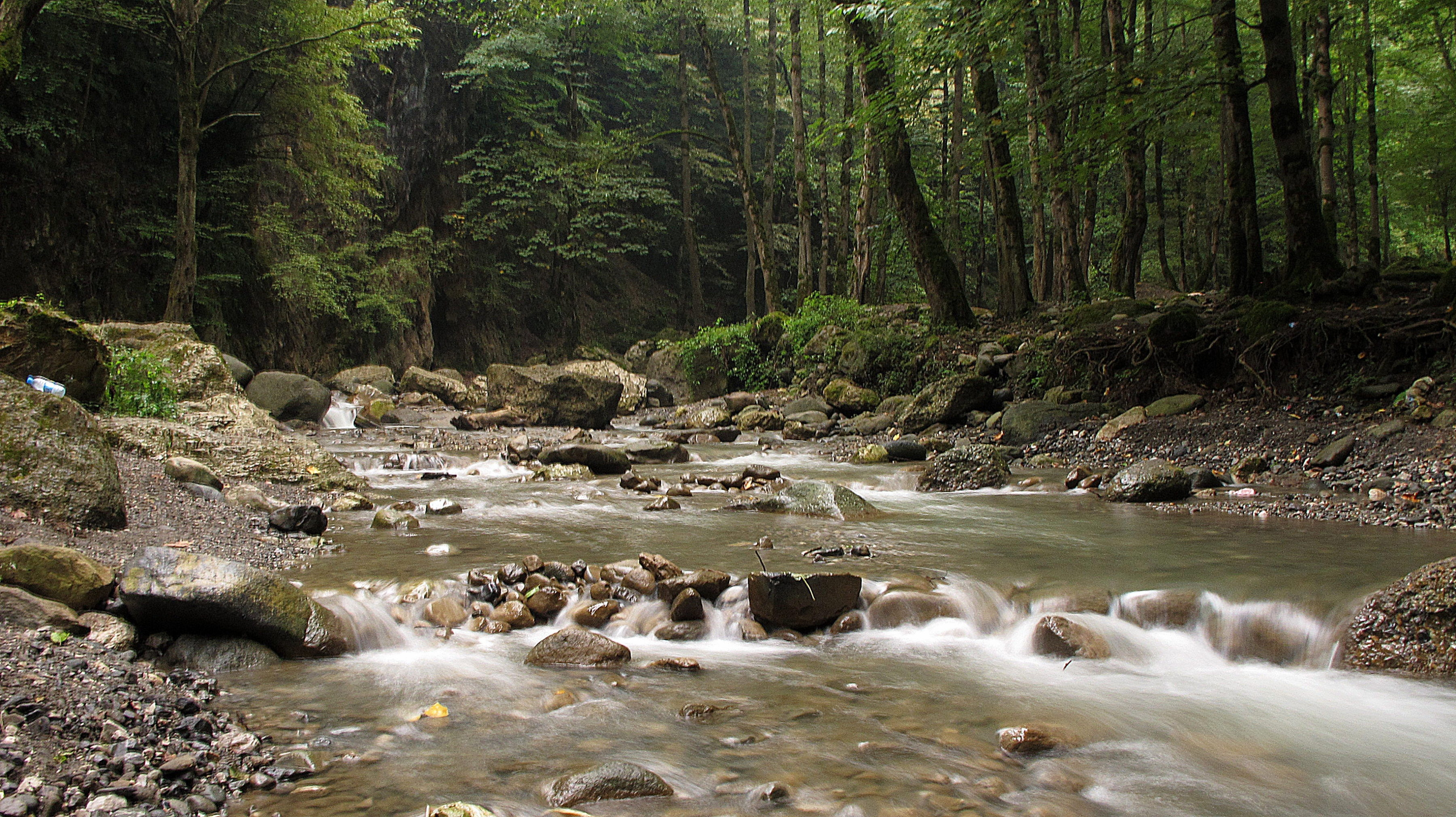
غابات رامسر
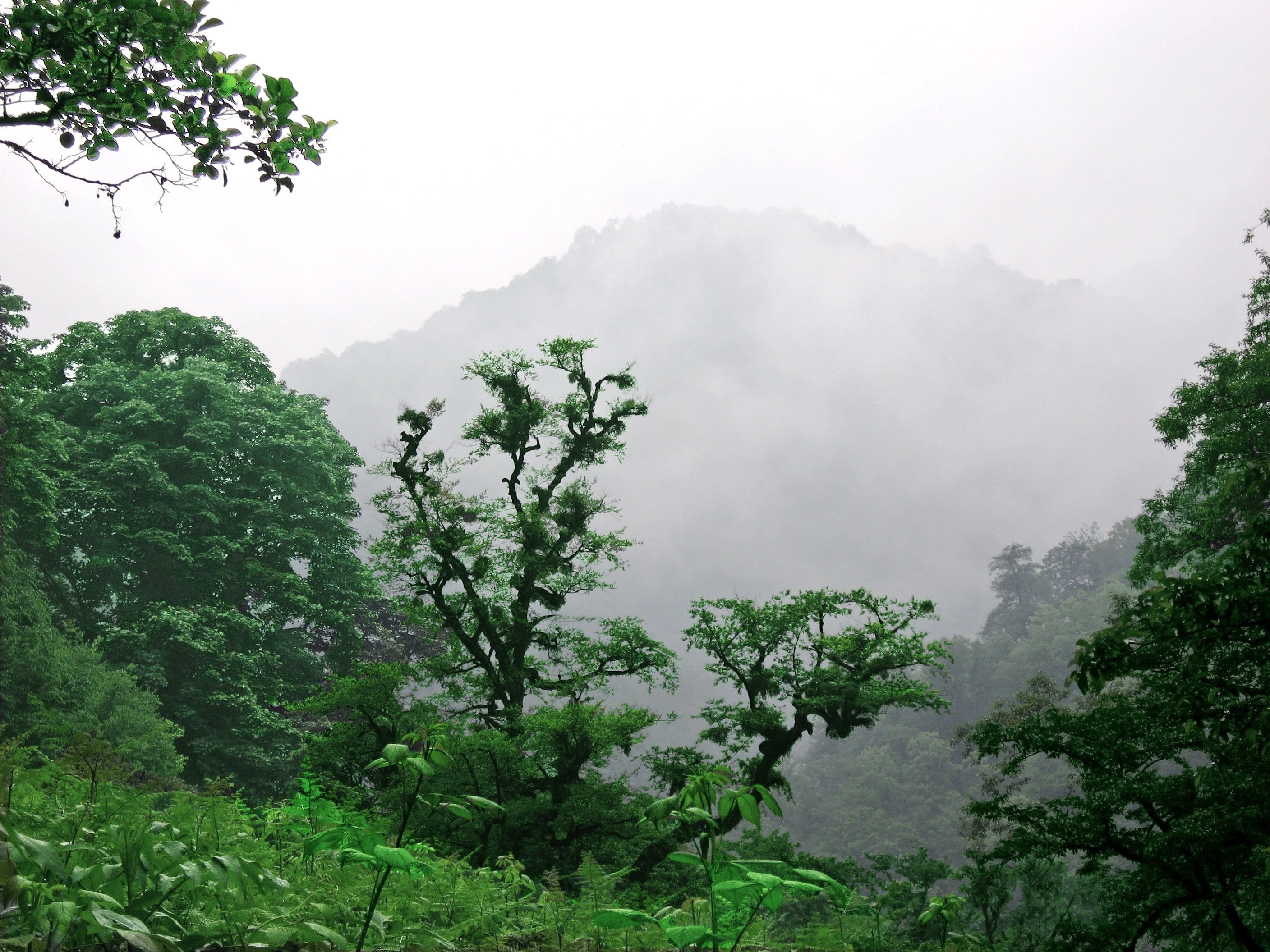
غابات إيران، منطقة جيلان الشمالية
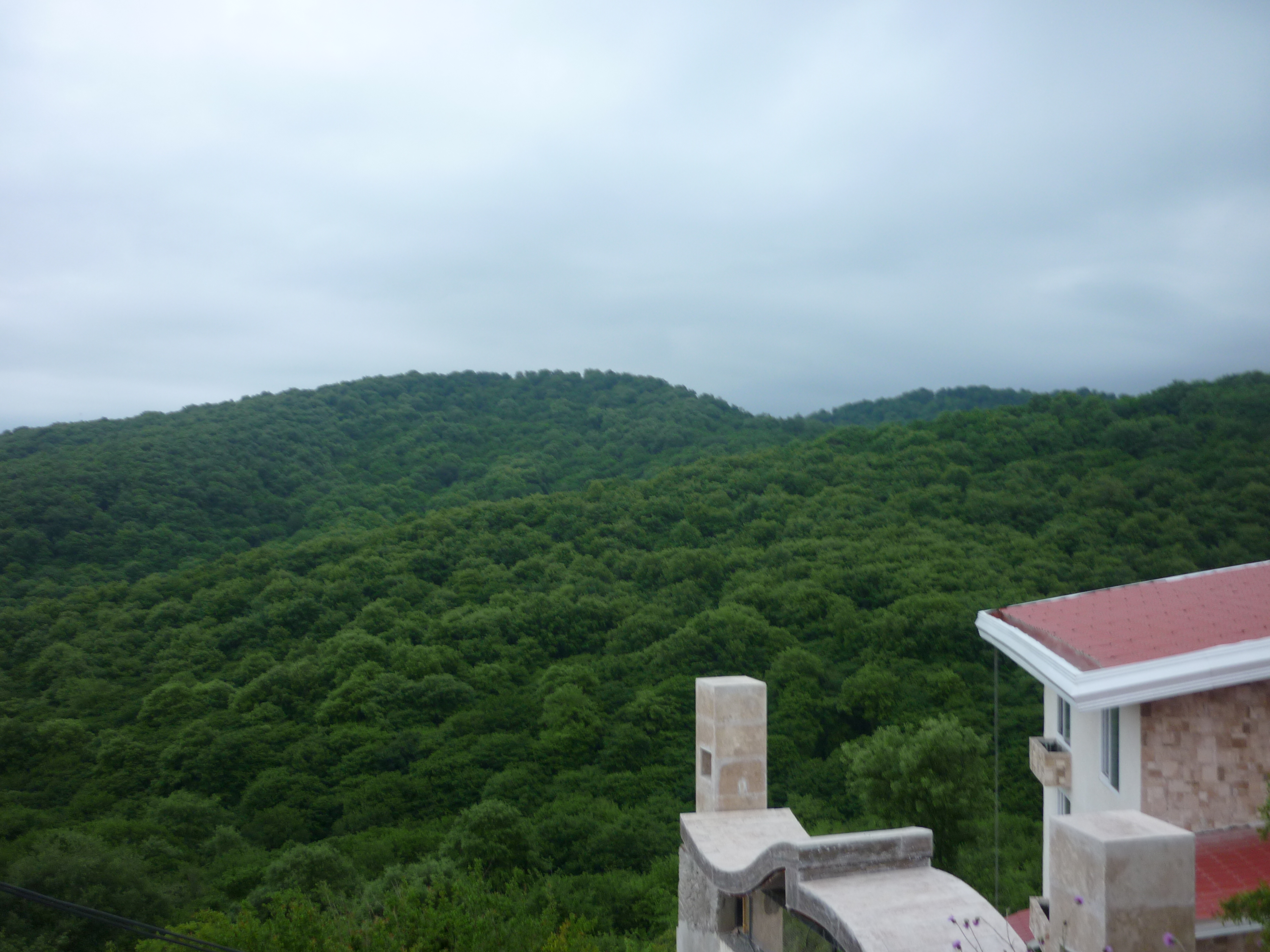
غابات زيارو في مدينة آمل، محافظة مازندران
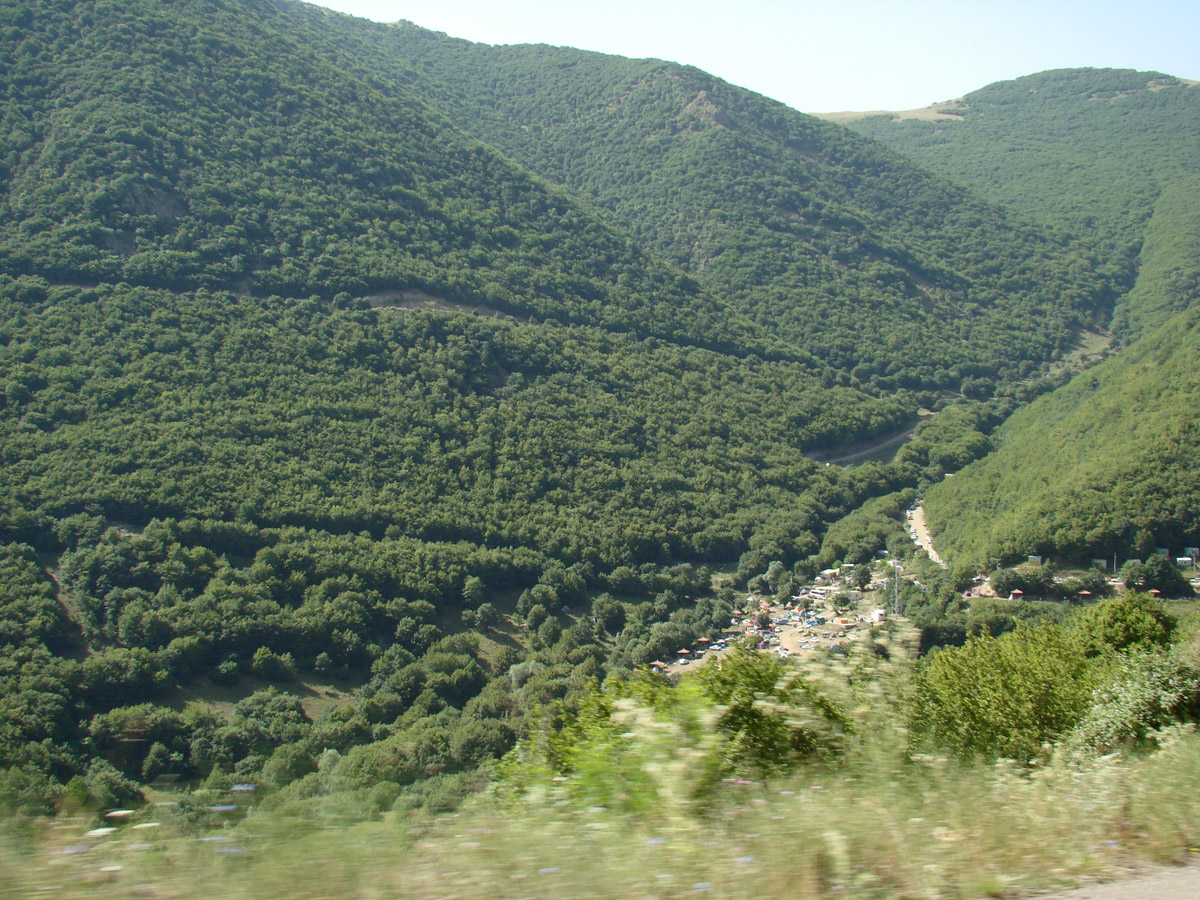
غابات ارسباران
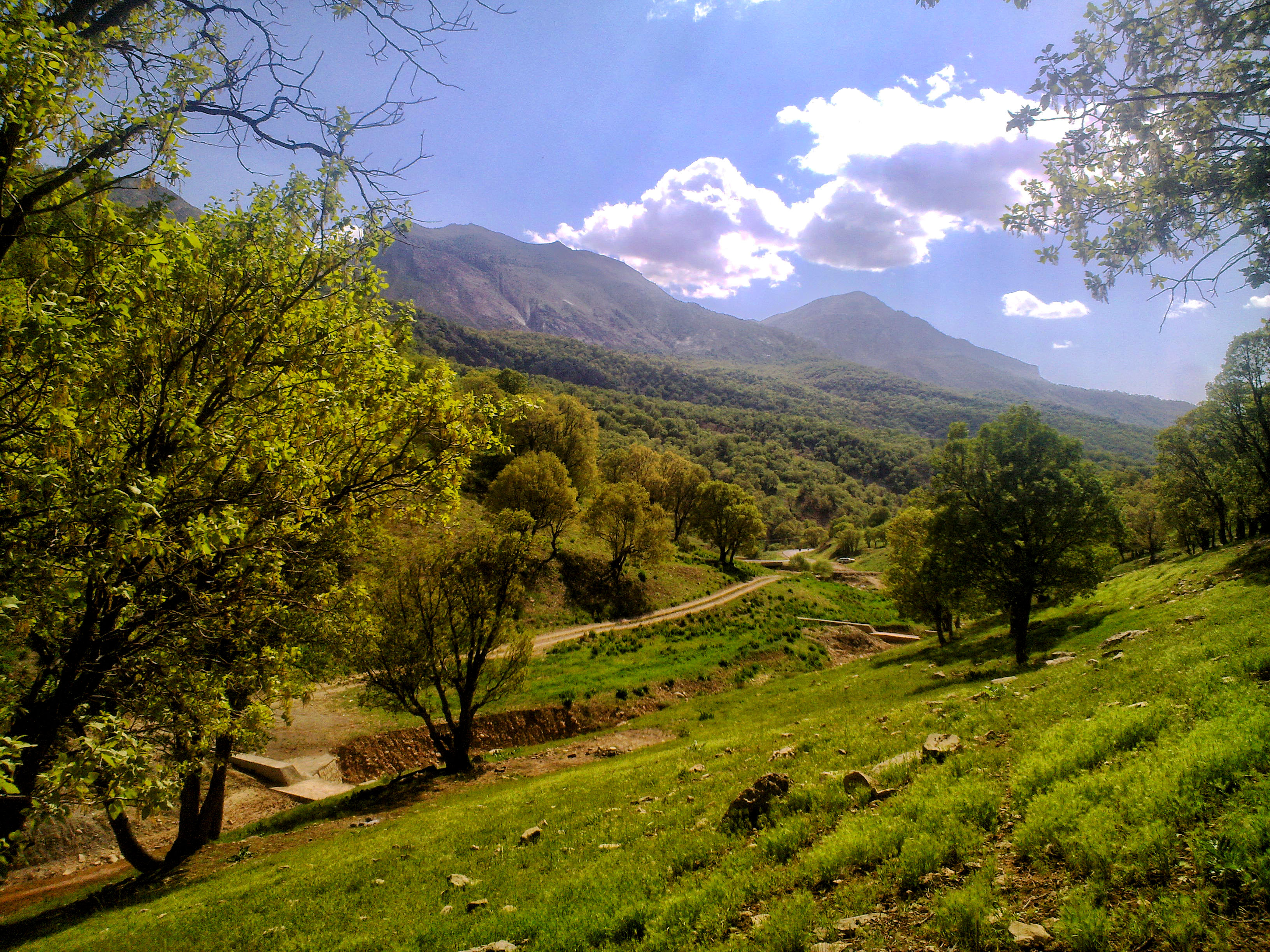
غابات البلوط في ايلام
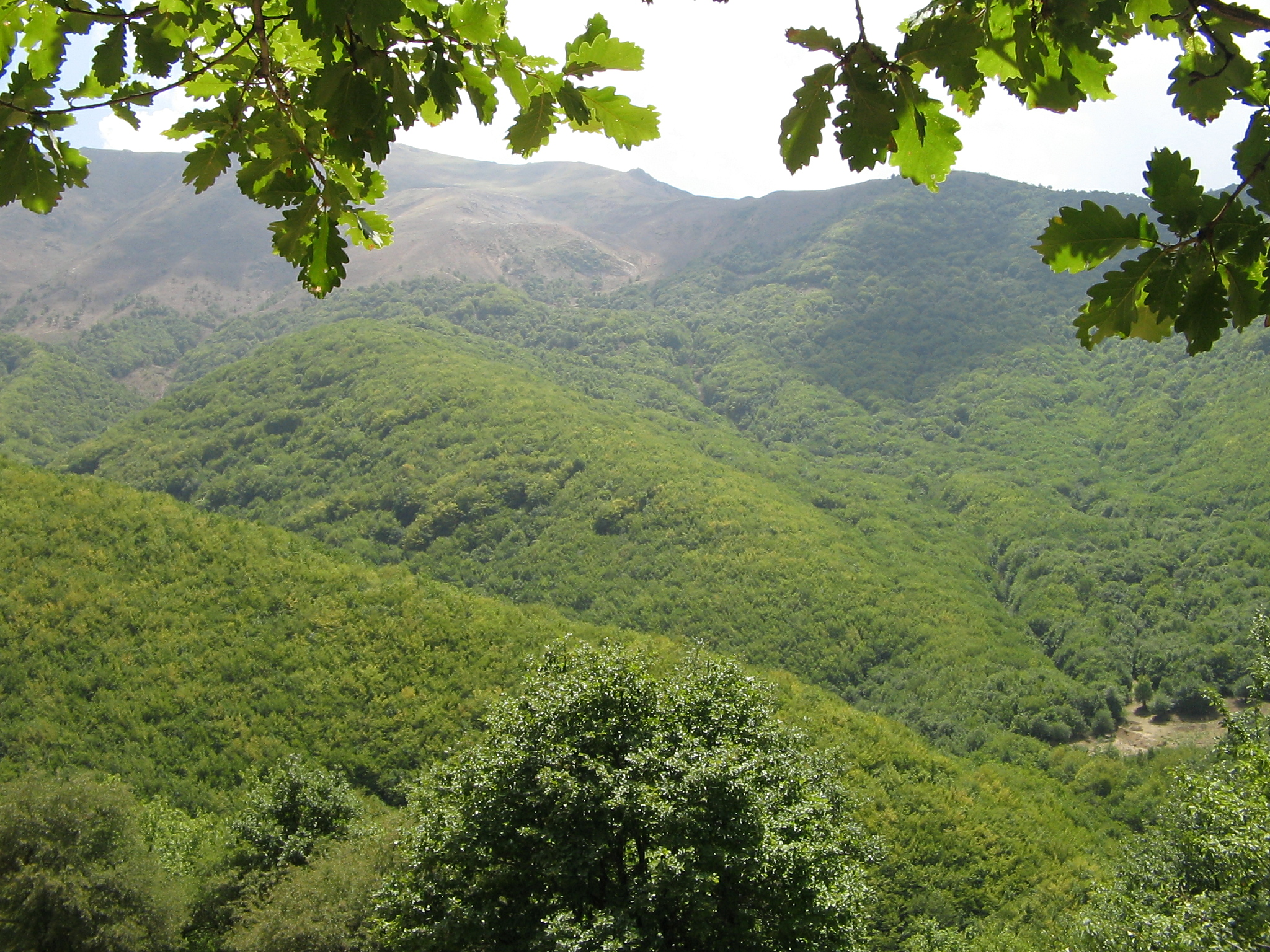
غابات أهار
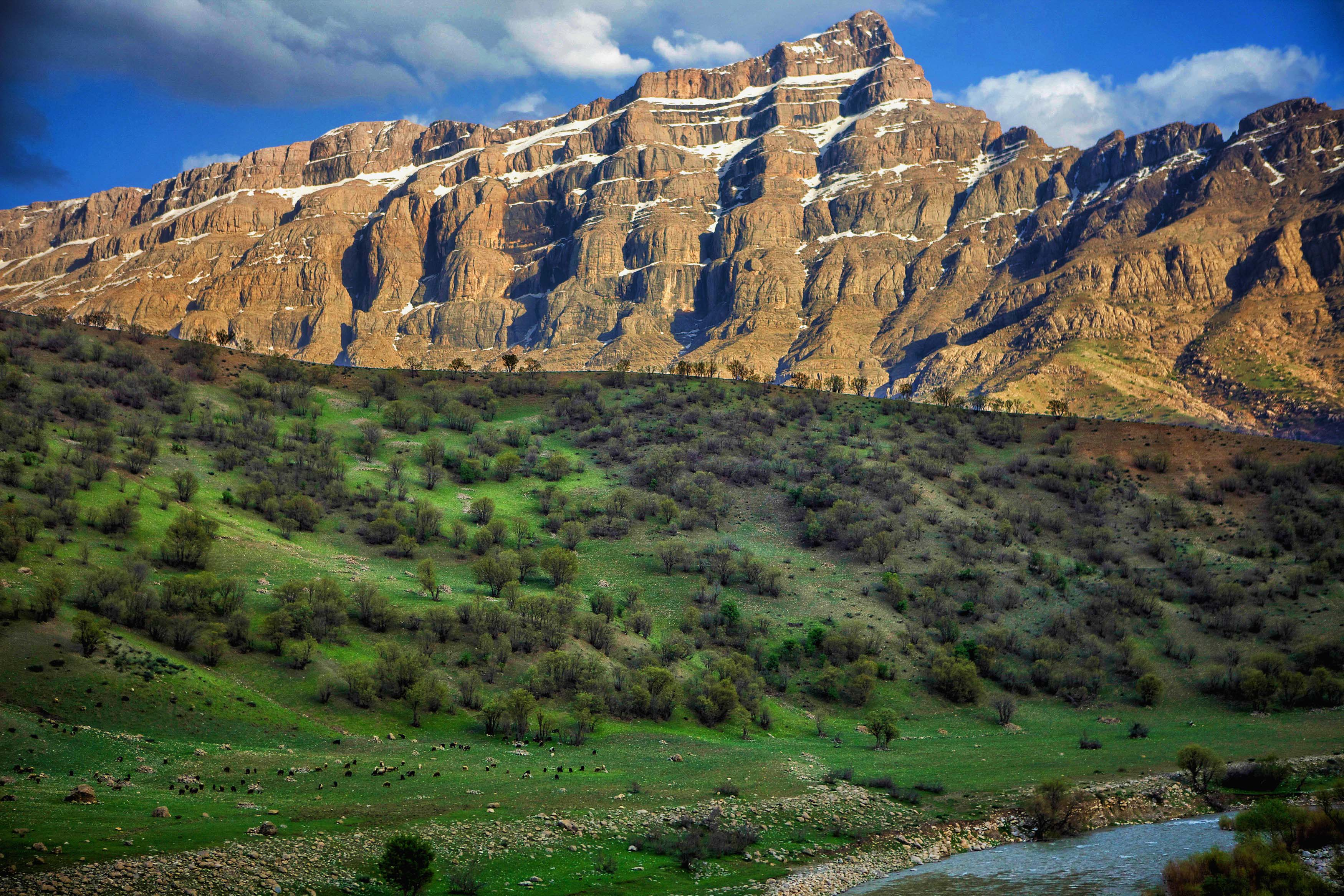
أنواع البلوط في غابات لرستان
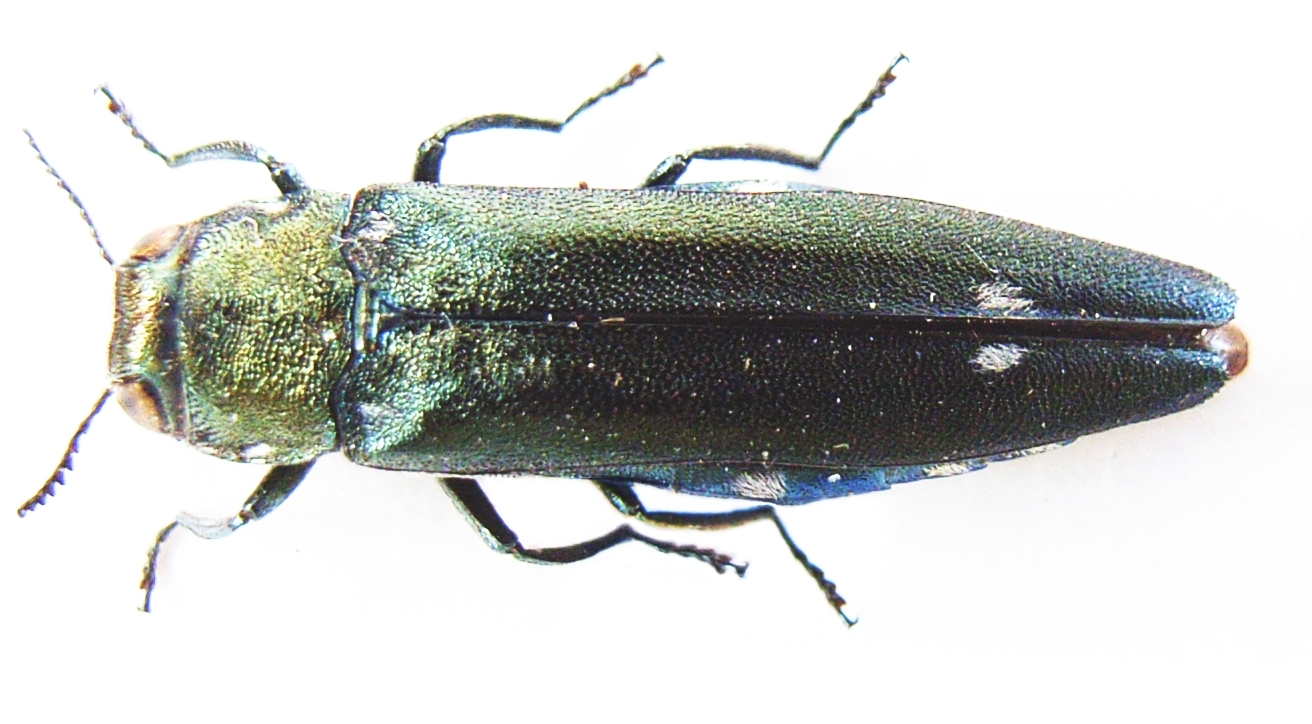
إحدى الآفات في غابات إيران
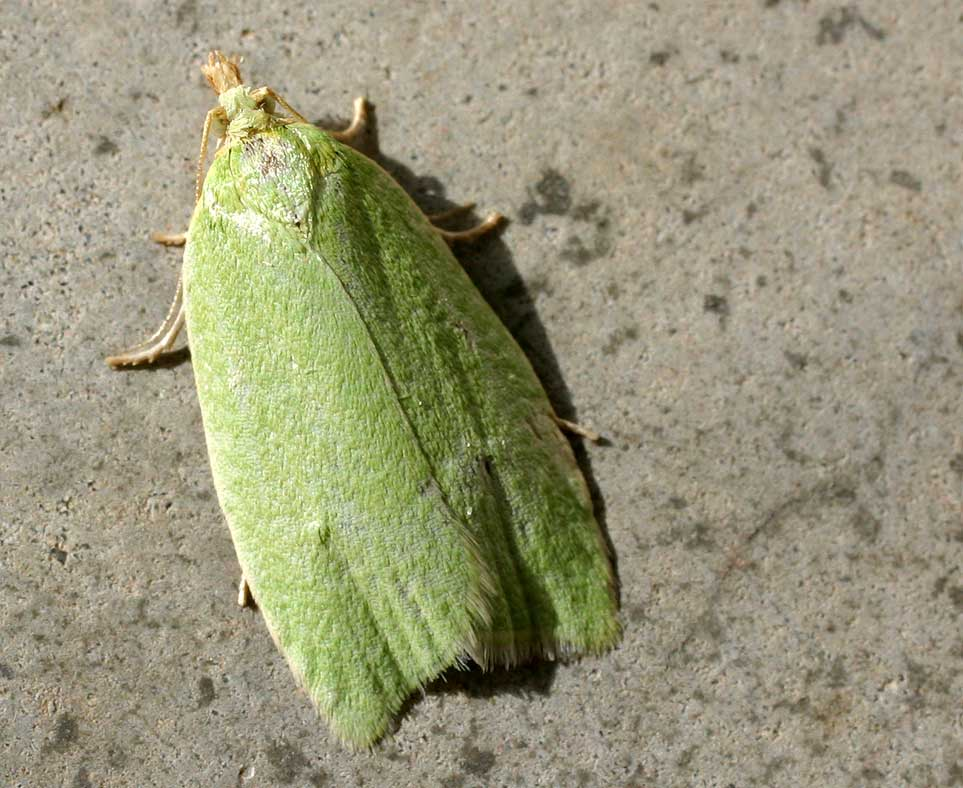
فراشة البلوط في غابات إيران
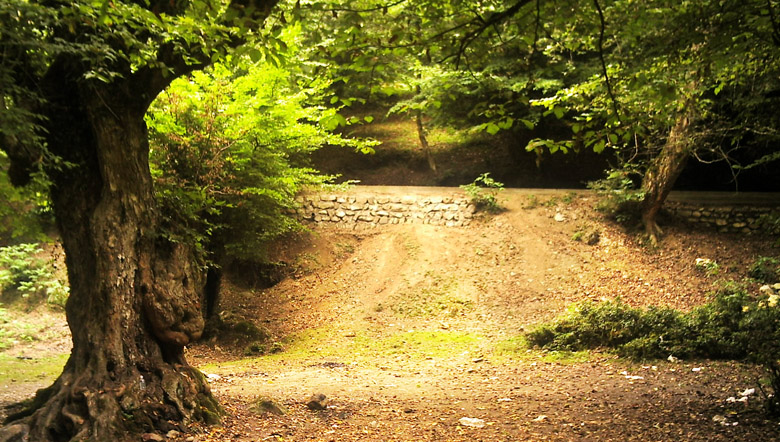
غابة طبيعية في ساري
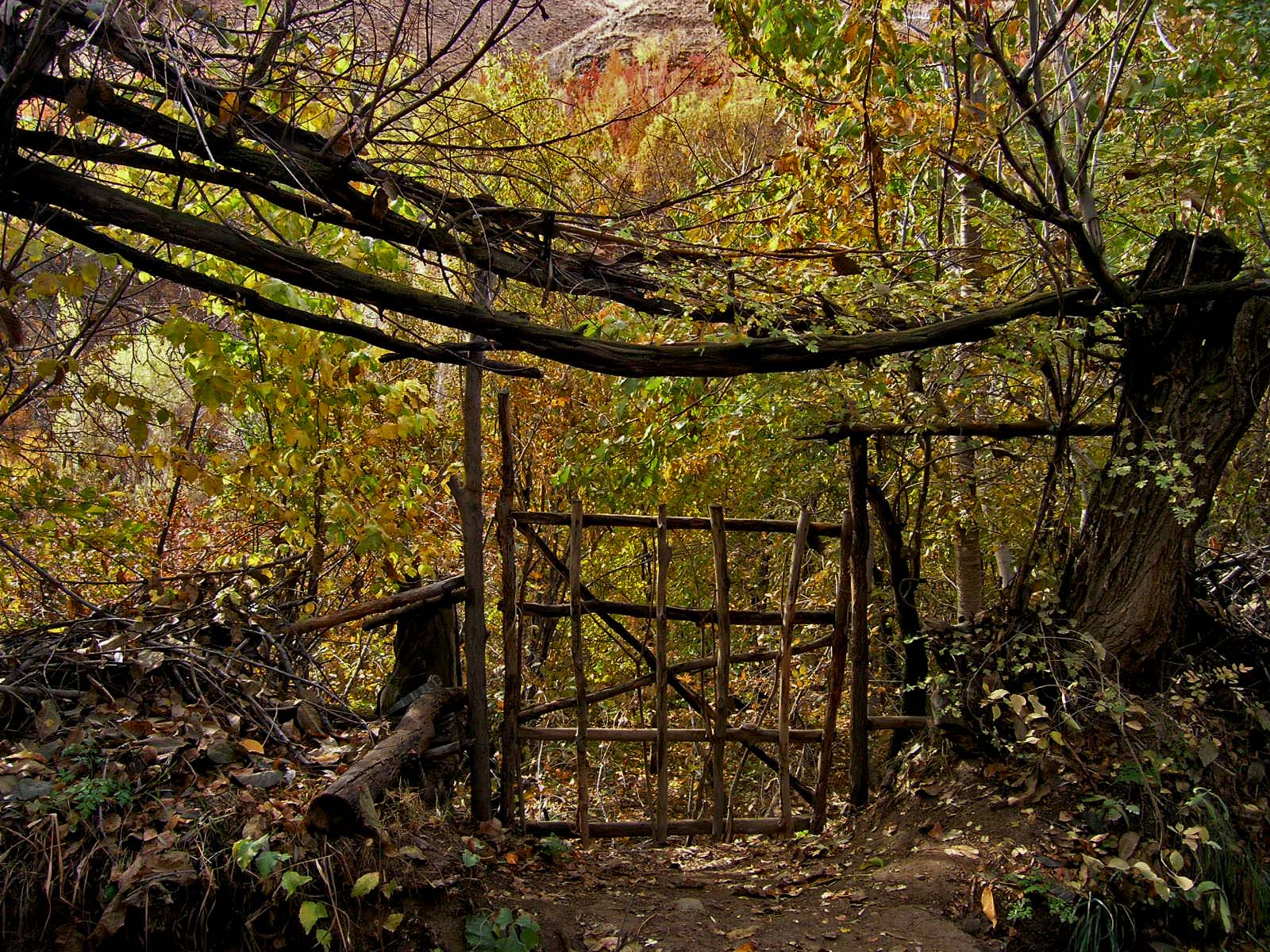
غابات آهار من الداخل
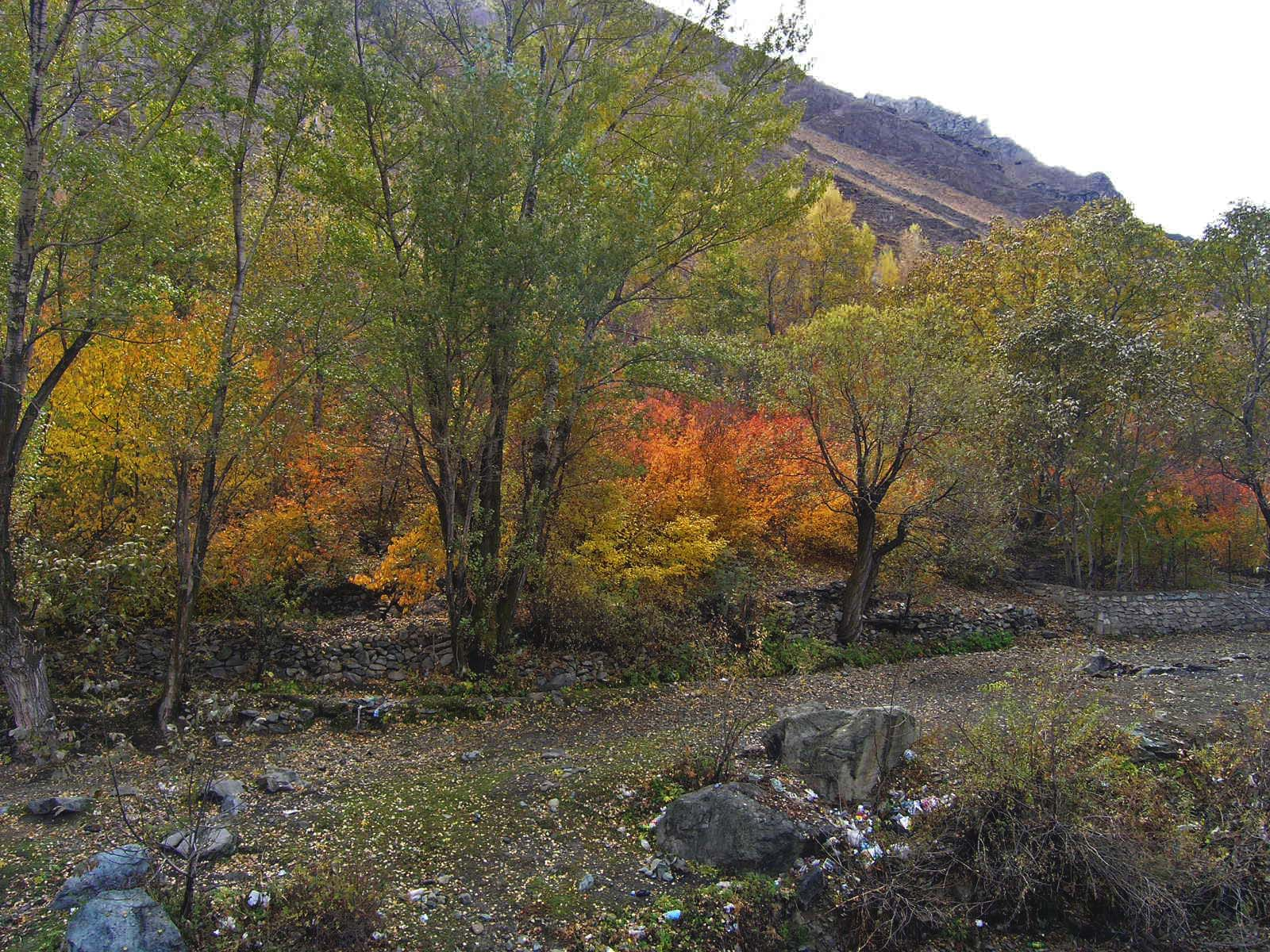
غابات آهار الطبيعية
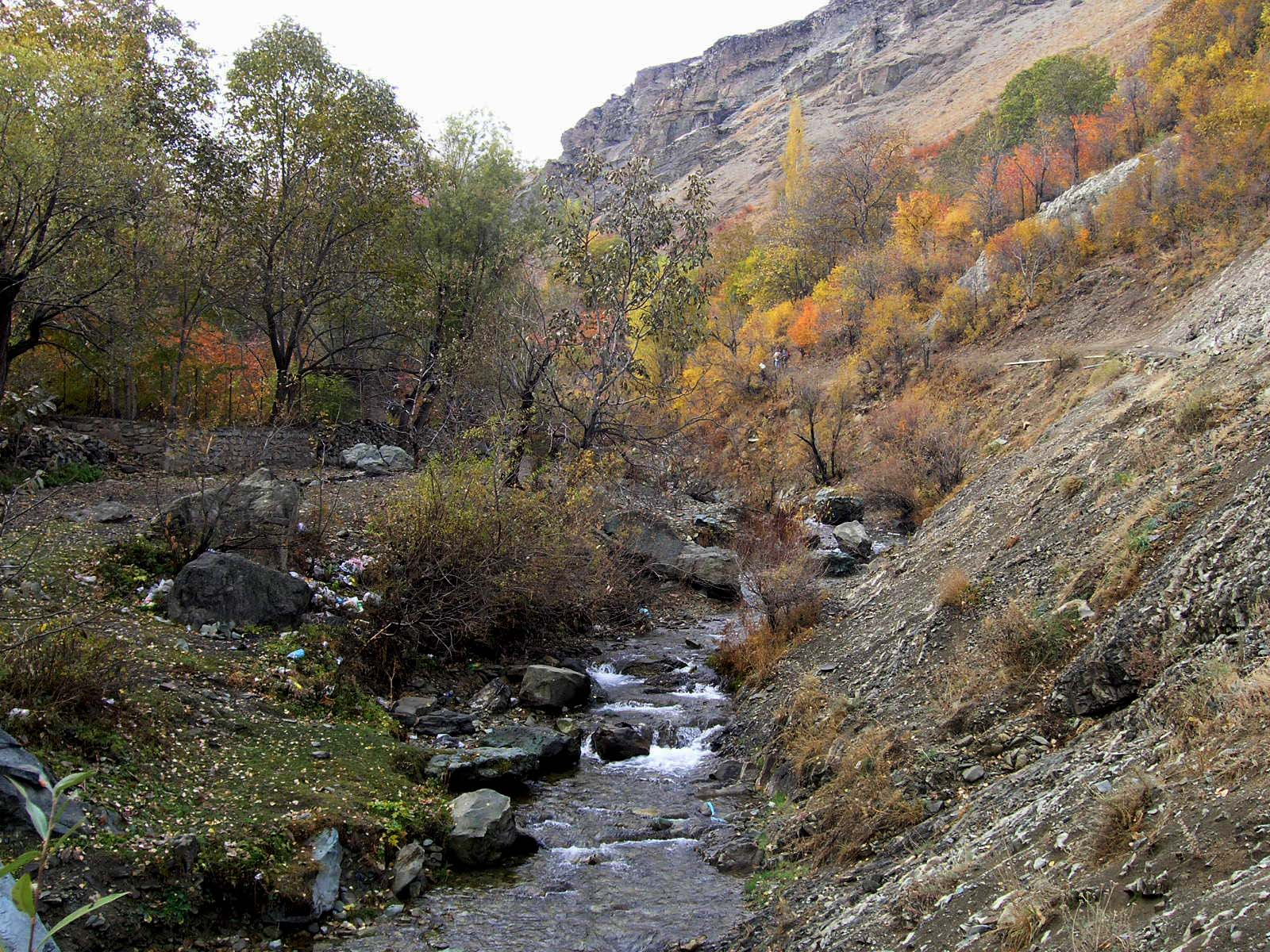
غابات آهار

## نبذة عن غابات جمهورية إيران
أكثر من عشر البلاد غابات. وتنمو بشكل كبير على المنحدرات الجبلية التي ترتفع من بحر قزوين، مع وجود قشور من البلوط والرماد والدردار وأشجار السرو وأشجار قيمة أخرى. كما وتظهر المناطق المزروعة باشجار البلوط على المنحدرات الجبلية، كما وان الغابات في إيران يوجد فيما بينها اختلاف كبير، حيث إنّ هناك غابات رطبة وغابات جافة جداً على مقربة من سواحل قزوين، تمتاز غابات إيران بدرجات عالية من الرطوبة، نظراً لقربها من بحر قزوين، أمّا الغابات الجافة فهي تلك التي تقع على المناطق الصحراوية القريبة من كردستان، وخراسان وزاغروس، حيث تتميز هذه المناطق بالمناخ الجاف. استطاعت هذه الغابات التأقلم مع هذا المناخ ممّا أكسبها صفات مختلفة عن غابات قزوين الرطبة، كما تمتدّ في الصحراء القريبة من تلك المناطق نباتات متنوّعة غالبيتها شوكية، كما تنمو هناك شجيرات صغيرة ذات طبيعة صحراوية.
ووفقاً لتقارير منظمة الأغذية والزراعة، فإن الأنواع الرئيسية للغابات الموجودة في إيران ومناطقها هي:
- غابات بحر قزوين في المناطق الشمالية (33,000 كم 2).
- الغابات الجبلية من الحجر الجيري في المناطق الشمالية الشرقية (غابات جونيبيروس، 13,000 كم 2).
- غابات الفستق في المناطق الشرقية والجنوبية والجنوبية الشرقية (26,000 كم 2).
- غابات البلوط في المناطق الوسطى والغربية (100,000 كم 2).
- الغابات شبه المدارية في الساحل الجنوبي (5000 كم 2) مثل الغابات الحارة.
- شجيرات مقاطعات داشت - كافير في الجزء الأوسط والشمالي الشرقي من البلاد (000 10 كم 2).

كما ويُزرَع أكثر من 2000 نوع من النباتات في إيران. كما وان الأرض التي تغطيها النباتات الطبيعية في إيران هي أربعة أضعاف مساحة أوروبا.

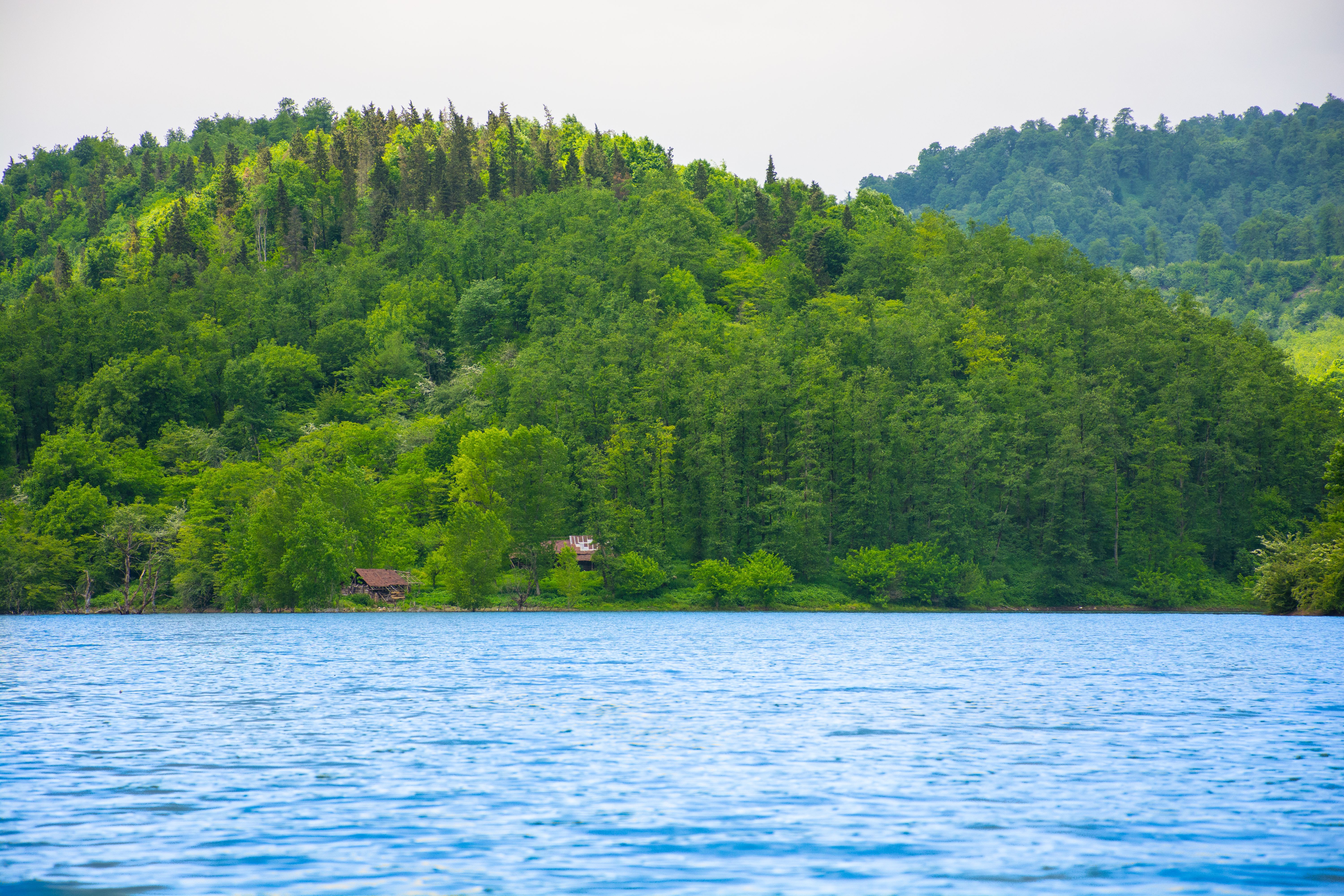
الغابات الكثيفة حول بحيرة سد ألبرز

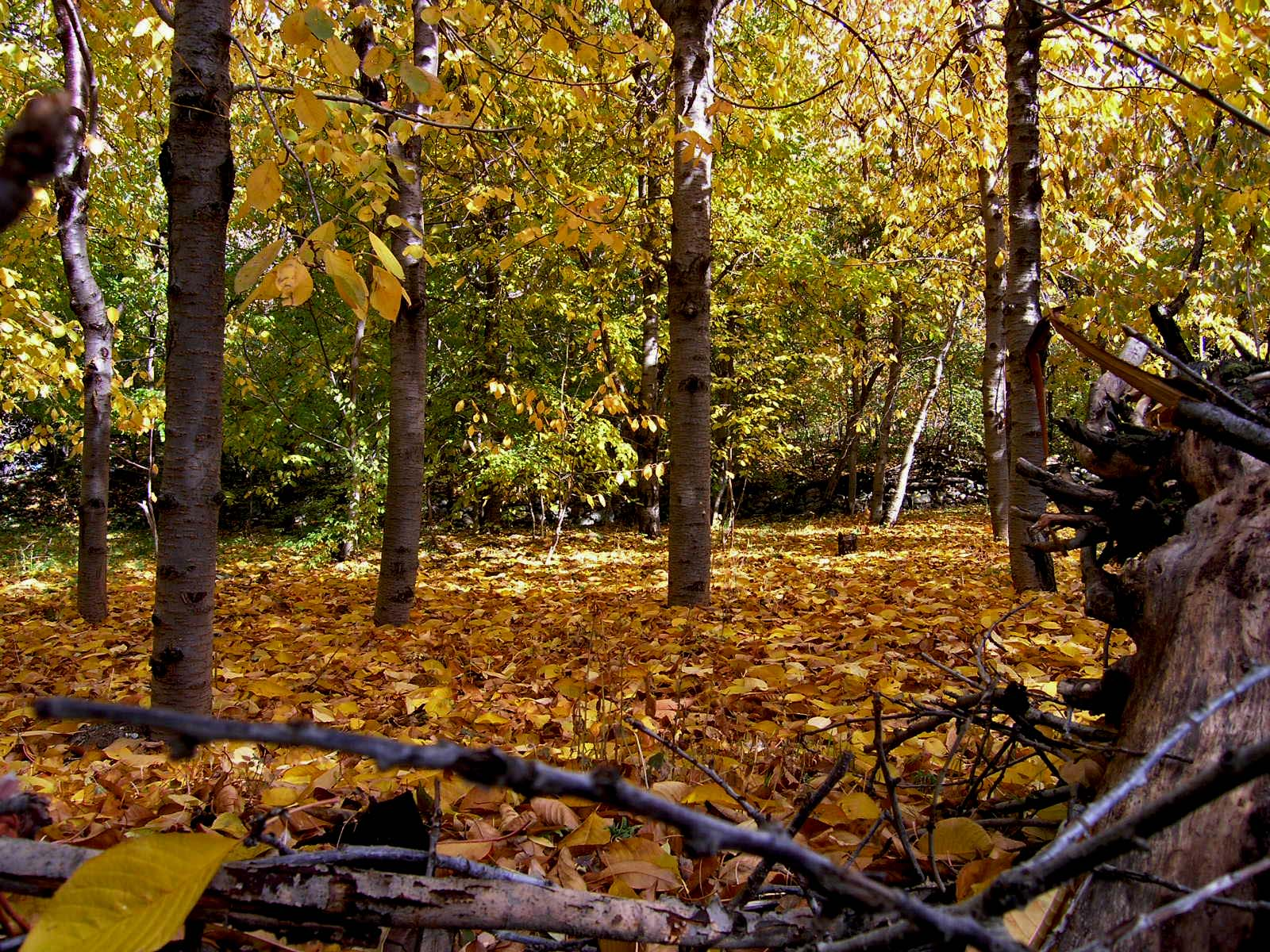
داخل غابات آهار

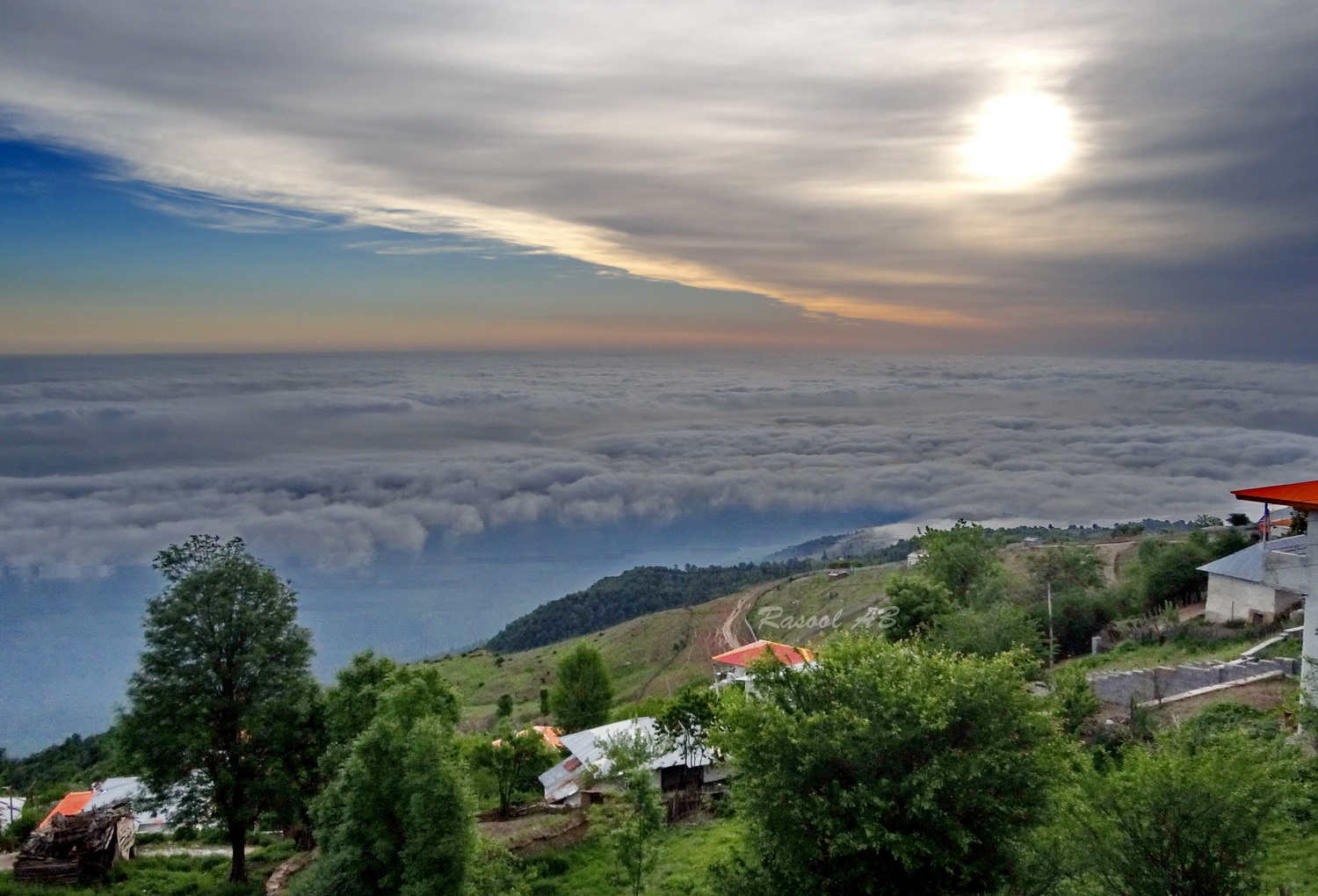
الطبيعة الخلابة في منطقة فيلبند بمازندران

## أنواع التُرَب في جمهورية إيران ونشوء الغابات عليها
ترجع أنواع التُرَب في جمهورية إيران إلى نموذج تُرَب الصحراء السهبية. فعلى الهضاب تسود التُرَب الصحراوية الرمادية والتربة المَلِحَة. أما في منطقة بحر قزوين فتسود التربة السمراء التي تتطور تحت غطاء غابي، وفي الجبال تسود التربة السمراء والكستناوية السهبية، وفي بعض المناطق الجبلية تنتشر التربة البنية وتربة المروج، وتسود في الواحات التربة المستصلحة. وبذلك فإن إيران تمتاز بتوافر جميع أنواع النباتات الطبية وفصائل الأزهار المختلفة، كالدحنون والنعمام، والنرجس وغيرها من الأصناف المتنوعة إضافةً إلى الغابات التي نشأة فوق هذه التُرَب، كما أنّ النباتات الطبية والأزهار على اختلاف أنواعها تتواجد على مدار العام، نظراً لتنوع المناخ، وهي تشكل جزءاً كبيراً من الصادرات الإيرانية إلى الدول الأخرى، كما أن هذه النباتات والأزهار تمتاز بالجودة العالية والمناظر الجالية الخلابة. كما وتسود في إيران أساساً النباتات الصحراوية والنباتات الجبلية المتقهقرة. وتتميز نباتات المناطق الجبلية من غيرها بشكلها الوسادي، إضافةً إلى وجود الأجمات الشوكية. وتنمو في الواحات الجنوبية أشجار النخيل. أما في منطقة بحر قزوين فتنمو (الغابات ذوات الأوراق العريضة)، وبينها أنواع من الأشجار عالية القيمة اقتصادياً. كما توجد في جبال زاغروس بقايا غابات البلوط. وتتناثر في الجبال الواقعة إلى الشمال الغربي من البلاد في بعض المناطق المحدودة بقايا غابات الفستق. وتوجد في منطقة مكران أدغال الأكاسيا «السنط». أما في النطاق (الحزام) الأعلى للجبال فتسود السهوب الجبلية، وتنتشر محلياً المروج الجبلية. وتقدر مساحة الغابات بنحو 180200كم2. ويمكن الإشارة إلى أن (الغابات القزمة) والمؤلفة من البلوط والدردار تنتشر على السفوح الجنوبية الغربية منها وفوق نطاق الصحراء الجبلية. اما في النطاق الأعلى (2500-4100م) تسود (الغابات الألبية النادرة) والمروج الألبية، وتظهر هنا وعلى مساحات صغيرة آثار المظاهر الجليدية القديمة.

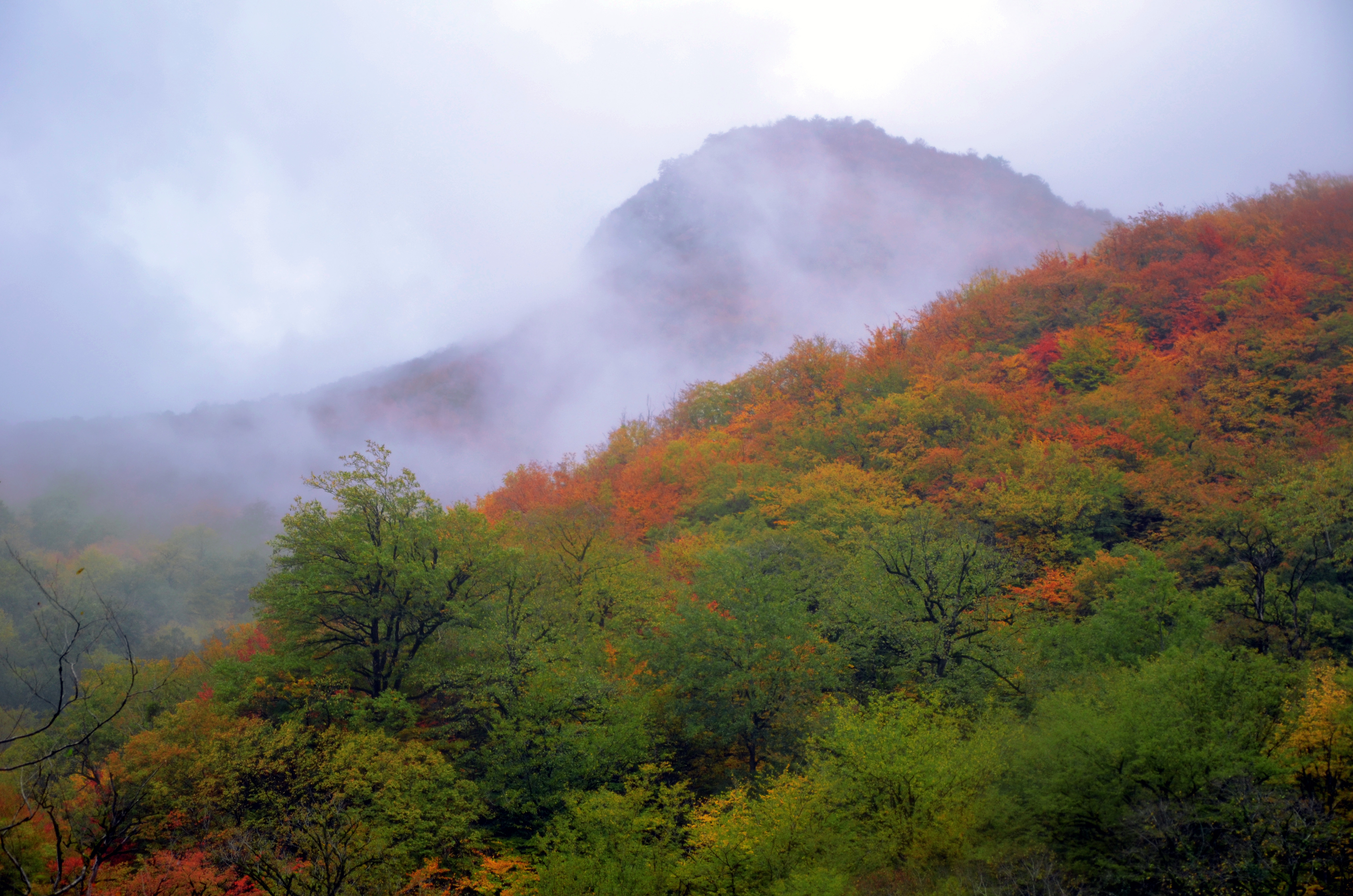
غابات رويان، إحدى مدن مازندران

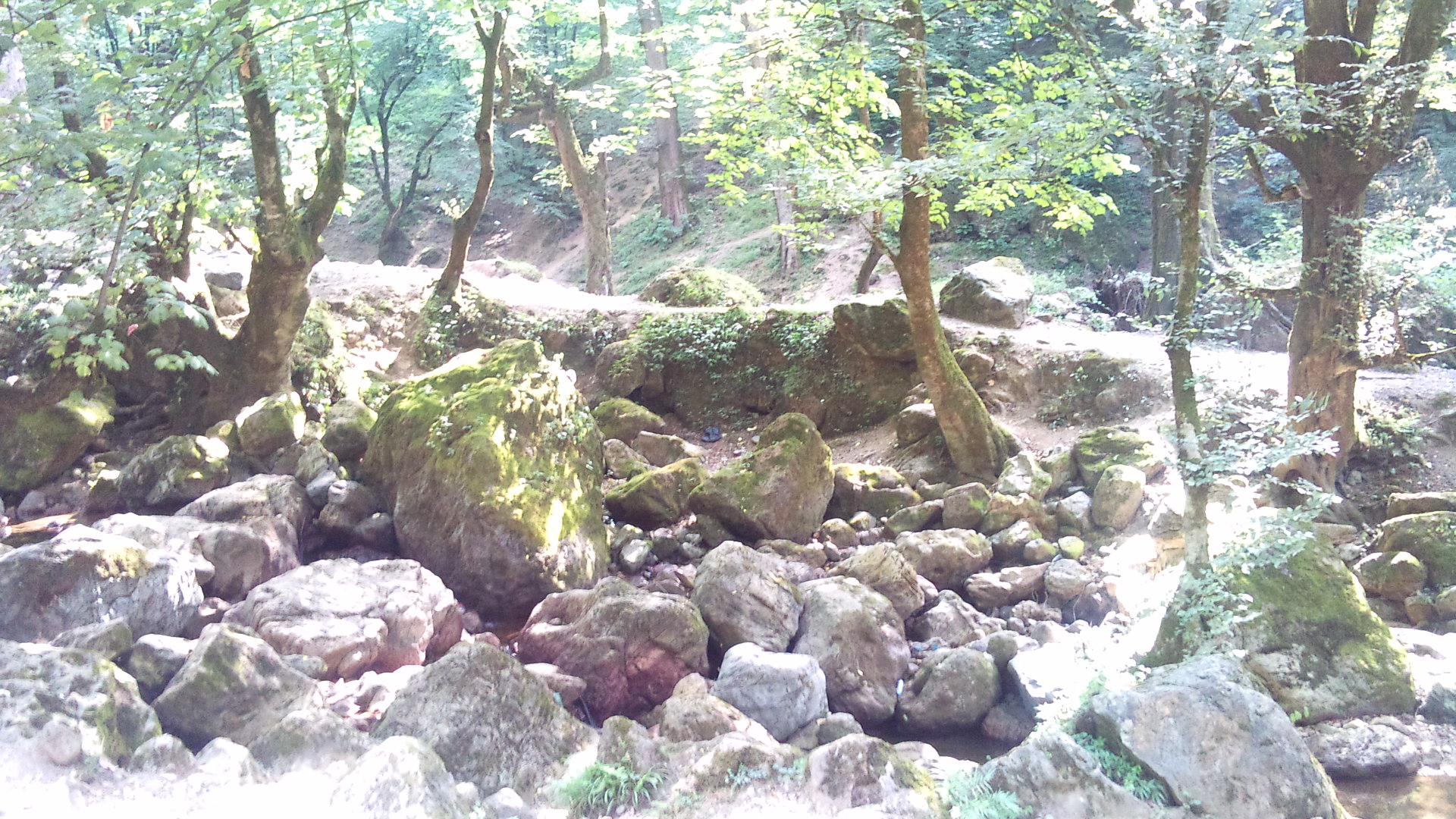
غابات كيلان الطبيعية

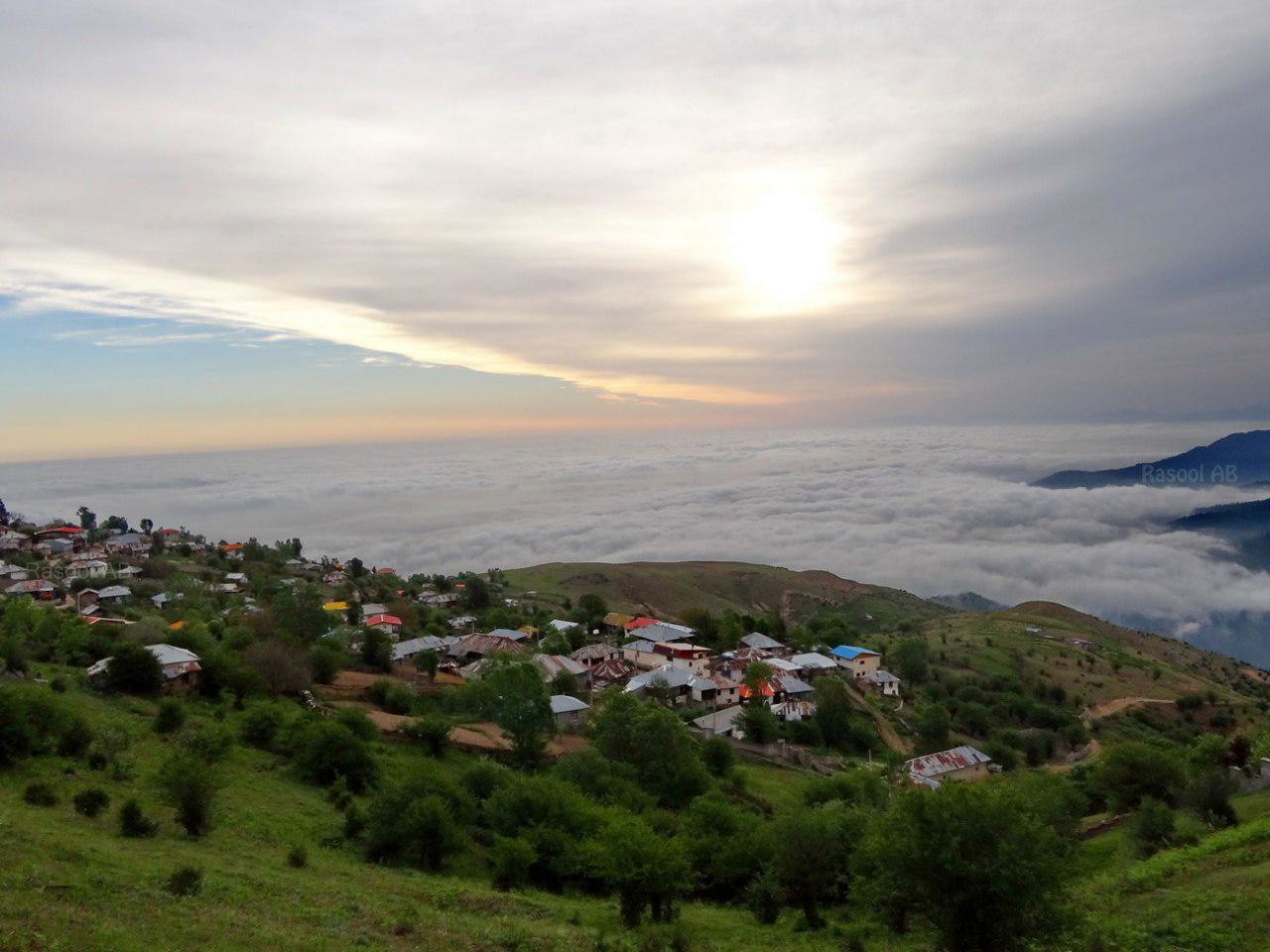
طبيعة فيلبند بمدينة مازندران الشمالية

## الكائنات الحية المستوطنة في الغابات الإيرانية
تتميز جمهورية إيران بوجود عدد كبير من الغابات، كالغابات شبه المدارية وغابات بحر قزوين والغابات الجبلية وغابات البلوط وكذلك الغابات القزِمَة، وان بعض هذه الغابات تحتوي علی كائنات حية متمثلة بالحیوانات البریة المحمیة، وبإمکان المسافرین والسیاح التنزه فیها. ومن أهم تلك الحيوانات الثديات والتي تتخذ من الغابات موطناً لها كغابة «ناهارخواران» التي تتميز بأنواع مختلفة من الحيوانات والطيور، مثل الخنزير البري، ابن آوى، الخفاش، الجرذ، ابن عرس، السنجاب، العقاب، البومة، والسحلية. حيث تجتمع في إيران ثديات قارات العالم المختلفة بأنواعها من أوروبا إلى أفريقيا وآسيا، كما أن فيها ثديات من أنواع إيرانية خاصة، وهذا التنوع الكبير يمنح إيران لقب الدولة التي تحتوي على أجمل وأفضل مجموعة من ثديات العالم، والثديات الموجودة في إيران تبدأ من أصغر الثديات حجماً والتي لا يزيد وزنها عن غرامين اثنين فقط، وهي ما تسمى بآكلة الحشرات، وصولاً إلى الثديات الأكبر حجماً والتي تزن ما يقارب مئة وثلاثين طناً وهو الحوت، ومن أبرز ثديات إيران الخاصة والتي تتخذ من الغابات والسهول موطناً لها هي، الغزلان، والنمور، والأبقار الوحشية، والقطط الإيرانية. اما الطيور التي استوطنت الغابات الإيرانية فهي تتميز بأعدادها الكبيرة وتنوعها الفريد. يُذكَر ان إيران تتميز بوجود معظم أنواع طيور العالم فيها، حيث يتواجد فيها أكثر من ثلاثمئة نوع من الطيور، كما أن معظم الطيور المهاجرة تقضي فصل الشتاء فيها، مما يتيح الفرصة للباحثين المهتمين بالطيور أن يدرسوا أكبر كمية ممكنة من الأنواع في مكان واحد فقط، دون الحاجة للتنقل بين الدول المختلفة، مما يوفر عليهم الوقت والجهد والمال. وكذلك تتميز إيران بوجود أنواع مهمة من الطيور، والتي تكون هدفاً مهماً للصيادين، الذين يرغبون باقتناء هذه الأنواع، ومن أهمها العقاب الذهبي، وصقر الشاهين، وأنواع أخرى من الصقور، وكذلك مختلف أنواع النسور، وطائر الهما، والديك الصحراوي، والذي يُعتَبر من أكثر طيور إيران جمالاً، وغيرها من الأنواع وبذلك يمكن القول ان الغابات الإيرانية استمدت غناها من تنوع الكائنات الحية التي تعيش فيها.

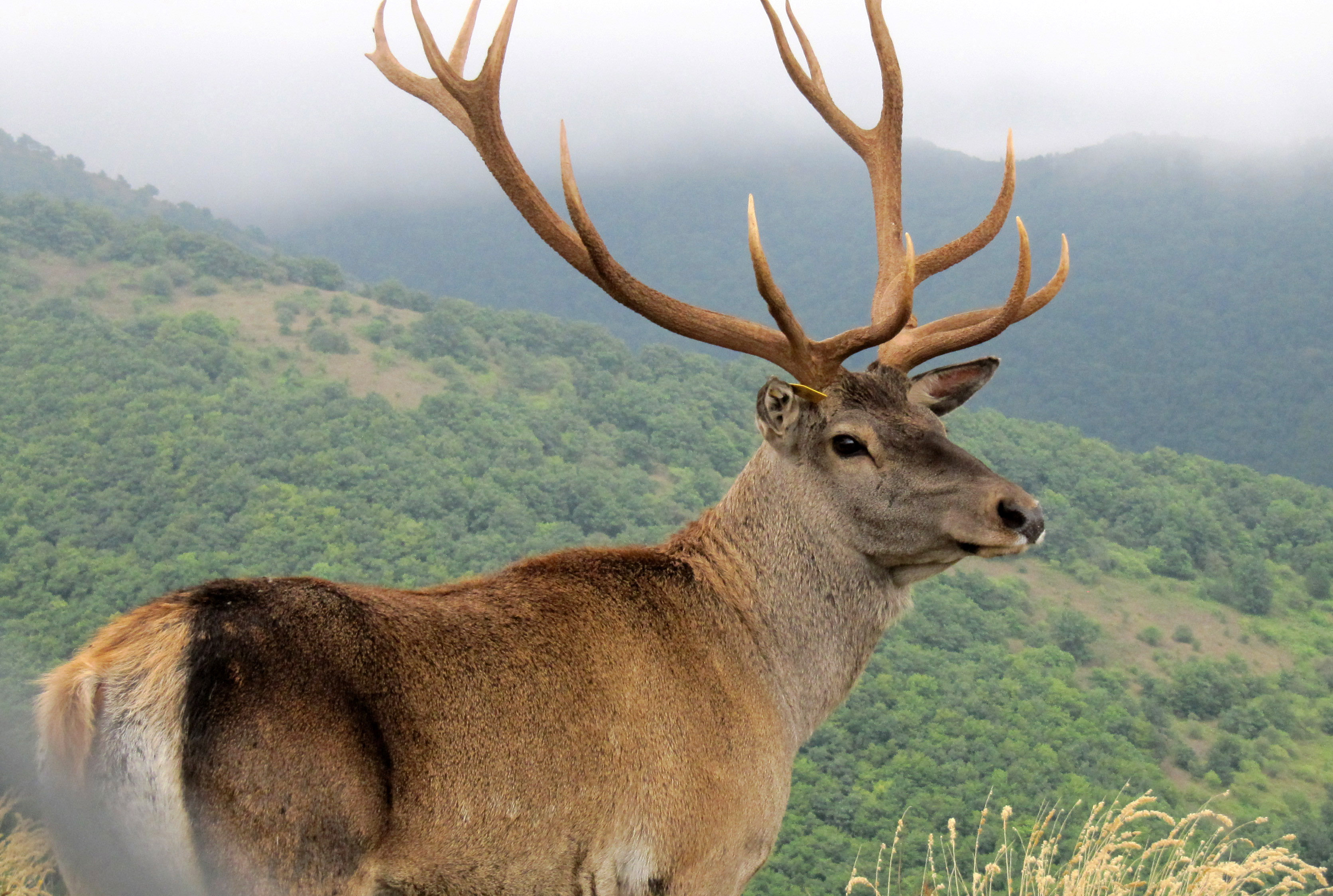
نوع من الغزلان التي تعيش في غابات ارسباران
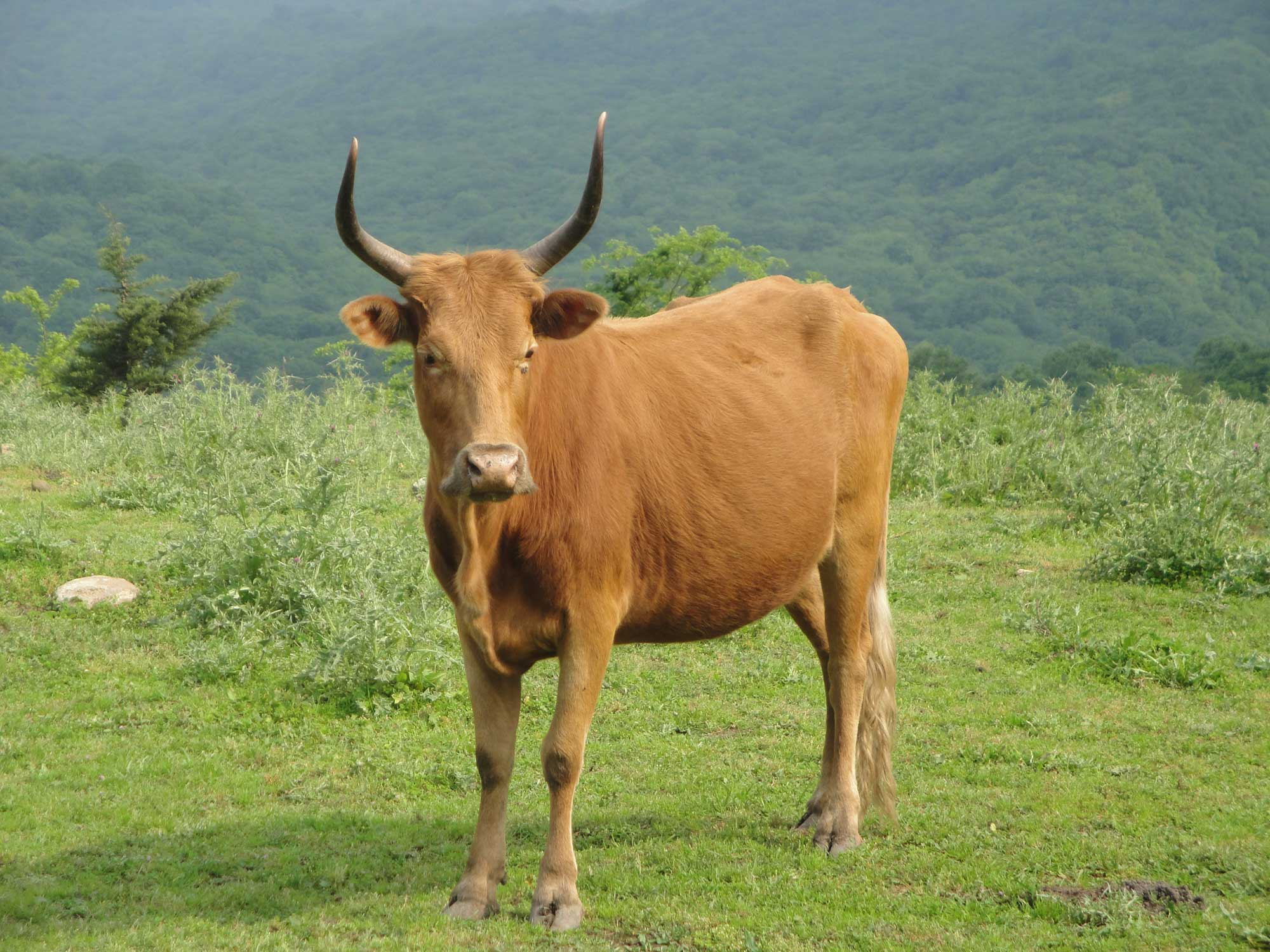
تربية الأبقار في قرية بليران وسط الغابات
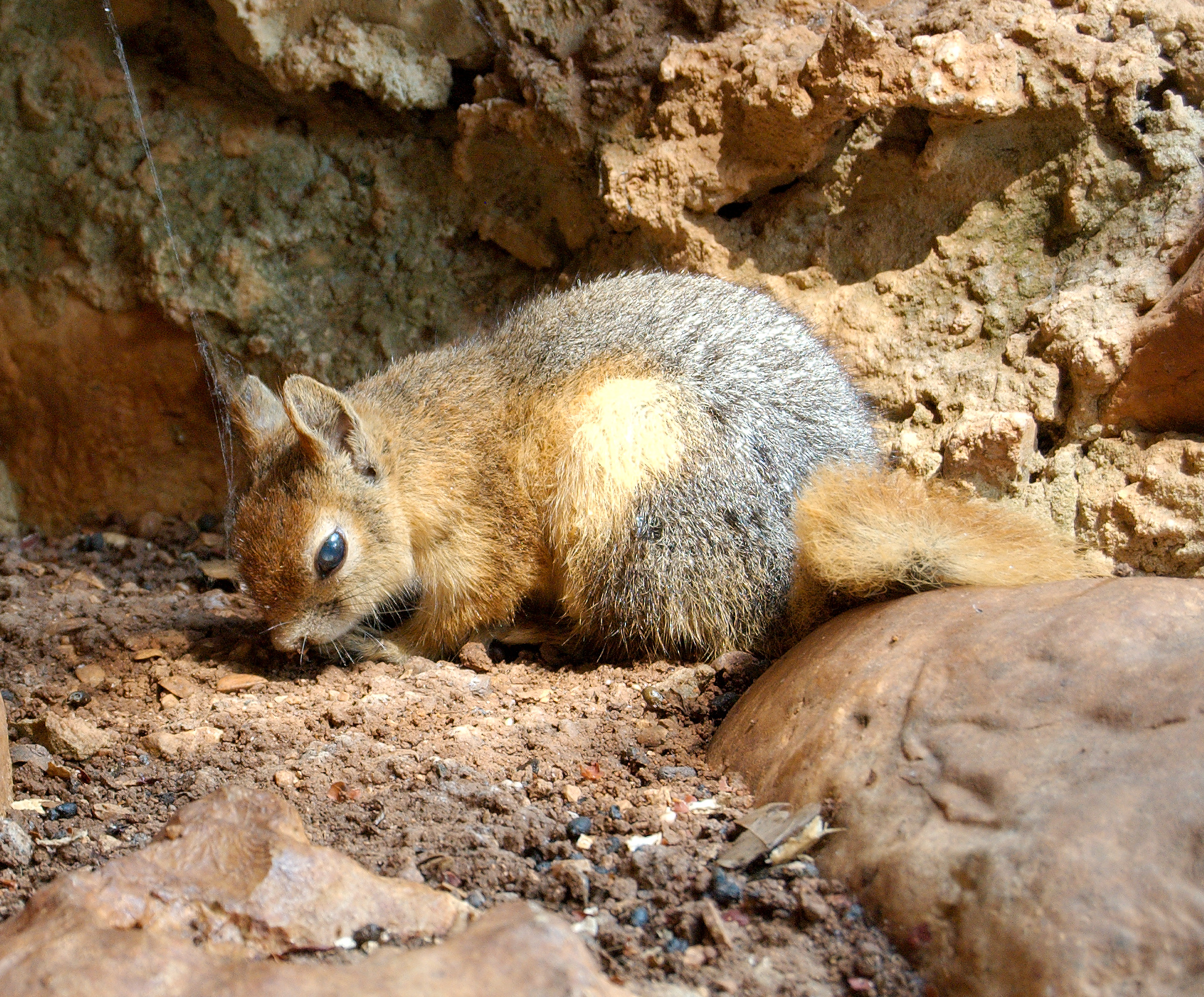
السنجاب الإيراني، والذي يتواجد في الغابات والحدائق الإيرانية
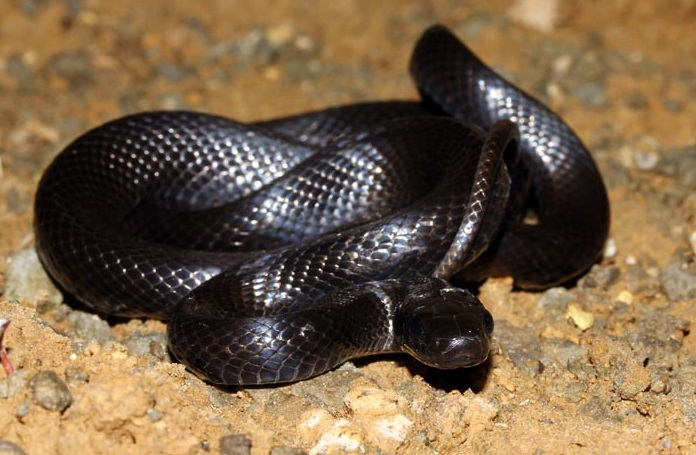
إحدى الثعابين الإيرانية

## عضوية إيران في هيئة الغابات والمراعي العالمية
تُعتبَر جمهورية إيران إحدى أعضاء هيئة الغابات والمراعي في الشرق الأدنى (NEFRC)، والتي أسسها مؤتمر المنظمة في دورته السابعة عام (1953م) كثمرة لقرار مؤتمر المنظمة بشأن الغابات الذي عقدته في عمان (الأردن) سنة 1952م. والغرض هو تقديم منتدى للسياسات والقضايا التقنية لبلدان منطقة الشرق الأدنى كي تقوم من خلاله بمناقشة ومعالجة المسائل المتصلة بالغابات على أساس إقليمي. وتقدم الهيئة كذلك، اعتماداً على الخبرات الإقليمية، المشورة لبرنامج المنظمة في مجال الغابات.

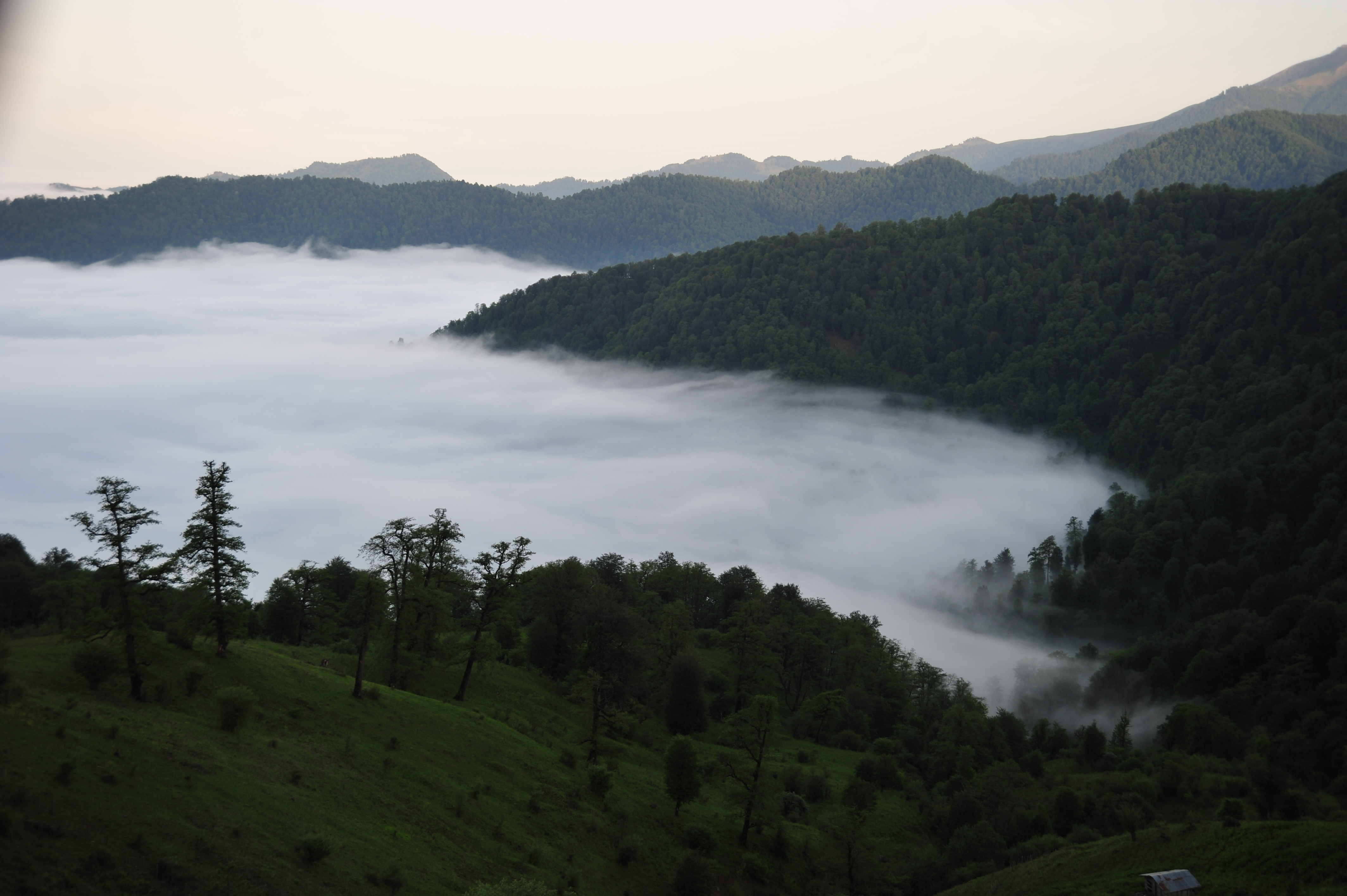
غابات ماسولة، رودخان

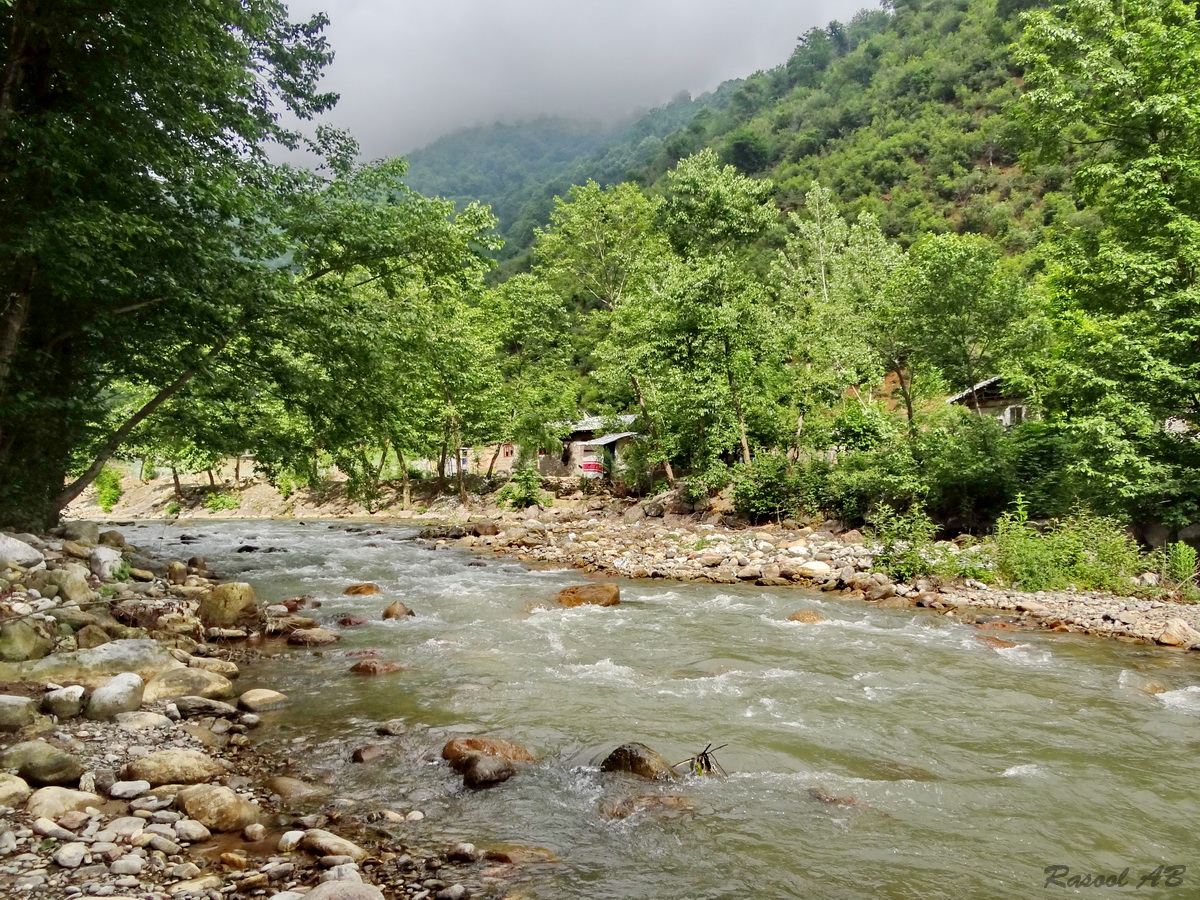
نهر خالكاي وسط الغابات

## يوم الشجرة في جمهورية إيران وهدفه في حماية الغابات
يُعتبَر يوم الشجرة في إيران عيدٌ سنوي يُحتَفَل فيه بالأشجار ويشجع الناس على زرعها والاعتناء بها داخل جمهورية إيران بكل مدنها وضواحيها حيث يبدأ أسبوع الموارد الطبيعية في إيران من تأريخ 6 حتى 13 مارس، ويُطلَق على اليوم الأول من هذا الاسبوع «يوم الشجرة»، حيث يتم فيه الاحتفاء بالأشجار ويشجع الناس على زرعها والاعتناء بها وحماية الغطاء النباتي و (الغابات في إيران). كما ويُعتبَر هذا اليوم يوم الشجرة العالمي ويُحتَفَل فيه بزراعة وحماية الغطاء النباتي في أغلب دول العالم. ويحتفل الإيرانيون في يوم الشجرة من خلال زراعة الأشجار وذلك لحماية المساحات الخضراء والغابات الطبيعية حيث يشارك الجميع بإحياء هذا اليوم. وانطلقت الفكرة هذه من العادات الدينية القديمة وبذلك يحتفل العديد في دول كثيرة بهذا اليوم، ويحظى التشجير في إيران بمكانة خاصة ويشير التأريخ إلى ان الإيرانيين القدامى كانت لديهم احتفالات خاصة بهذه المناسبة وكانوا يقومون بزرع الأشجار ويحترمون الأرض والزرع.، ويتواجد أبناء الشعب الإيراني في هذا اليوم في الحدائق والغابات وفي جميع ارجاء المدن ويقومون بغرس الاشجار، ويستقبل الإيرانيون العام الجديد (نوروز) عبر غرس الأشجار. وان اختيار «يوم الشجرة» في جمهورية إيران يهدف إلى زيادة رقعة المساحات الخضراء، وترميم (الغابات الطبيعية) بزرع غابات اصطناعية، مع إعطاء المزيد من الاهتمام بالأشجار المزروعة وحمايتها وترميم المساحات الخضراء وزرع مساحات جديدة، بالإضافة إلى حماية (الغابات الطبيعية من التعديات).

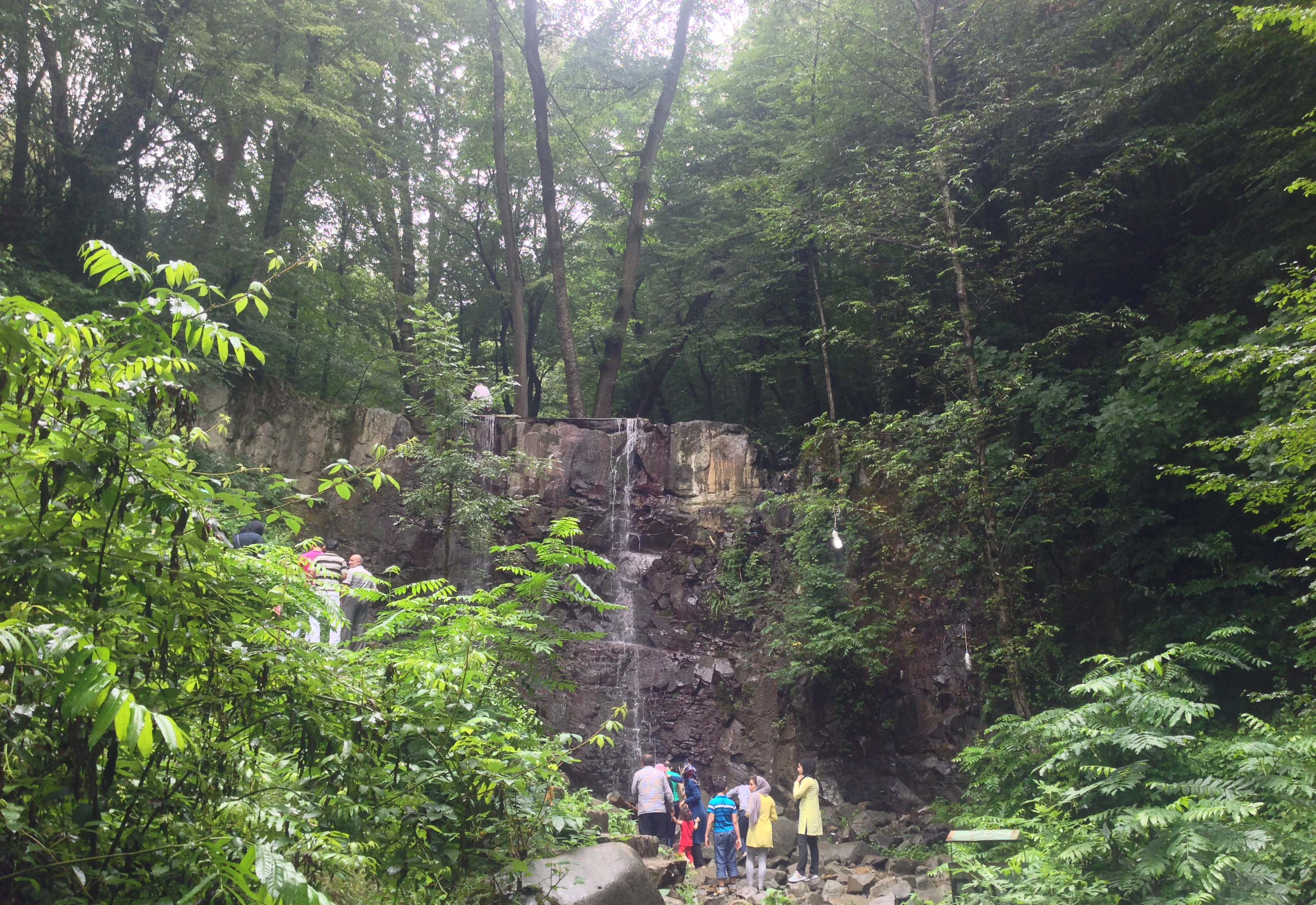
شلال لونك وسط الغابات في سياهكل

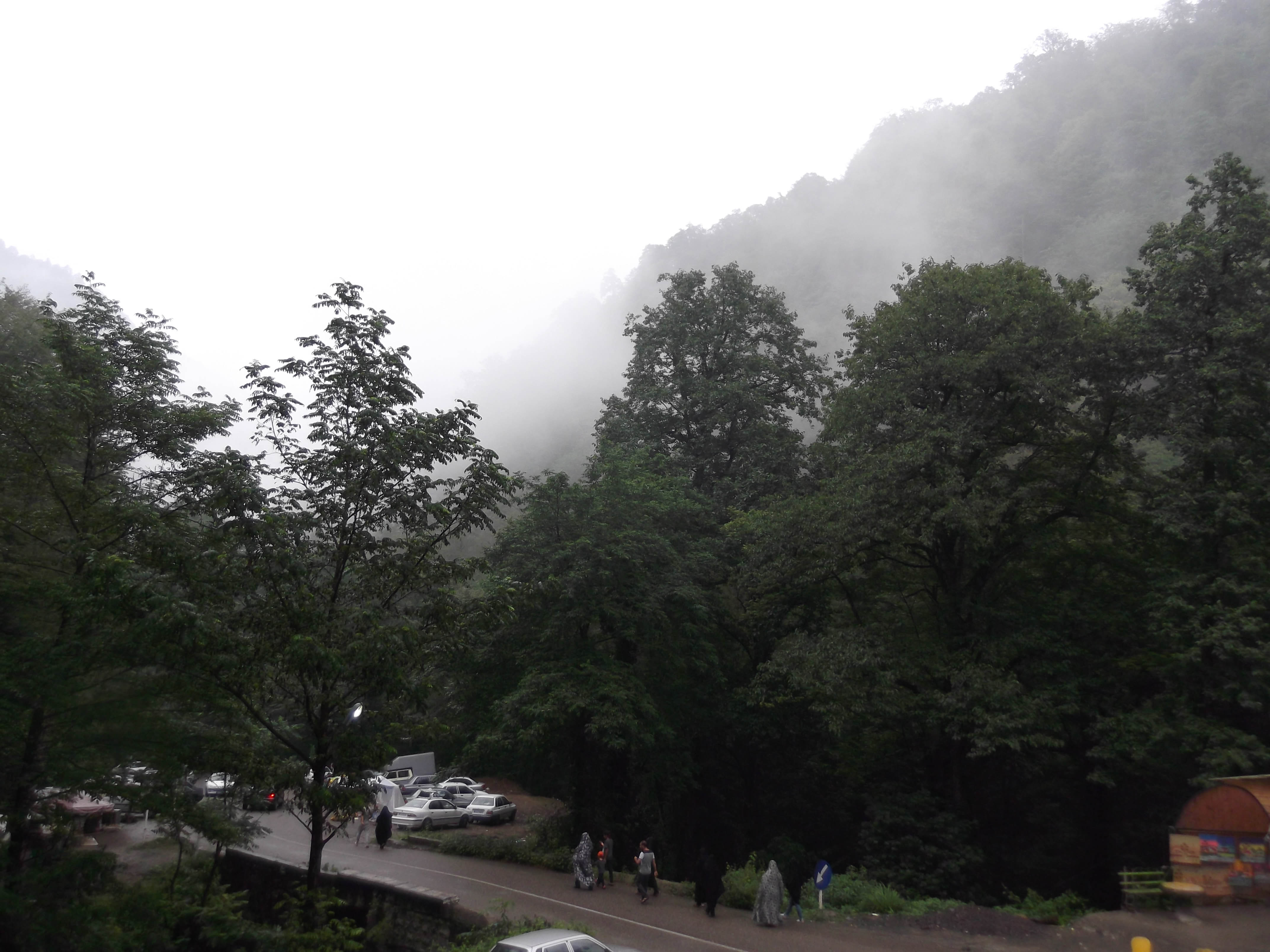
غابات لونك

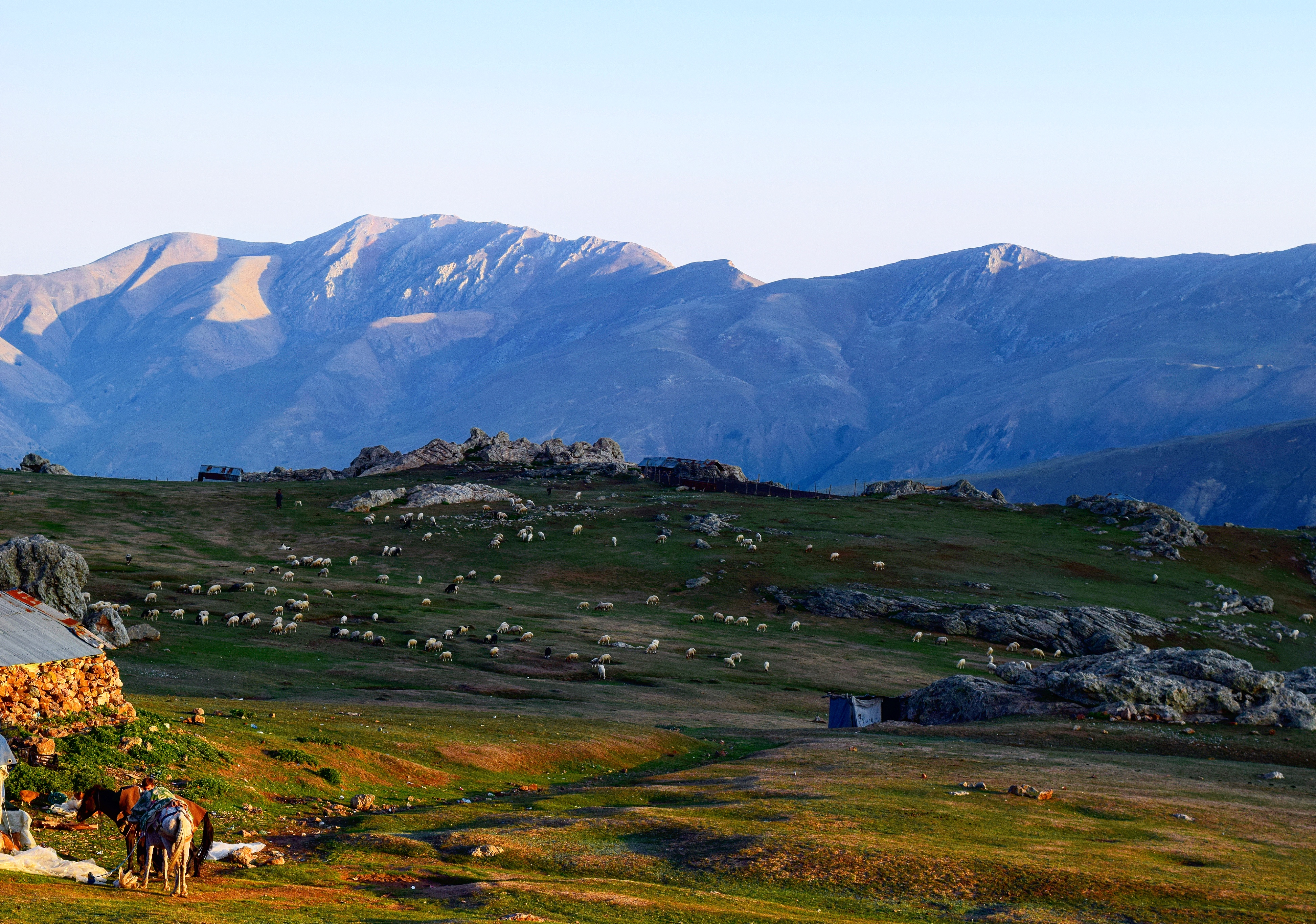
الطبيعة في منطقة ضريح شمس في زنجان

## بعض الغابات في جمهورية إيران
غابات مازندران في الشمال الإيراني
بين جبال البرز الشاهقة وبحر قزوين في شمال إيران تقع أرض جميلة أُطلقَ عليها الإيرانيون لقب (الجنة المفقودة) وهي تتميز بطبيعة خلابة تشكل مقصداً للزائرين إلى هذه المساحة الخضراء الجميلة التي تسمى محافظة مازندران. والتي تقع شمال إيران وبجوار بحر قزوين، ومدينة ساري هي مرکز المحافظة وتبعد عن طهران 250 کم، ولها طبيعة خضراء تميزها عن كل المحافظات الإيرانية. وتتأثر طبيعة هذه المحافظة وفقاً للموقع الجغرافي والمرتفعات الجبلية ومدى ارتفاعها عن مستوى سطح البحر، ومجاورتها للبحر، والرياح الموسمية وحجم الغابات أيضاً، لذلك نلاحظ ان مناخ المحافظة کثير التنوع بالرغم من مساحتها الصغيرة. ان بحر قزوين يلعب دوراً رئيسياً في مناخ السواحل الإيرانية الشمالية، ويضفي جمالاً نادراً على مدن کيلان ومازندران وکرکان. وعرض الساحل الإيراني على بحر قزوين والممتد من مدينة آستارا وحتى مدينة کميشان ومصب نهر اترك، يتراوح بين 3 و 30 کيلومتراً. اما المنظر الجنوبي للمحافظة فعبارة عن غابات کثيفة على سفوح جبال البرز. وهذه أبرز غابات مدينة مازندران:
- غابة نور

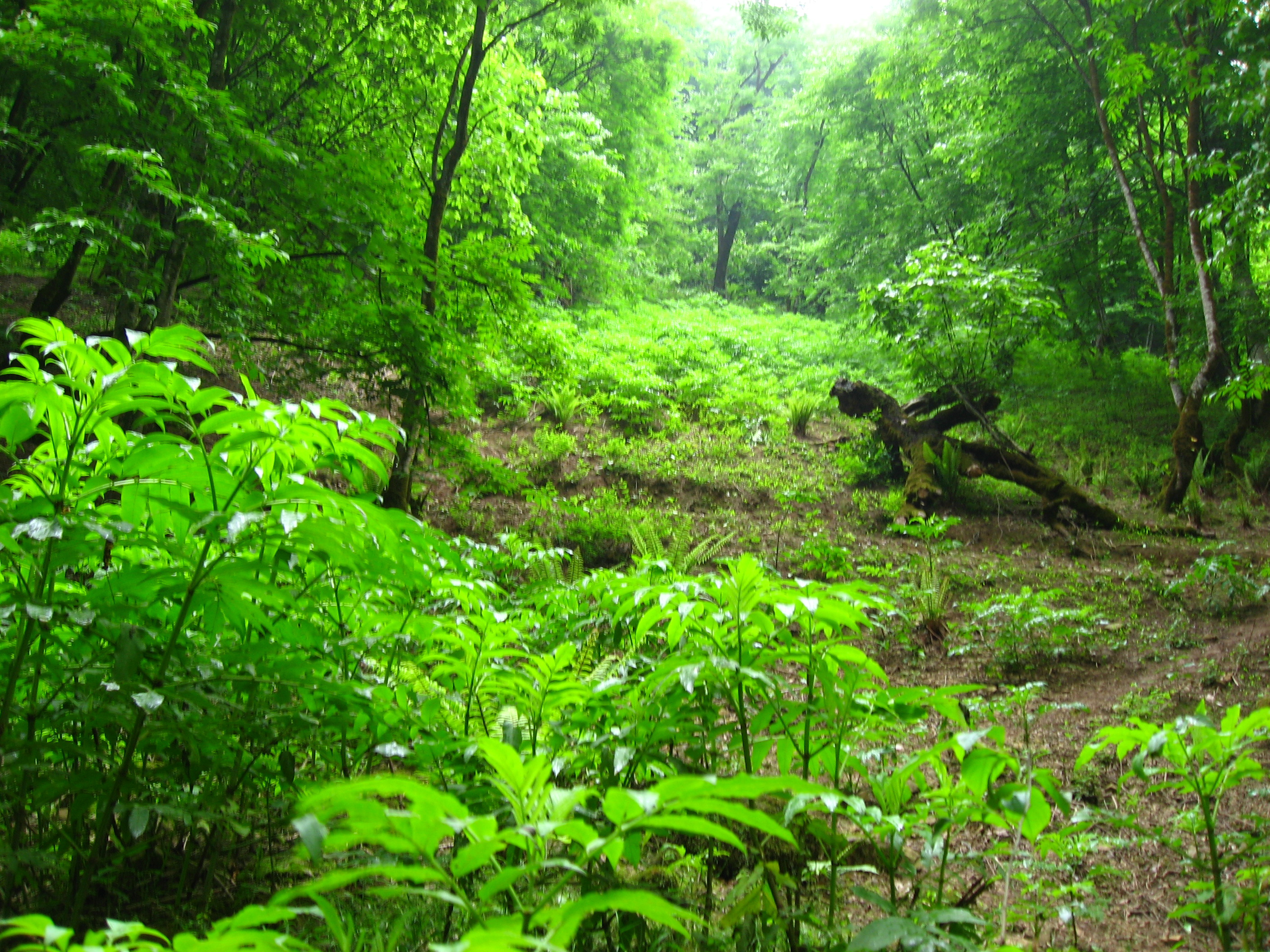
غابات شمال إيران

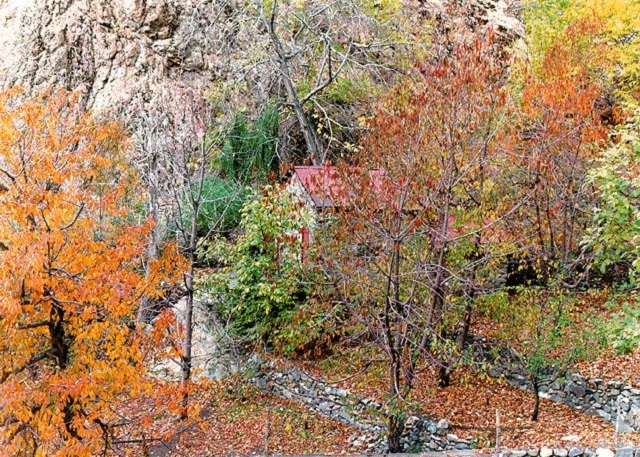
الغابات البكر في شمال جمهورية إيران

تقع في منطقة نور في محافظة مازندران، وتحتل مساحة 36 كم2، ويوجد فيها نحو 10 هكتارات من المساحات المائية، وتتميز بقربها الكبير من البحر. يزور غابة نور حوالي 20 مليون سائح سنوياً حيث تُعَد إحدى المناطق‌ السياحية‌ الكبرى‌ في محافظة مازندران، وهي ذات أشجار غابية‌ نادرة‌، وفيها أشجار برية كثيفة ومتنوعة مثل الصفصاف والبلوط والتوسكا والافرا، ويبلغ عمر بعض أشجار الصفصاف التي توجد فيها بوفرة إلى أكثر من 700 سنة. غابة نور قريبة من بحر قزوين وهي تقع على بعد 5 كيلومترات على طريق بلدة محمود آباد إلى بلدة نور. ان توسع مدينة نور من ساحل البحر إلی مرتفعات ألبرز المركزي، يعطي التنوع المناخي، والأنهار، والشلالات الطبيعية، ومع الآثار التأريخية والمعالم الأثرية سمعة خاصة لهذه المدينة. وتُعتبَر غابة نور، وشاطئ البحر، وشلال آب بري، والمياه المعدنية الساخنة، من مناطق الجذب الرئيسة والطبيعية لمنطقة نور. ان بعض المناطق في الغابة يمنع دخولها أو قطع أخشابها وذلك للحفاظ على النباتات الطبيعية فيها وهي تُعتبَر محمية طبيعية.
- غابة سمسكنده

تُعتبَر محمية‌ طبيعية للحيوانات‌ والطيور وبمساحة تبلغ ألف‌ هكتار، وتقع‌ هذه الغابة على بعد خمسة‌ كيلومترات‌ شرق‌ مدينة‌ ساري‌. تُعَد ثاني محمية طبيعية في مدينة ساري وتقع على مسافة 10 كم في الناحية الجنوبية الشرقية منها على الطريق الرابط بينها وبين مدينة نكا. وطبيعة هذه المحمية تشابه سائر نواحي محافظة مازندران من حيث خضرة أراضيها ولطافة أجوائها وتنوع مساحاتها الخضراء والحيوانات البرية التي تقطنها، تبلغ مساحتها الإجمالية ألف هكتار تقريباً، ومن أبرز الحيوانات البرية التي تقطنها هي الثعالب، القطط الوحشية (الوشق)، السناجب، ابن عرس، الخنازير البرية، النسور، البوم، والطيور بمختلف أنواعها.
- غابة الشهيد زارع

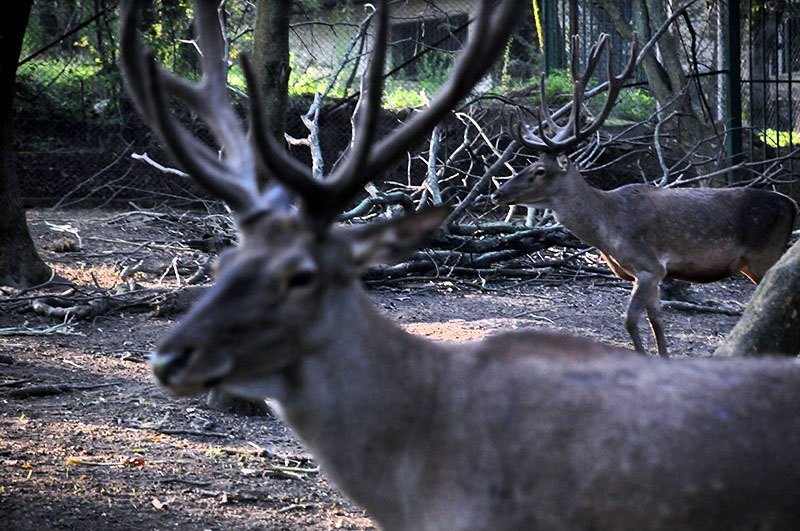
محمية الحيوانات في غابة سمسكنده

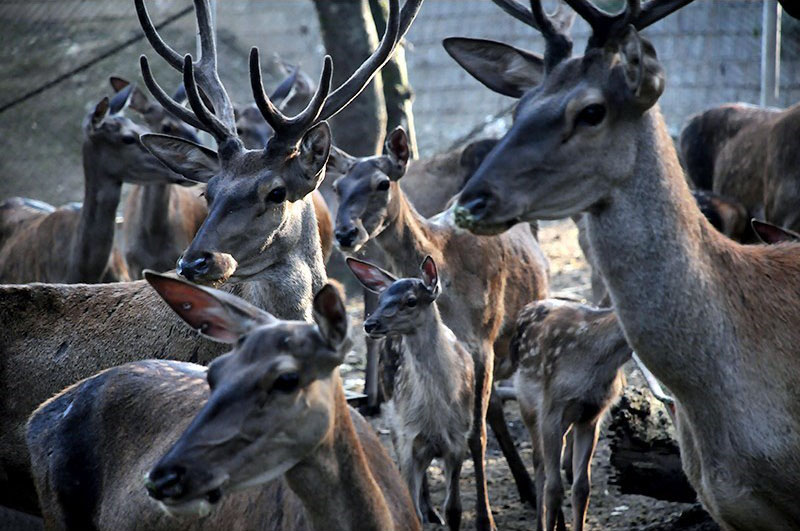
عدد من من الغزلان في محمية الحيوانات في غابة سمسكنده

تقع هذه الغابة شرقي مدينة ساري وعلى مسافة ثلاثة كيلومترات من ضفاف نهر (تجن) غابة كثيفة الأشجار وتحاذي سفوح سلسلة جبال ألبرز وهي مزودة بوسائل إقامة للسائحين وتبلغ مساحتها الإجمالية 70 هكتاراً وتتنوع فيها الأشجار الخضراء طوال أيام العام.
- غابتا دودانگه وتشهار دانكه

تقعا في الناحية الجنوبية الشرقية من مدينة ساري وتبلغ مساحتهما الإجمالية 16904 هكتار وتتنوع فيها المساحات الخضراء والنباتات والحيوانات البرية، وهي معتدلة في فصل الصيف وقليلة البرودة في فصل الشتاء، وما يميزها أيضاً تنوع الحيوانات البرية فيها ولا سيما الغزلان والظباء والدببة والخنازير ومختلف أنواع الطيور المحلية والمهاجرة.
- غابة دشت ناز

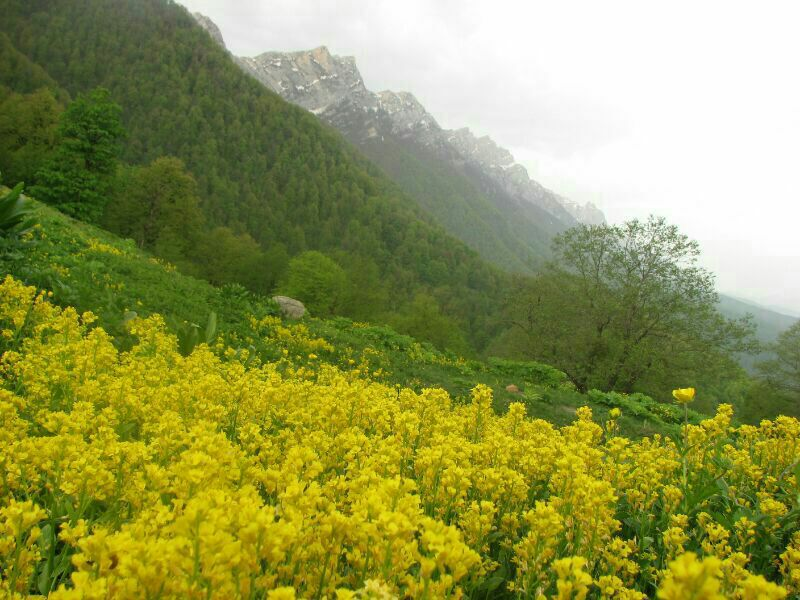
المروج في دودانگه مدينة ساري، محافظة مازندران شمال إيران، حيث الغطاء النباتي الكثيف

عبارة عن محمية طبيعية تبلغ مساحتها 55 هكتاراً تقريباً وتتنوع فيها المعالم الطبيعية من مرتفعات وغابات وسهول خضراء ومسطحات مائية مما جعلها واحدة من أجمل المناطق السياحية في مدينة ساري، وقد تم فيها تنفيذ مشروع للحفاظ على الظباء ذات اللون الأصفر وتناسلها وبعضها أصبح أليفاً بحيث إن السائحين بإمكانهم الاحتكاك بها وتقديم الأعلاف لها مباشرةً، وبعد تكاثر أعداد هذه الظباء فهي تُنقّل إلى مواطنها الأصلية في ضفاف نهر الكارون وبعضها الآخر ينقل إلى سائر نواحي البلاد.
- غابة سي سنکان

هذه الغابة تشبه غابة نور من حيث الخدمات المتوفرة بها، ويوجد بها أشجار الصفصاف بوفرة. کما أنها قريبة من بحر قزوين لذلك فهي تشهد زحاماً شديداً من قبل السياح والمسافرين وأهالي المنطقة.
- غابات كلاردشت

- غابة جالوس

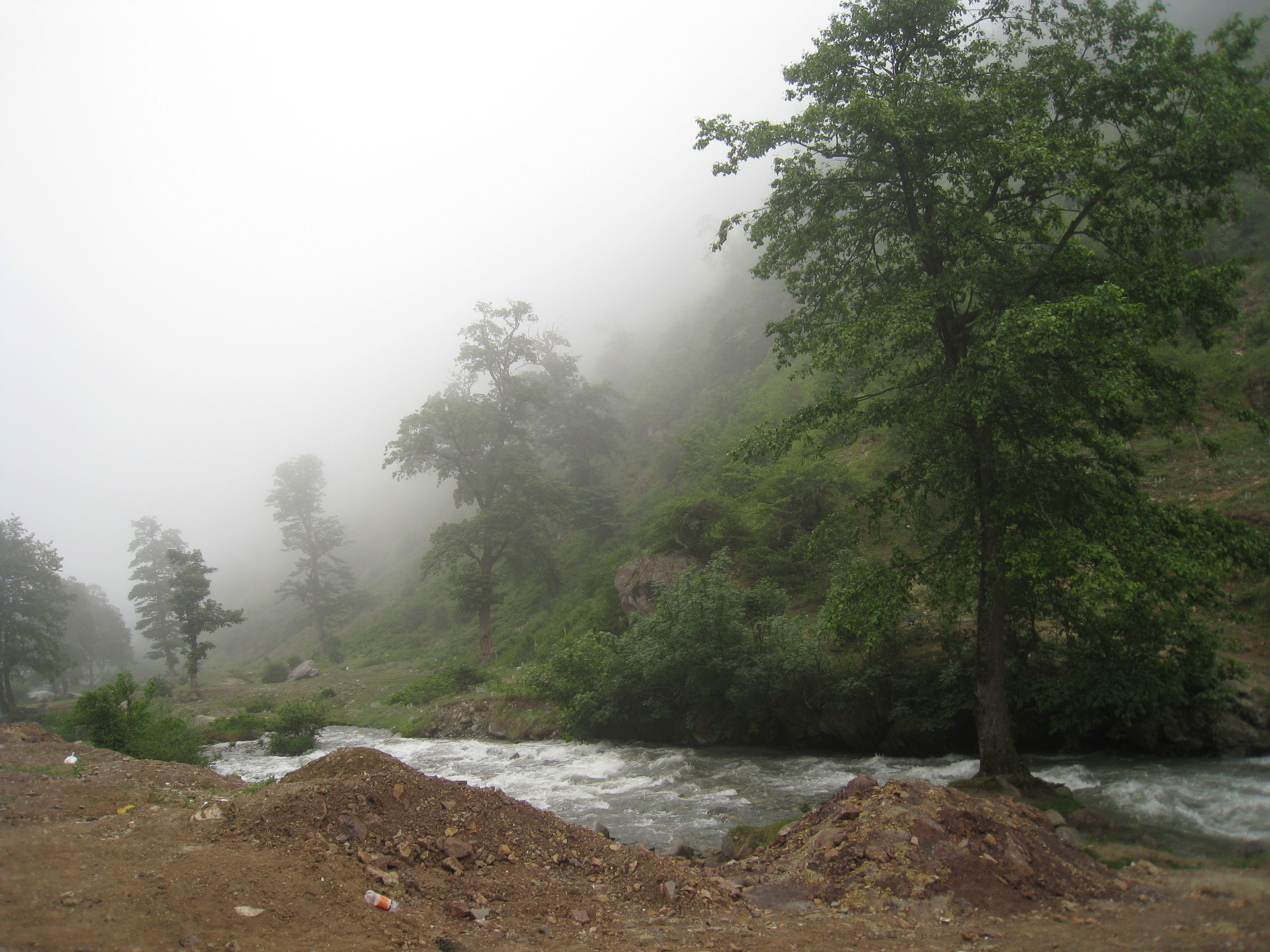
الغابات الطبيعية في كلاردشت

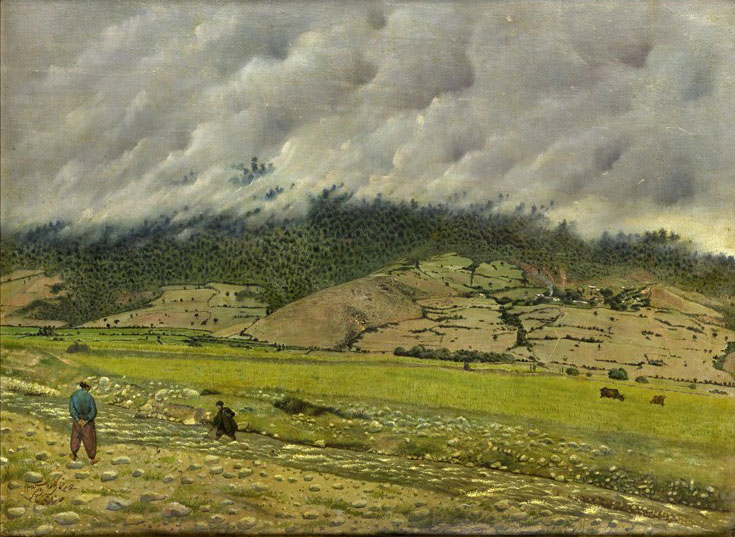
كمال الملك في كلاردشت

هذه الغابة تقع على مسافة 7 کم من مدينة جالوس باتجاه طهران. کما ان نهر جالوس يمر بجوارها. وقد تم إنشاء معسکر للتخييم في الغابة تتوفر فيها کافة الوسائل اللازمة لإقامة ومبيت المسافرين والسياح.
- غابة ومتنزه نمك آبرود

تبلغ مساحة هذه الغابة أکثر من 200 هکتار وتحتوي على أشجار برية کثيفة ومتنوعة مثل الصفصاف والبلوط والتوسکا والافرا، ويبلغ عمر بعض أشجار الصفاف أکثر من 700 سنة. ان طبيعة غابة نمك آبرود تُعتبَر عذراء وبکر، وقد تم المحافظة على هذه الطبيعة لکي لاتتعرض إلى عمليات التحديث.
- غابات هيركاني في شمال إيران

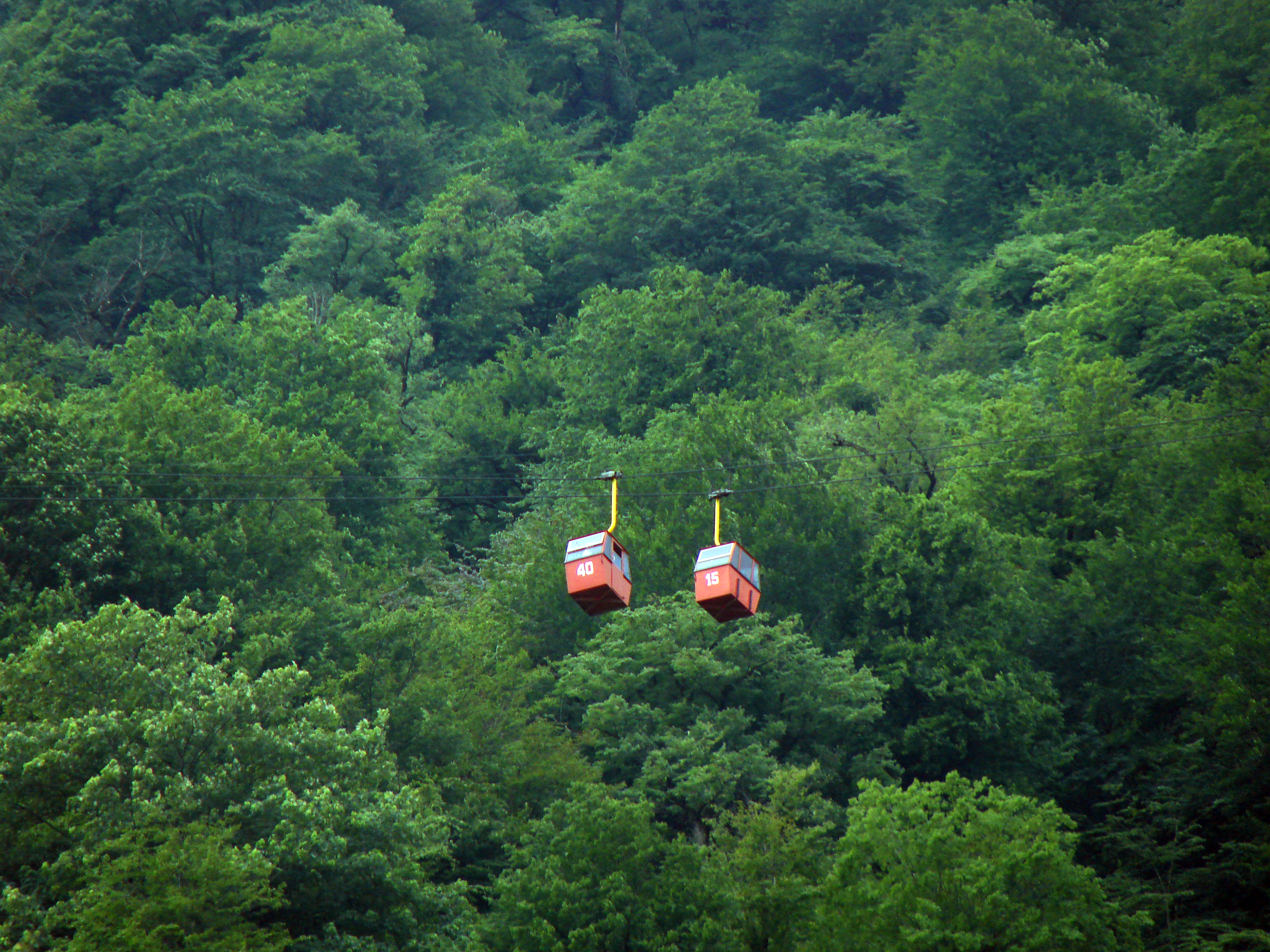
غابات نمك آبرود

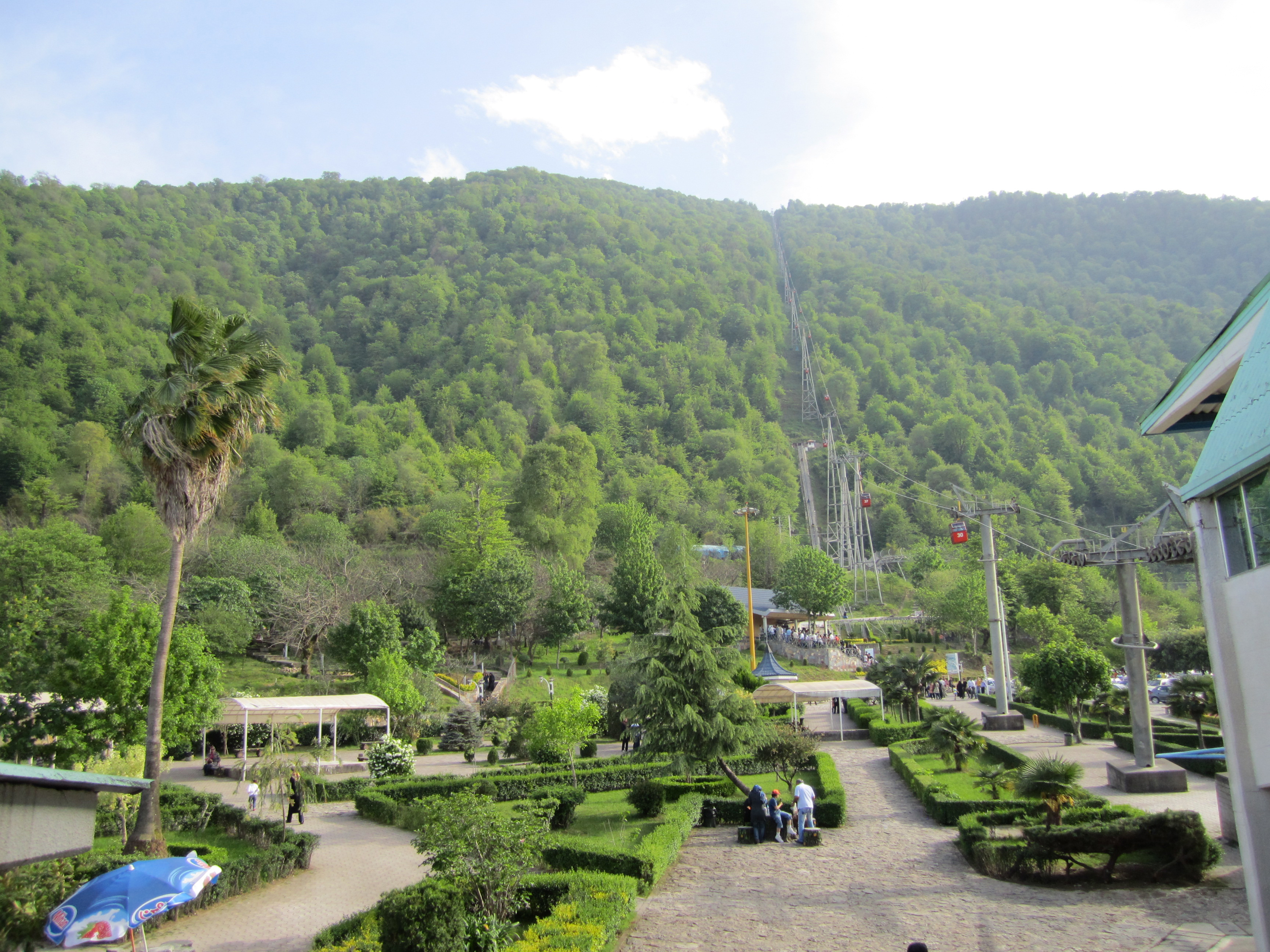
غابات نمك آبرود

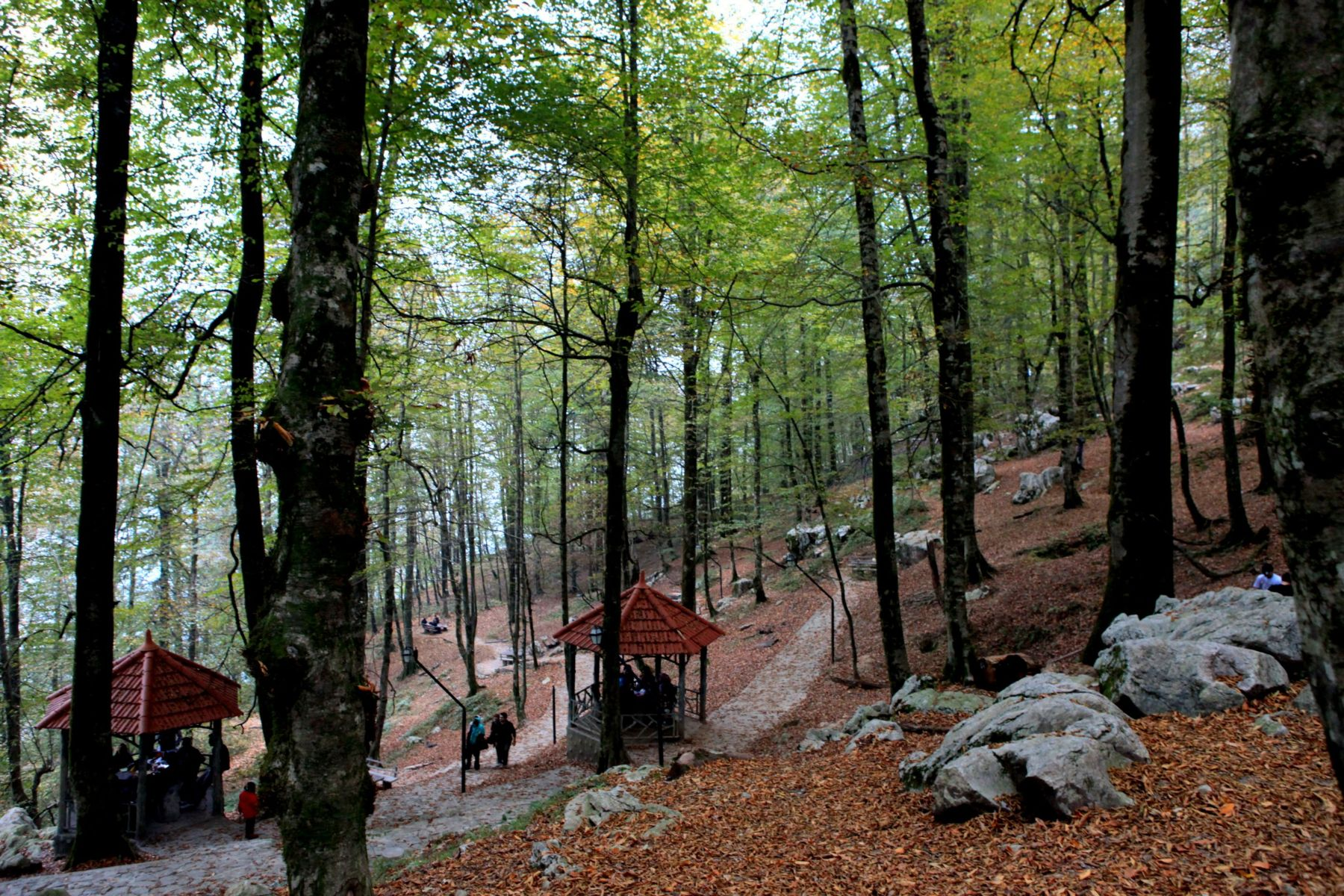
محطات التلفريك في غابات نمك آبرود

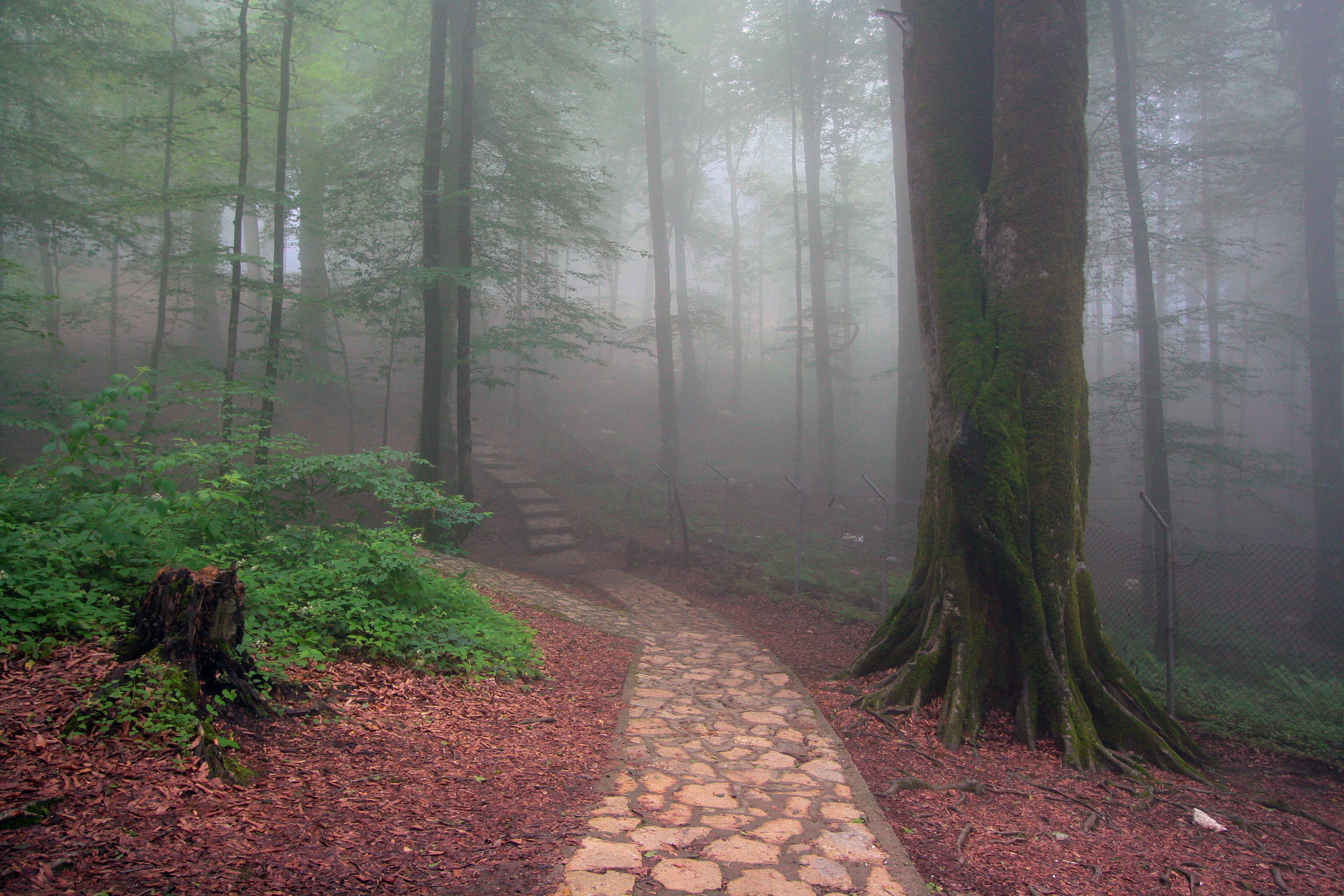
غابات نمك آبرود العذراء

تقع هذه الغابات بمحافظة مازندران وهي تمتد من شمال غرب مدينة آمل حتى حوالي مدينة جرجان شمال شرق إيران بمحافظة غلستان. وتُعتبَر هذه الغابات الواقعة على منحدرات شمالية لجبال البرز واحدة من أكثر أنواع الغابات الفريدة من نوعها في العالم حيث يغطي كشريط أخضر سفوح الجبال والشواطي الجنوبي لبحر قزوين. وهذا الشريط يمتد من المناطق المحيطة لمدينة أستارا في الشمال الغربي بمحافظة جيلان حتى بالقرب من مدينة جرجان في شرق إيران. وبقيت هذه الغابات من العصر الجوراسي وتغطي 7.3 مليون هكتار من الغطاء الحرجي في إيران لكن هذا الغطاء انخفض إلى 8.1 مليون هكتار ويكون تركيز أكثر حجم هذه الغابات حالياً في مدينة أمل بمحافظة مازندران. يعود تأريخ هذه الغابات إلى بقايا الفترة الجيولوجية الثالثة حيث هناك 80 نوعاً من النباتات الخشبية جنباً إلى جنب أنواع نباتية نادرة بينها خشب الزان، والبلوط، وجار الماء، والدردار والكرز البري، الرماد الجبلية، الطقسوس، الخ، والتي يمكن إستخدامها كمتحف حي في المنطقة.
- غابات دوهزار وغابات سه هزار

تُعتبَر غابات دوهزار وغابات سه هزار من أجمل غابات شمال إيران وأكثرها تميزاً واثارةً لإعجاب عشاق الطبيعة العذراء حيث تُعَد من توابع مدينة تنكابن وتثير عندكم الدهشة بما فيها من الهواء المعتدل الجبلي والمناظر الخلابة للغابات الكثيفة والشلالات والأنهار الجارية والجبال الشاهقة ذات السهول والمراعي المخضرة والسماء التي تصبح ضبابية أغلب الأوقات. ان وادي دوهزار ووادي سه هزار يُعتبَران من أروع مصايف محافظة مازندران الواقعتين في مرتفعات البرز الشامخة، تعجبكم حقاً في الصيف كما هما ساحران أيضاً في الخريف. على بعد مسافة قصيرة عن وادي دوهزار وخلال التمشي حوالي نصف ساعة يمكن الوصول إلى نبع شلف للمياه الدافئة المعدنية المفيدة في علاج أمراض الكلى والنقرس وعسر الهضم. ان كلمة «هزار»  تأتي من الأزمنة القديمة وهي كانت في الواقع «هراز» بمعنى النهر، بسبب أنّ المنطقة دوهزار فيها نهرين كبيرين ومنطقة سه هزار فيها ثلاث أنهار كبيرة وتکونان الیوم إلى إثنتين من أجمل غابات المحافظة وتبتعدان عن البعض نحو ثلاث ساعات.
- غابة دالخاني

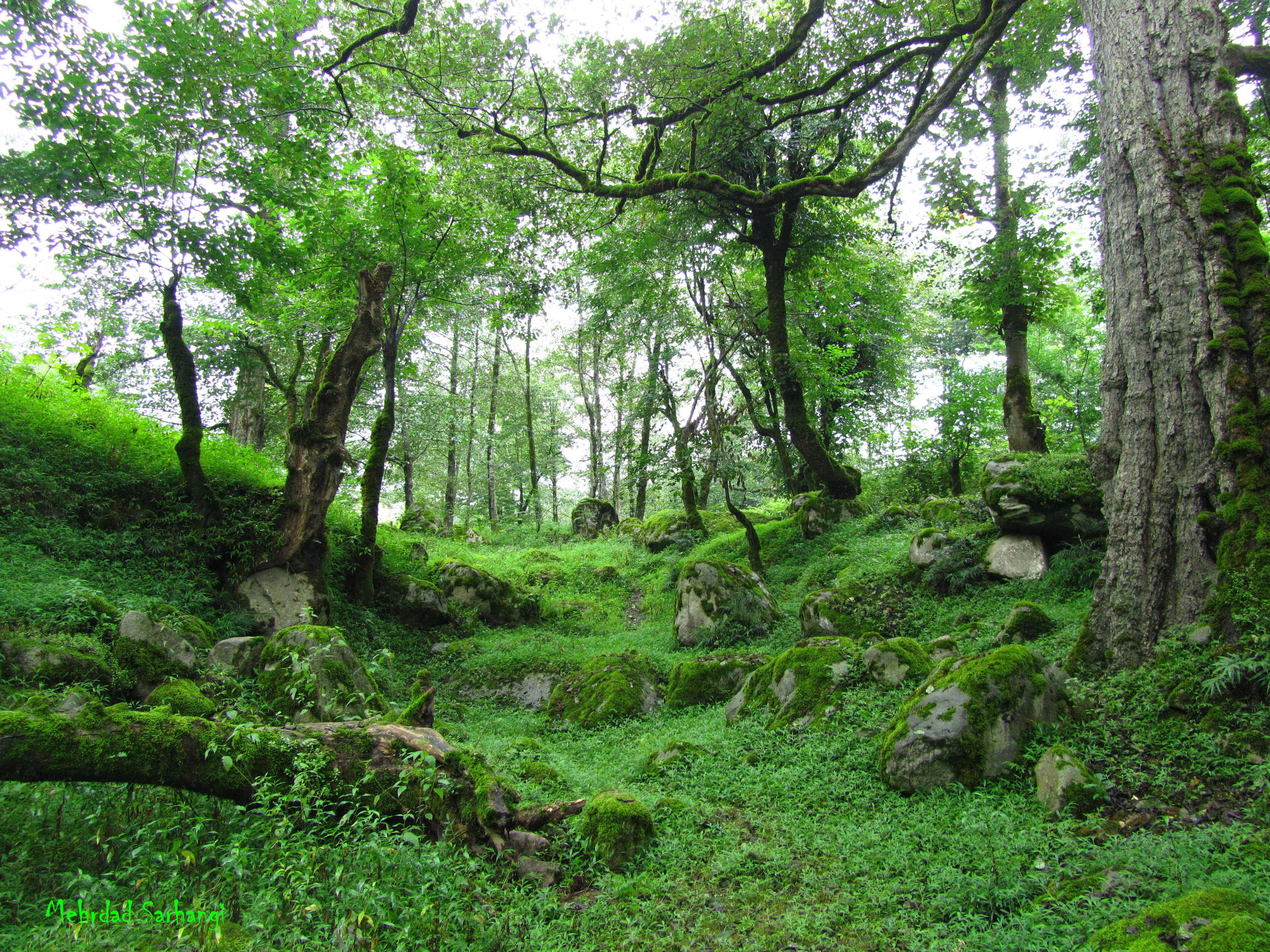
غابات سه هزار في مازندران

هذه الغابة تبعد مسافة 7 کیلومترات عن رامسر وکثرة الأشجار ووجود ینابیع المیاه العذبة والأنهار جعلتها من أجمل الغابات فی الشمال الإيراني. وتقع غابة دالخاني في مدینة رامسر فی أقصا الغرب من محافظة مازندران التي تقع بدورها في شمال إیران. وتبلغ مساحة رامسر 730 کیلومتر مربع وعدد سکانها یقارب 70000 ألف نسمة. الجبال المکسوه بالأشجار، والغابات الکثیفة وقرب المسافة من البحر ووجود المناخ الممطر والمعتدل هي المقومات التي جعلت رامسر من أکثر الوجهات السیاحیة التي یقصدها السیاح العرب والأجانب.
- غابات مدينة نوشهر

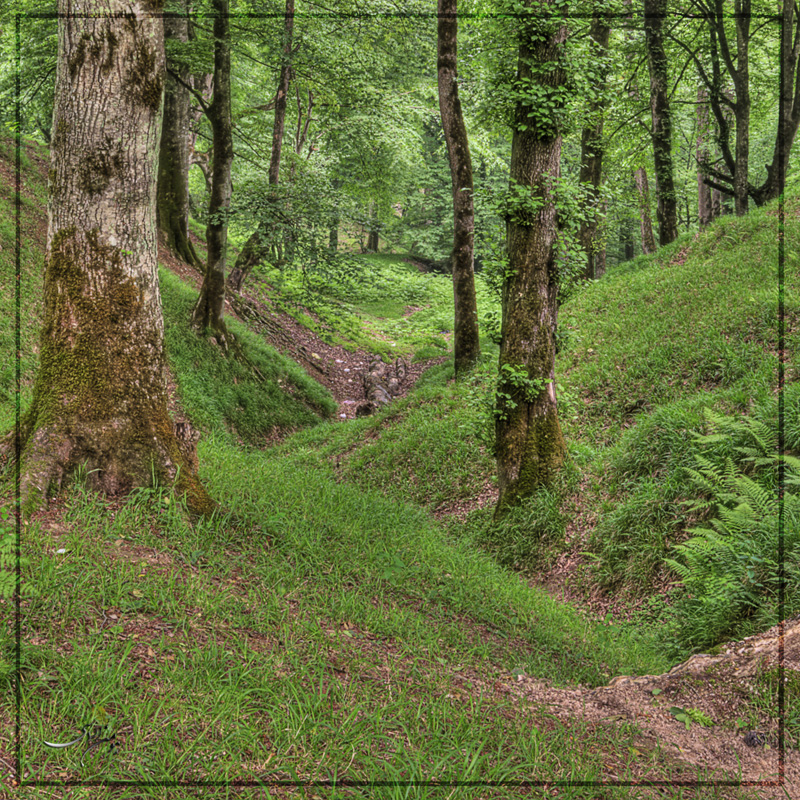
غابات دالخاني العذراء في جمهورية إيران

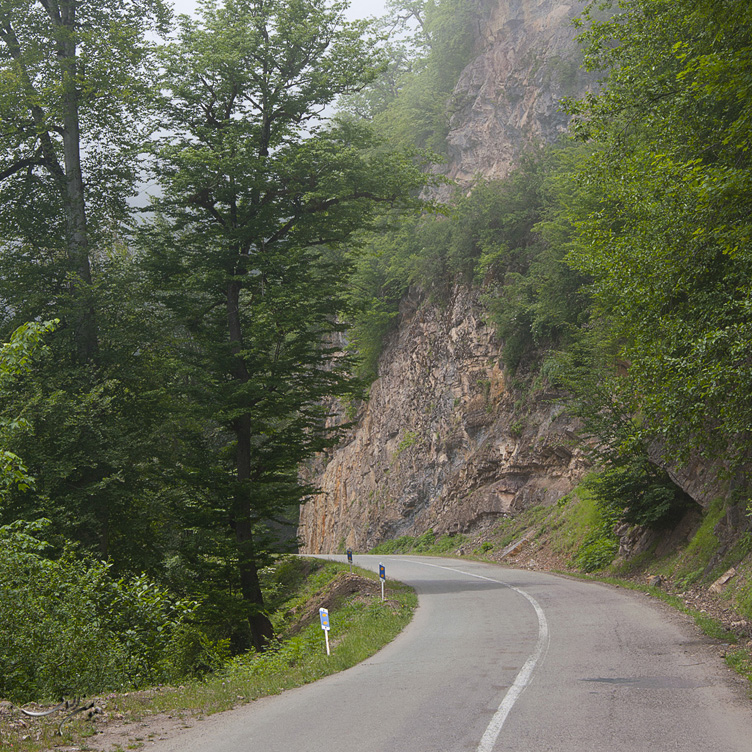
Dalikhani Forest

ان مدينة نوشهر هي من المدن الساحلية الواقعة بإقليم مازندران والتي تتميز بغاباتها الكثيرة وحدائقها الغنية بأنواع الفواكه والورود. وأماكن مناسبة للإقامة وتُعتبَر هذه الغابات مقصداً للسياح فضلاً عن ما تمتاز به من زراعة للورود والنباتات.
غابات كلستان
تشتهر كلستان بغاباتها البكر وطبيعتها العذراء وتشكل الغابات الكثيفة 18 في المئة من محافظة كلستان الشمالية ذات الطبيعة الخلابة وفيها عدة أنهار جارية ومنها نهر اترك، نهر جرجان ونهر قره سو، كما ان الزراعة وتربية المواشي رائجة في الإقليم وتشكل الطبيعة الخلابة والأنهار  والشلالات والجبال عاملاً مضاعفاً لتوجه السياح إلى المحافظة. وتُعتبَر محافظة كلستان الواقعة في شمال إيران من إحدى المناطق التي توفر كميات كبيرة من الحبوب في البلاد وذلك بسبب خصوبة أراضيها وموقعها الإستراتيجي. وهذه أهم غابات كلستان الطبيعية:
- غابات ناهارخوران[29]

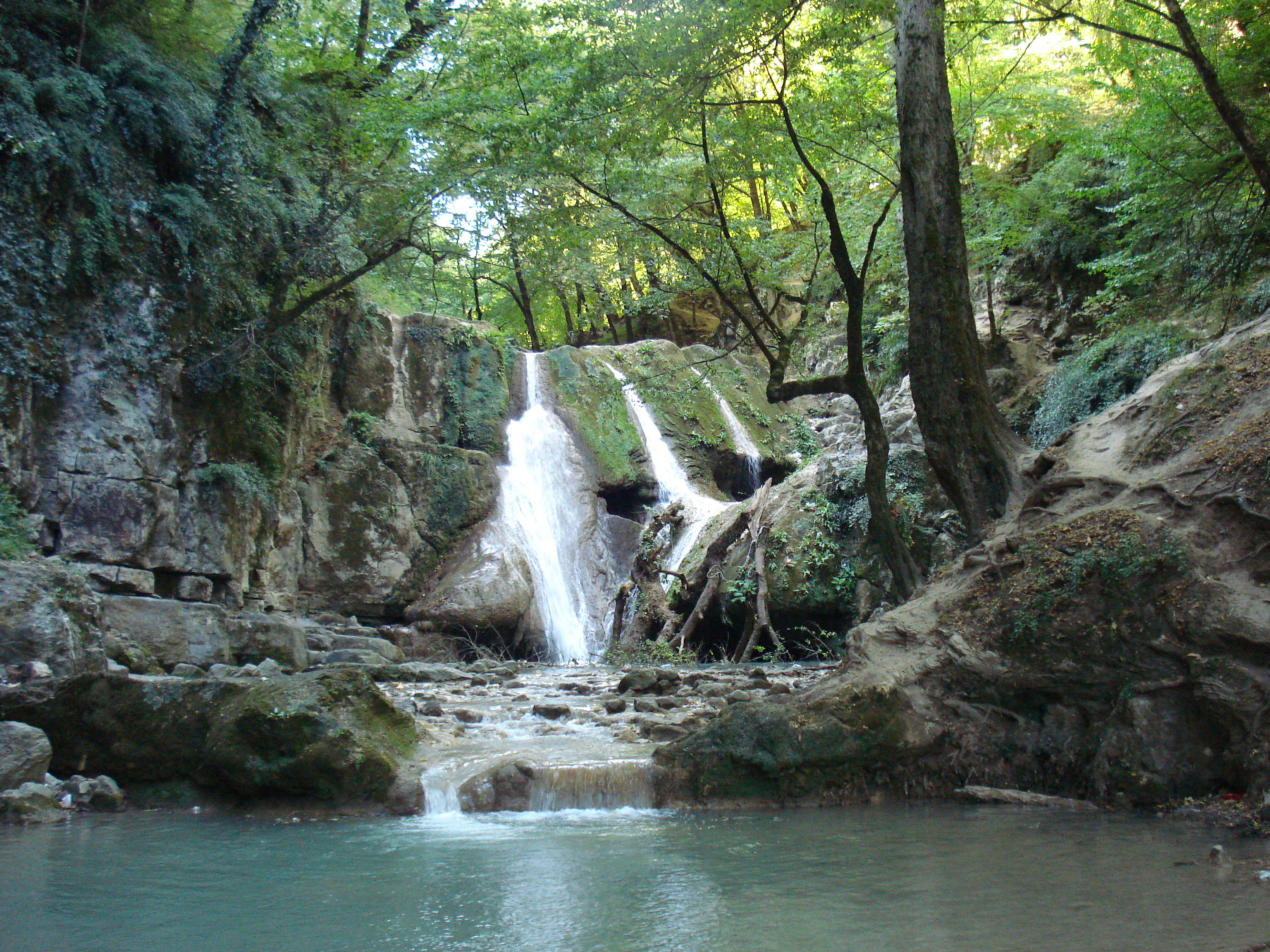
شلال لوه، الذي يقع في امتداد منحدر صخري متدرج، وسط غابات كلستان

هي غابات كثيفة مع أشجار تُعدّ جزءاً من غابات هيركاني الأثرية ويعود تاريخها إلى عهد جوراسيك الجيولوجية، أشجار وارفة تستضيفكم في أحضانها بألوانها الخضراء اللطيفة مع قدوم الربيع وخلال الصيف وهي راقدة على منحدرات الجبل ويجري بجانبها أحد الأنهار الجميلة. ويعود تأريخ غابات «ناهارخواران» إلى عدة آلاف من السنين وهي ليست بعيدة إذ تقع جنوب مدينة جرجان، وهي غابة بكر ورائعة، وتوجد في الشارع المؤدي إليها عدة مطاعم فاخرة. تعطي الأشجار الضخمة والطبيعة الخضراء، هدوءاً خاصاً للروح، وان المشي بين الأشجار الباسقة وسماع خرير مياه النهر في الغابة، كل ذلك يمنح نضارة خاصة في هذه الغابات. تضم هذه الغابات العذراء متنزه غابة «ناهارخواران» بمدينة كركان والذي يُعَد واحد من أقدم المعالم السياحية بمحافظة كلستان، وتقع غابة «ناهارخواران» على مسافة 4 كيلومترات جنوب مدينة جرجان، ويشمل متنزه الغابة مساحات حول أطراف الطريق إضافةً إلى وجود المرافق السياحية. وتبلغ مساحة «ناهارخواران» 300 هكتار وتشكل الغابات معظمها، فيما تبلغ مساحة متنزه الغابة نحو 168 هكتاراً. ومنذ القِدَم كانت غابات «ناهارخواران» مثيرة لاهتمام سكان مدينة جرجان لمناظرها الطبيعية الجميلة ومناخها الجيد وقربها من المدينة، حتى ان سكان المنطقة المحليين كانوا يتوجهون إلى هذا المكان السياحي، خاصةً في أشهر الصيف. ويُعتبَر الغطاء النباتي لمنطقة «ناهارخواران» معتدلاً ومن نوع غابات منطقة بحر قزوين، ونظراً لكون المنطقة سياحية والتدخل البشري في البيئة، فيشاهد وجود غطاء نباتي غير محلي. وتكثر في غابات «ناهارخواران» أشجار البلوط، الزيزفون، الكرز البري، التوت، الزعرور، الصنوبر، الأرز، الماغنوليا، الصفصاف، وأنواع أخرى من الأشجار. وتوجد في هذه الغابات عدة ينابيع مياه من أشهرها نبع «سفيد جشمه» وتقع في المرتفعات المحيطة في أطراف غابات «ناهارخواران». والنهر الوحيد في منطقة «ناهارخواران» هو نهر «زيارت» وينبع من مرتفعات قرية زيارت، ويبلغ طوله 40 كيلومتراً، ويقع ضمن حوض «قره سو» الذي يُعَد أحد المصادر الرئيسية لتوفير المياه لمدينة جرجان. وتعيش في غابات «ناهارخواران» أنواع مختلفة من الحيوانات والطيور، مثل الخنزير البري، ابن آوى، الخفاش، الجرذ، ابن عرس، السنجاب، العقاب، البومة، والسحلية.
- غابة كلستان الوطنية

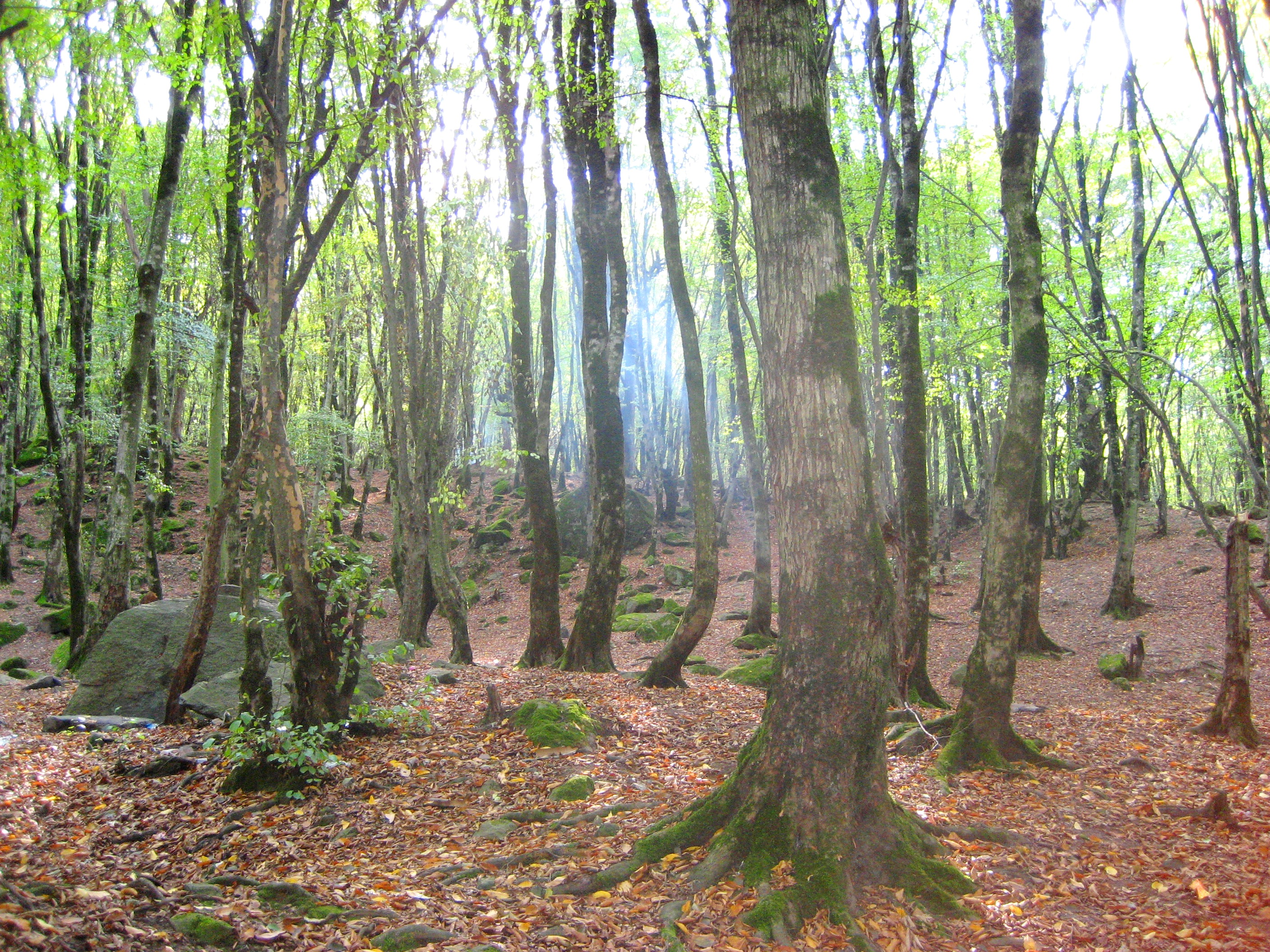
غابات نهارخوران العذراء

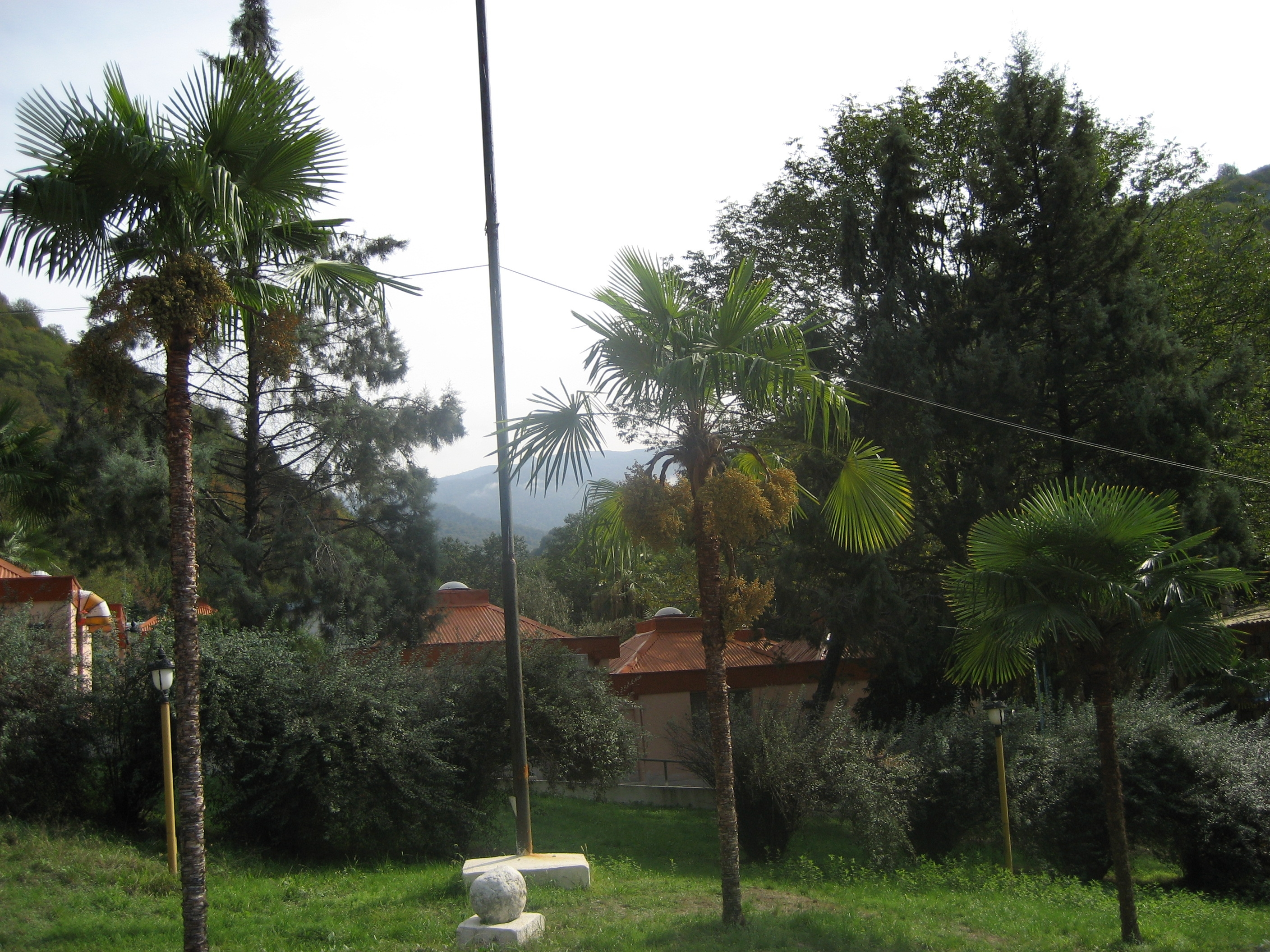
الطبيعة في نهارخوران

تقع غابة‌ كلستان‌ الوطنية‌ والتي‌ تبلغ مساحتها 92 هكتار في‌ شرق‌ سلسلة‌ جبال‌ ألبرز وفي‌ شمال‌ شرقي‌ إيران‌ بين‌ بحر قزوين‌ والمناطق‌ الشرقية‌ اليابسة‌. هذه‌ المنطقة‌ بتنوع‌ نباتاتها وصخورها الرسوبية‌ المرتفعة‌ وتلالها، وأشجارها كالتين‌ والتوت‌ والبلح‌ والموز والبلوط‌ المنتشرة‌، وتُعتبَر محمية‌ طبيعية‌ للثديات‌ الوحشية‌ والطيور. وهذه‌ الغابة‌ ومناظرها الطبيعية‌ الخلابة‌ والرائعة‌ تُعتبَر من‌ المراكز الحيوية‌ للسياح‌ ومركز للدراسات‌ العلمية‌ بحيث‌ تجذب‌ سنوياً 130 ألف‌ محققاً وطالباً جامعياً. وتم انتخاب غابة كلستان الوطنية عام 1977م بعنوان (المحمية الدولية للكرة الأرضية) وتحظى بمكانة فريدة بين شبكة المحميات الدولية للكرة الأرضية في العالم، وذلك بسبب الموقع الخاص لهذه الغابة وظروفها الجغرافية والإقليمية، ما جعل هذه الغابة من أكثر الغابات الوطنية في العالم قِدَماً وعراقة. وتوجد في هذه الغابة، ظباءٌ ذات قرون جميلة أشبه بأغصان الأشجار المتداخلة. وفي هذه الغابة مكان خاص أيضاً لأصغر الظباء الإيرانية العداءة المسماة (الشمواة). وتُعَد غابة كلستان الوطنية وحدها بيئة طبيعية متكاملة لضمها ثُمن أنواع النباتات والأعشاب وثلث أنواع الطيور وأكثر من نصف الثديات. ومن بين أنواع الحيوانات في هذه الغابة يمكن الإشارة إلى الوعل والماعز وكبش اوريال والدب البني والنمر والقط الوحشي والخنزير الوحشي وعصفور هوك والصقر والنسر الذهبي والبومة والهدهد وغيرها من الحيوانات. كما وتتمتع غابة كلستان الوطنية بمصادر مائية كالأنهار والينابيع والتي تشكل بدورها مناظر ومشاهد تضفي حيويه على جمال هذه الغابة. وتنقسم غابة كلستان الوطنية هذه إلى ثلاثة أقسام متفاوتة وهي، القسم القاحل والقسم شبه القاحل والقسم شبه الرطب، ما جعل هذه الغابة تحظى بتنوع بيئي يبدأ من مناطق سهلية وينتهي بغابات الأشجار الكثيفة. كما توجد في هذه الغابة فضلاً عن الأنهار شلالات جميلة تستهوي السياح وعشاق الطبيعة للإستجمام والراحة.
- غابات النكدره

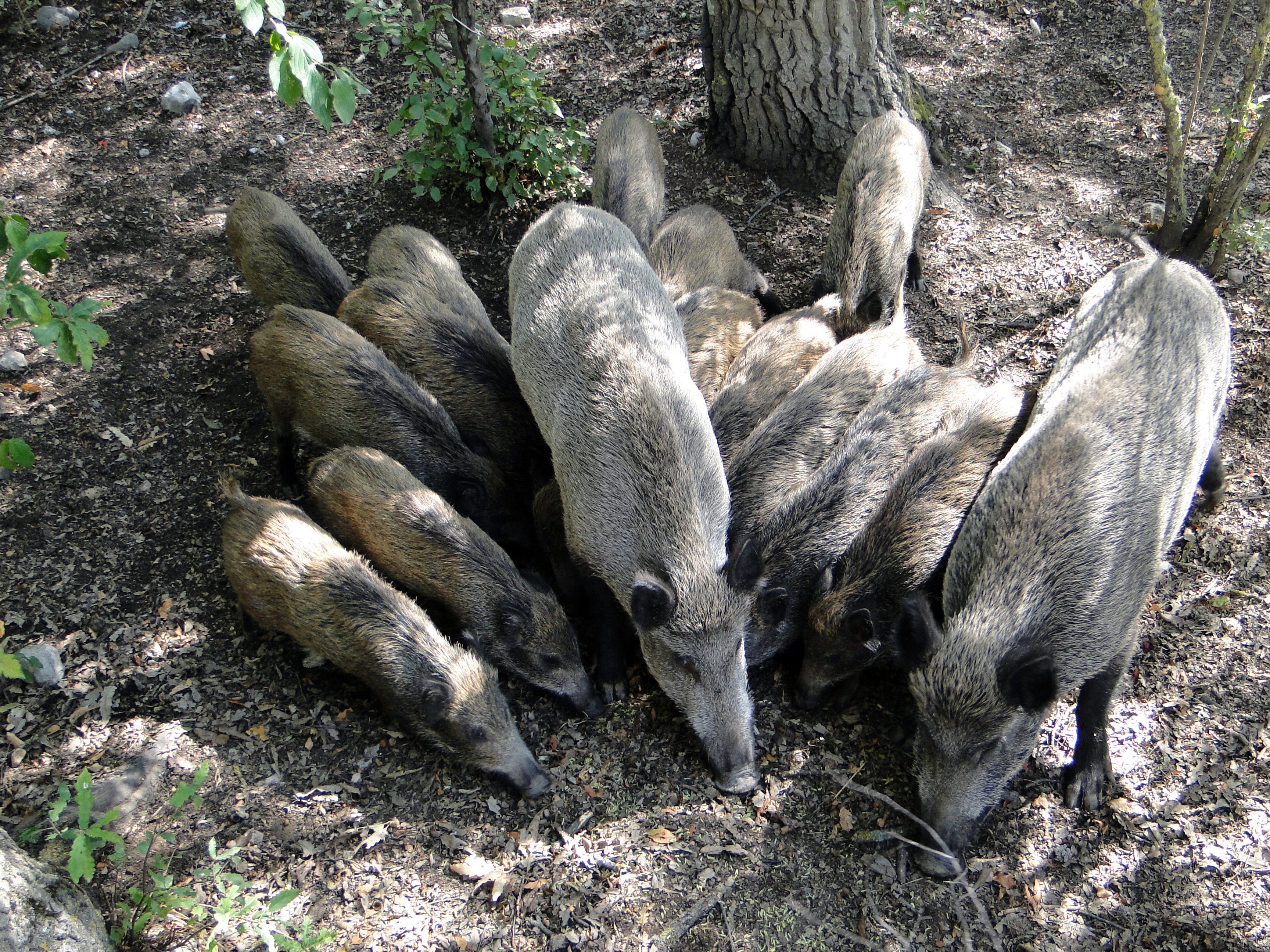
عائلة من الخنازير البرية في غابة ومحمية كلستان الوطنية

هي غابات خلابة على بعد بضع دقائق عن غابات ناهارخوران، تُعتبَر هذه الغابات من مناطق إيران السياحية السبعة بسبب ما يعجبكم فيها من الأجواء الطبيعية من مختلف أنواع الأشجار التي ترقد هنا بكثافة وأيضاً نهر يدعى «قلاشي» ويعبر من وسط الغابة بالإضافة إلى الينابيع الثلاثة التي تقع بجانب النهر وتخلق لكم مناظر منعشة. في أي فصل تأتون إلى حديقة غابة النكدره تبذل قصارى جهدها لكي تثير دهشتكم، من الربيع والصيف مع ما توجد فيها من خضرة الأشجار وأصوات الطيور التي تغرد بين أغصانها ولطافة الطقس لأنّها تكون أكثر جمالاً مقارنةً مع أنحاء المدينة الأخرى وفي الخريف تعجبكم لأنّها تعدّ من وجهات خريفية مذهلة وتشبه متحفاً من الأوراق يدعوكم لمشاهدة ألوانها الساحرة.
- غابة قرق

تقع غابة قرق (محمية قرق) على بعد 24 كيلومتراً شرق مدينة جرجان التي تقع شمال إيران وفي طريق المحافظة الی مدينة مشهد. وتبلغ مساحة هذه الغابة الواقعة في السهول 650 هكتاراً مربعاً. وتضم هذه الغابة حديقة حيوانات أيضاً، حيث يوجد مكان للحفاظ على الوحوش والحيوانات الضارية. وتتضمن هذه الحديقة غرفاً خشبية لإقامة السياح والزوار فيها وتوفر مختلف الخدمات والإمكانيات الرفاهية لهم. ويعيش حالياً ما يزيد من ثلاثين ظبياً في محمية خاصة بالحديقة نفسها.
- غابة توسكستان

تقع غابة توسكستان في قرية بنفس التسمية في منطقة (على آباد كتول) جنوب شرق مدينة جرجان شمال إيران وانها تُعتبَر دون شك من أجمل الغابات في إيران. تقع الغابة بين جبلين يمر نهر بمياه هائجة من بينهما وكلما نتجه نحو الأعلى يتغير الغطاء النباتي للغابة بشكل كبير وتختلف درجة الحرارة من أسفلها حتى أعاليها التي تسمى منطقة «جهان نما» 15 درجة مئوية، ولا يمكن الذهاب والوقوف في منطقة «جهان نما» في فصل الشتاء، بسبب الثلوج والجليد وهناك طقس لطيف جداً وحتى بارد بحيث لا يمكن الوقوف فيها حتى في موسم الصيف. وسوف يشاهد كل سائح وزائر ينوي زيارة الغابة، المناظر التي لا يمكن وصفها على طول الطريق تنتهي إلى مدينة شاهرود بمحافظة سمنان ذات مشاهد جذابة وطقس لطيف.
- غابات كبودوال:

هي إحدى الغابات الجميلة في مدينة كلستان شمال جمهورية إيران والتي يُطلَق عليها كبودوال، وتحتوي هذه الغابات على متنزه جميل والذي تبلغ مساحته 109 هكتارات، ويستضيف متنزه الغابات هذا، العديد من السياح من داخل البلاد وخارجها كل عام. وقد أضاف شلال الطحلب أي شلال كبودوال الذي يقع في هذه الغابات جمالاً إلى سحر هذه المنطقة السياحية. كما وتتمتع الغابات الساحرة المحيطة بشلال كبودوال بموقع مناسب جداً لاستقطاب السياح الإيرانيين والأجانب بسبب قربها من الطريق الرئيسي جرجان – مشهد، كما ان مياه شلال كبودوال التي تجتاز أماكن التنزه العامة تُعَد صالحة للشرب.
غابات سمنان

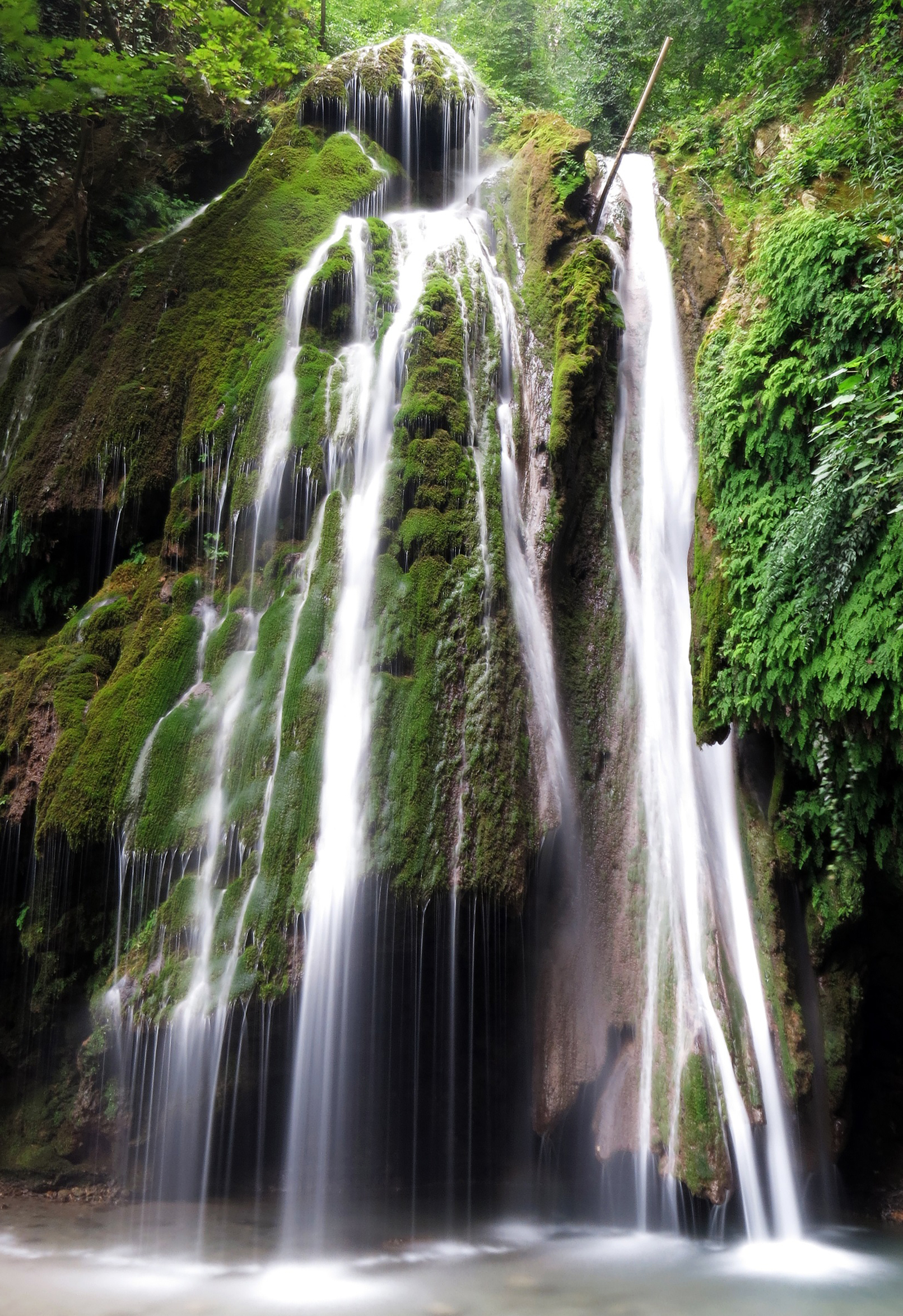
شلال كبودوال وسط غابات كبودوال جنوب شرق مدينة (علي آباد كتول)

ان کثرة الغابات والمراعي المختلفة والجميلة بسبب تنوع المناخ في المدينة. ويتشکل الغطاء النباتي في سمنان من الغابات الطبيعية–الصحراوية والغابات الصناعية مع مناظر جميلة من المراعي. كما توجد في الأقسام الشمالية الباردة، غابات وجبال وسهول جميلة والتي يکون معدل الأمطار فيها كثير ولها غطاء نباتي مناسب بالإضافة إلى ذلك تُعَد الغابات الصناعية في المدينة من المناظر الطبيعية للمنطقة. وتشمل هذه الغابات، الحدائق الغابية والمساحات المشجرة والمساحات الخضراء التي تصل وسعتها إلى 370 هکتار. تقع أکثر هذه الغابات في أطراف المناطق ومراکز المدينة.
- غابة الغيوم

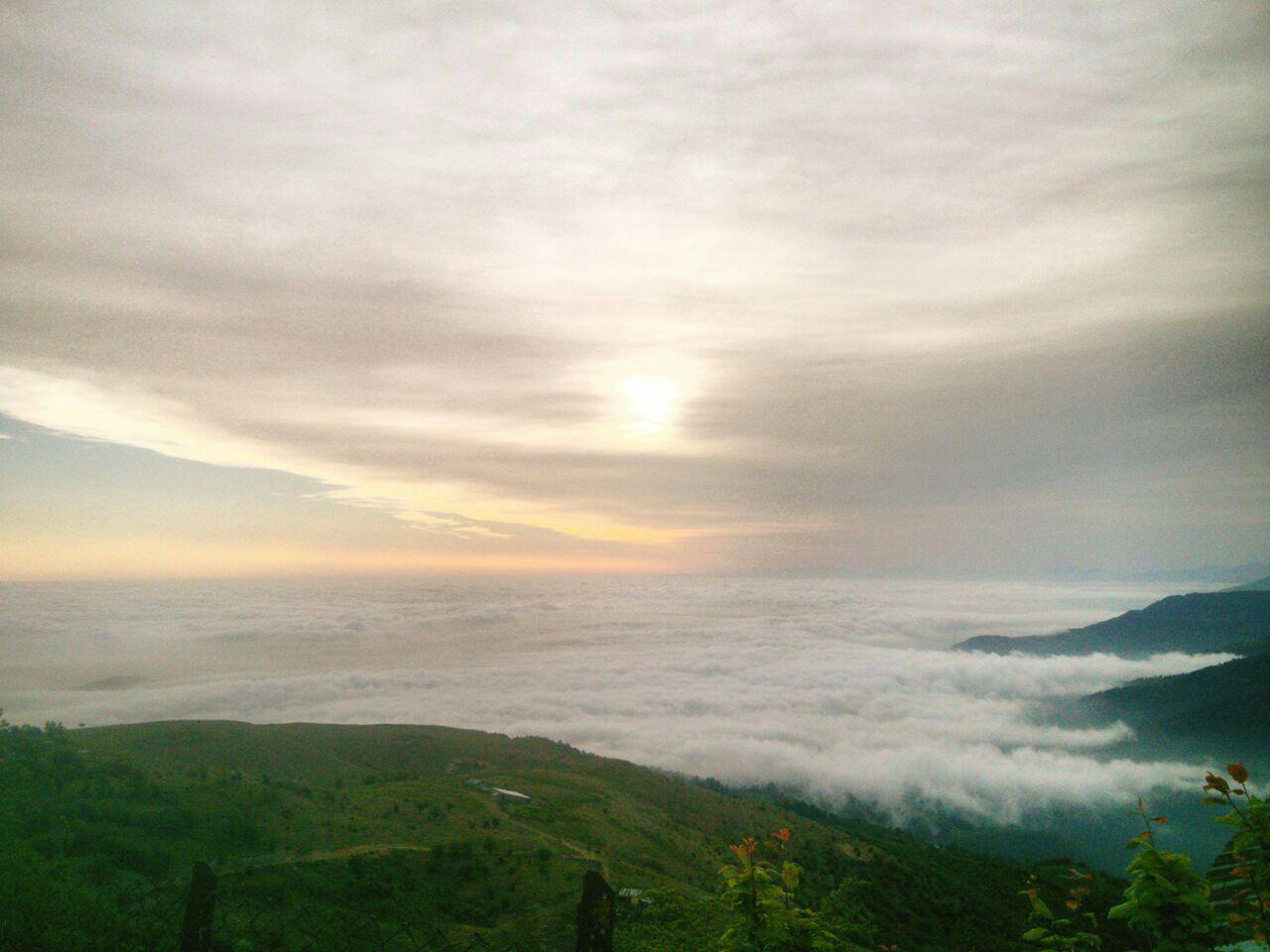
غابة الغيوم في إيران

هي ضمن أكثر غابات إيران قدماً وجمالاً، حيث تزخر بأنواع النباتات والحيوانات النادرة، مما حوّل هذه الغابة إلى إحدى أجمل الجاذبيات الطبيعية في إيران والتي تقع في منطقة «علي آباد» بمحافظة سمنان في منطقة تتقلل فيها نسبة سماكة جبال البرز، حيث تشقّ الغيوم العالقة في خلف الجبال طريقها وسط الوديان، متجهة نحو الجنوب. وتبلغ مساحة هذه الغابة 35 ألف هكتار، وهي امتداد للغابات الخضراء في شمال إيران وجاءت تسمية هذه الغابة بـ «غابة الغيوم» بسبب وقوعها في منطقة تغطيها أكثر الأيام الكتل السحابية. في هذه الغابة، تقترب الغيوم من الأشجار والأعشاب إلى درجة يظن المرء ان الغابة تعلو السحب راكبة، ويمكن التجوال فيما بينها، مما جعل عدداً كبيراً من السياح يعدّون هذه الغابة في عداد أجمل المناظر والجاذبيات الطبيعية في إيران. غابة الغيوم تعود إلى الغابات الهيركانية التي هي بدورها من بقايا المرحلة الثالثة للجيولوجيا. كما أن وقوع الغابة في ارتفاع عال من سطح البحر وانخفاض درجة الحرارة فيها في فصل الصيف ووجود عيون ماء متعددة وكذلك تنوع الأشجار، من الميزات التي تخصّ غابة الغيوم. الجدير بالذكر ان غابة الغيوم تحتلّ أهمية خاصة للعالم، وذلك للأسباب التالية:
1- جزء من هذه الغابة يعود إلى الغابات الهيركانية القديمة، حيث تحظى بعقاقير فريدة من نوعها.
2- الغابة هذه تكون الحدّ الفاصل فيمابين النظامين البيئيين بالمنطقة أي منطقة شبه صحراوية ومنطقة غابات، حيث تطالعنا في غابات هذه المنطقة أشجار ذات أوراق على شكل الأبرة إلى جانب أشجار ذات أوراق عريضة، الأمر الذي له تأثيره على حياة أنواع الحيوانات في الغابة.
3- هذه الغابة لها جغرافيا تخصّها، حيث تقع منطقتان مختلفتان إلى جانب بعضهما البعض وهما منطقة ذات ارتفاع عالٍ وأخرى ذات ارتفاع أقلّ، ناهيك عن تشكيل كتل سحابية عدّة، مما جعلها ظاهرة فريدة من نوعها في العالم.
غابات كيلان
- غابات ماسال

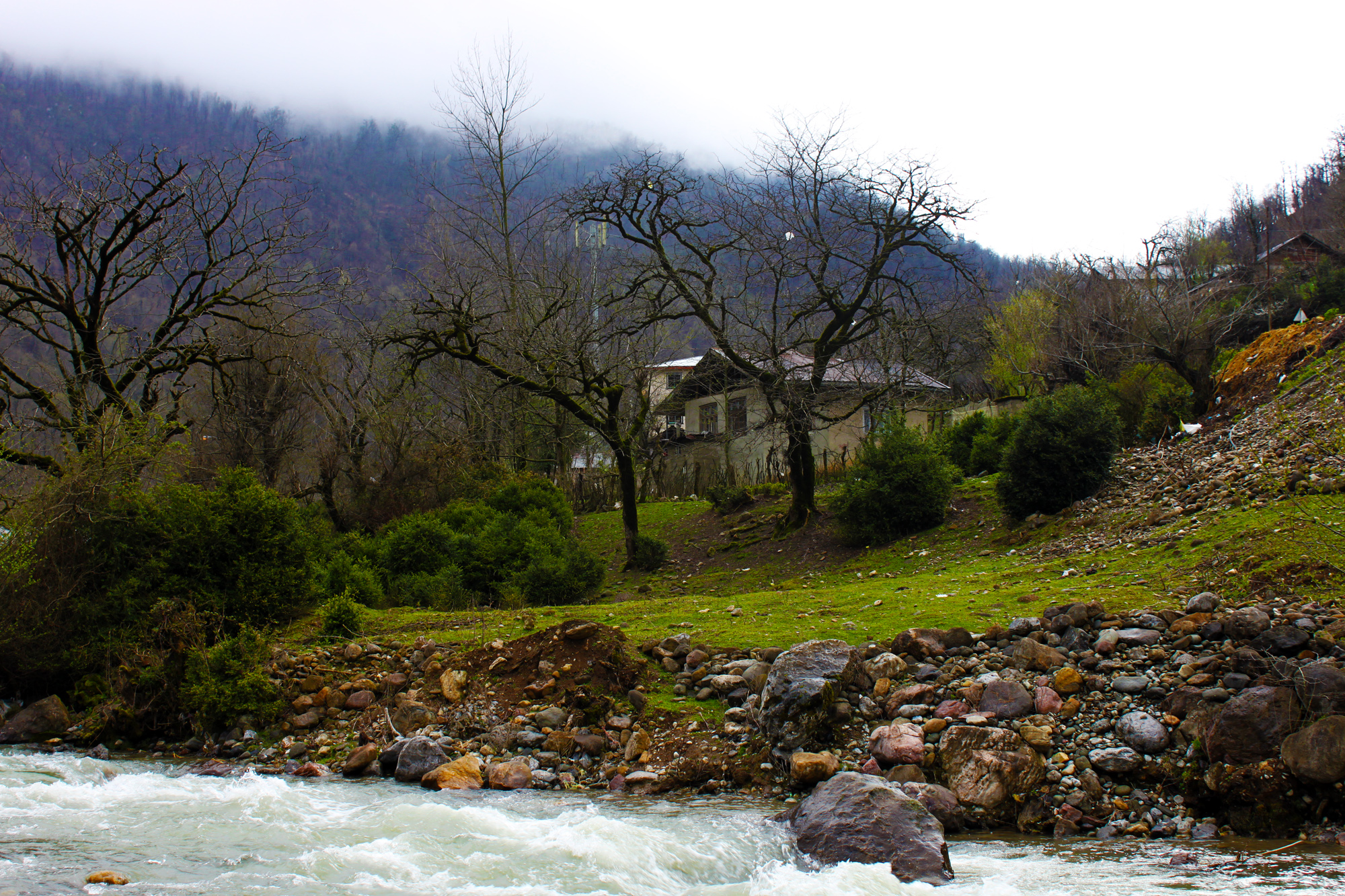
غابات ماسال العذراء

تتمتع مدينة ماسال بطبيعة عذراء وهي من المدن الجميلة للغاية ومحاطة بالغابات الكثيفة وتُعتبَر إحدى أهم المدن السياحية في إيران عامة وفي محافظة كيلان (شمال) بشكل خاص وتعرف بـ«جنة غير معروفة» في صميم جيلان المعروفة. مناظر الطبيعة الخلابة والغابات الكثيفة وحالة الطقس المعتدلة والمراعي الجميلة هو ما تمتاز به هذه المدينة، تسحر عين كل سائح يزور هذه المنطقة حتى وان سكان المدينة متعطشون برؤية هذه المناظر رغم انهم يعيشون فيها ليل نهار. وإلى جانب المعالم السياحية تتميز المدينة بمعالم تأريخية رائعة بما فيها قلعة كول، شهركاه، ومنطقة خندیلة بشت الأثرية. وتم الكشف عن نحو 17 كهفاً في هذه المدينة أكبرها وأهمها هي كهف آويشوي في منطقة (آويشوي) على مسافة 40 كيلومتراً جنوب غربي مدينة شاندرمن بمنطقة ماسال في محافظة كيلان. وأيضاً هناك متنزه تحت عنوان «متنزه ماسال الساحلية» على ضفاف نهر «خالكايي». غابات طاسكوه وغابات ريزه مندان 
- غابة سراوان

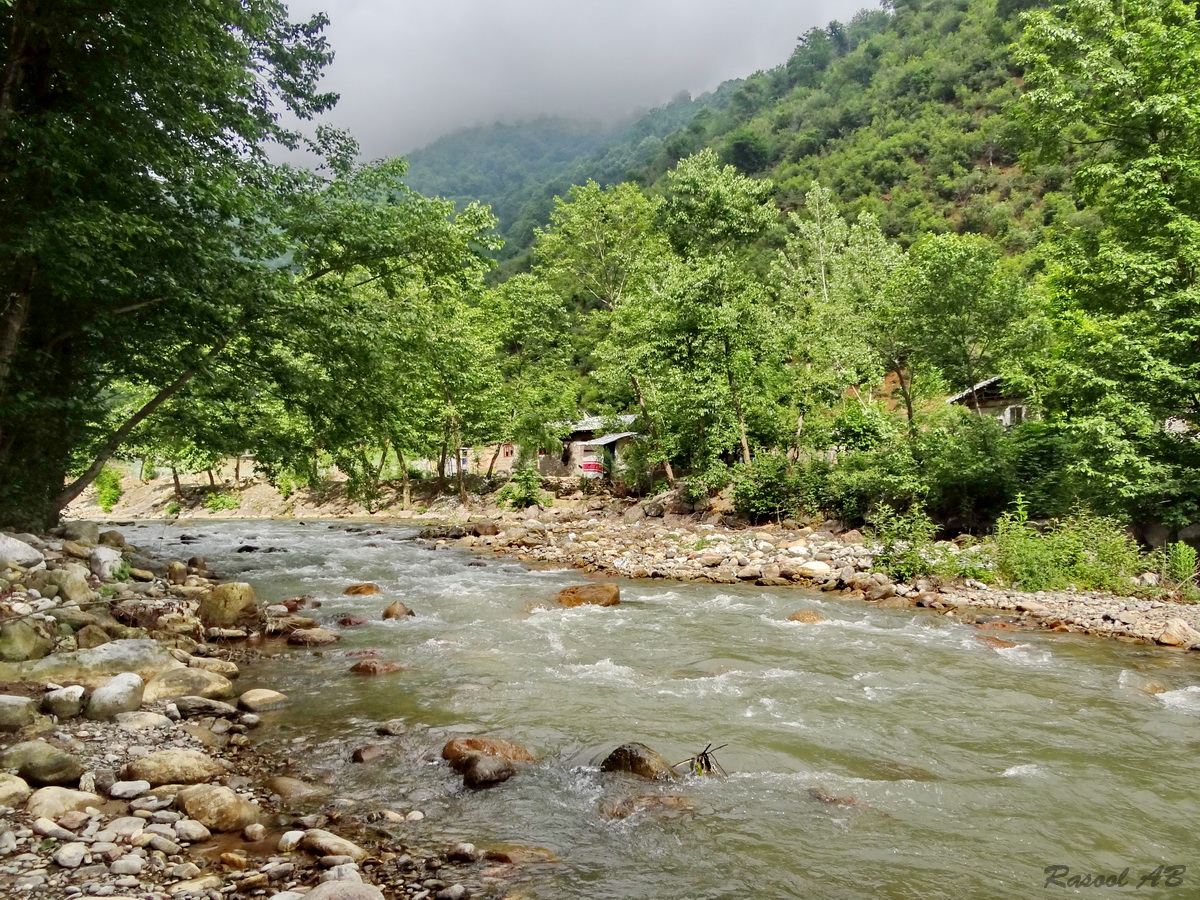
نهر خالكايى وسط غابات ماسال

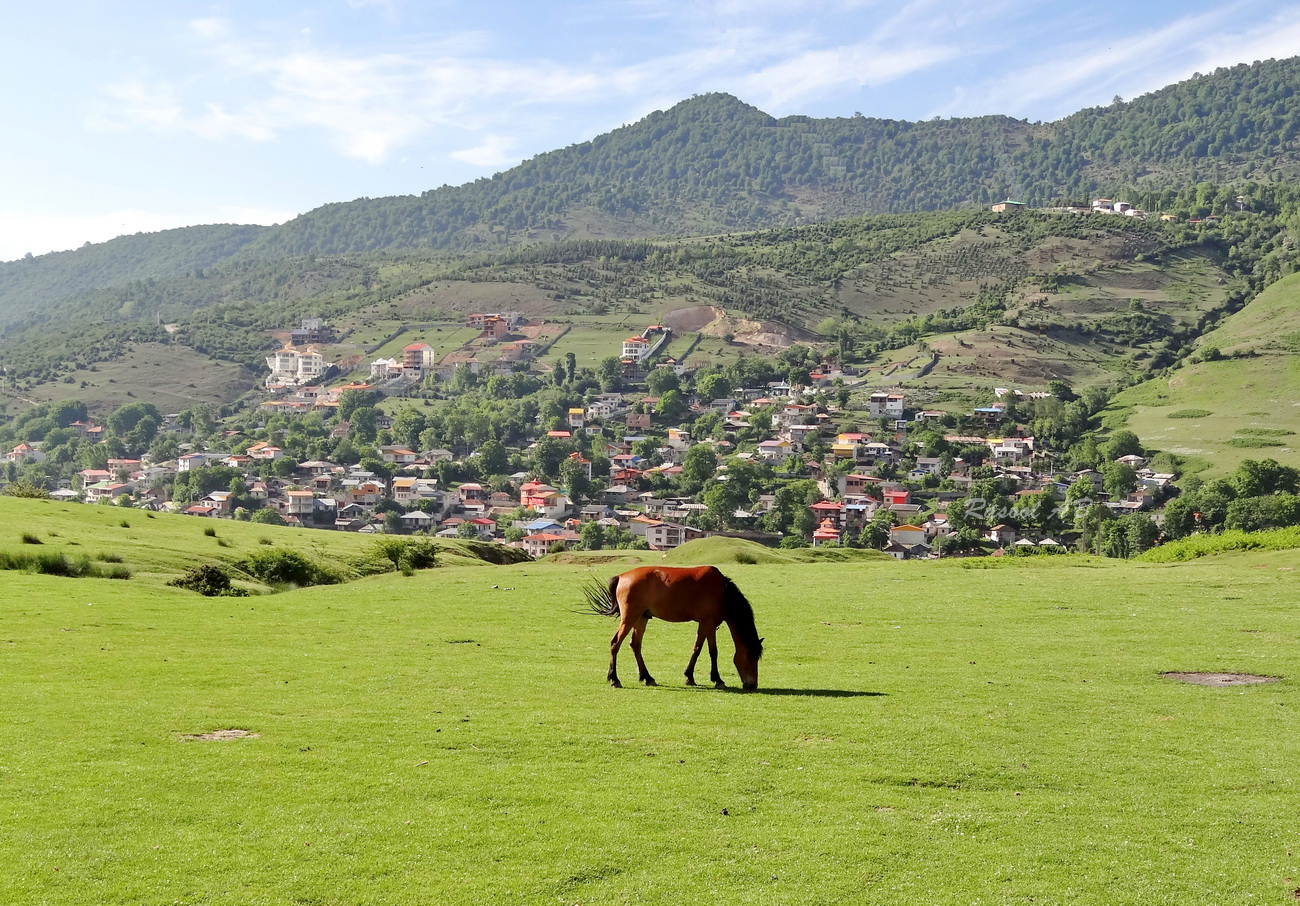
مراعي ماسال

الغيوم تغطي الغابات في ماسال

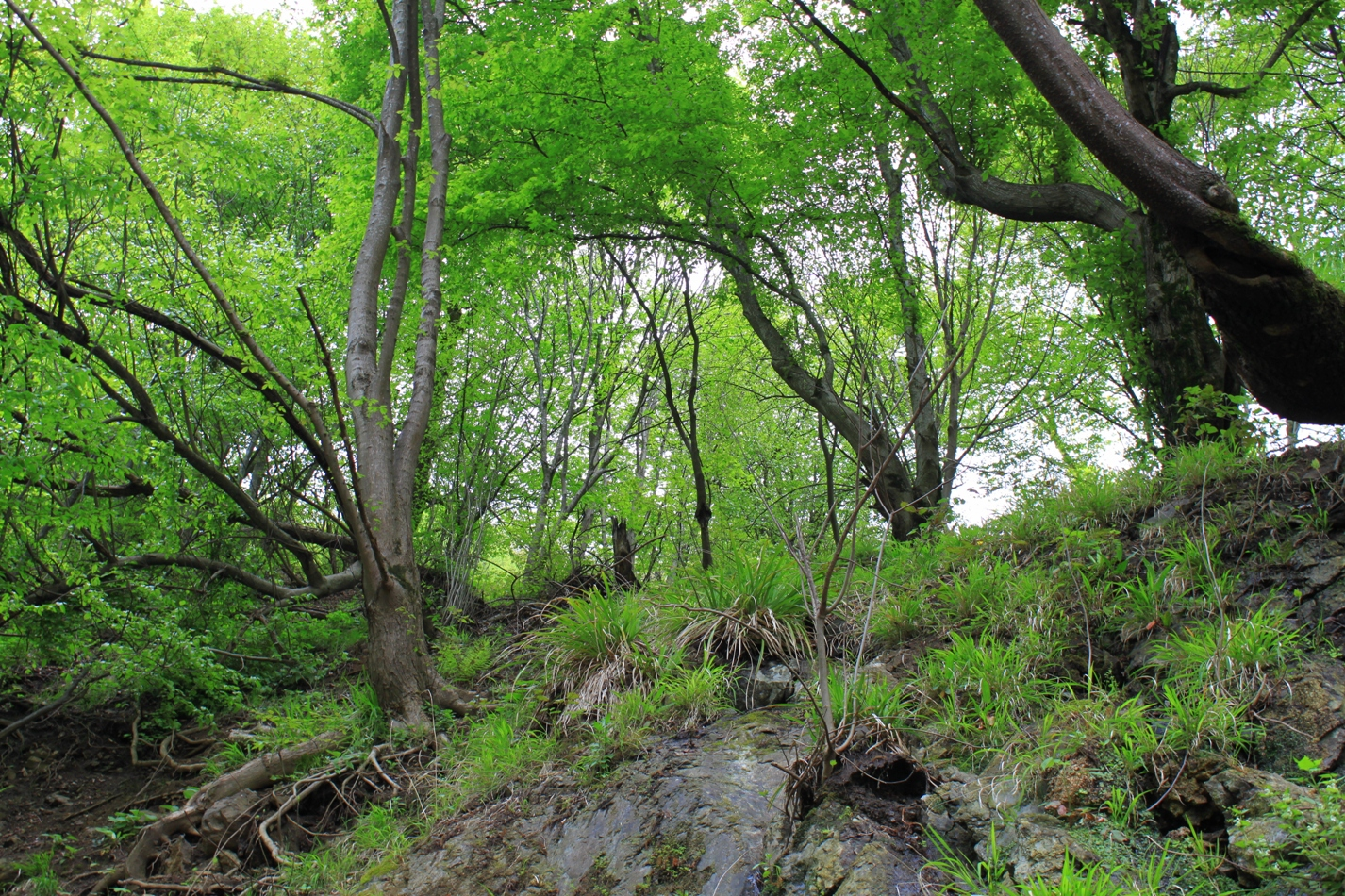
غابات تالش في منطقة ماسال الساحرة

في الجزء الغربي من طريق رشت إلى قزوين وعلى بعد 17 كيلومتراً عن مركز المحافظة تقع غابة جميلة تدعى سراوان والتي ترحب بأفواج السياح الذين يعشقون قضاء أوقات بين أحضان الطبيعة. ان غابة سراوان فضلاً عن جاذبياتها الطبيعية تتميز أيضاً بكونها محتضنة لمختلف أنواع الأشجار والشجيرات ومحطة لأنواع الطيور والحيوانات وهذه تجعلها من مناطق الجذب متوفرة في مدينة رشت مثلما تم تجهيزها بوسائل الراحة والمرافق السياحية الزائدة من راحة السياح والمسافرين، منها الأجنحة والمقاعد وأماكن مريحة للجلوس أو أدوات الشوي وملعب للأطفال مزوداً بوسائل اللعب المختلفة والخدمات الصحية وأماكن خاصة بنصب الخيم وغیرها. يذكر ان رشت هي مدينة إيرانية تقع شمال غرب البلاد عاصمة محافظة كيلان، وهي من أهم مدن الشمال الإيراني.
- غابة كيسوم

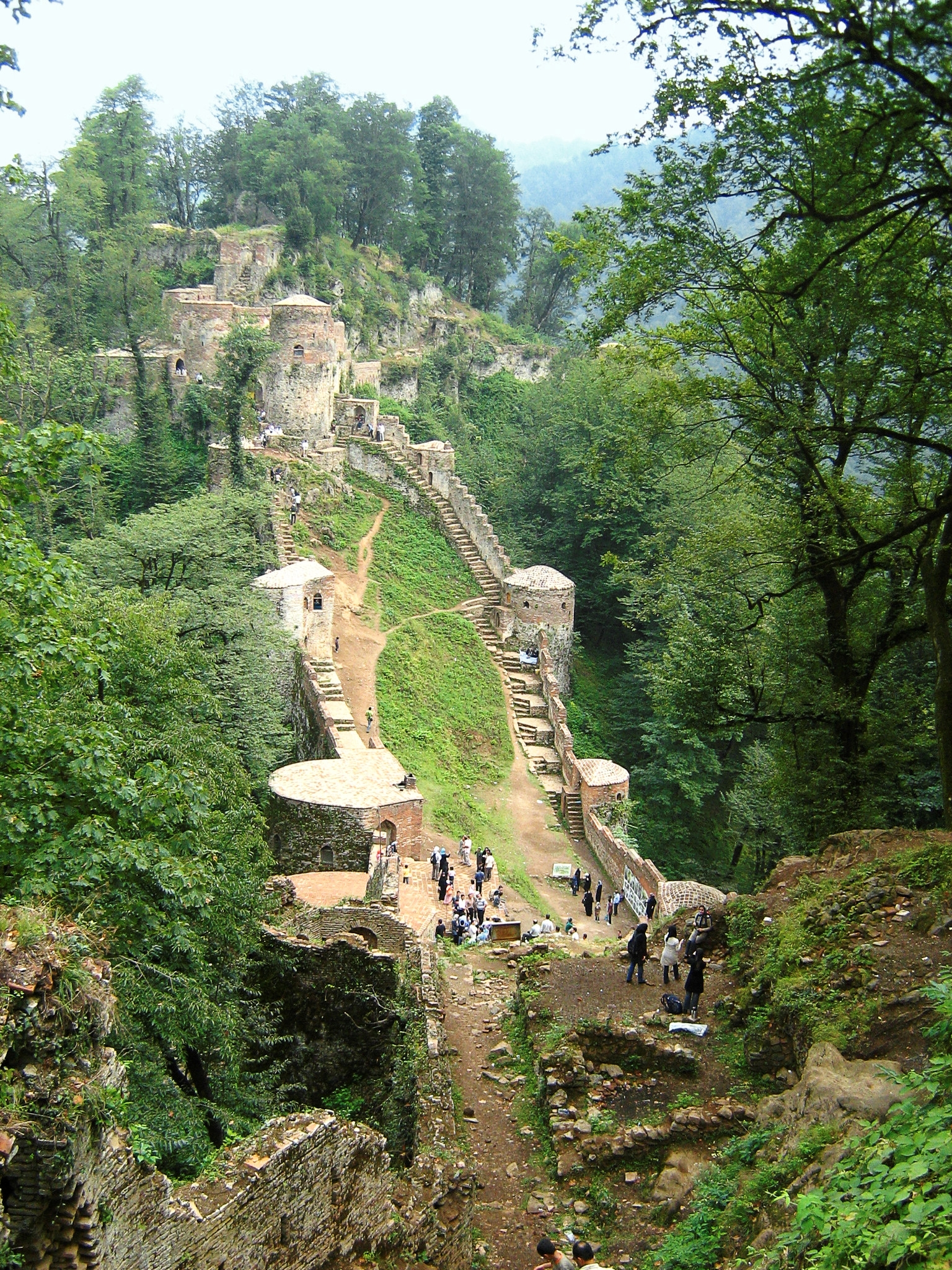
غابات كيلان، وتظهر قلعة رودخان التأريخية وسط هذه الغابات الخضراء

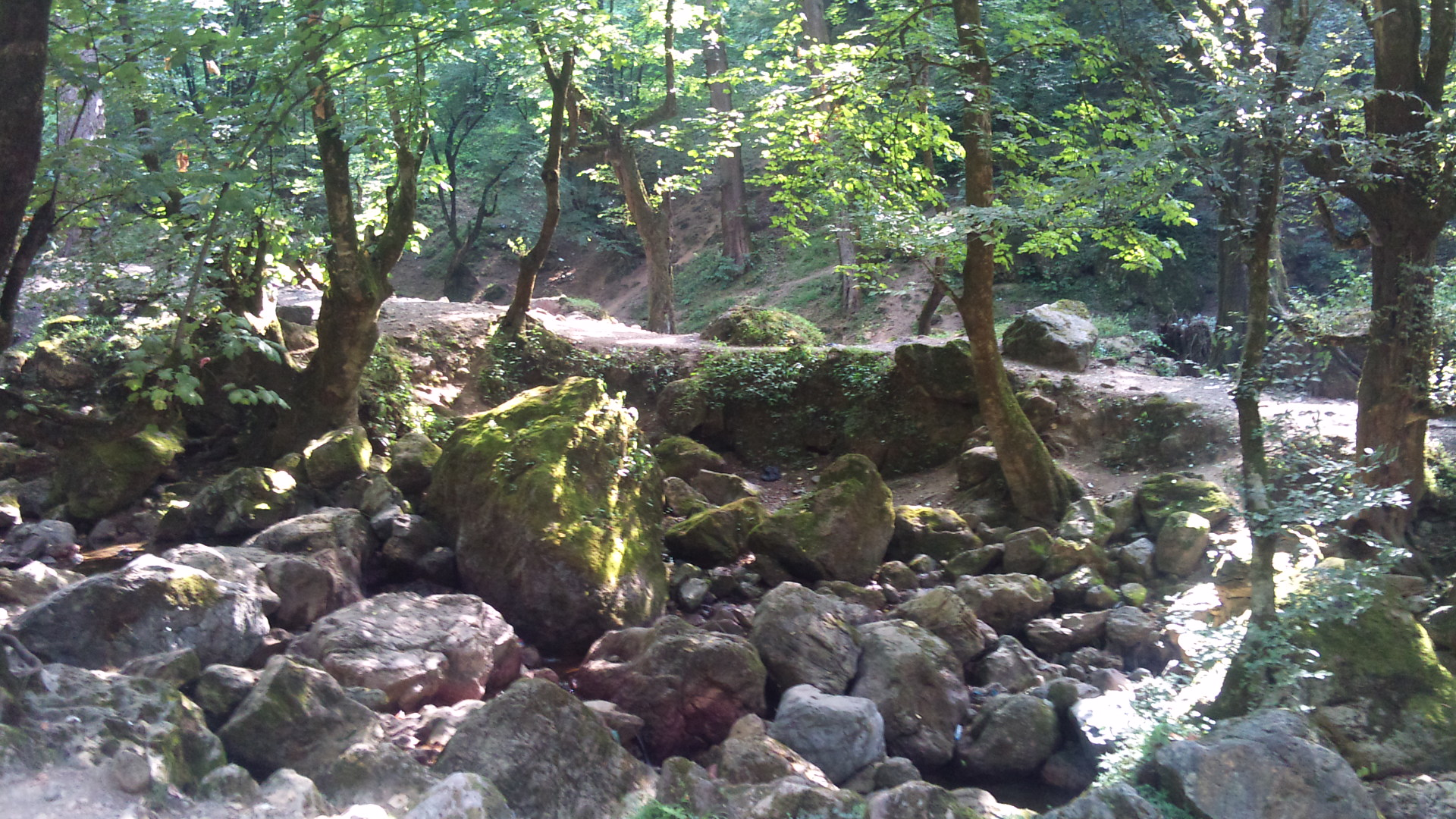
غابات كيلان الخلابة

هي إحدى الأماكن السياحية في محافظة جيلان والتي يزورها السائحين من كل انحاء العالم، تقع الغابة على بعد 14 كيلومتر جنوب رضوانشهر، شمالاً على بعد 20 كيلومتر من مدينة هشتپر تالش. طريق يشق نفسه وسط حديقة «كيسوم» للغابات يعد هذا المتنزه واحداً من المناطق السياحية الطبيعية في محافظة جيلان ومنطقة تالش. الطريق الملتوي الجميل لهذا المتنزه الذي تتخلله أشجار عالية بألوان زاهية وتتشابك فيه أغصانها يجعلك وكأنك تسير في نفق أخضر يسحر العيون  والقلوب ان منطقة كيسوم تستقبل زوارها في فصل الربيع وأيام النوروز، تلتقي هذه الغابة بالبحر، ليستكمل سحر الطبيعة الخلابة ذروة جماله فيه.
ان الساحل الجميل هناك يستقبل الكثيرين من عشاق الطبيعة الذي يأتون من أقصى نقاط إيران للإستمتاع بالغابة والبحر والطبيعة الخلابة لتالش. ان وجود غابة كيسوم بجوار قرية كتكسر جعل من القرية مكان يستضيف السواح وهو مجهز لاستقبالهم وان بعض الأهالي هناك قاموا بتجهيز سويتات في منازلهم لاستقبال الزوار. يوجد في الغابة الكثير من المنشئات التي هي في خدمة السواح ومنها الكراج، مدينة ألعاب الأطفال، المخيمات، الزلاجات، كما ويوجد متحف الطبيعة والورد بالإضافة إلى ذلك يوجد في الغابة 76 فصيلة نباتية من 66 نوع و 44 عائلة حيث ان 21 منها خشبية والباقي أعلاف.
- غابة بي بي يانلو

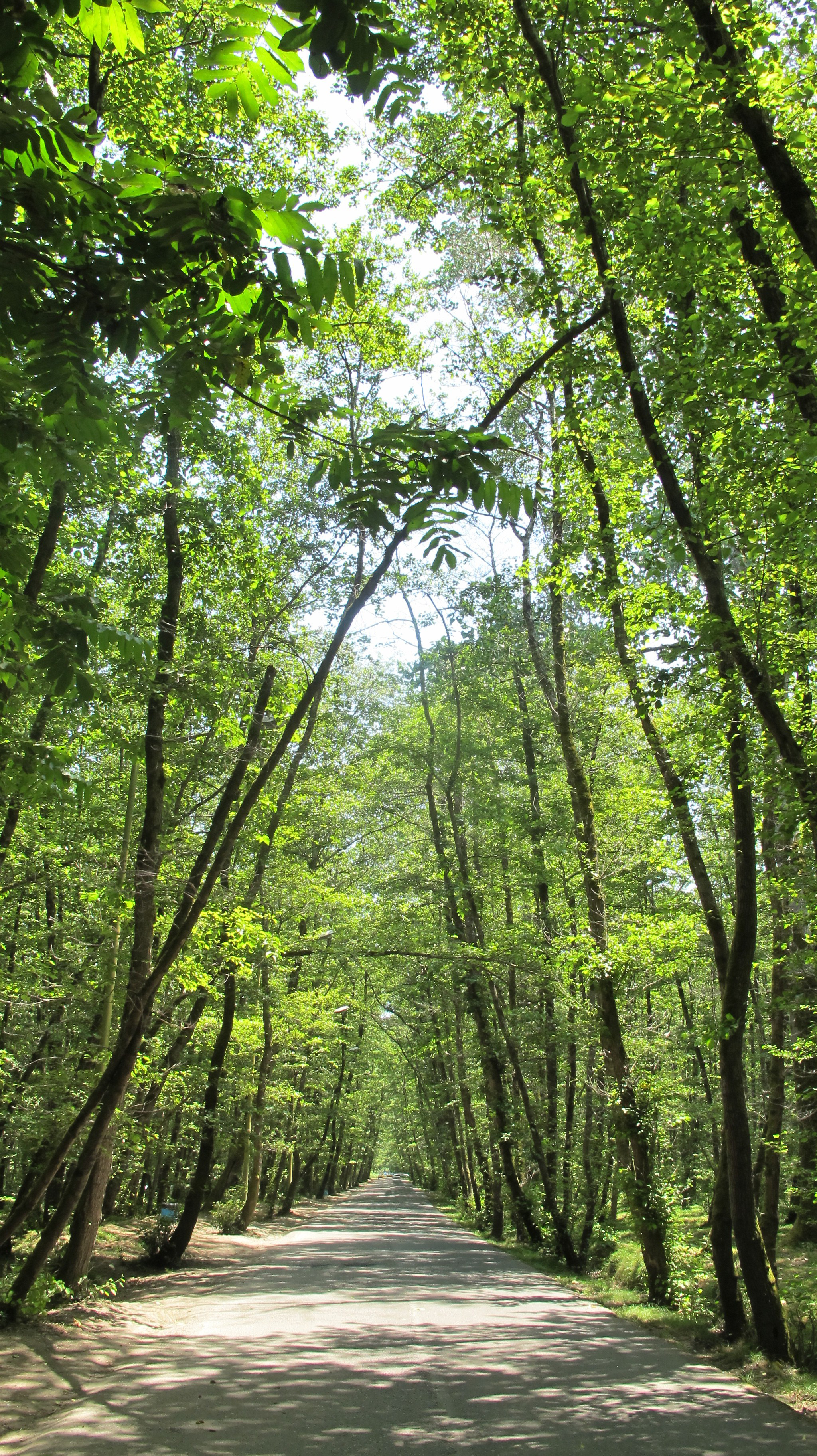
غابات كيسوم في كيلان

تُعتبَر من غابات هيركاني الغربية الأثرية والتي تقع في جنوب غرب مدينة آستارا أي على بعد 5 دقائق عن المدينة. في الطريق المعبد من مدينة آستارا إلى محافظة أردبيل أي في بداية منطقة حيران السياحية الطبيعية بصفتها واحدة من أهم مناطق الجذب في محافظة كيلان. ان غابة بي بي يانلو تأخذ في حضنها جاذبيات طبيعية معجبة بكم ومناظر جميلة، فضلاً عن الأنواع النادرة من الأشجار والحيوانات. تتميز هذه الغابة أيضاً بموقعها الجغرافي بحيث تلفت عيونكم بما فيها من السفوح المغطاة بالغابات والقمم العالية ذات الأجواء الخلابة في أي وقت خلال السنة.

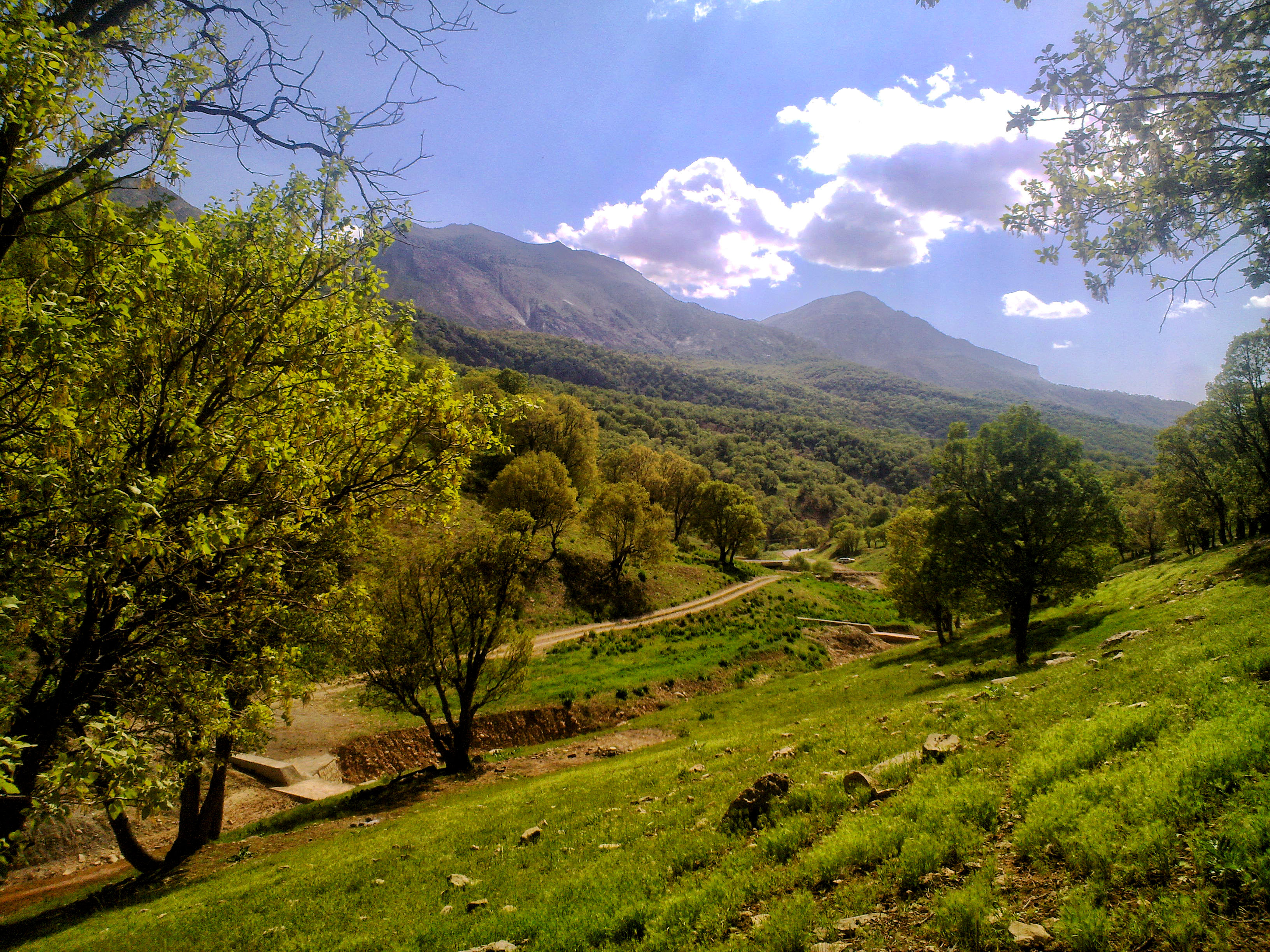
غابات البلوط في ايلام

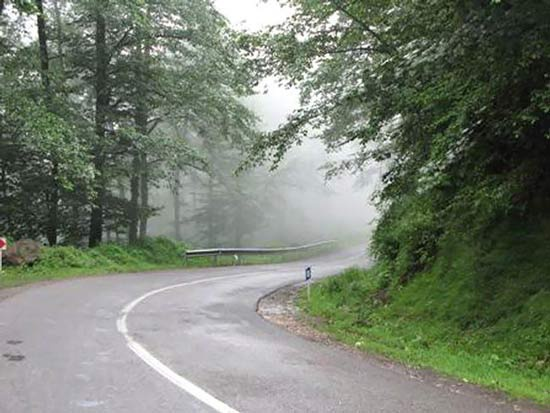
طريق بهارستان الجبلي، والذي يقع وسط غابات آستارا التابعة لمحافظة كيلان

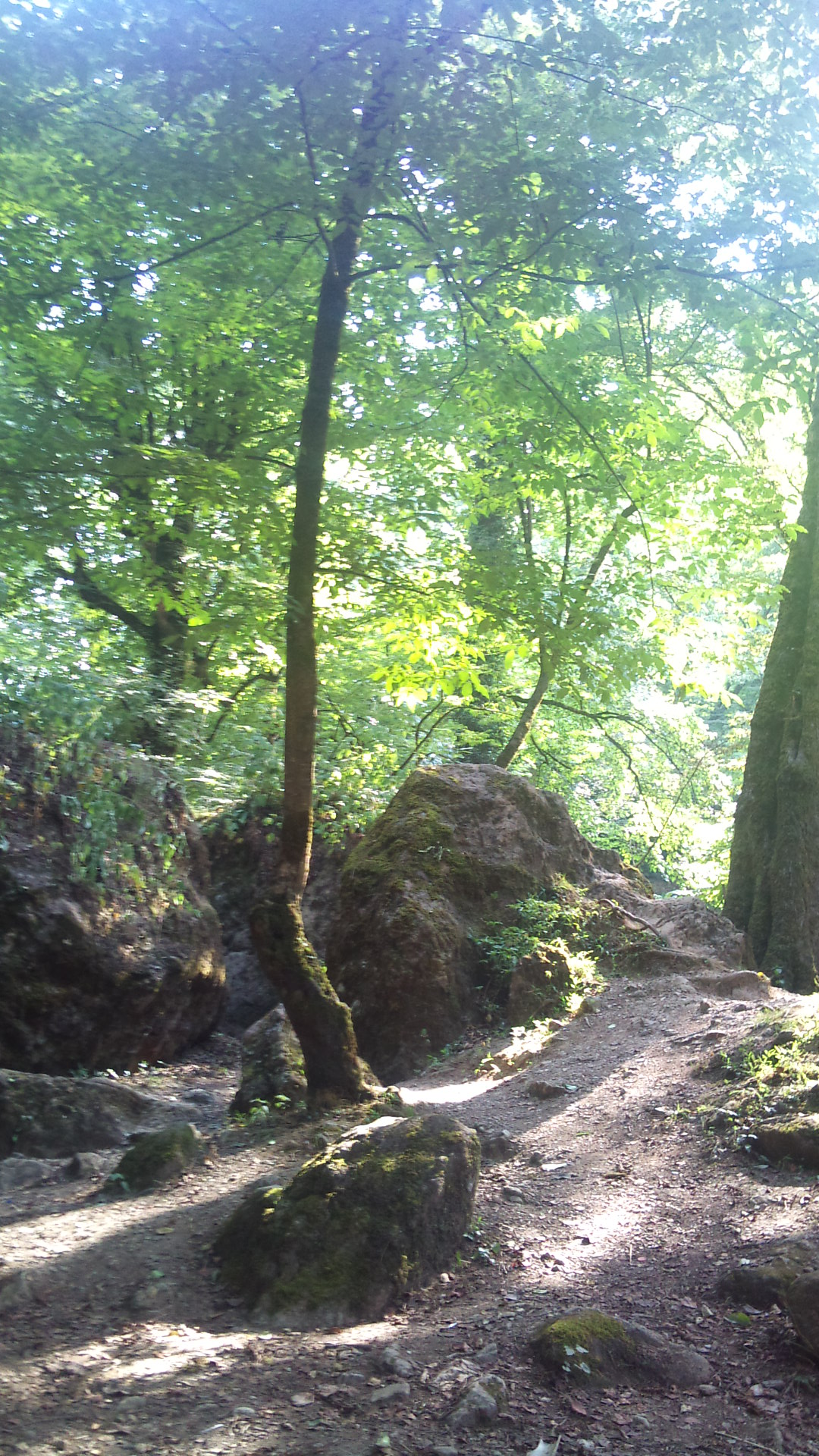
غابات كيلان

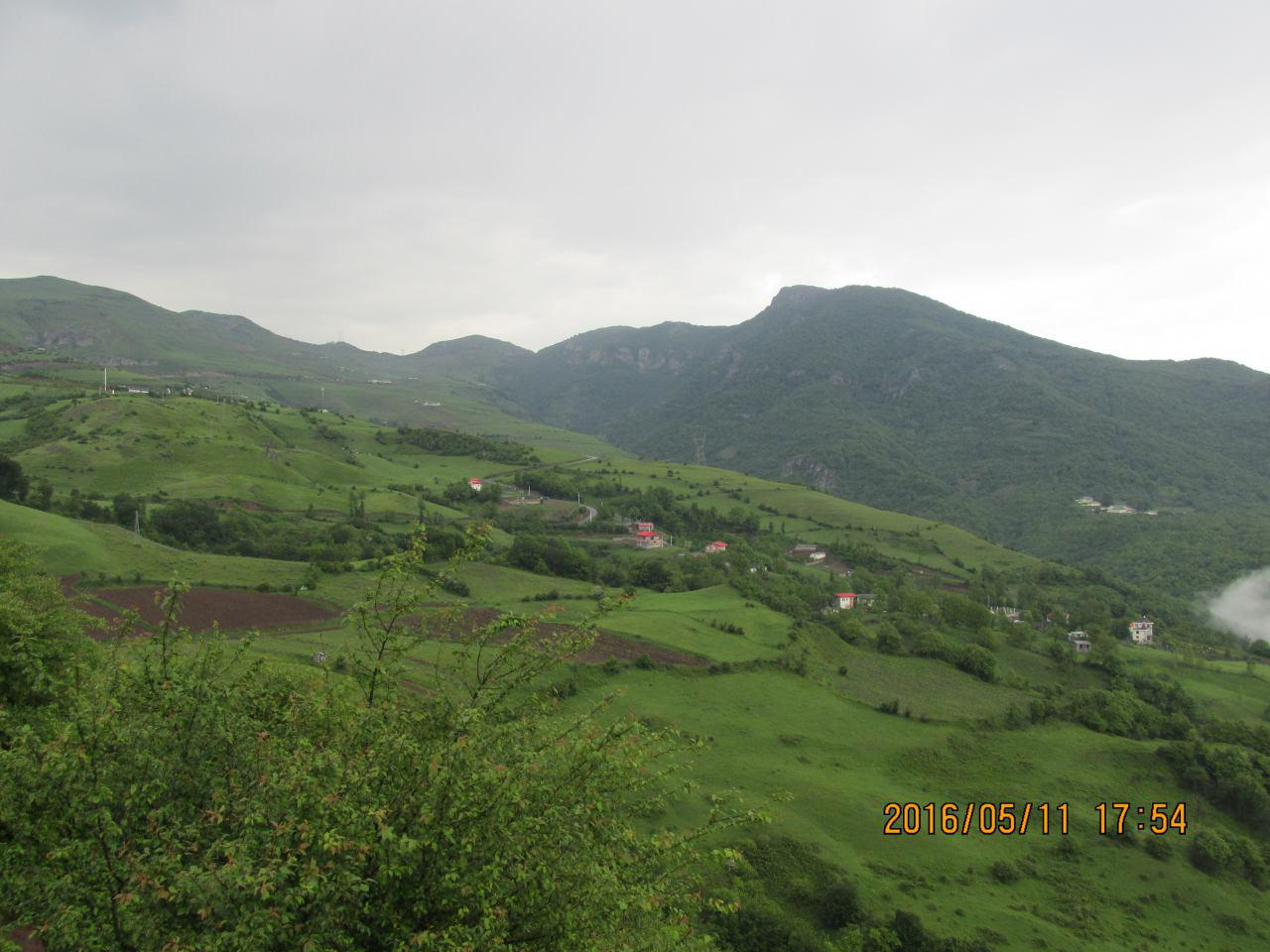
الطبيعة في مدينة حيران التابعة لمحافظة كيلان

تُعتبَر غابات محافظة ايلام متحفاً لأشجار البلوط التي يعود عمرها إلى آلاف السنين حيث تعمل الجهات المختصة على رعاية هذه الغابات والحفاظ عليها في ظل الظروف المناخية الخطرة التي تتعرض لها المنطقة. وتمتد محافظة ايلام على سلسلة جبال زاغروس حيث تضم 642 ألف هكتار من الغابات، وحسب تقرير منظمة الغابات والمراعي فإن 60 % من نحو  900 ألف هكتار من الغابات في سلسلة جبال زاغروس تقع في هذه المحافظة. وأوضح المدير العام للموارد الطبيعية في محافظة ايلام رضا أحمدي في حديث له لوكالة مهر للأنباء إن أقدم أشجار البلوط تقع في هذه المحافظة حيث تُعتبَر إحدى معالم المنطقة لها والتي تلعب دوراً كبيراً في تشكيل غطائها النباتي. كما وإن أهم مواطن شجرة البلوط تقع في غرب إيران، وتعود قدمتها إلى 14 ألف و800 سنة موضحاً إن هذه الأراضي الزراعية شهدت تغييرات مختلفة إنتهت لتتحول إلى غابة بلوط منذ خمسة آلاف و500 سنة ماضية.
غابات طهران
تحتوي العاصمة طهران على عدد من الغابات المميزة، ومن هذه الغابات هي غابة «جوارم» الطبيعية ومتنزهها الذي يمتد على مساحة 365 هكتار والواقع على طريق طهران - فيروزكوه شرق العاصمة ويُعتبَر إحدى المعالم الطبيعة المميزة التي يجذب السياح من داخل إيران وخارجها، ويحتفظ هذا المنتزه الطبيعي بخضرته الصيفية إلى جانب الأوراق الصفراء في فصل الخريف ليشكل تمازجاً مبدعاً للألوان.
غابة عباس اباد
ان هذه الغابة تُعَد من أولى الغابات المحمية والمسجلة رسمياً في إيران وفيها أنواع كثيرة من الحيوانات والطيور وفيها المناظر الجميلة والجبال الشاهقة والأشجار الكثيفة وغيوم تبدو عائمة، تستقطب عشاق الطبيعة ومحبي التجول والمكوث في الغابات.
غابات آذربيجان الشرقية
- غابات ارسباران

تقع غابات ارسباران في مساحة شاسعة للطبيعة الخلابة في شمال محافظة آذربيجان الشرقية شمال غرب إيران. وتجمع هذه الغابات بين ألوان الطبيعة الساحرة التي تزداد تنوعاً في فصل الخريف وبين الأشجار المختلفة الزاهية التي تجذب محبي الطبيعة وهواة التصوير. ان غابات ارسباران تكون محاذية لنهر ارس من الجهة الشمالية ومحاذية لمدينة مشكين شهر وسهل مغان من الجهة الشرقية ومحاذية لمدينة سراب من الجهة الجنوبية ومحاذية لمدينة تبريز من الجهة الغربية. كما ان مدينة اهر تقع في هذه الغابات الواسعة. تُعَد غابات ارسباران من أجمل الأماكن السياحية في إيران، وفيها أنواع الطيور والحيوانات وأشجار المكسرات، لذا يقصدها السياح من كافة أنحاء البلاد وخارجه ويقضون أجمل الأيام هناك مستمتعين بسحر الطبيعة، في فصل الربيع والصيف والخريف. وبشكل عام فإن مطقة ارسباران تُعَد من أجمل المناطق إذ تتميز بطبيعتها الجبلية الرائعة وسهولها التي تغطيها سجادة خضراء من الأشجار والغابات الجبلية والتي تختفي قممها في الضباب. هذه المنطقة تُعَد ملجئاً صيفياً رائعاً للسياح الذين يبحثون عن الطبيعة الوحشية والهواء المعتدل في موسم الحر.
غابات نيشابور

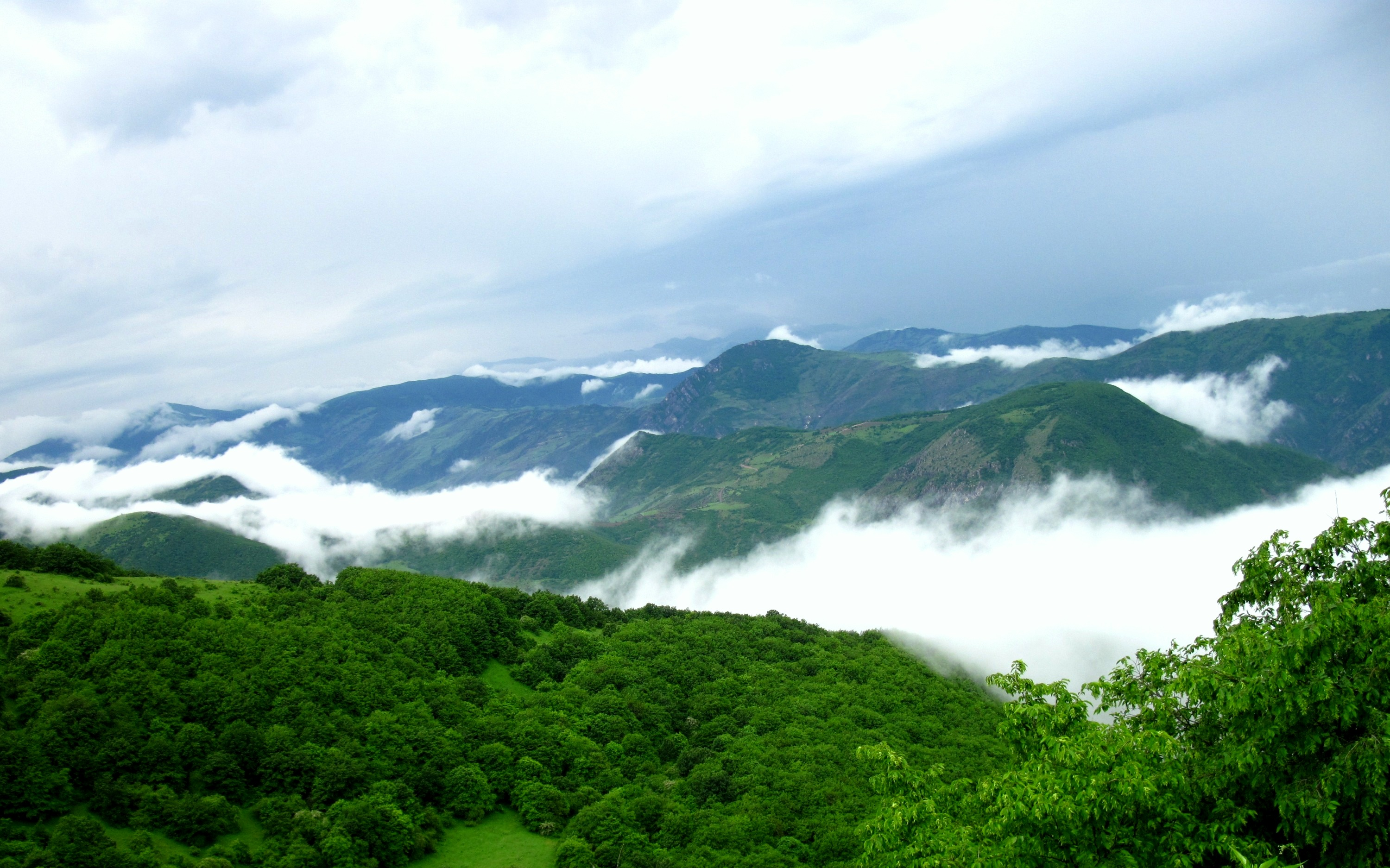
غابات ارسباران

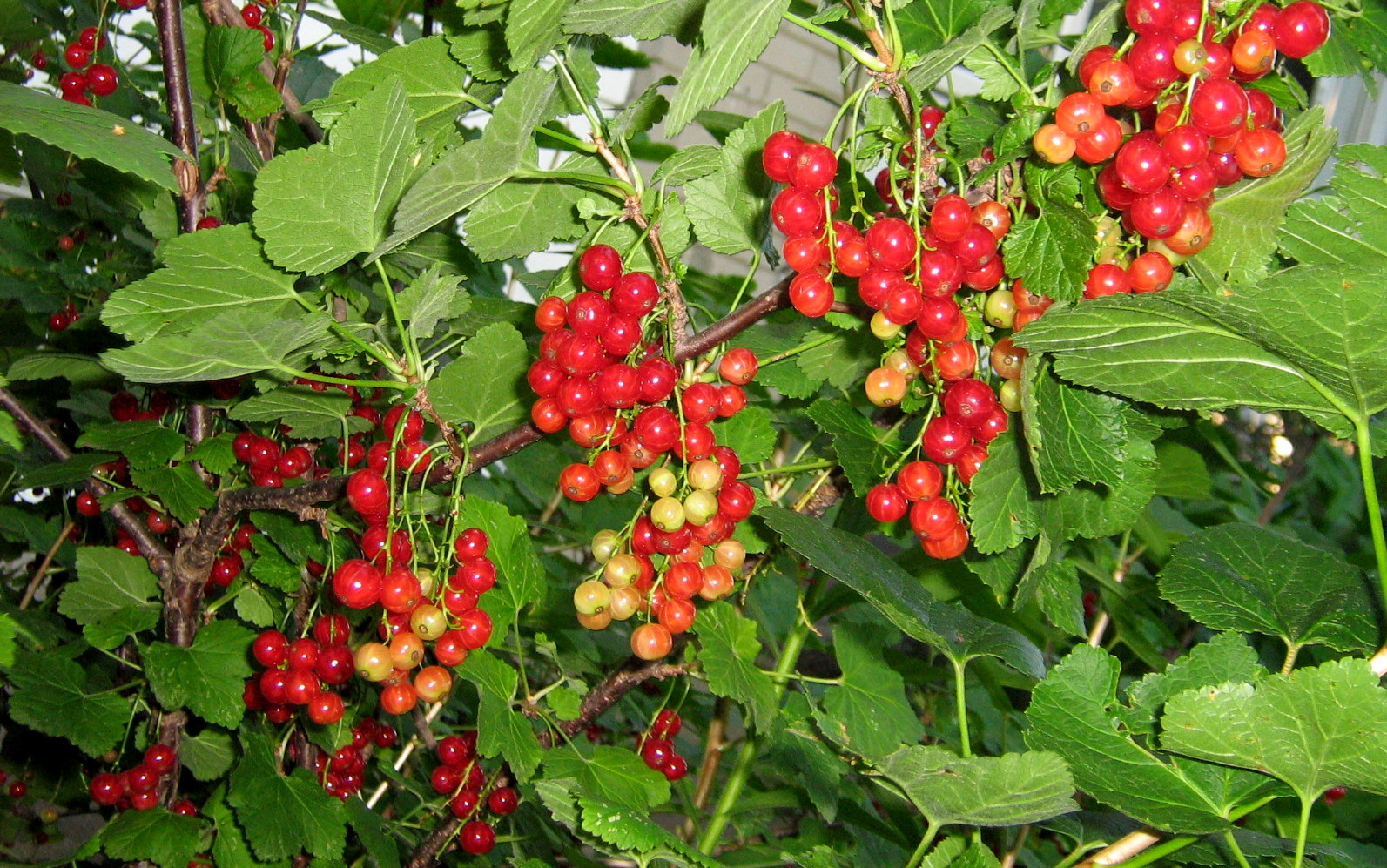
التوت في غابات ارسباران، إحدى الفواكه الأصلية لهذه الغابات

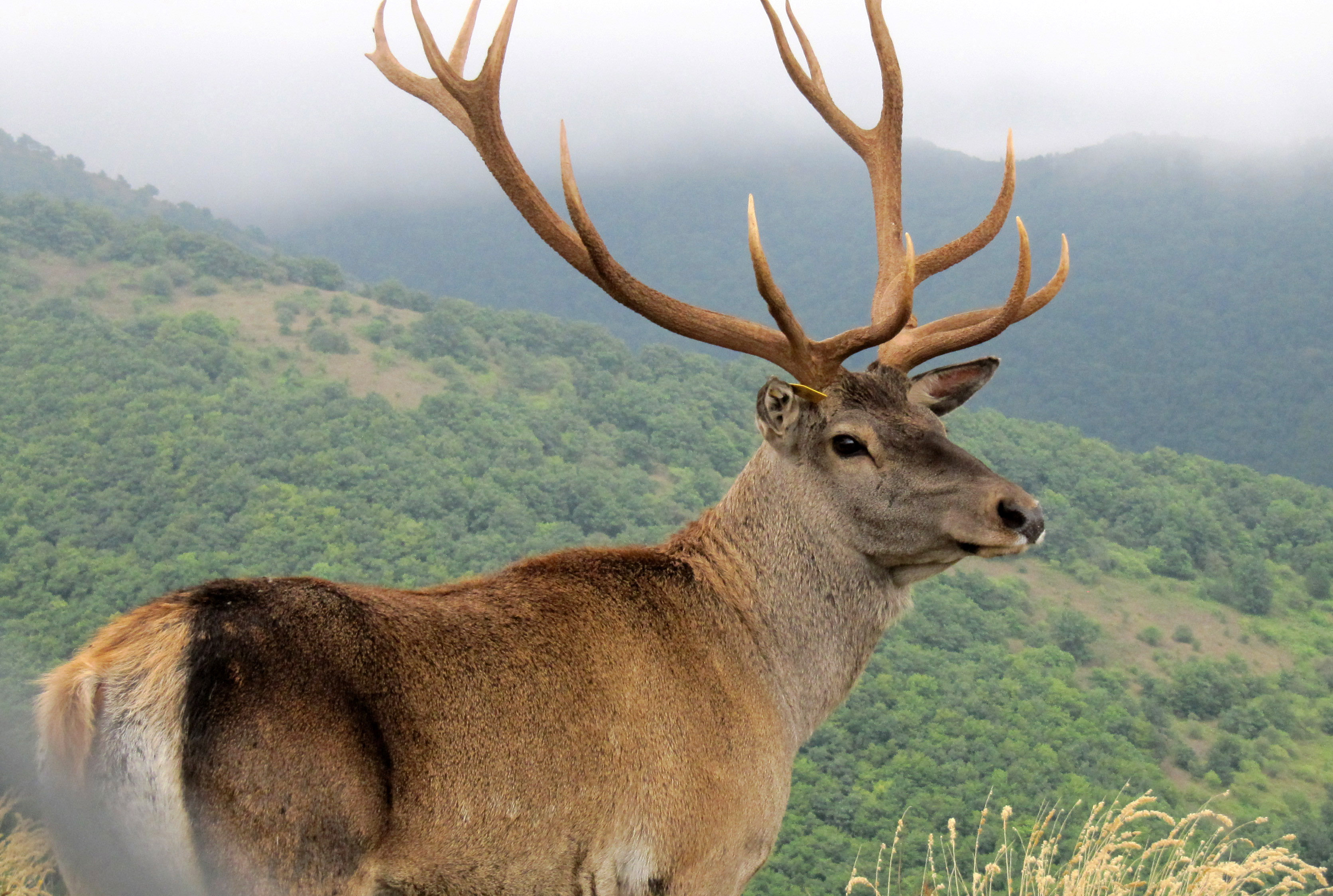
نوع من الغزلان التي تعيش في غابات ارسباران

تحتوي مدينة نيشابور التي تقع على السفح الجنوبي للجبل المعروف باسم بينالود، وترتفع عن سطح البحر ما يقدّر بـ 1250م. على عدد من الغابات الطبيعية ومن أجملها تلك التي تقع على الطريق من مشهد إلى نيشابور، وبعد 10 كيلومترات، نشاهد على مسافة 5 كيلومترات غابات كثيفة متشابكة الأشجار والتي تُعتبَر مكاناً للراحة والإستجمام الأسبوعي للأهالي.

## جذب الغابات في إيران للسياح الأجانب
ان السياحة واستكشاف الأماكن الجديدة هي من الامور التي يقبل عليها الكثيرون، وبتنوع الأذواق تتنوع الأماكن التي يزورها السياح، فهناك من يحب زيارة الأماكن التأريخية وهناك من يحب الإطلاع على الثقافات وهناك من يحب الطبيعة، ومحبو الطبيعة ينقسمون بدورهم إلى عدة أقسام ومنهم (سياح الغابات) إلا أن لهذا النوع من السياحة اسلوباً وطريقةً خاصة، خاصةً وان للحياة في الغابات قوانين خاصة ومميزة قد لا يعرفها أبناء المدن. فجمهورية إيران ارضٌ واسعةٌ ومحتلّة لموقعٍ جغرافيٍّ استراتيجيكيّ في قلب الشرق الأوسط ومتمتّعةٌ من تنوّعٍ طبيعيٍّ مذهلٍ يلبّي أّي ذوقٍ وذلك بفضل تنوّعها المناخي الرائع، الشيء الذي كان ولم يزل يجعلها إحدى أمثل محطّات العالم وأكثرها تميّزاً وإستقطاباً لأفواج السياح، حيث المناظر والروائع الطبيعية المتنوعة وغاباتها الساحرة وتنسيقها الجميل مع الآثار التأريخية المتبقية لها من الأدوار المختلفة لحياة الإنسان تثير اهتمام السائحين وتشجّعهم على اختيارها مقصداً لرحلاتهم. ومن أهم المدن التي تكثر فيها الغابات والتي يقصدها السياح هي:
مازندران (الجنة المفقودة)

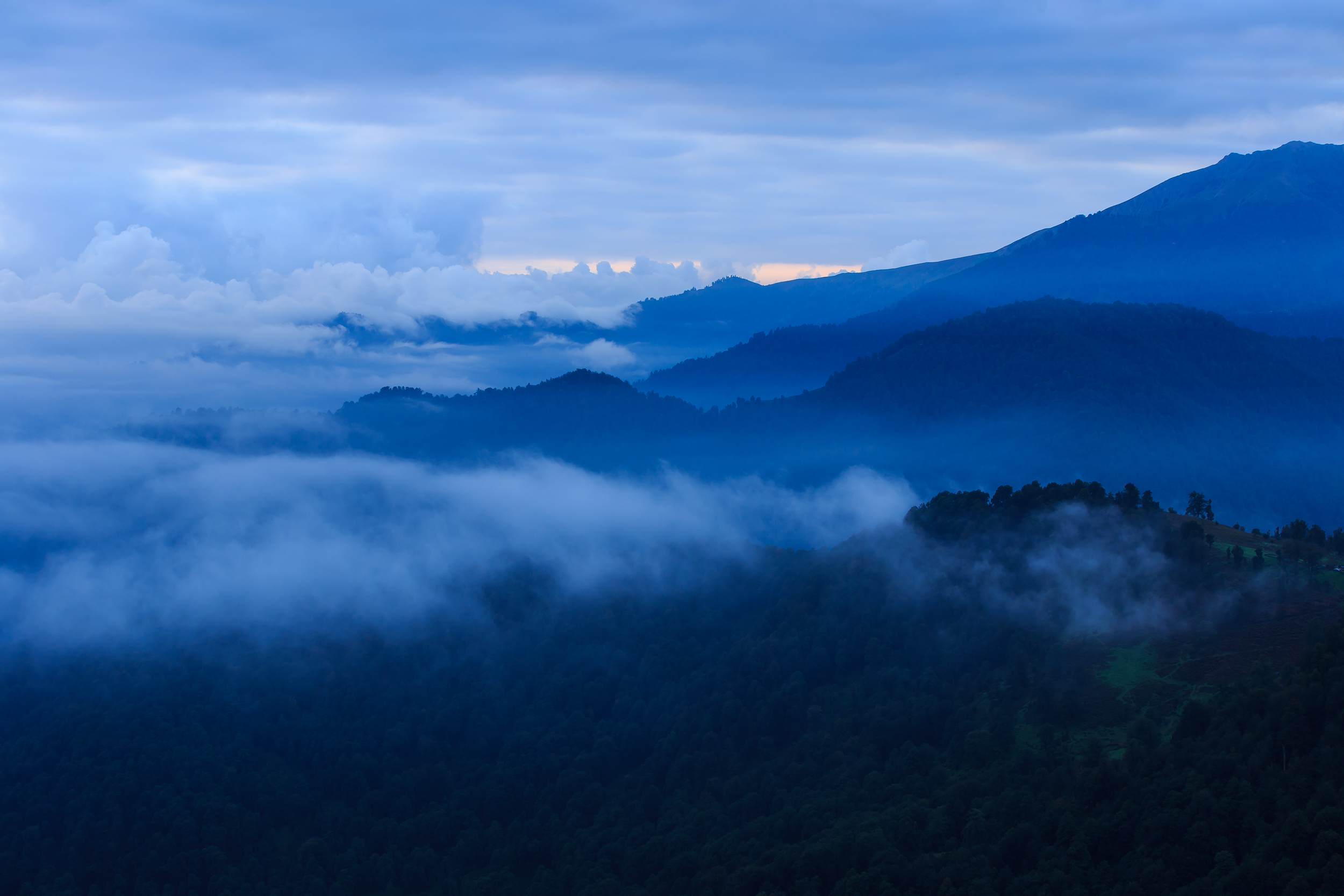
تغطية الغيوم لغابات ماسال، إحدى مدن كيلان شمال جمهورية إيران

ان دولة إيران تحتضن في أرجائها قائمةً لا مثيل لها من المعالم التي تمّ تسجيل العديد منها من قبل منظّمة اليونسكو للتراث العالمي، ومن تلك المعالم التي تثير إعجاب السياح وتلبّي أحلامهم هي الغابات والتي تجعلهم يقضون رحلتهم بين أحضان طبيعتها العذراء الأكثر من الخلابة وتجعل أوقاتهم كلّها مفعمةً بالسرور وتزيدهم رغبةً في قضاء أوقاتهم تحت سماءٍ ملبّدةً بالغيوم أو مهطلة للأمطار. ومن الأماكن التي يفضلها السياح القاصدين للطبيعة هي محافظة مازندران وذلك بسبب ماتحتويه من طقسٍ جميلٍ ومناظر أخّاذة للشواطئ الزرقاء المليئة بالهدوء والمتمتّعة من خدمات السباحة أو الجبال الشامخة المعانقة لغيوم السماء والمغطّاة بالسفوح الخضراء والمزيّنة بالشلالات وينابيع المياه العلاجية أوالسهول الجميلة والحقول اللطيفة للأرز أو الغابات الكثيفة التي تنتشر فيها.
كيلان وطبيعتها البكر

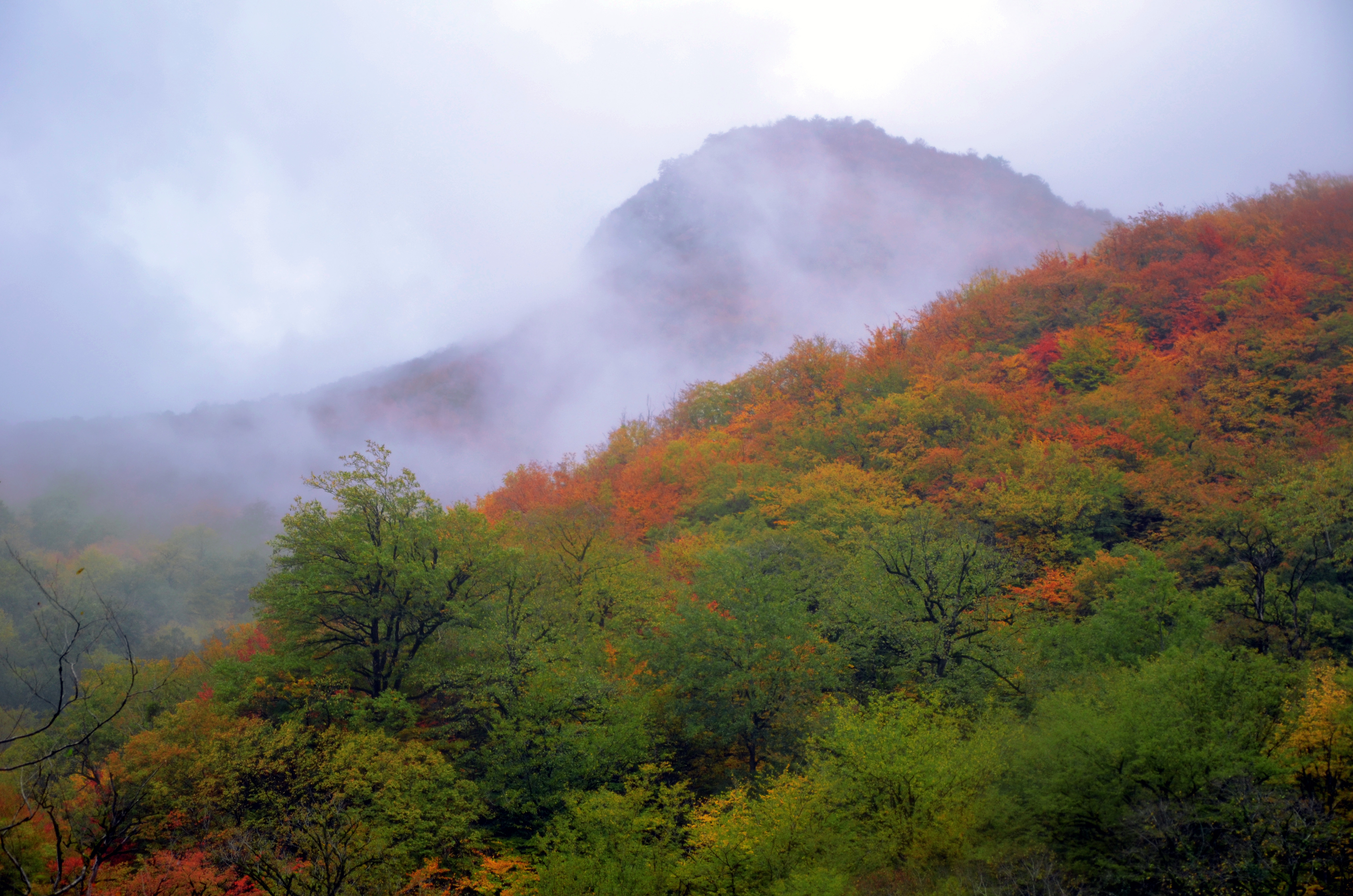
غابات رويان، إحدى مدن مازندران

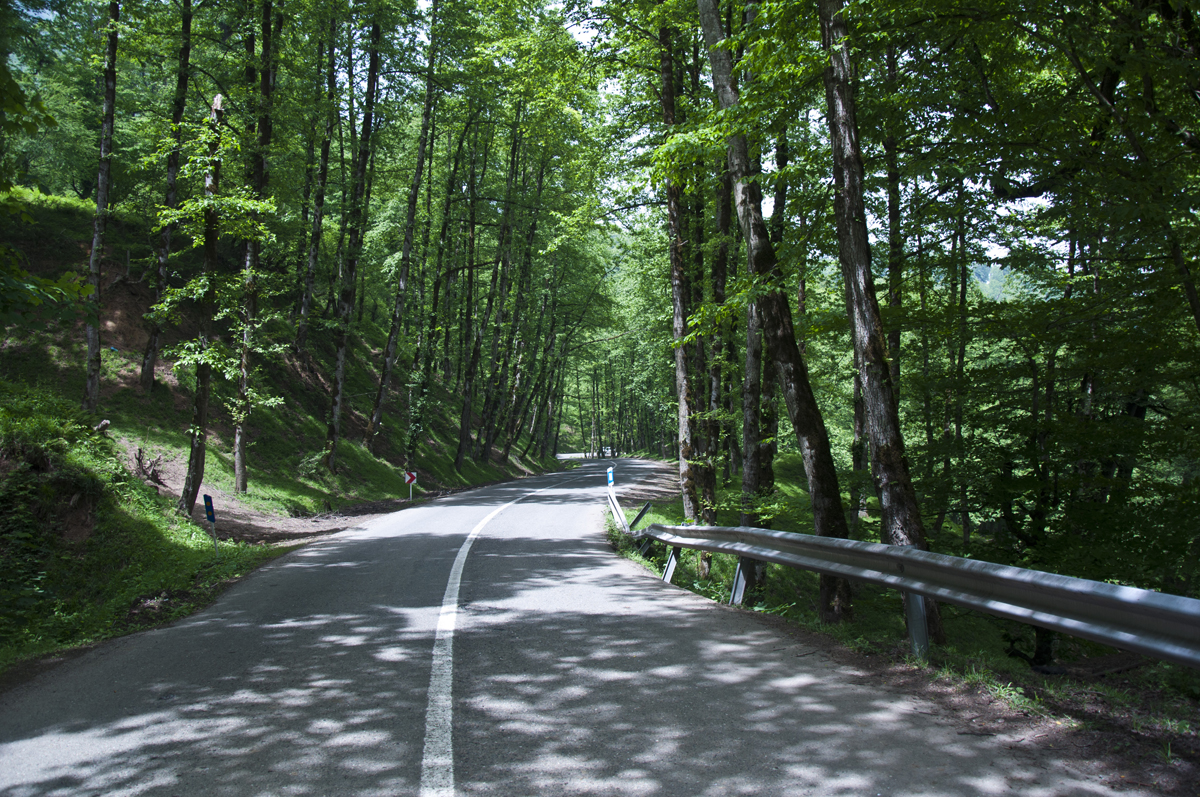
شارع جنات بين مدينتي رودبار ورامسر وسط غابات مازندران

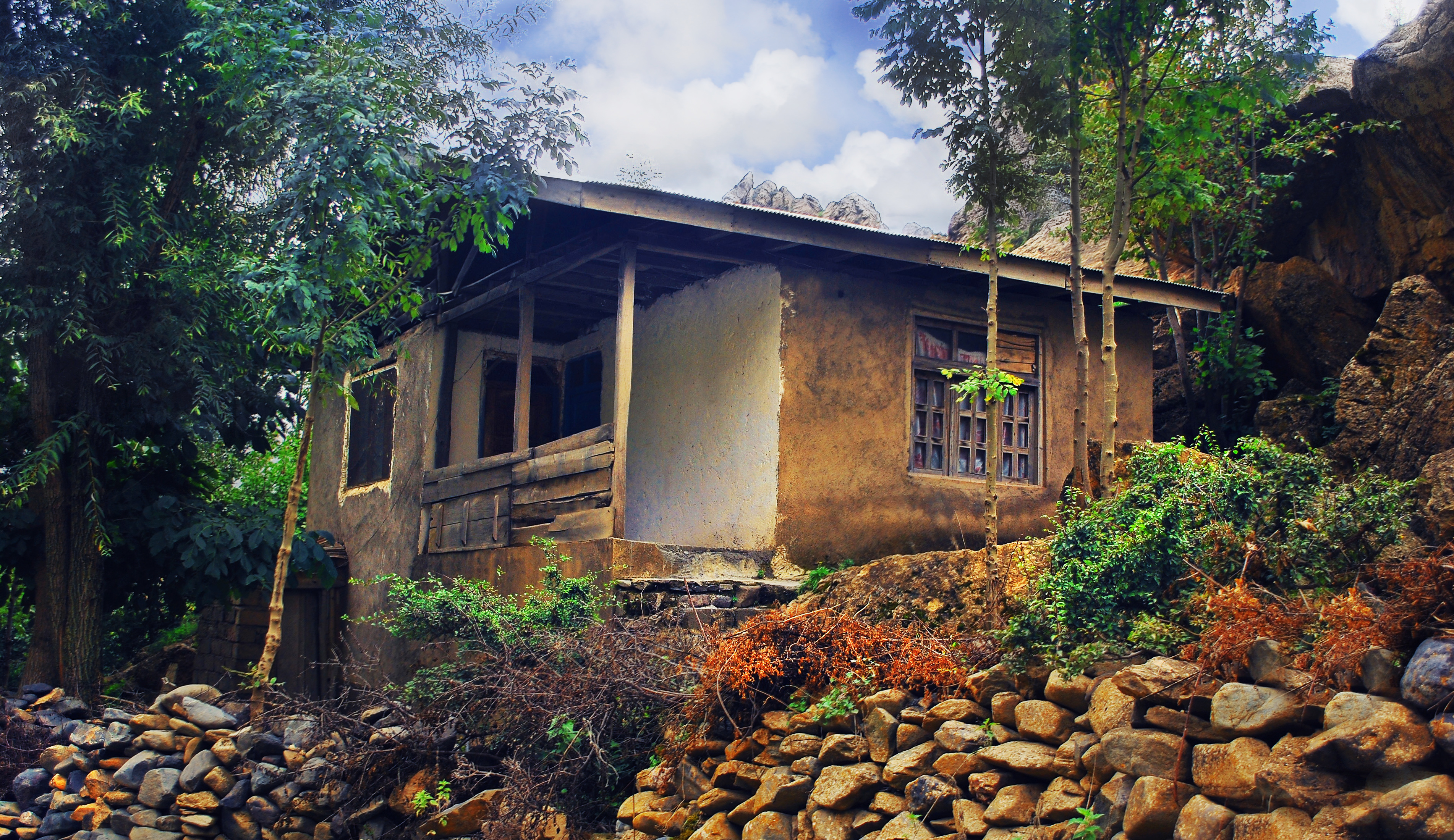
منزل ريفي في غابات مازندران

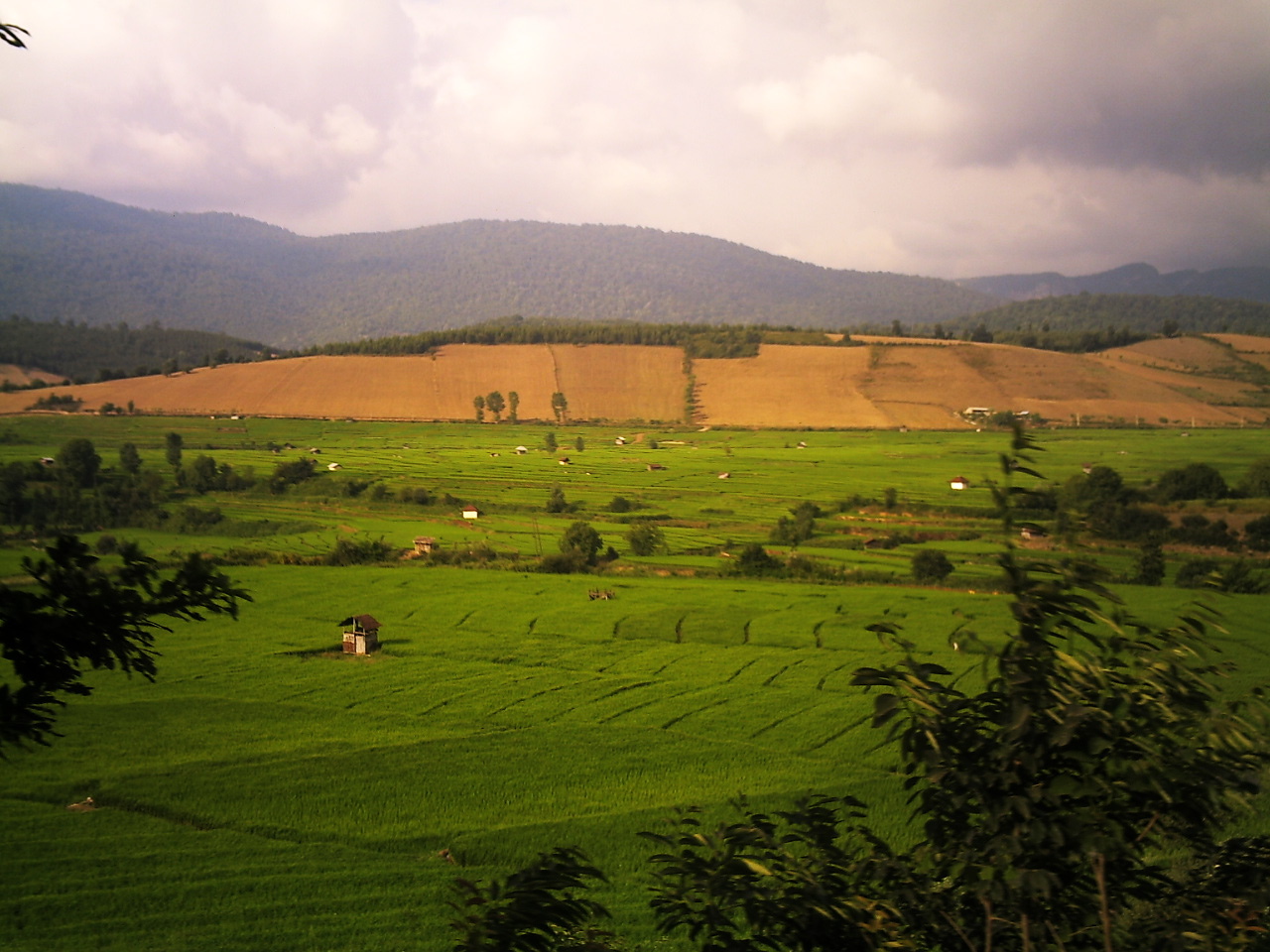
طبيعة شاليزارى في مدينة مازندران

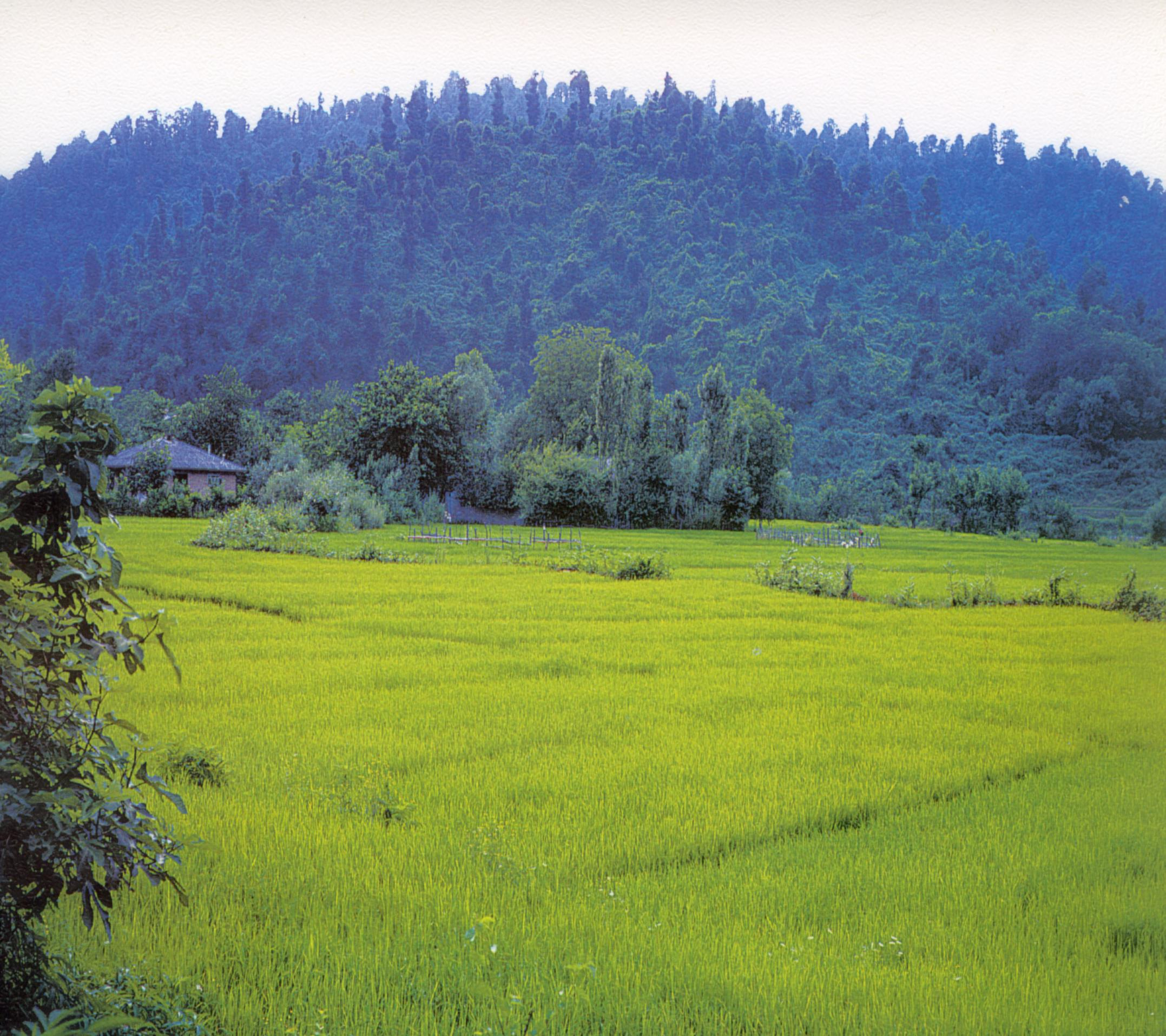
طبيعة مازندران الساحرة

ان المحطة الثانية المخصّصة لمحبّي الأجواء الطبيعية ومرتادي الغابات العذراء هي محافظة جيلان، حيث تعطيهم بودٍّ مجموعةً مذهلةً من الشواطئ الرملية لأكبر بحيرات العالم أي بحيرة قزوين فضلاً عن الغابات العذراء الطبيعية والانهار والعيون والبحيرات والمغارات والشلالات، كما وان مدينة ماسوله الراقدة على سفوح الجبل والمثيرة لإعجاب الناظرين بدهشة عمارتها وسحر طبيعتها تُعدّ من أهمّ مناطق المحافظة، وكذلك منطقة جواهردشت الجوهرةٌ الفريدة والتي ترحب بعشاق الطبيعة ومحبيها. إلى جانب كل هذه الميزات الطبيعية الفذة الفريدة من نوعها فإن محافظة كيلان أرض التراث والحضارات الأصيلة وأهلها معروفون بأخلاقهم الحسنة وخصالهم الكريمة، ويبلغ عدد سكانها مليونان ونصف المليون نسمة، وتبلغ مساحتها 14711 كيلومتر مربع حيث (تستقبل سنوياً أعداداً هائلة من السائحين الوافدين إليها من إيران وجميع أصقاع العالم) نظراً لطبيعتها التي لا نظير لها فهي تجمع بين السهول والهضاب والأودية والجبال والسواحل البحرية و (الغابات الكثيفة) ناهيك عن أنها ملجأ لمختلف أصناف الحيوانات البرية والطيور المهاجرة. وحسب آخر إحصائية رسمية فهي مكونة من 16 مدينة و 49 قضاء و 43 ناحية و 109 أرياف و 2888 قرية، وأهمهما: آستانه اشرفيه، آستارا، املش، بندر انزلي، تالش، رشت، رودبار، رودسر، رضوان شهر، سياهكل، شفت، صومعه سرا، فومن، لاهيجان، لنكرود، ماسال.
كلستان وغاباتها العذراء

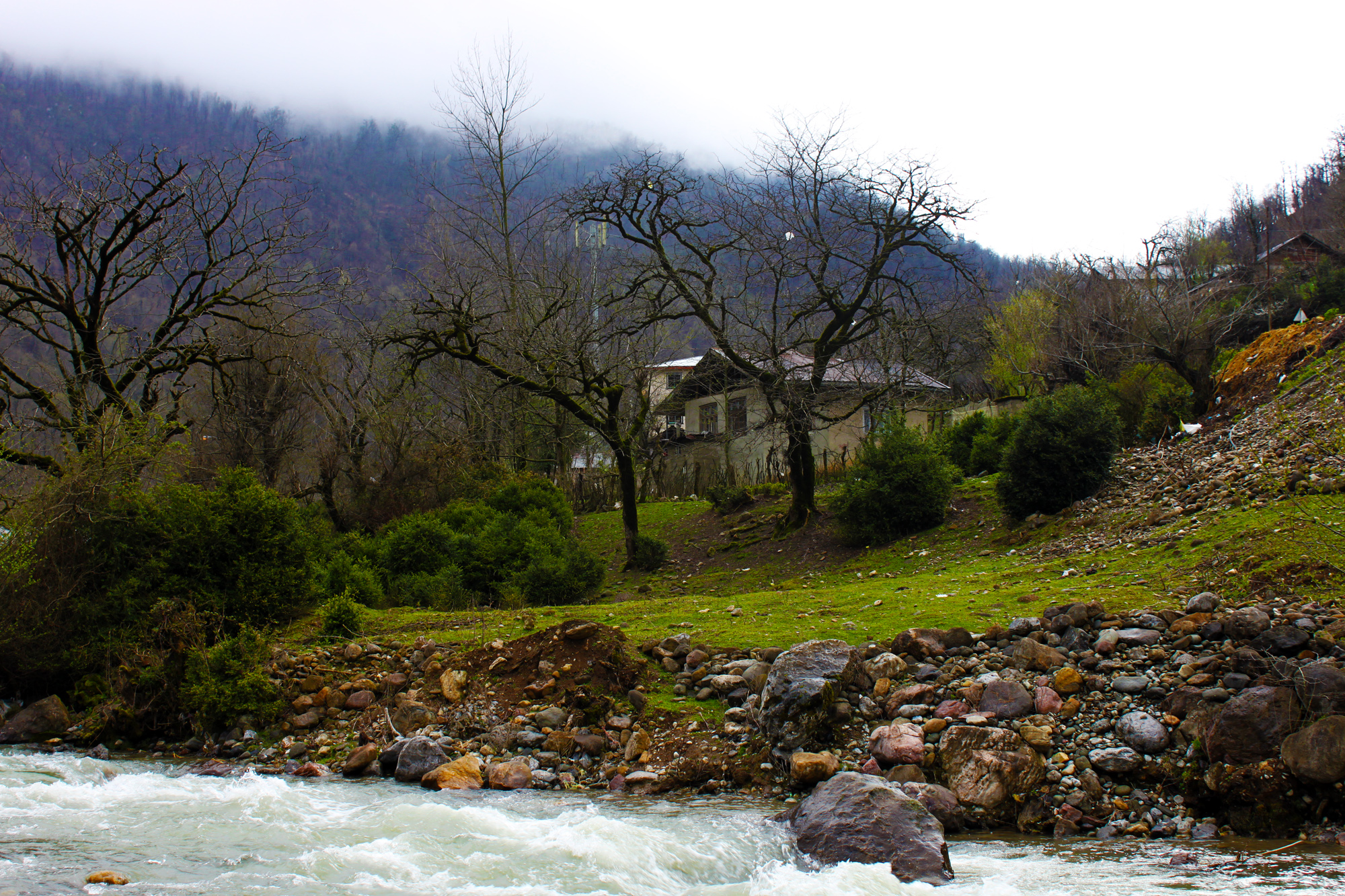
غابات ماسال العذراء في كيلان

تُعرَف محافظة كلستان إلى جانب تأريخها الثقافي الغني، بأرض الشلالات والينابيع والطبيعة الساحرة وغابات الأشجار الفريدة وغابات البلوط. وتتمتع كلستان بطبيعة جميلة وخلابة باهرة لأحتوائها على غابات ساحرة وشلالات صغيرة وكبيرة وينابيع دافقة كثيرة، وتُعتبَر كلستان من الوجهات السياحية المناسبة للسياح الإيرانيين والأجانب لتمتعها بالعديد من المناظر الطبيعية والمناطق الترفيهية كالغابات الخضراء البكر والشلالات والبحيرات. بالإضافة إلى ان وجود سلسلة جبال «البرز» والتي تُعتبَر منبع للأنهار العديدة هو السبب في انحدار شلالات صغيرة وكبيرة عدة تتدفق من جميع الجهات راسمةً لوحات جميلة لانهمار المياه عبر تلك الجبال، إذ تحول أكثر من 60 شلال صغير وكبير من بينها شلالات شيرآباد وشلال لوه وكبودوال وكلستان وباران كوه وزيارت ودواب وشادان إلى مناطق خلابة وجميلة يقصدها السياح من جميع الوجهات. كما وان الموقع الجغرافي والمناخي الخاص لمحافظة كلستان أوجد الكثير من معالم الجذب السياحي تشد إليها المصورون والسياح الإيرانيين والأجانب، فتُعتبَر غابات كلستان الكثيفة إحدى تلك المعالم.

## معرض الصور

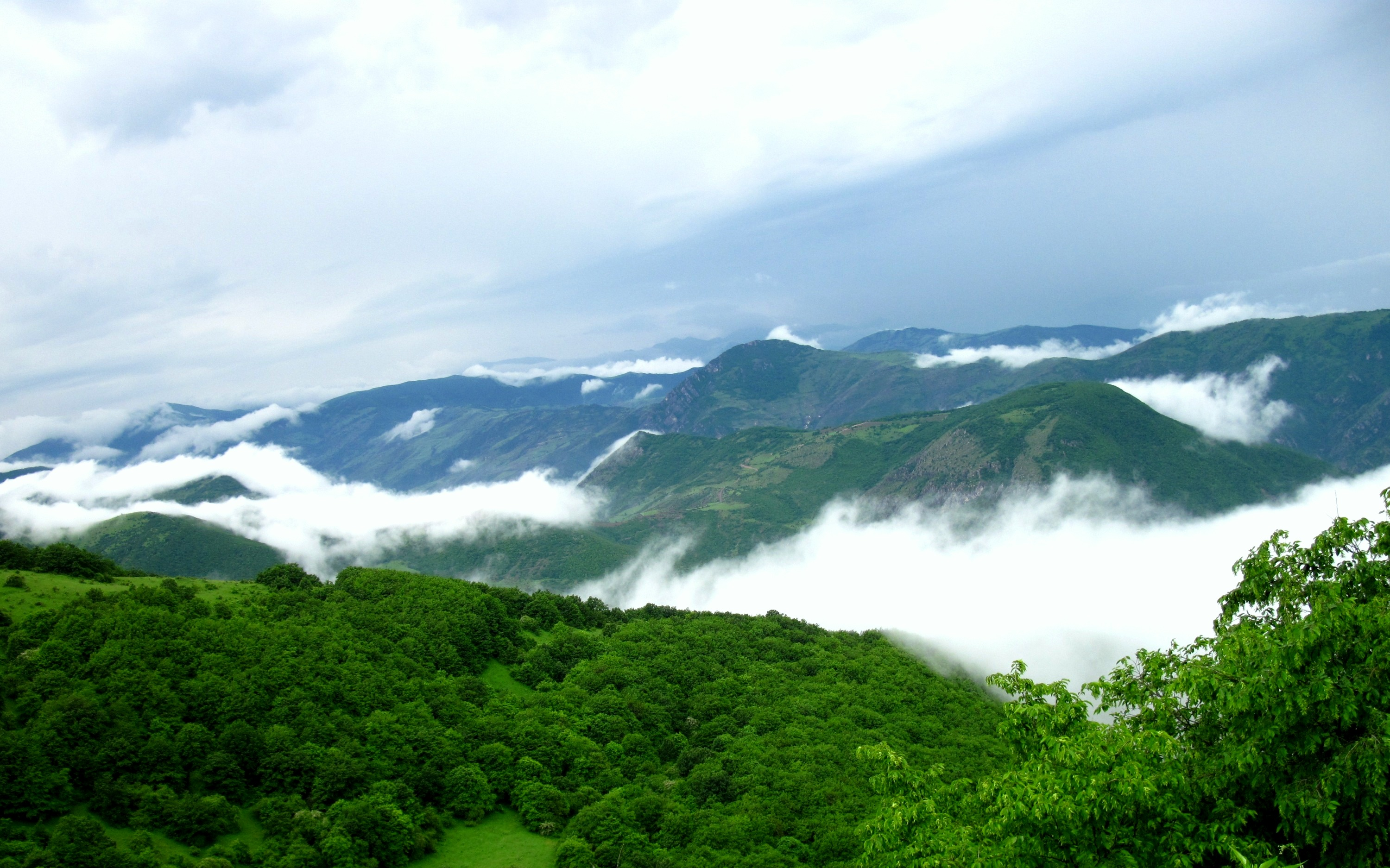
غابات ارسباران
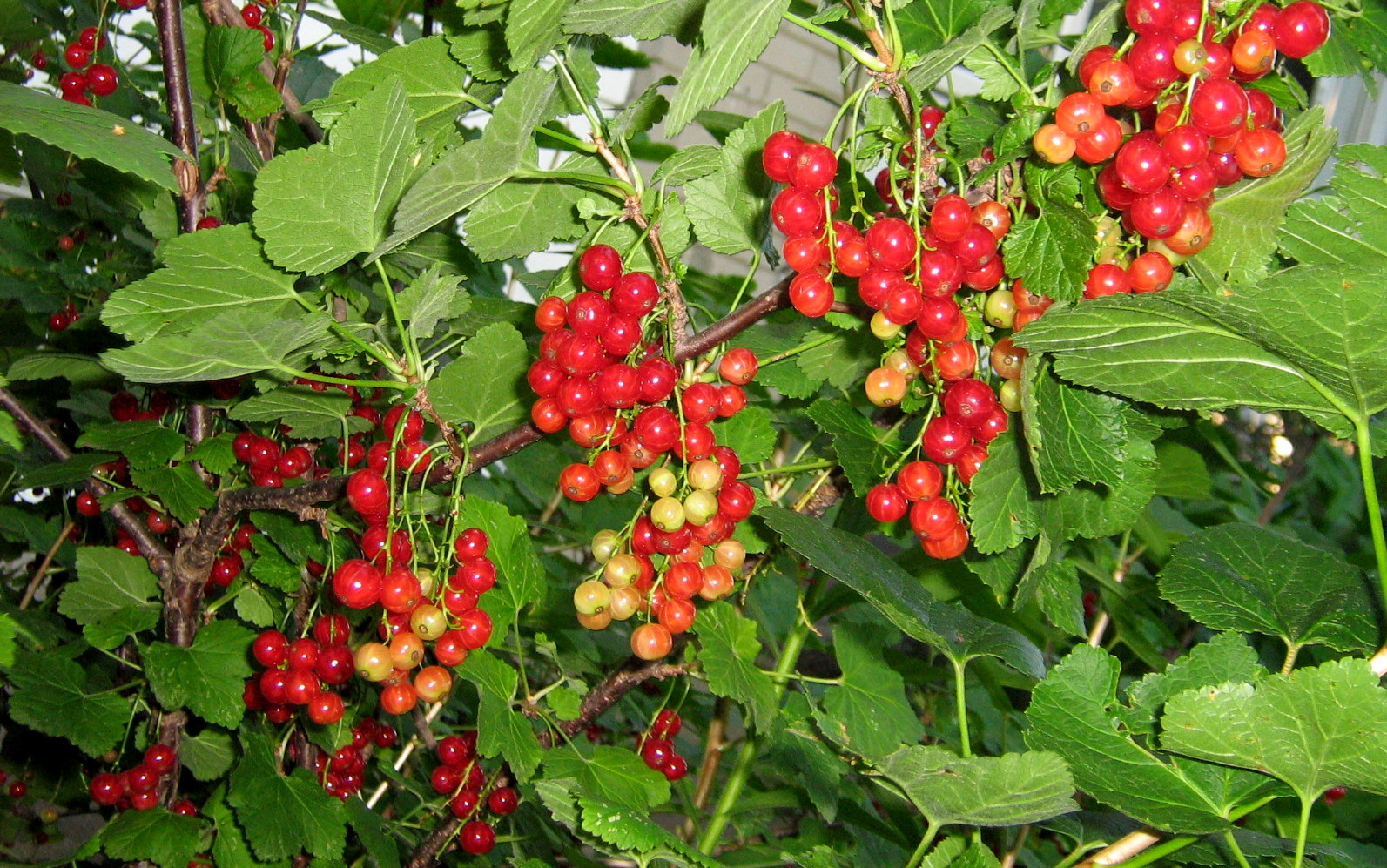
التوت في غابات ارسباران، إحدى الفواكه الأصلية لهذه الغابات
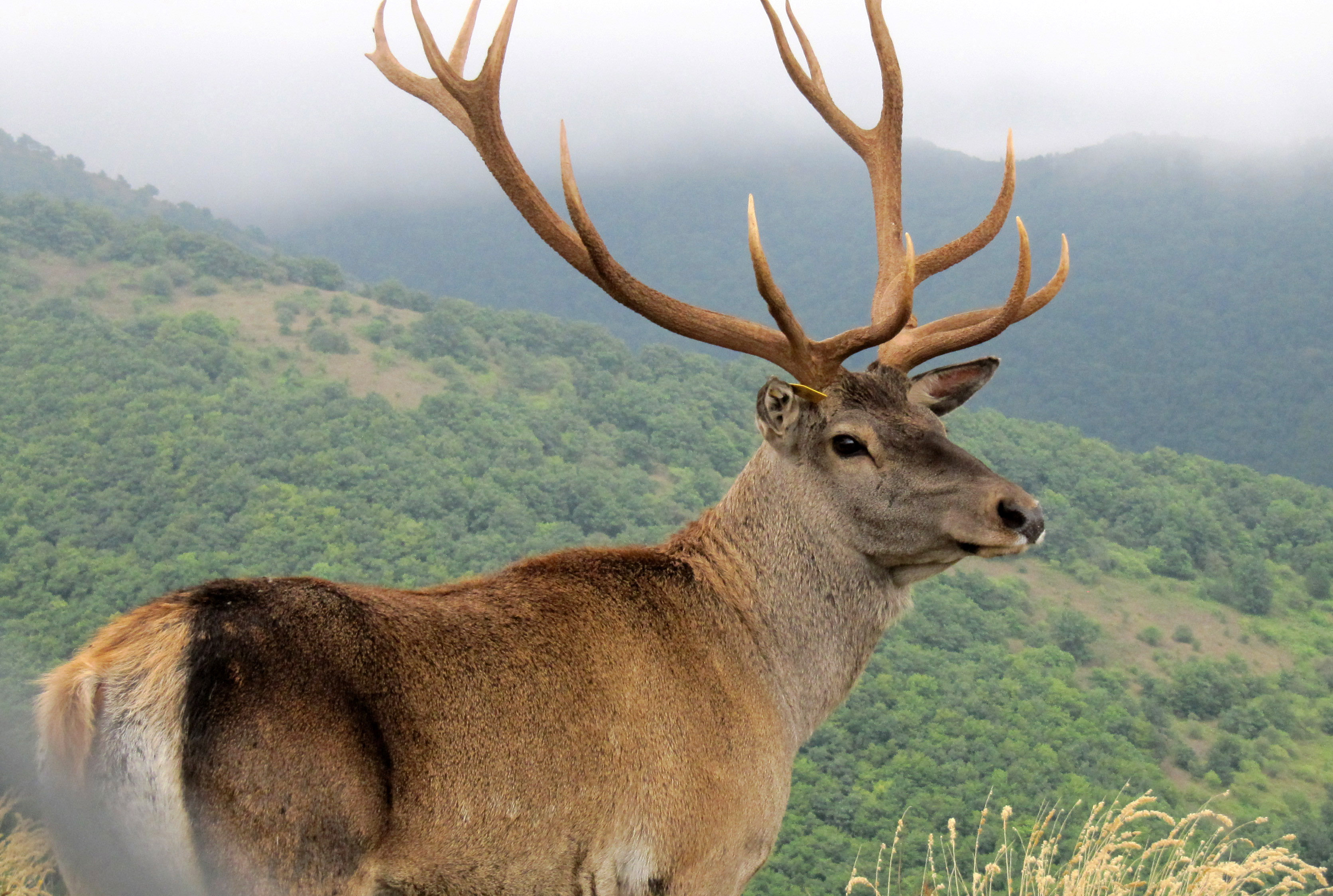
نوع من الغزال التي تعيش في غابات ارسباران
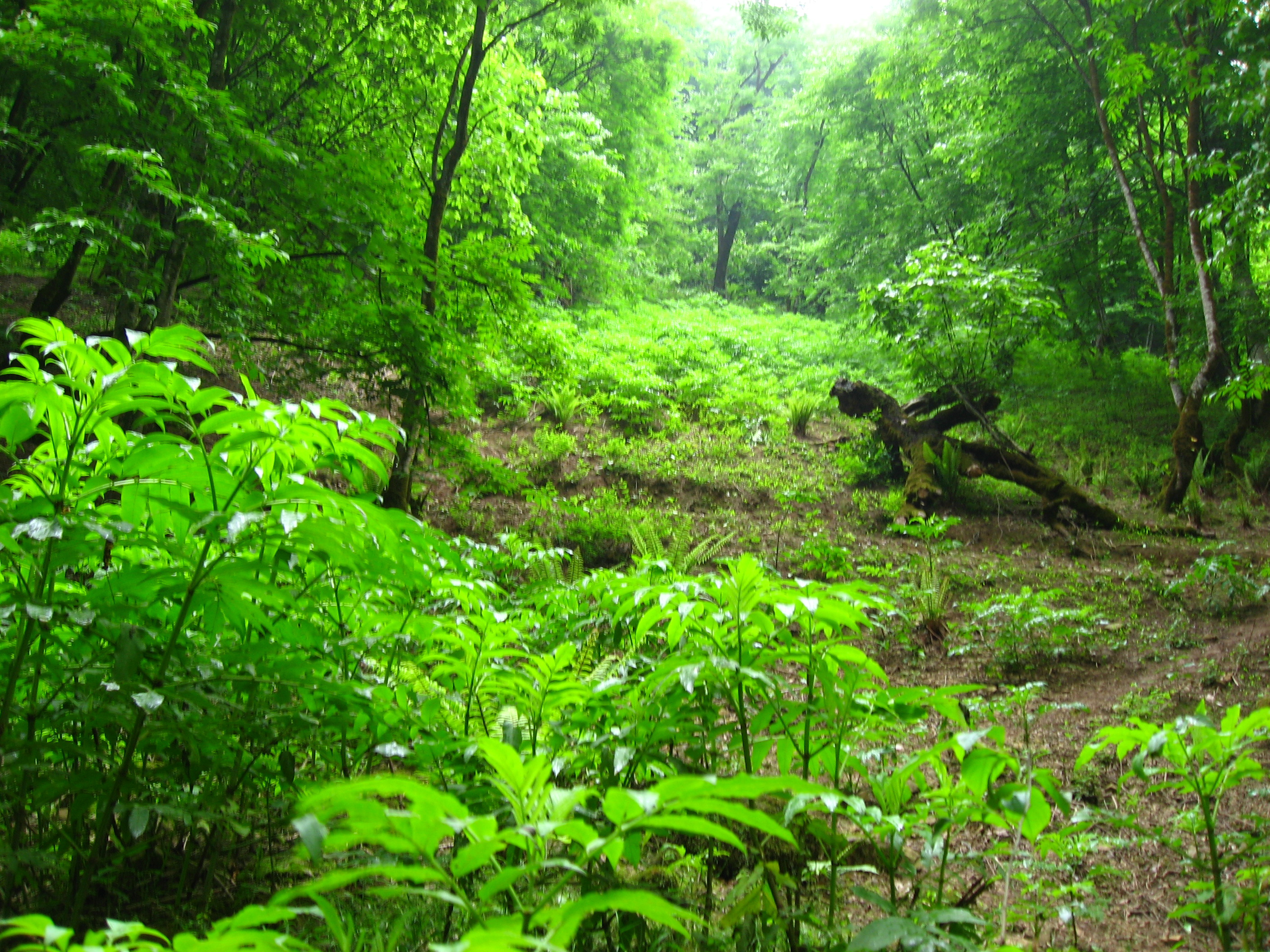
غابات شمال إيران
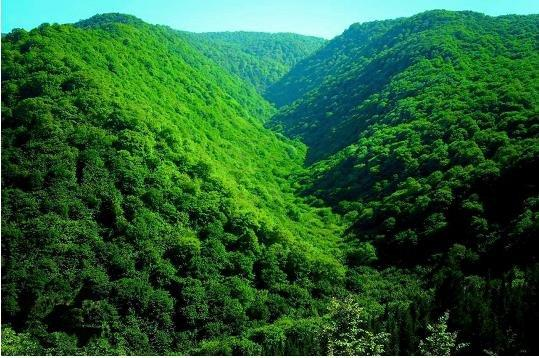
غابات بهشهر، مازندران
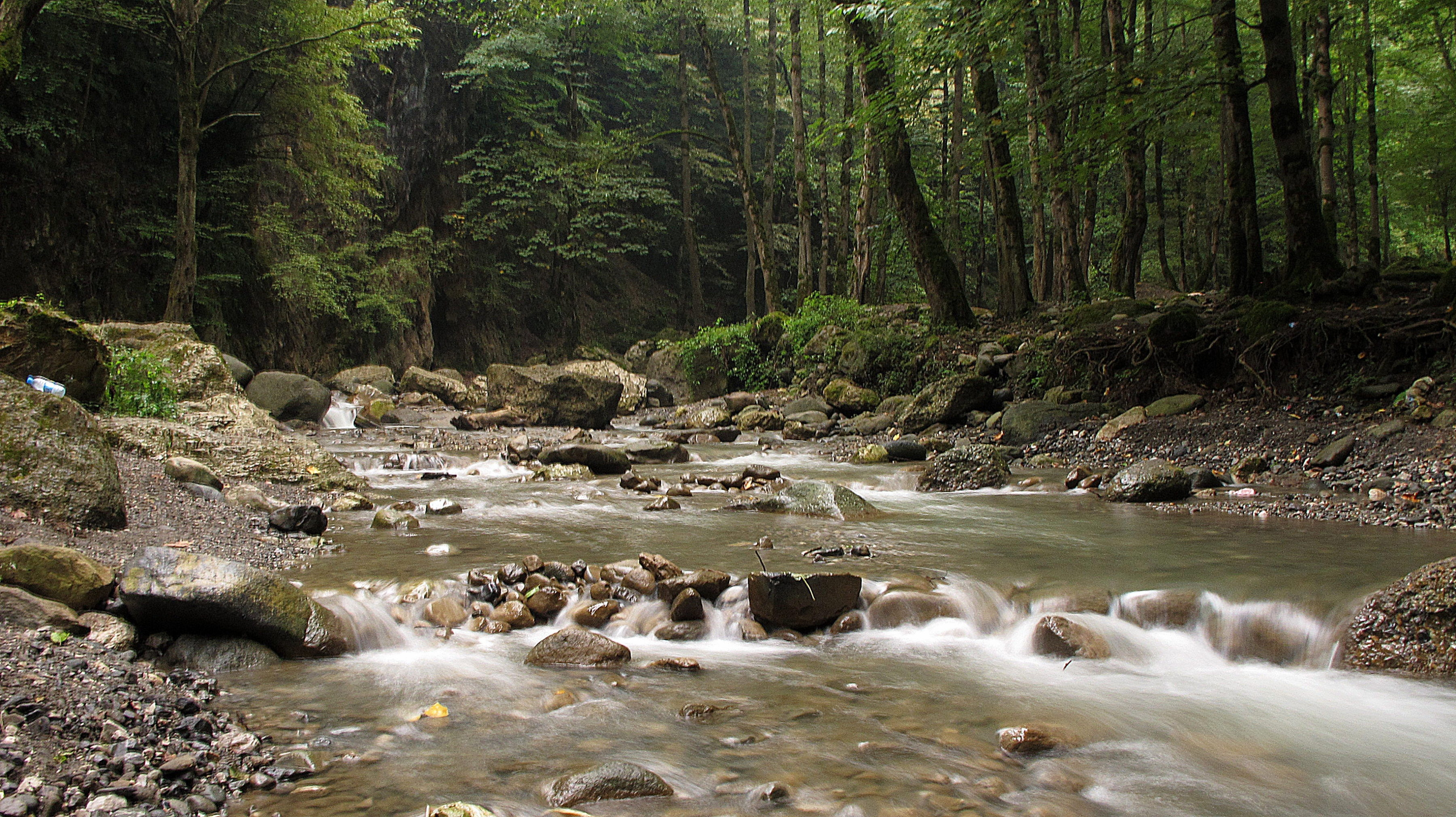
غابات رامسر
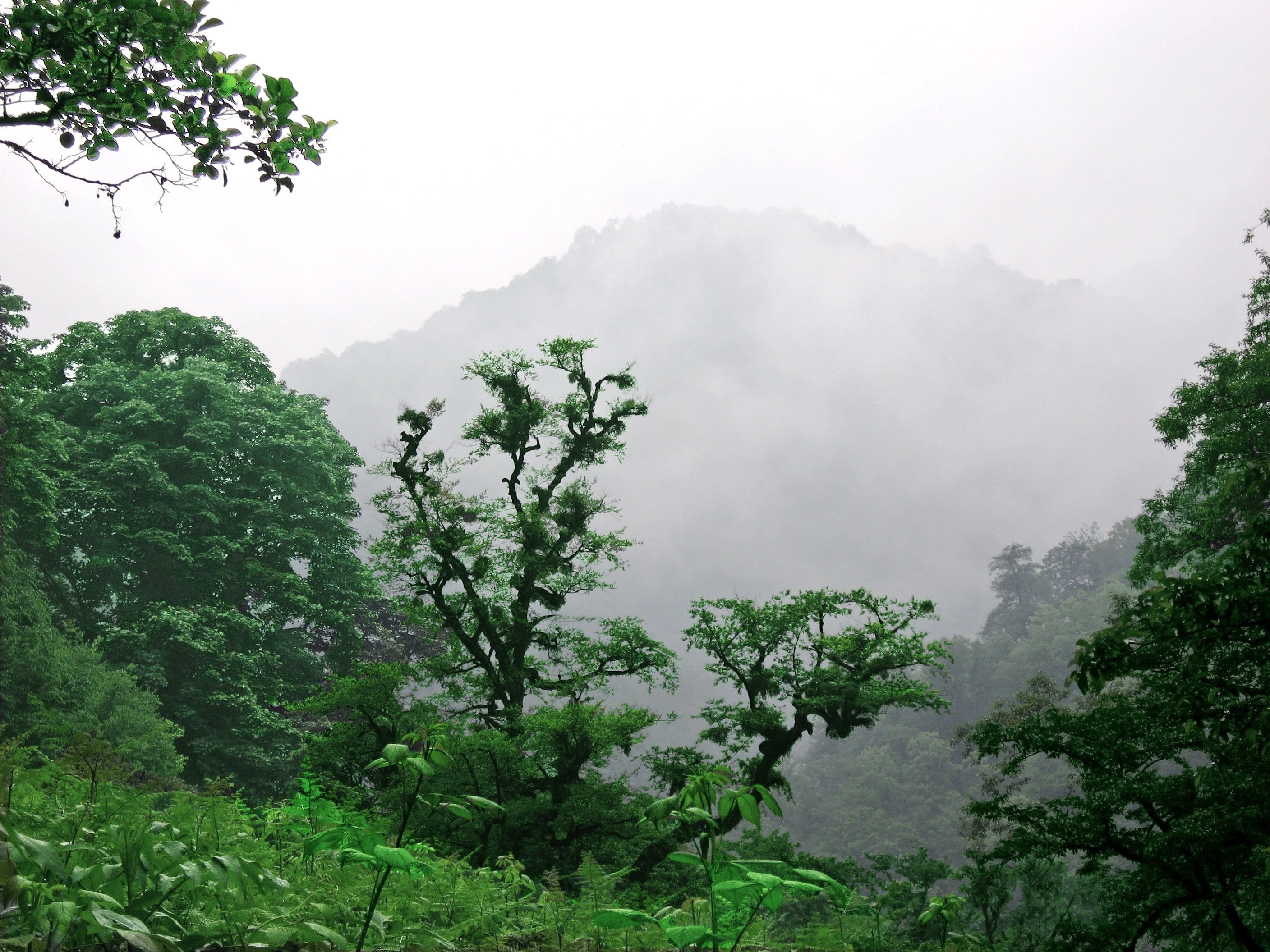
غابات إيران، منطقة جيلان الشمالية
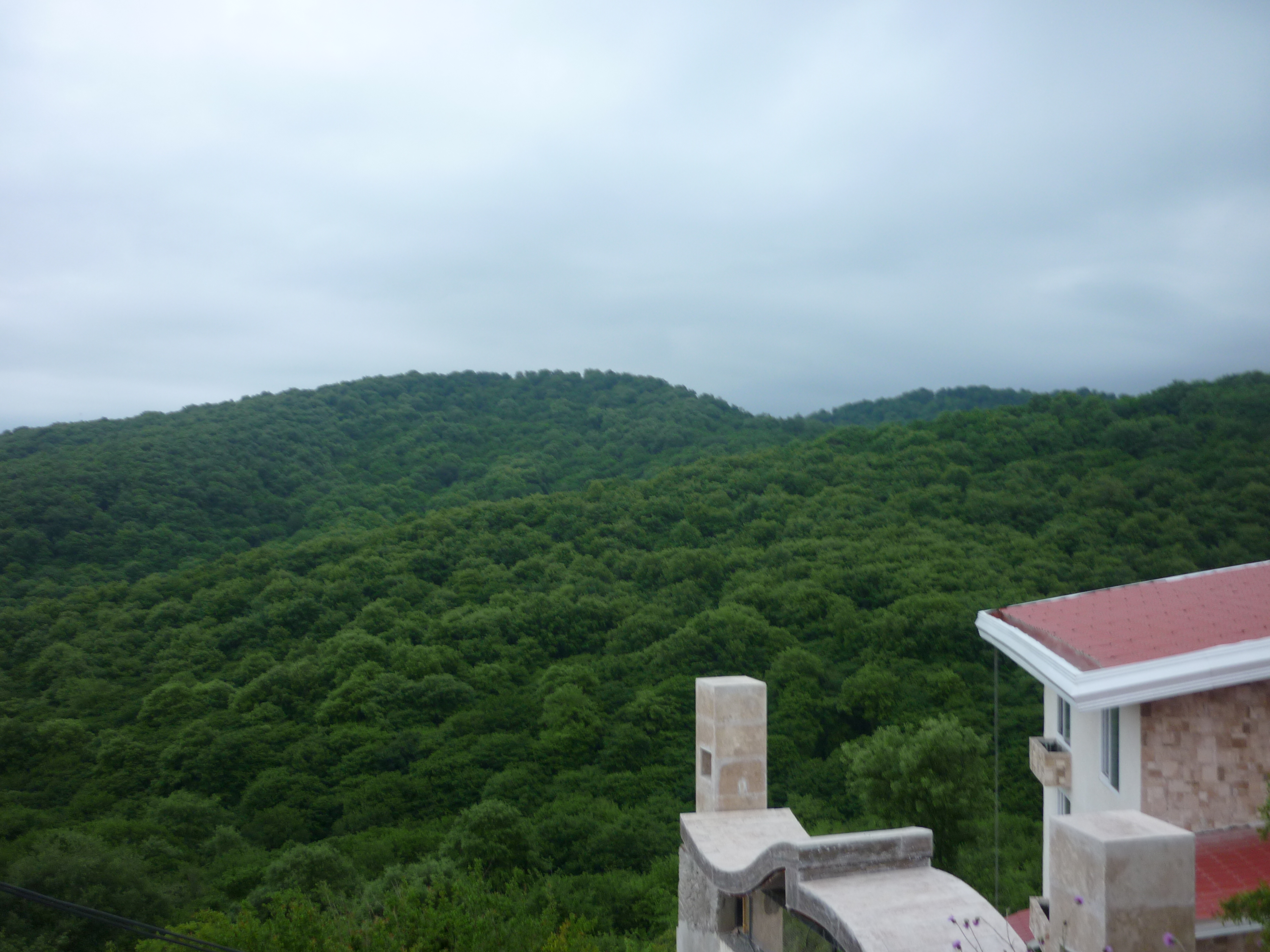
غابات زيارو في مدينة آمل، محافظة مازندران
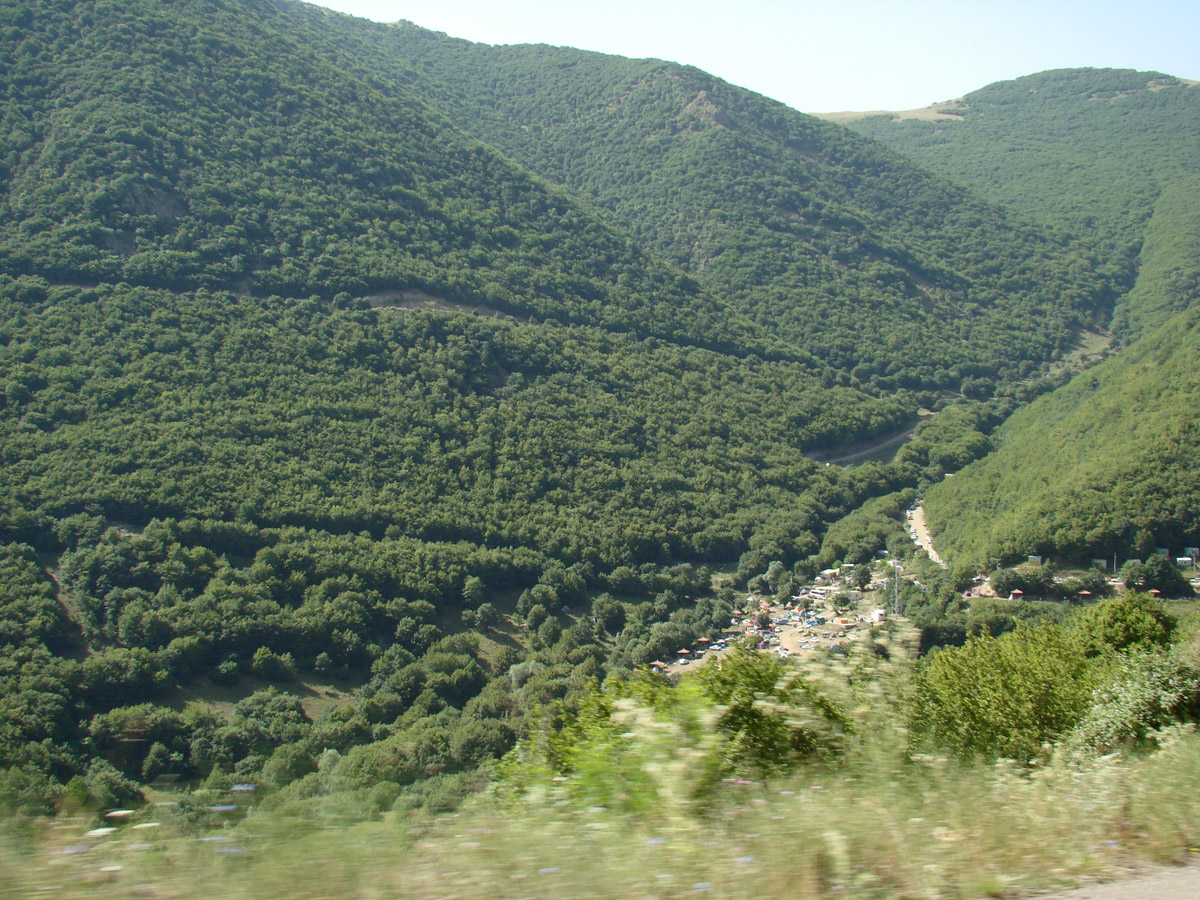
غابات ارسباران
الغيوم تغطي الغابات في ماسال
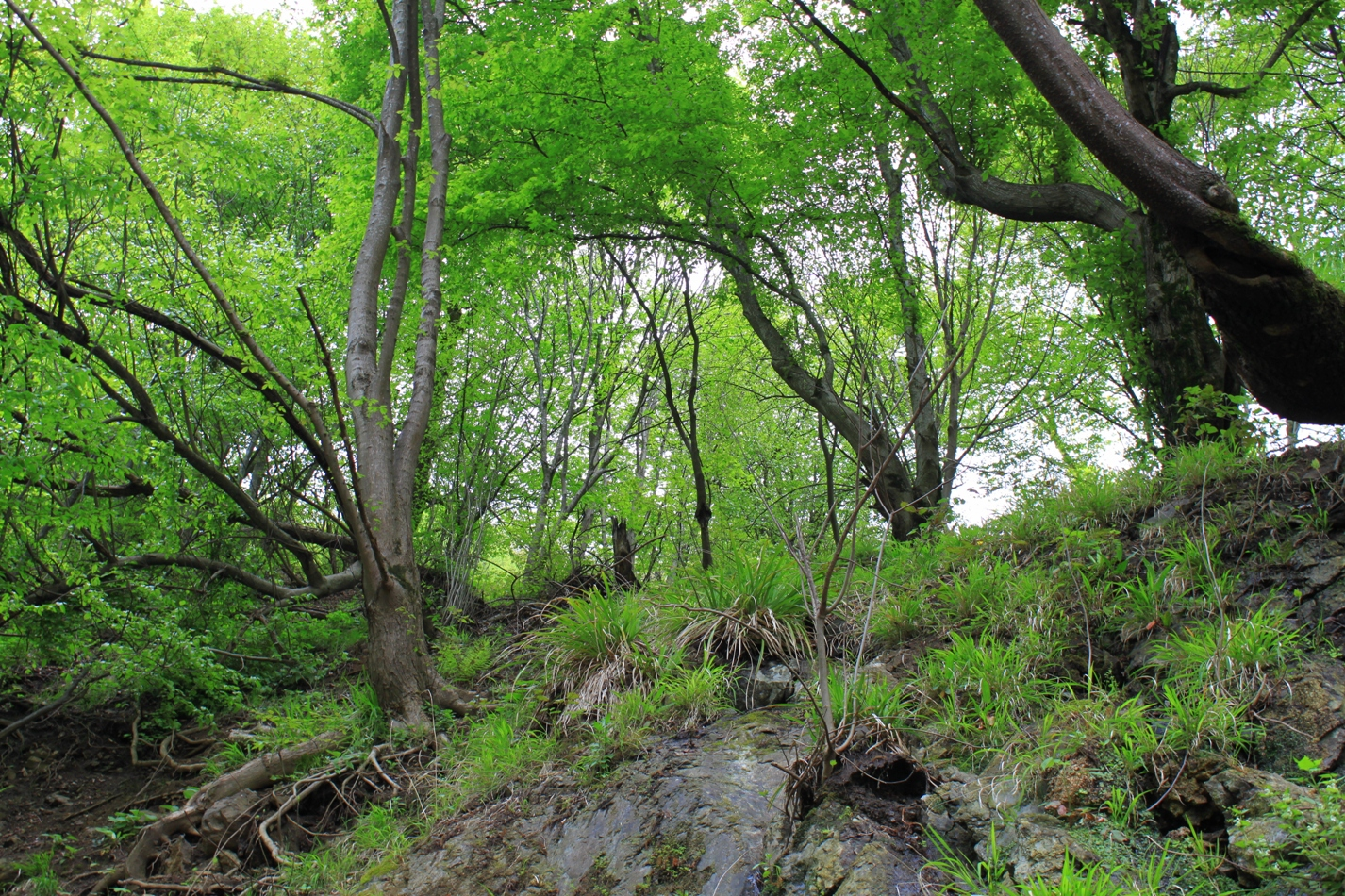
غابات تالش في منطقة ماسال الساحرة
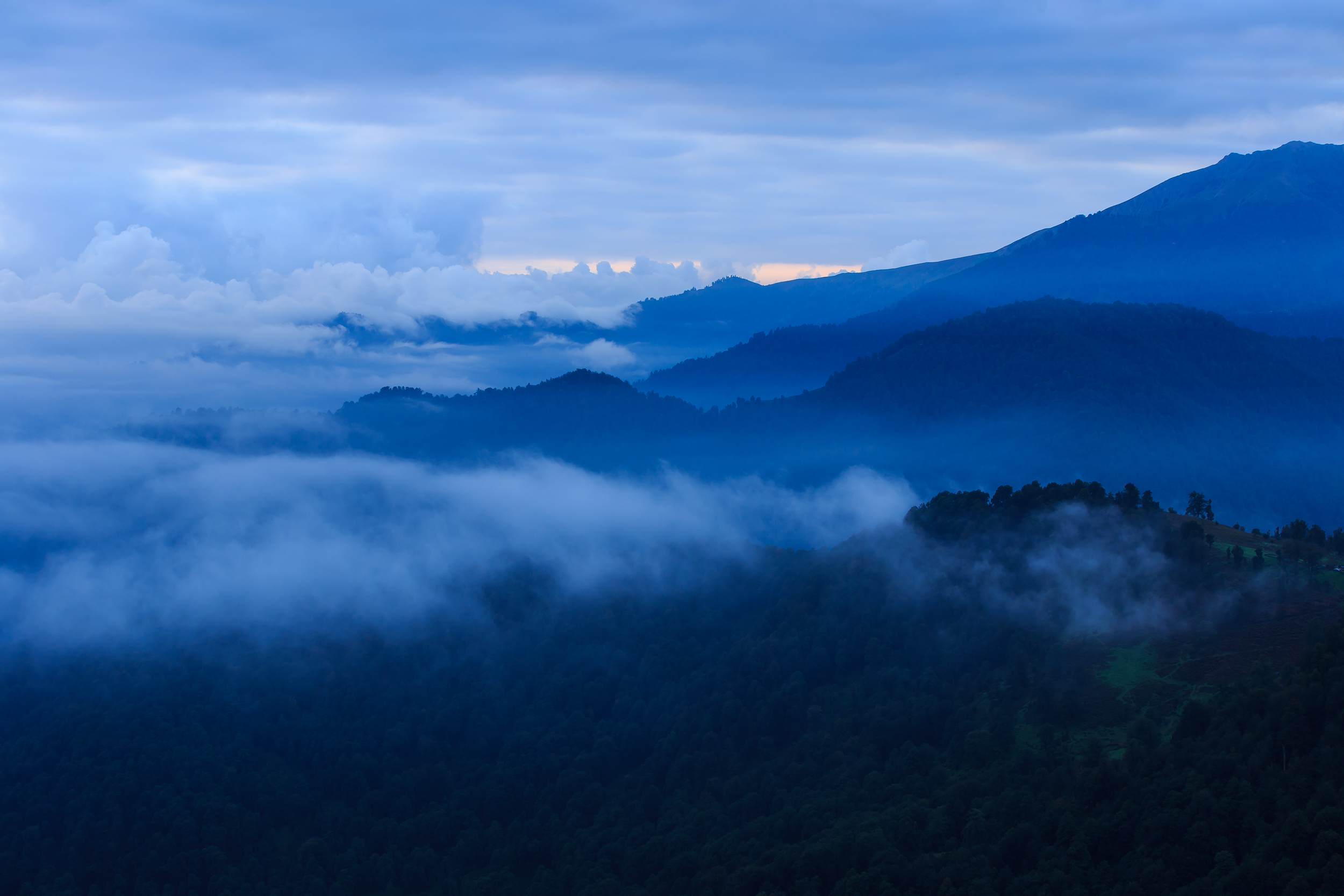
تغطية الغيوم لغابات ماسال، إحدى مدن كيلان شمال جمهورية إيران
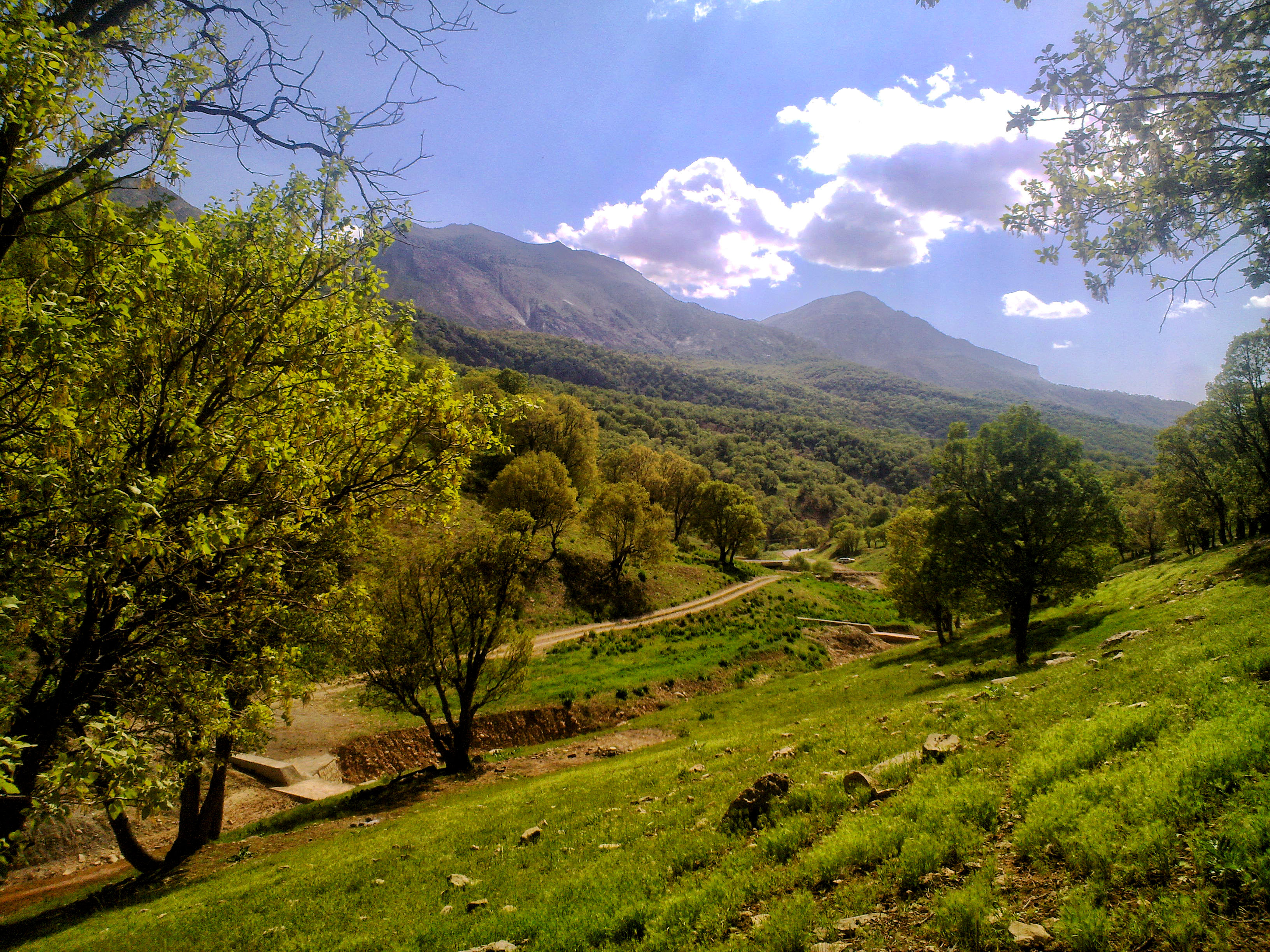
غابات البلوط في ايلام
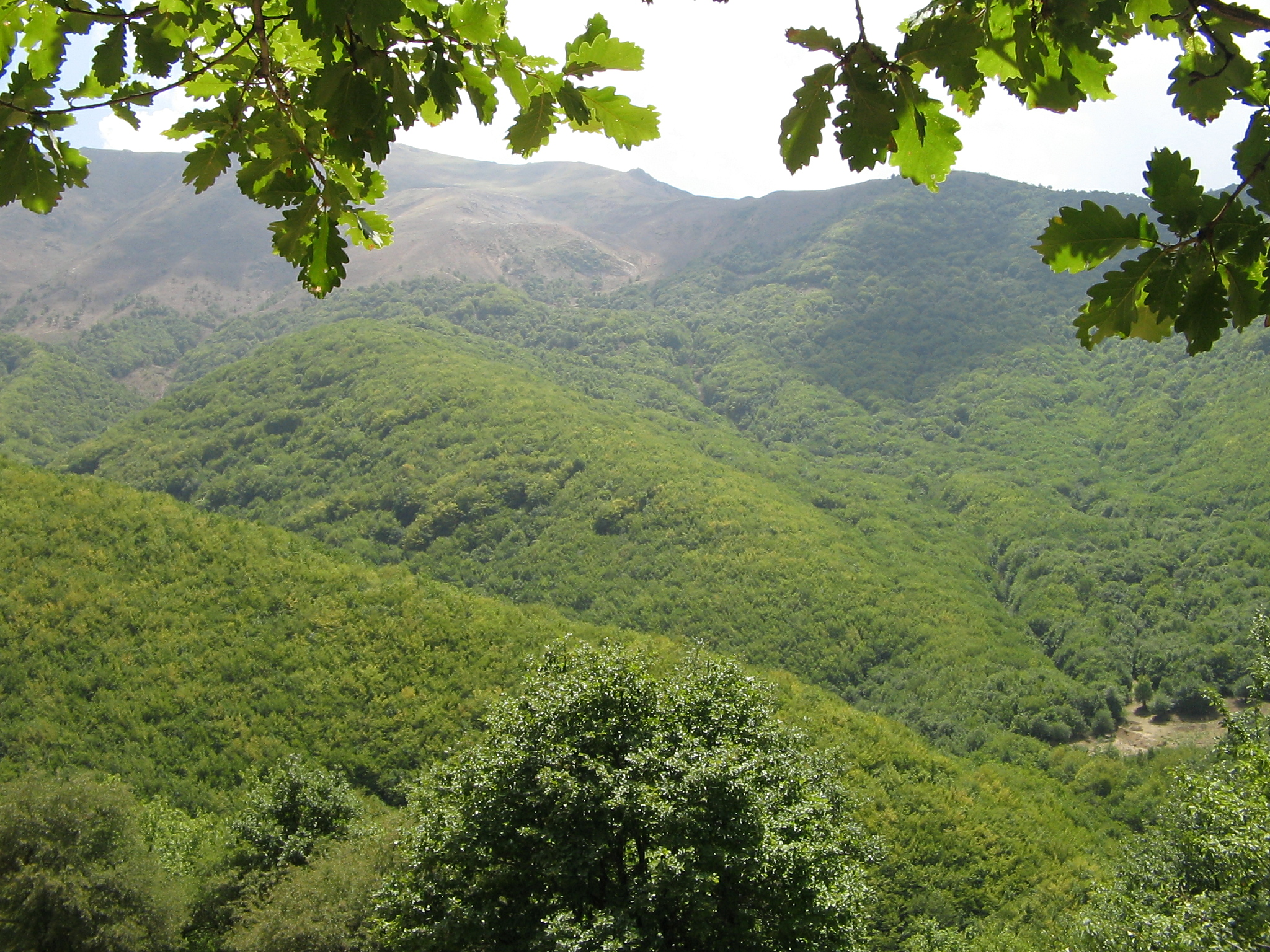
غابات أهار
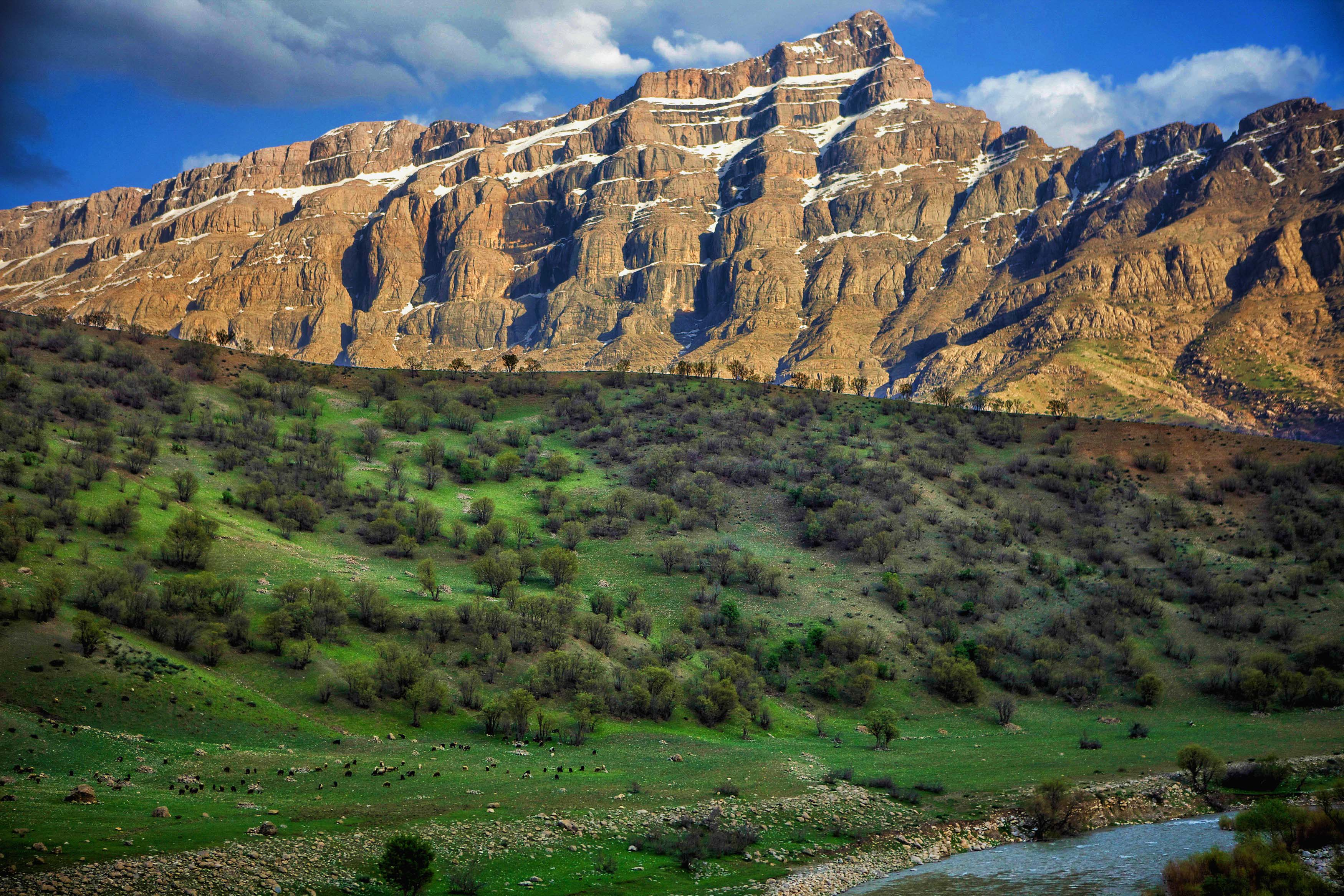
أنواع البلوط في غابات لرستان
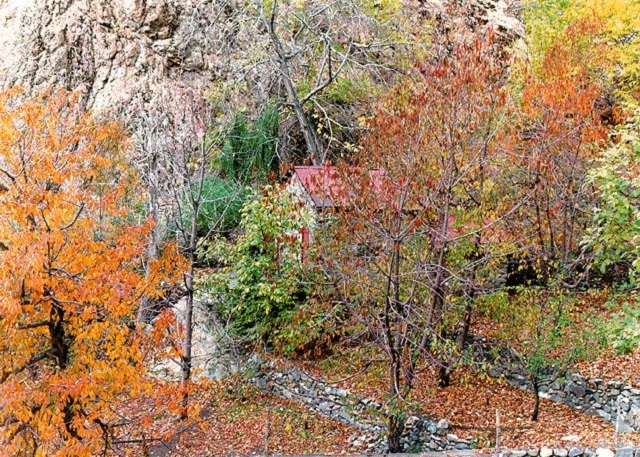
الغابات البكر في شمال جمهورية إيران
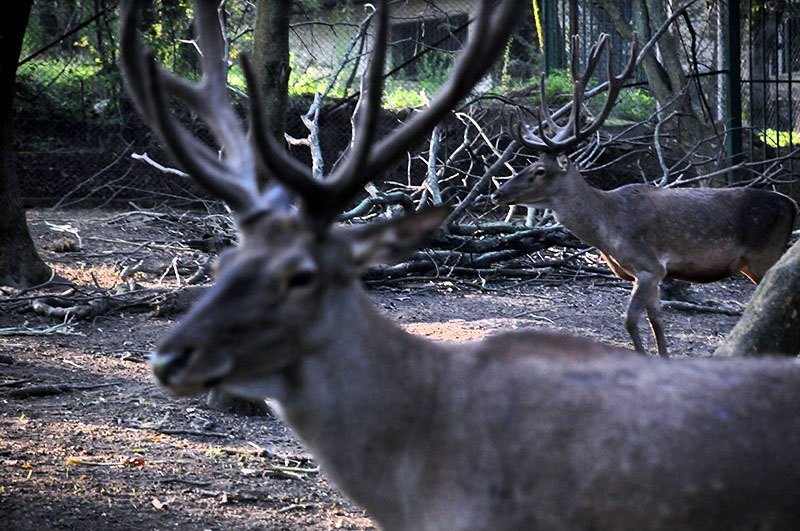
محمية الحيوانات في غابة سمسكنده
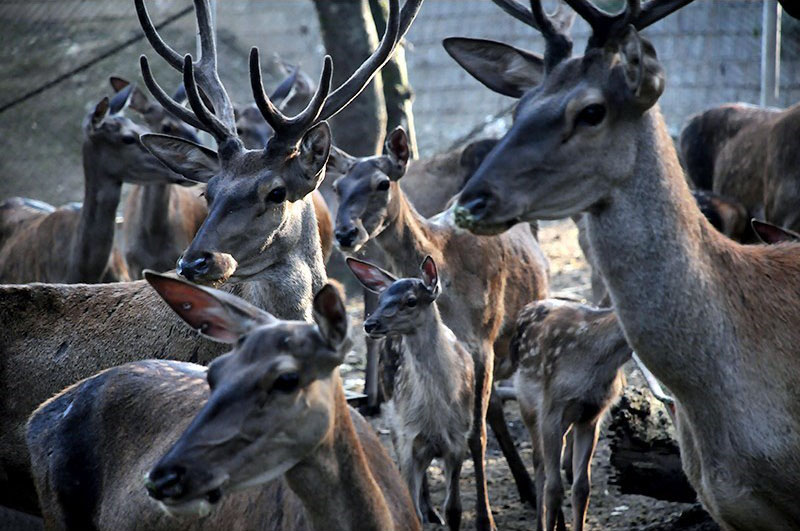
عدد من الغزلان في محمية الحيوانات في غابة سمسكنده
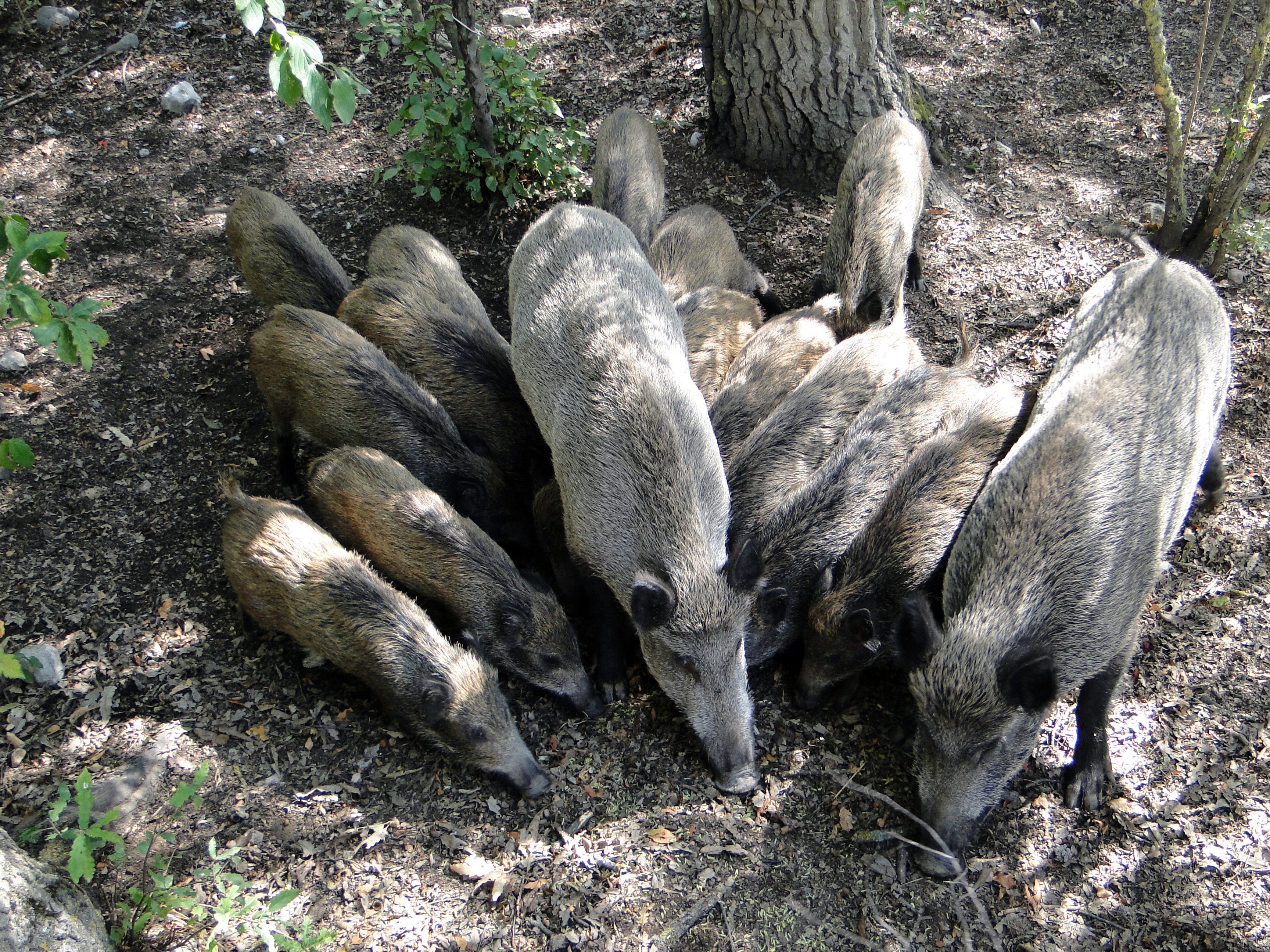
عائلة من الخنازير البرية في غابة ومحمية كلستان الوطنية
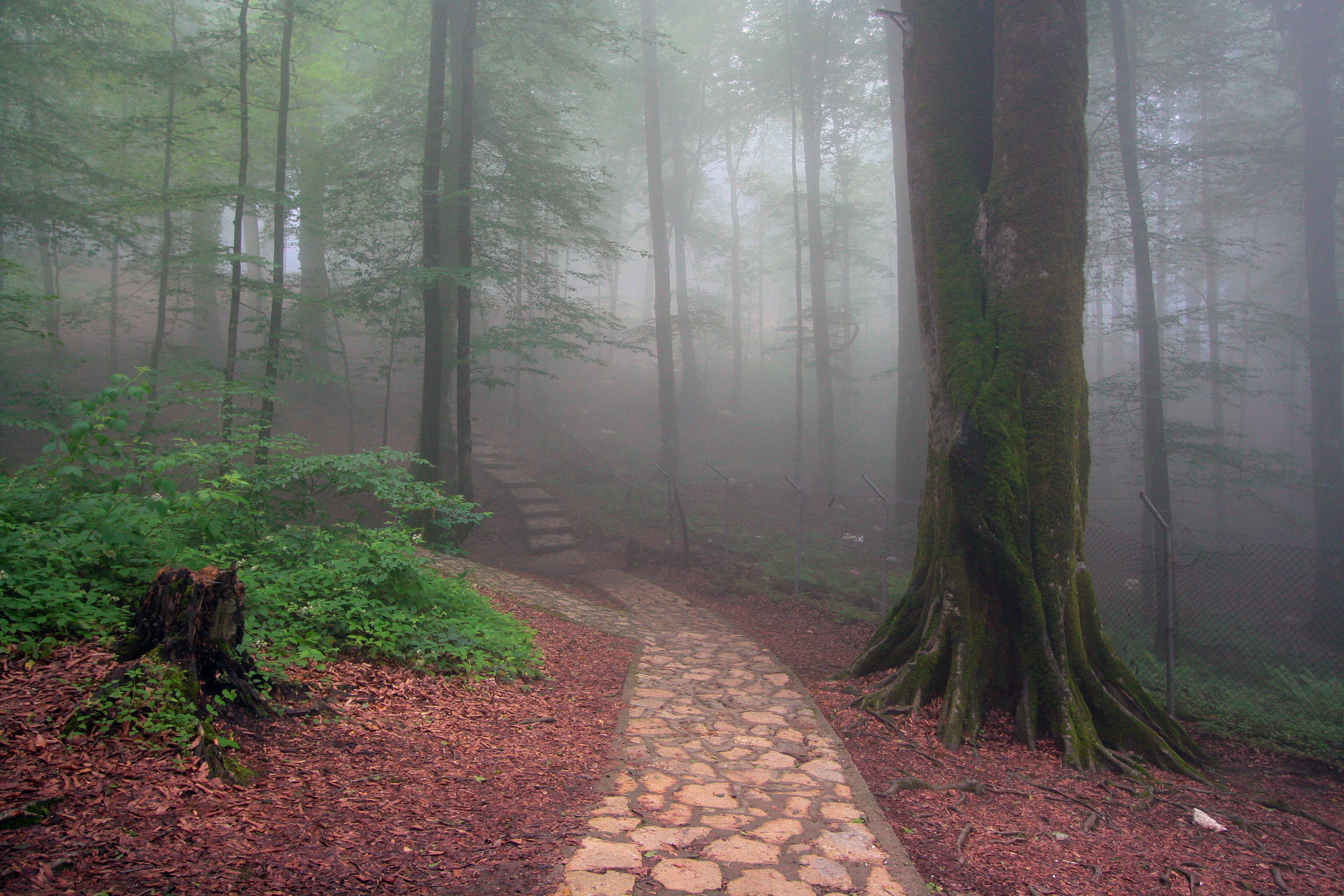
غابات نمك آبرود العذراء
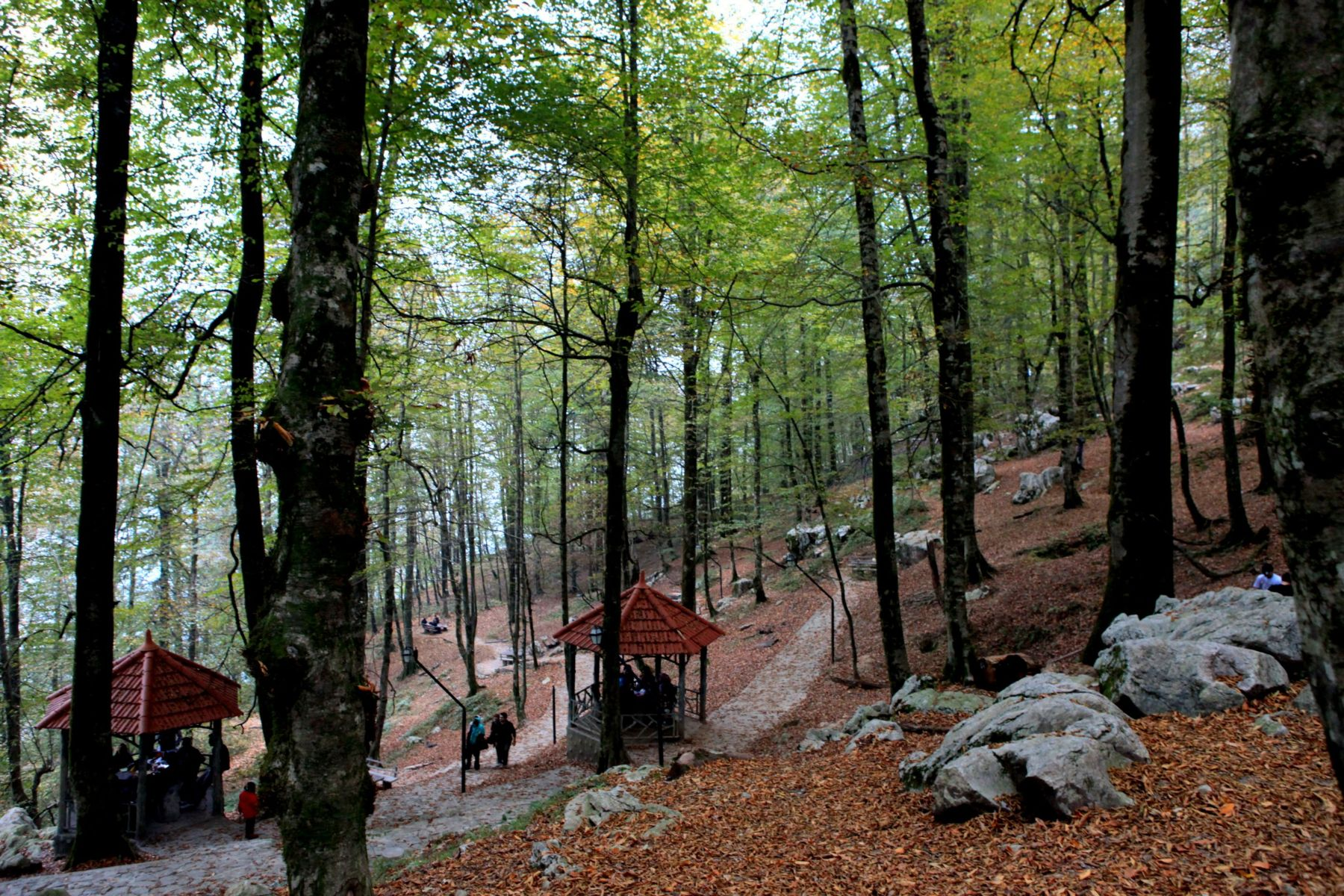
محطات التلفريك في غابات نمك آبرود
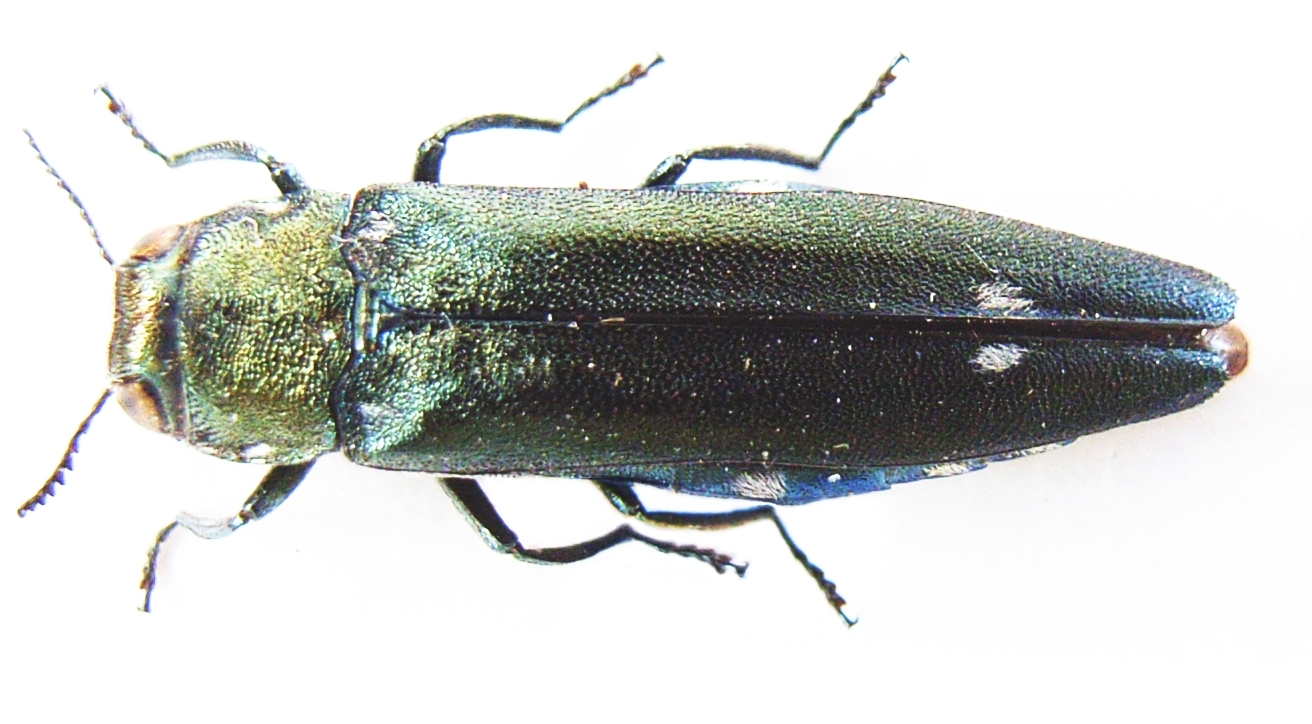
إحدى الآفات في غابات إيران
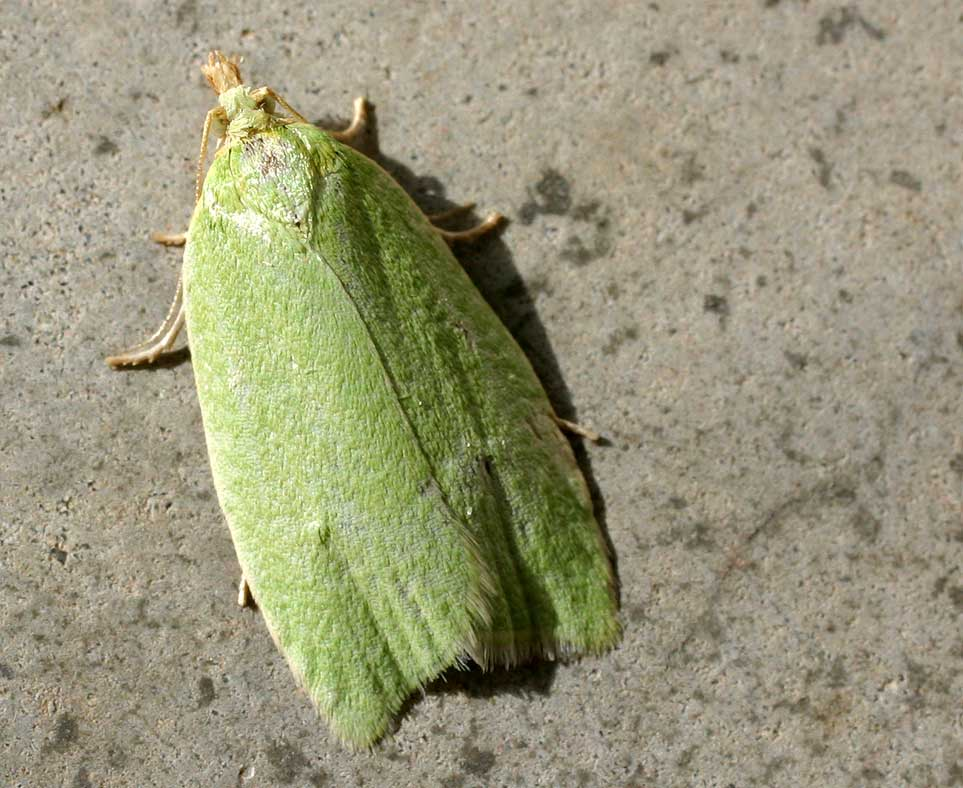
فراشة البلوط في غابات إيران
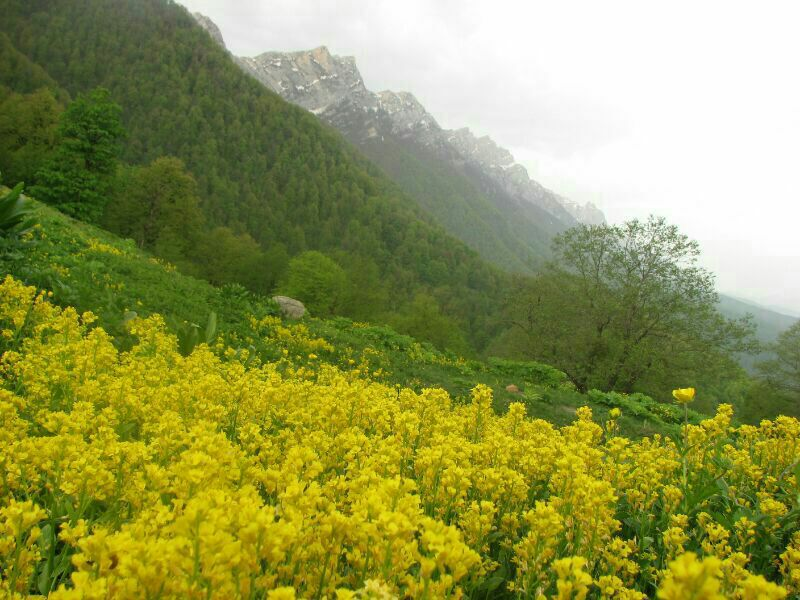
المروج في دودانگه مدينة ساري، محافظة مازندران شمال إيران، حيث الغطاء النباتي الكثيف
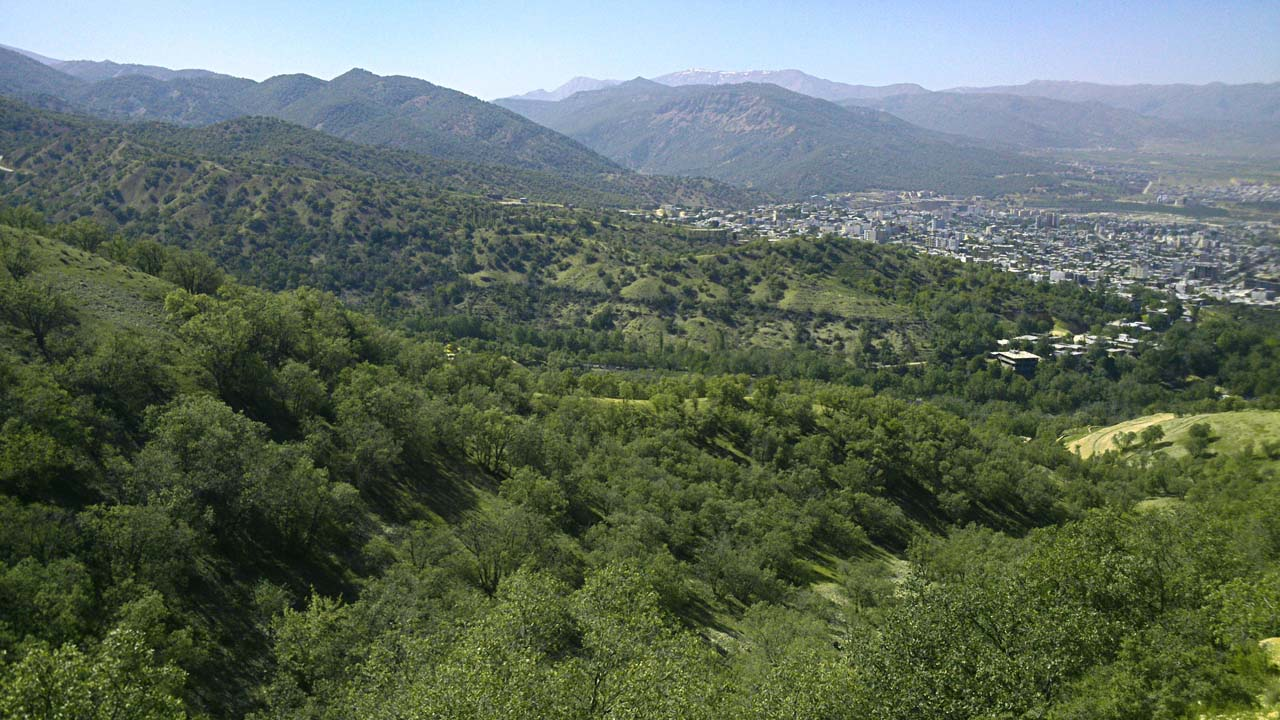
غابات ياسوج العذراء
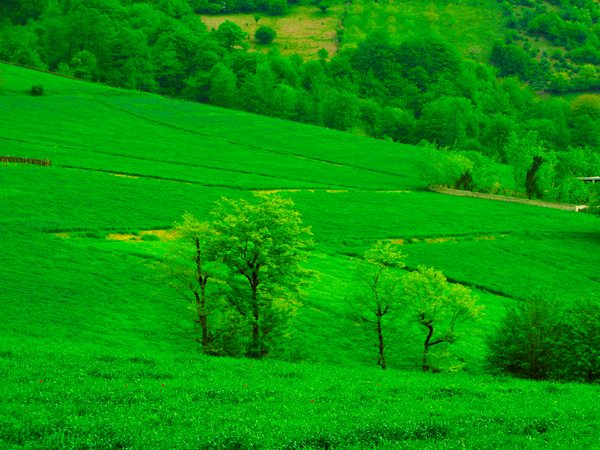
الغطاء النباتي في مازندران
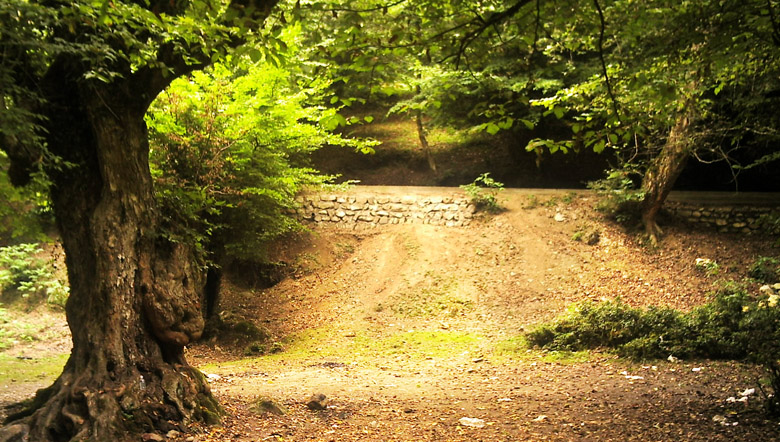
غابة فی ساري
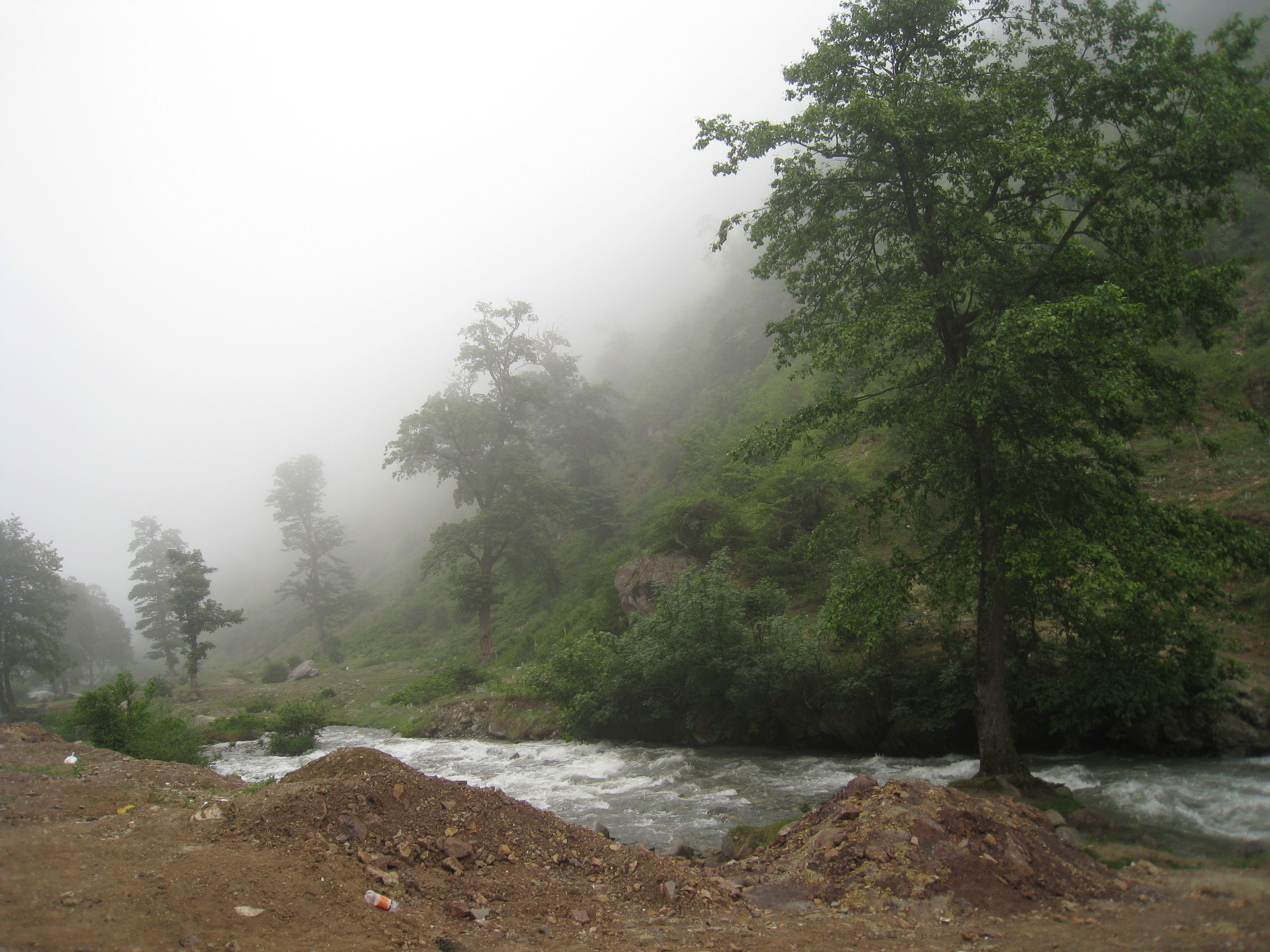
الغابات الطبيعية في كلاردشت
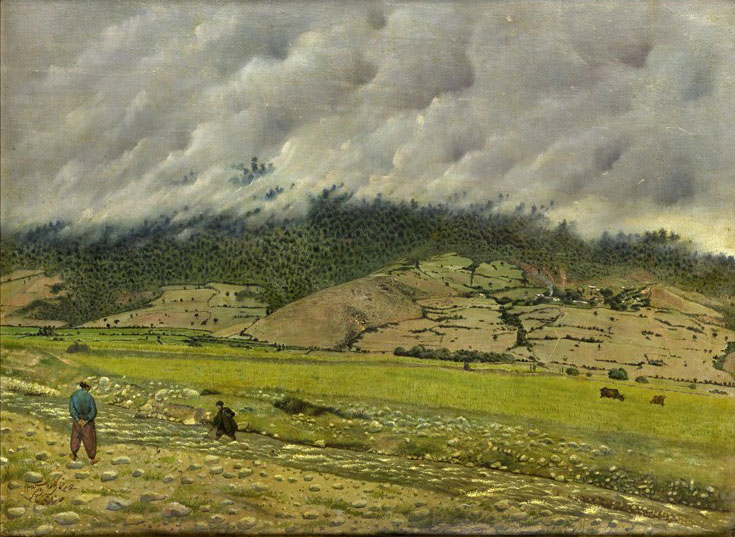
كمال الملك في كلاردشت
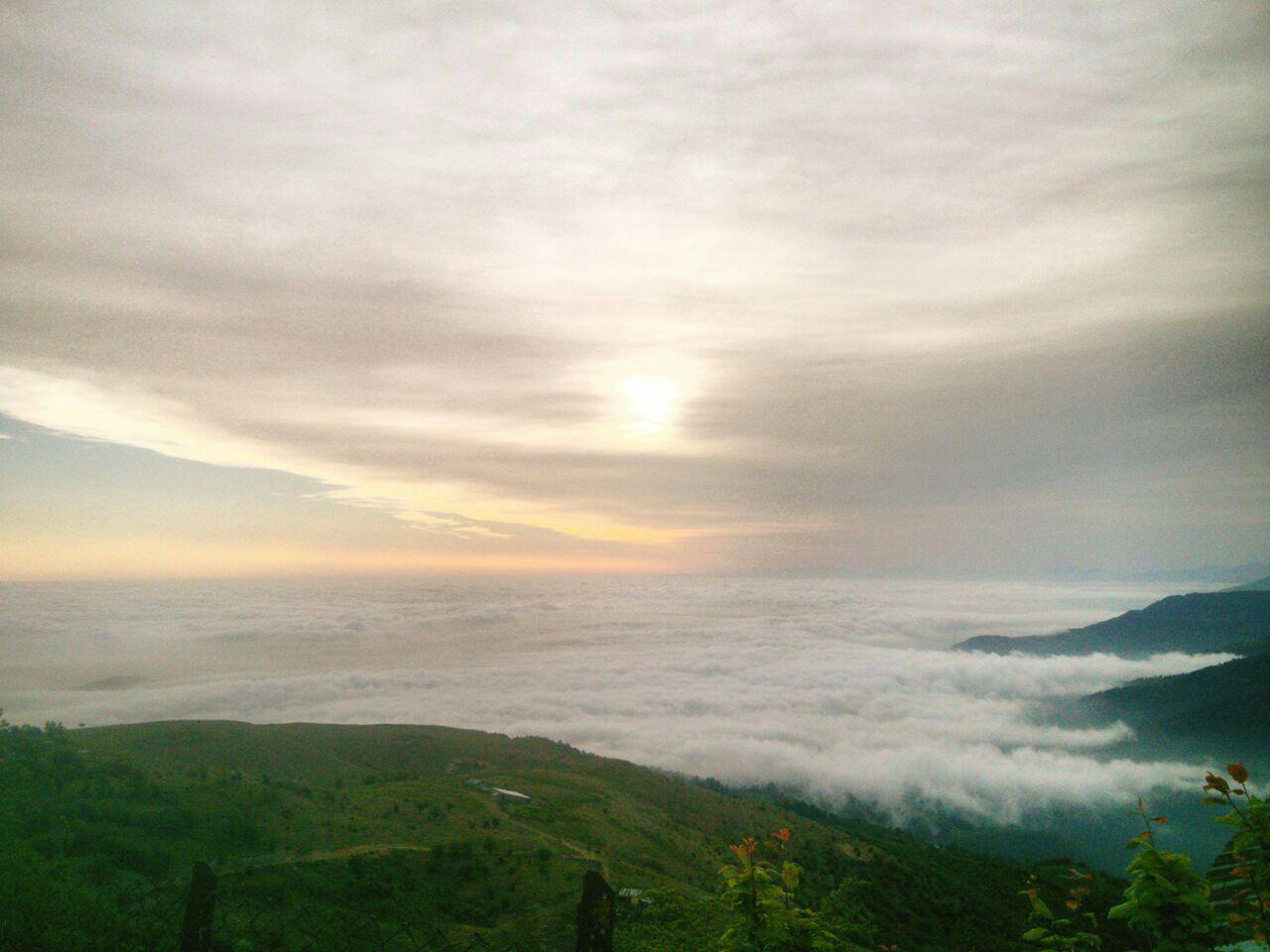
غابة الغيوم في إيران
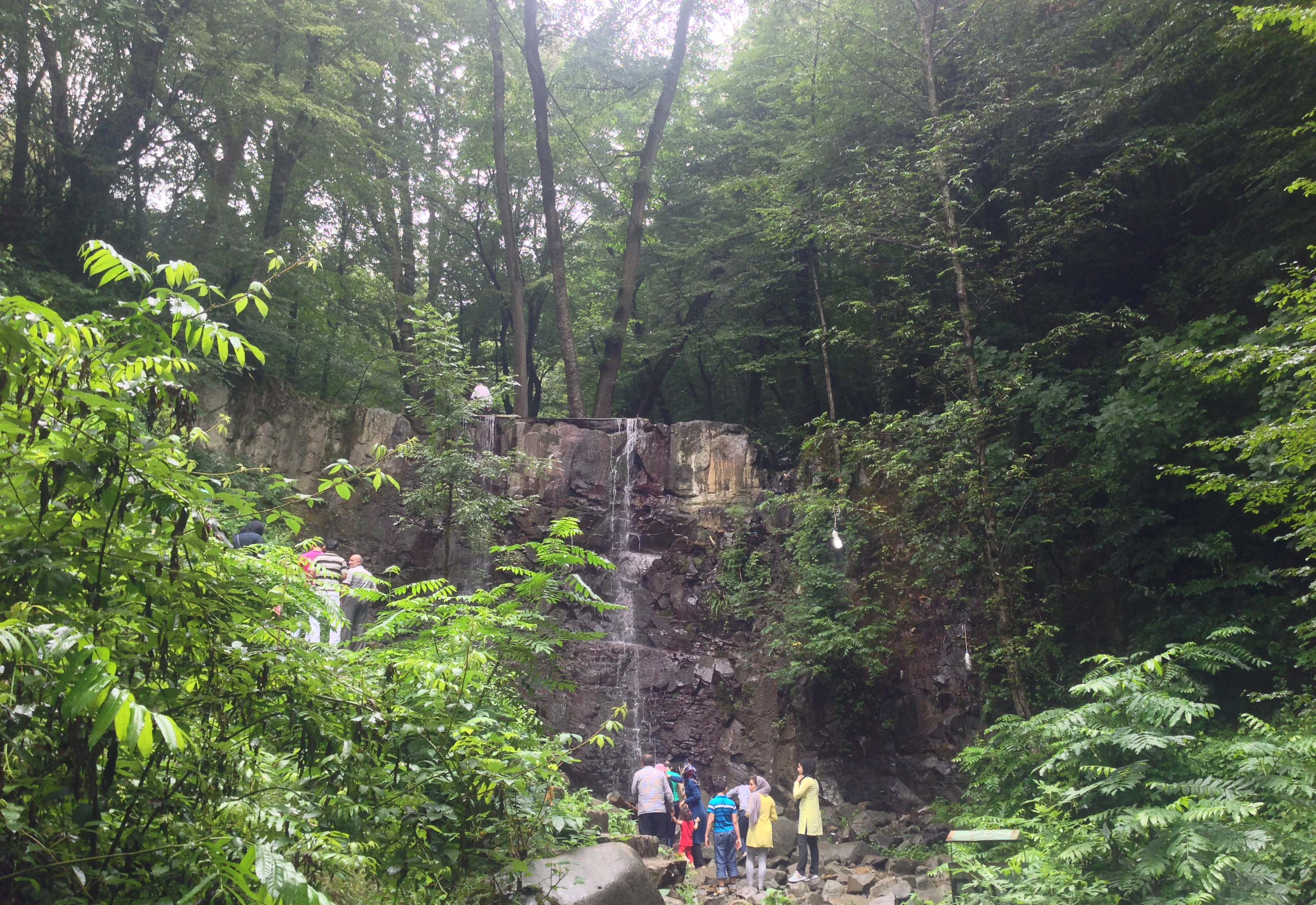
شلال لونك في سياهكل
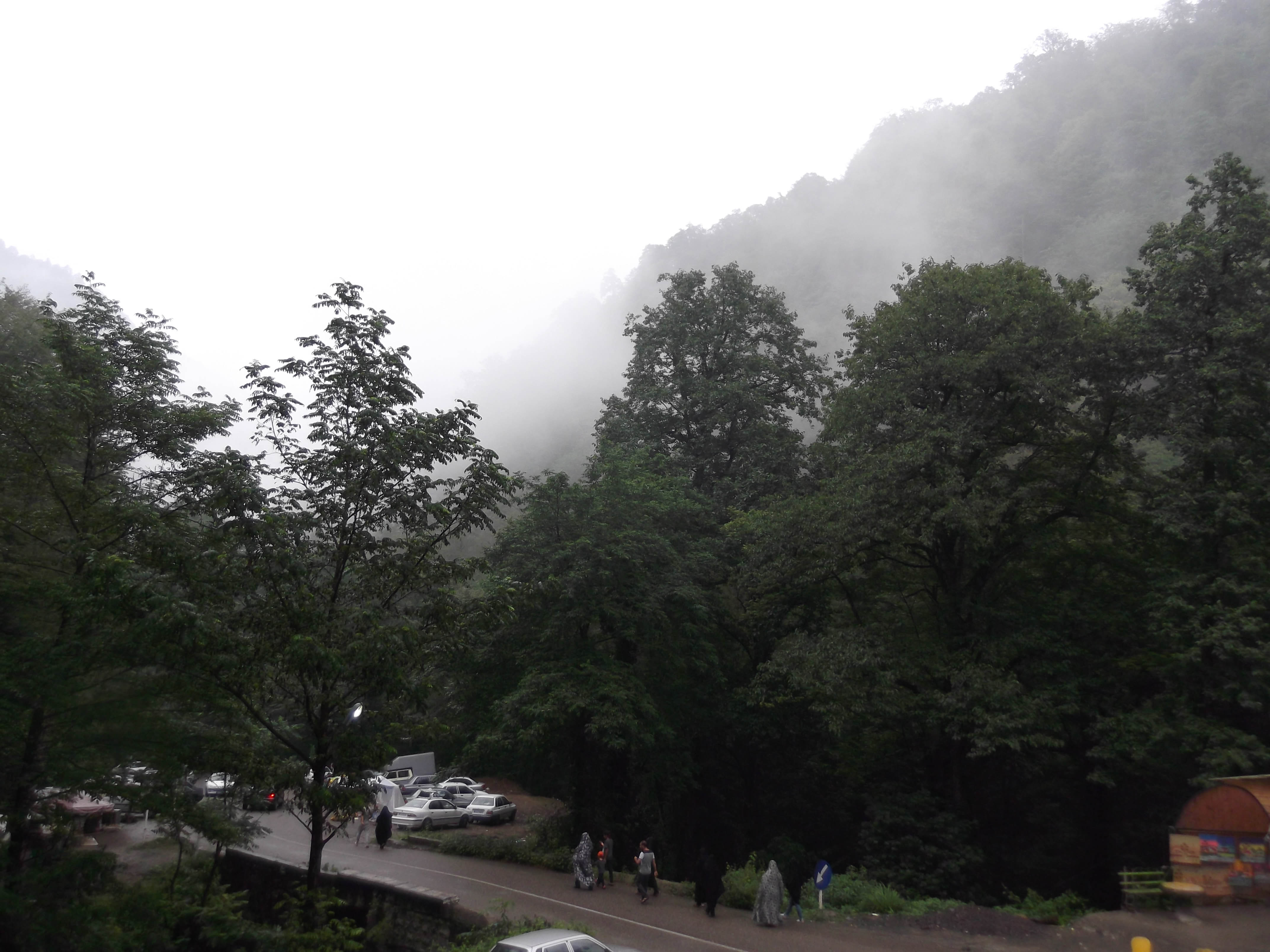
غابات لونك
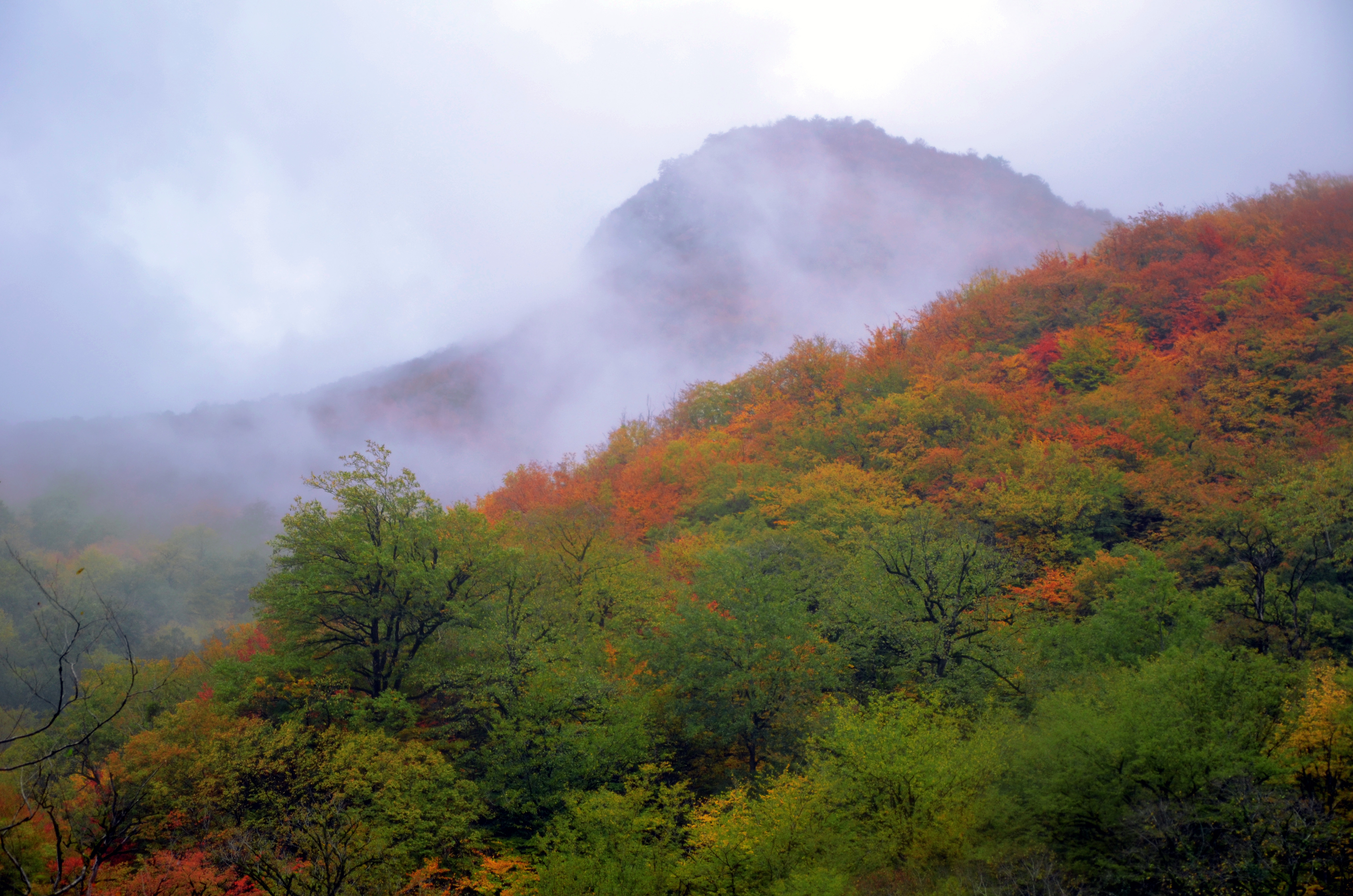
غابات رويان، إحدى مدن مازندران
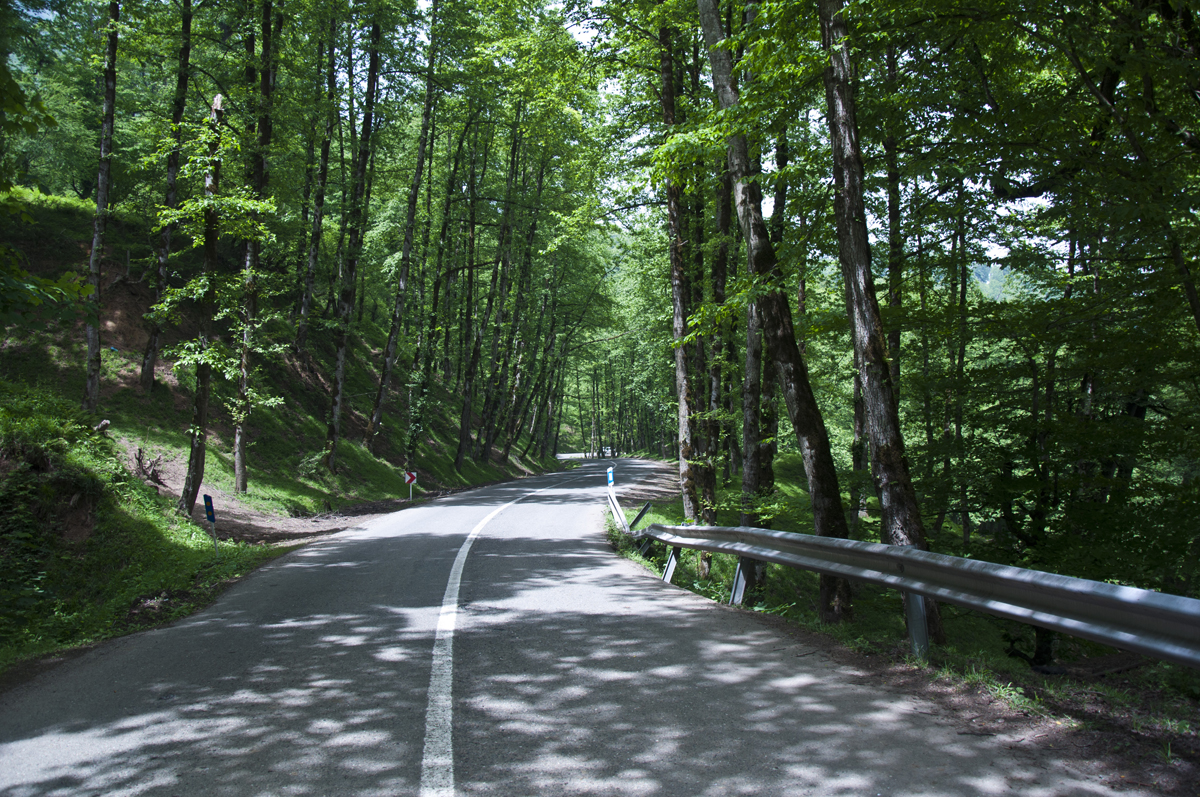
شارع جنات بين مدينتي رودبار ورامسر وسط غابات مازندران
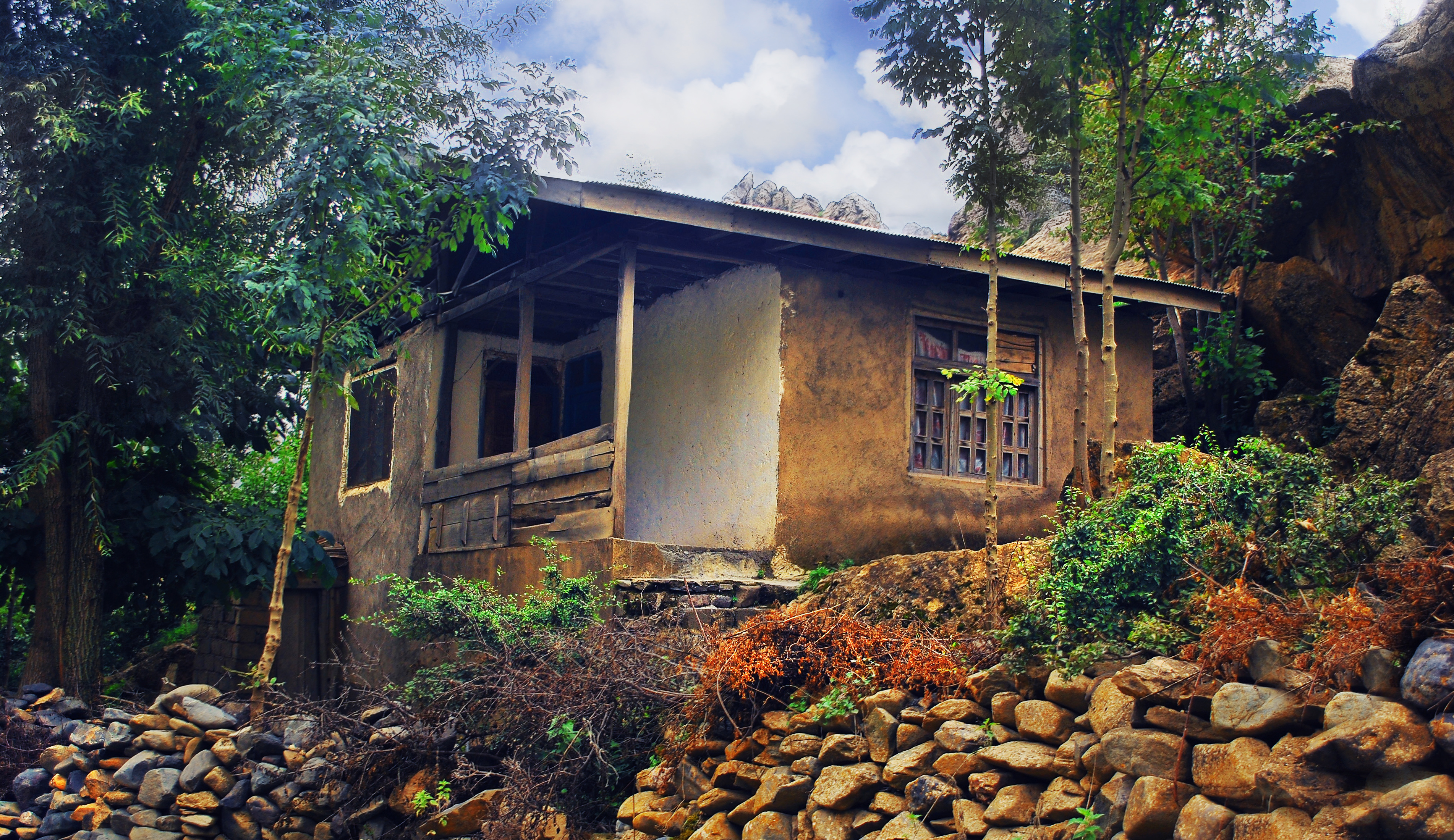
منزل ريفي في غابات مازندران
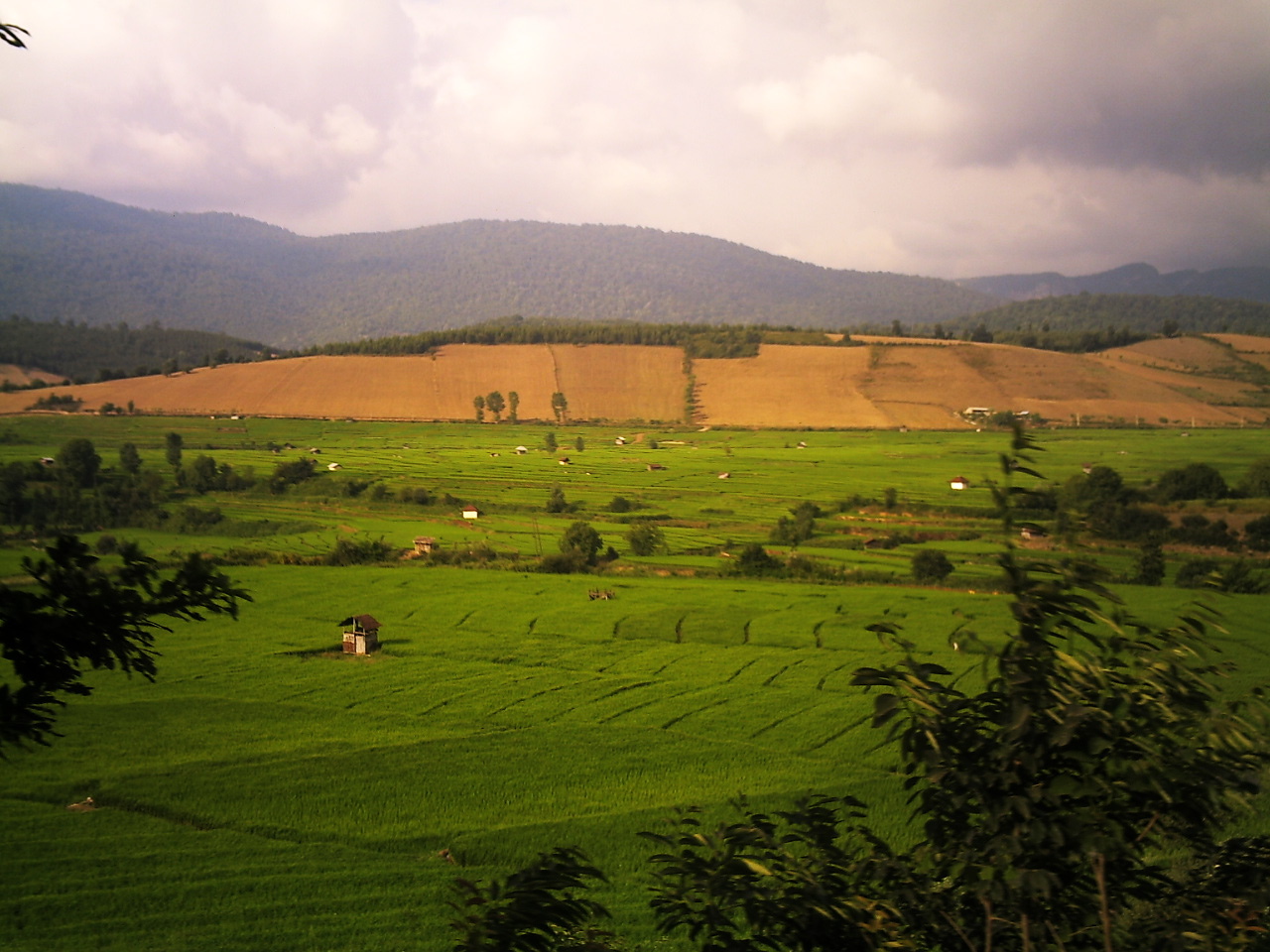
طبيعة شاليزارى في مدينة مازندران
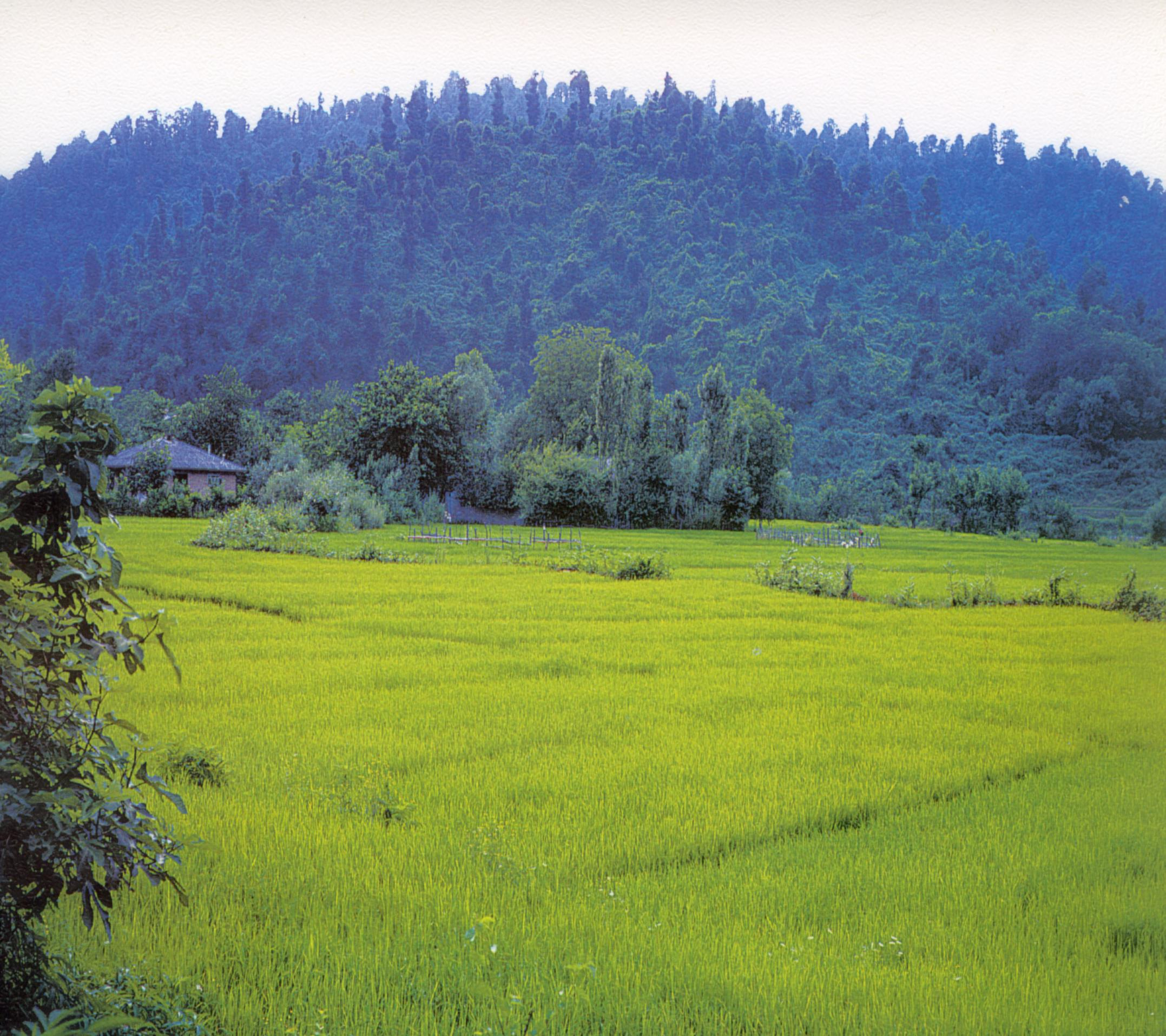
طبيعة مازندران الساحرة
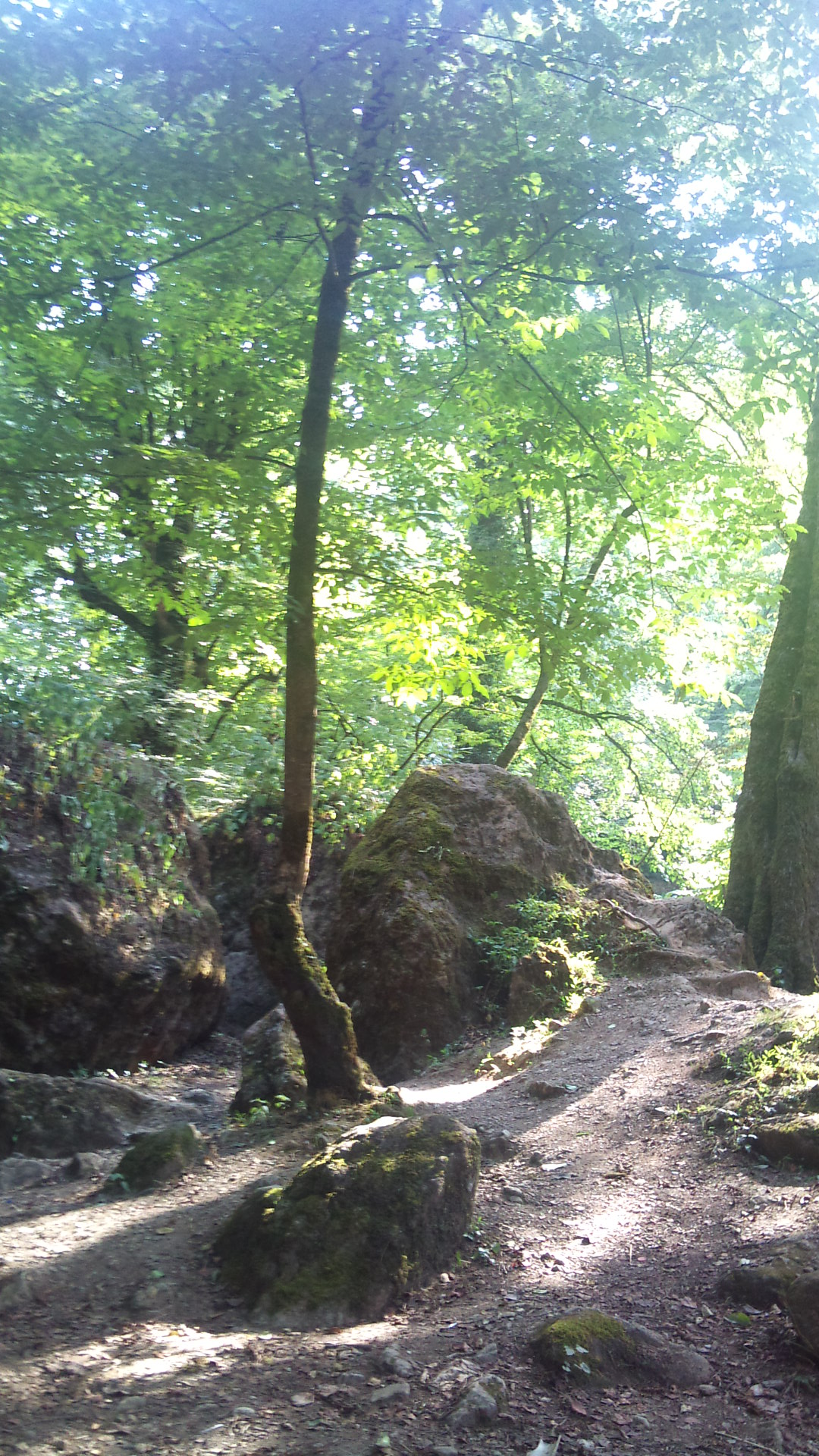
غابات كيلان
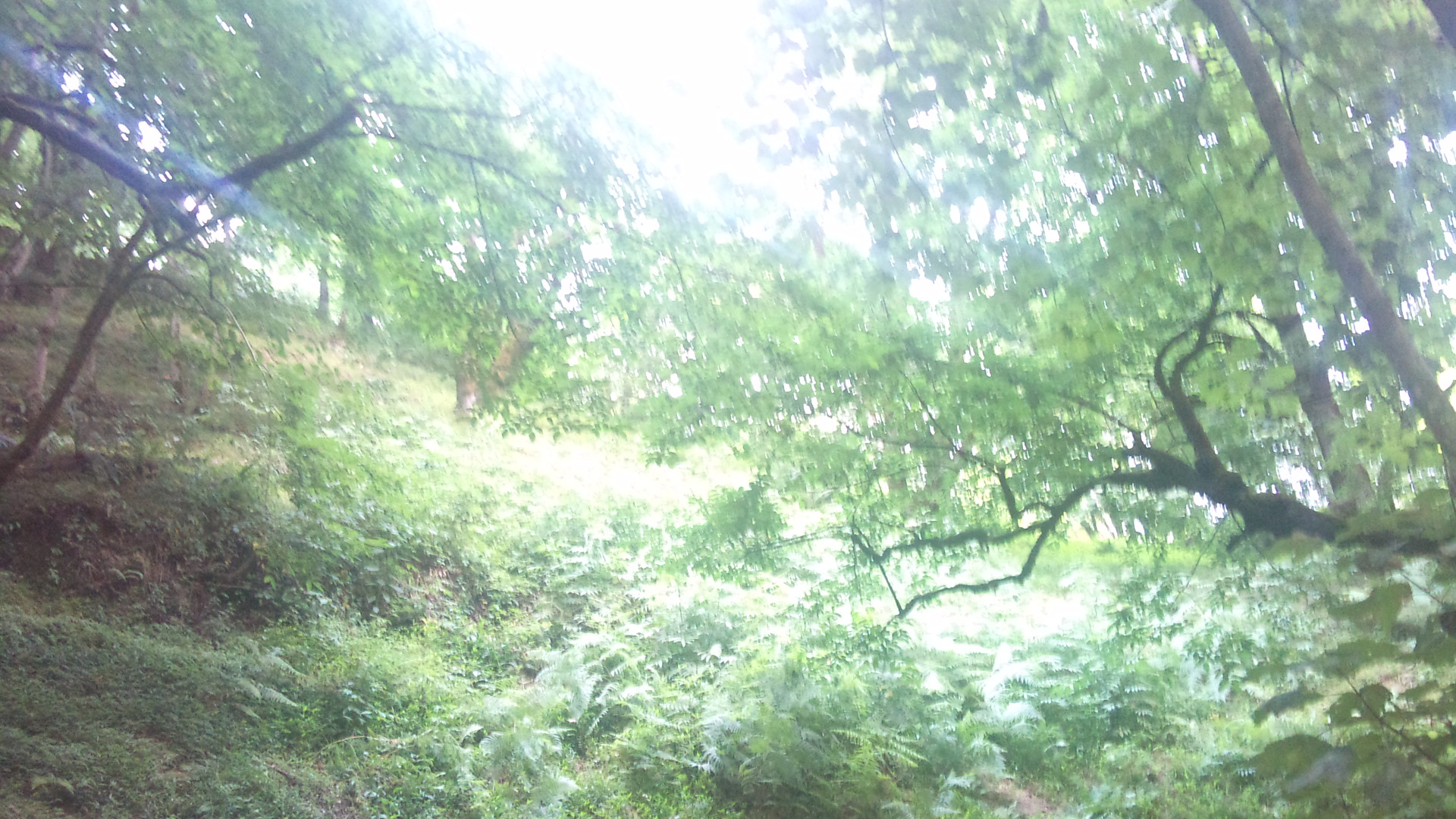
غابات كيلان
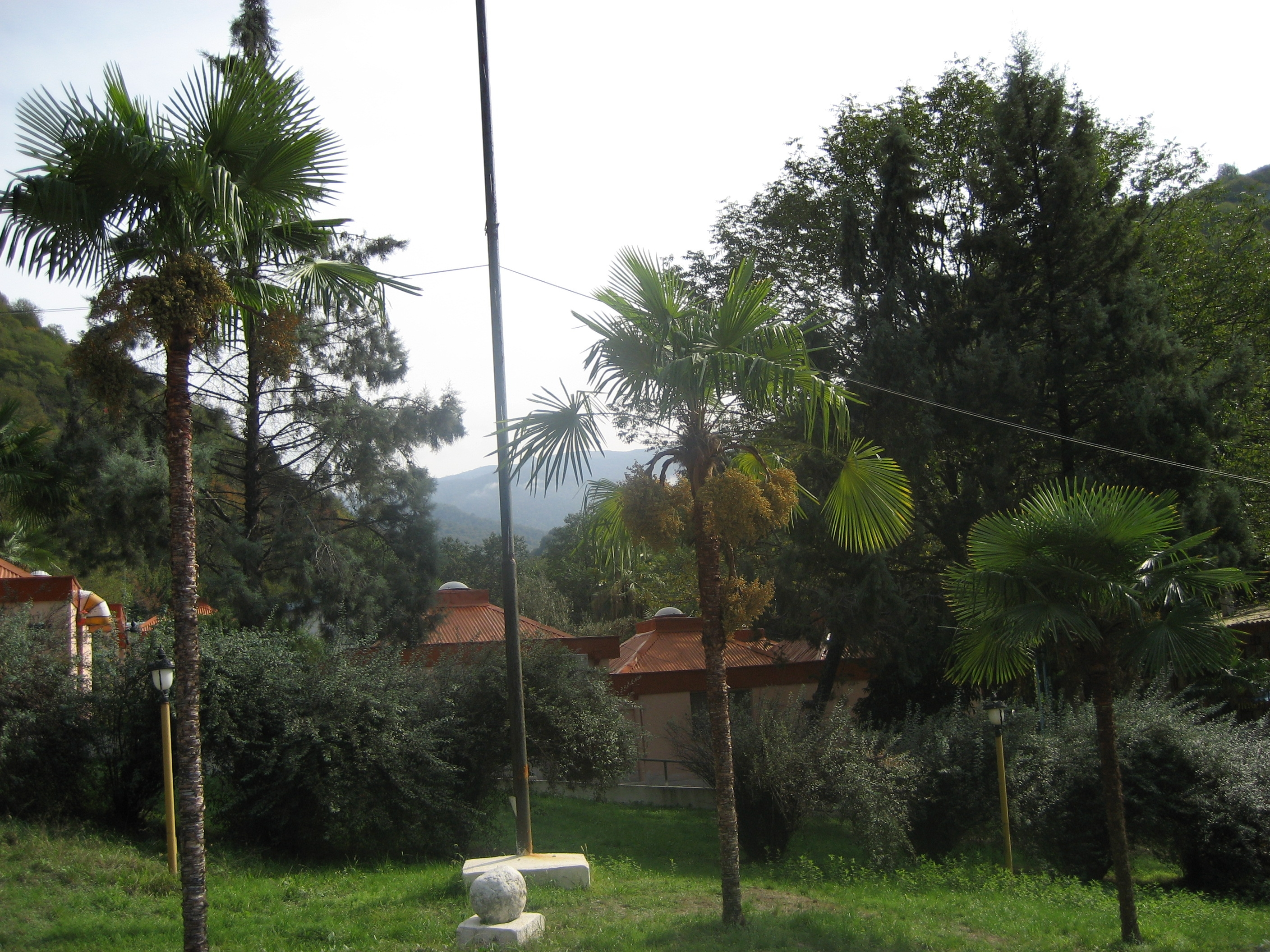
الطبيعة في نهارخوران
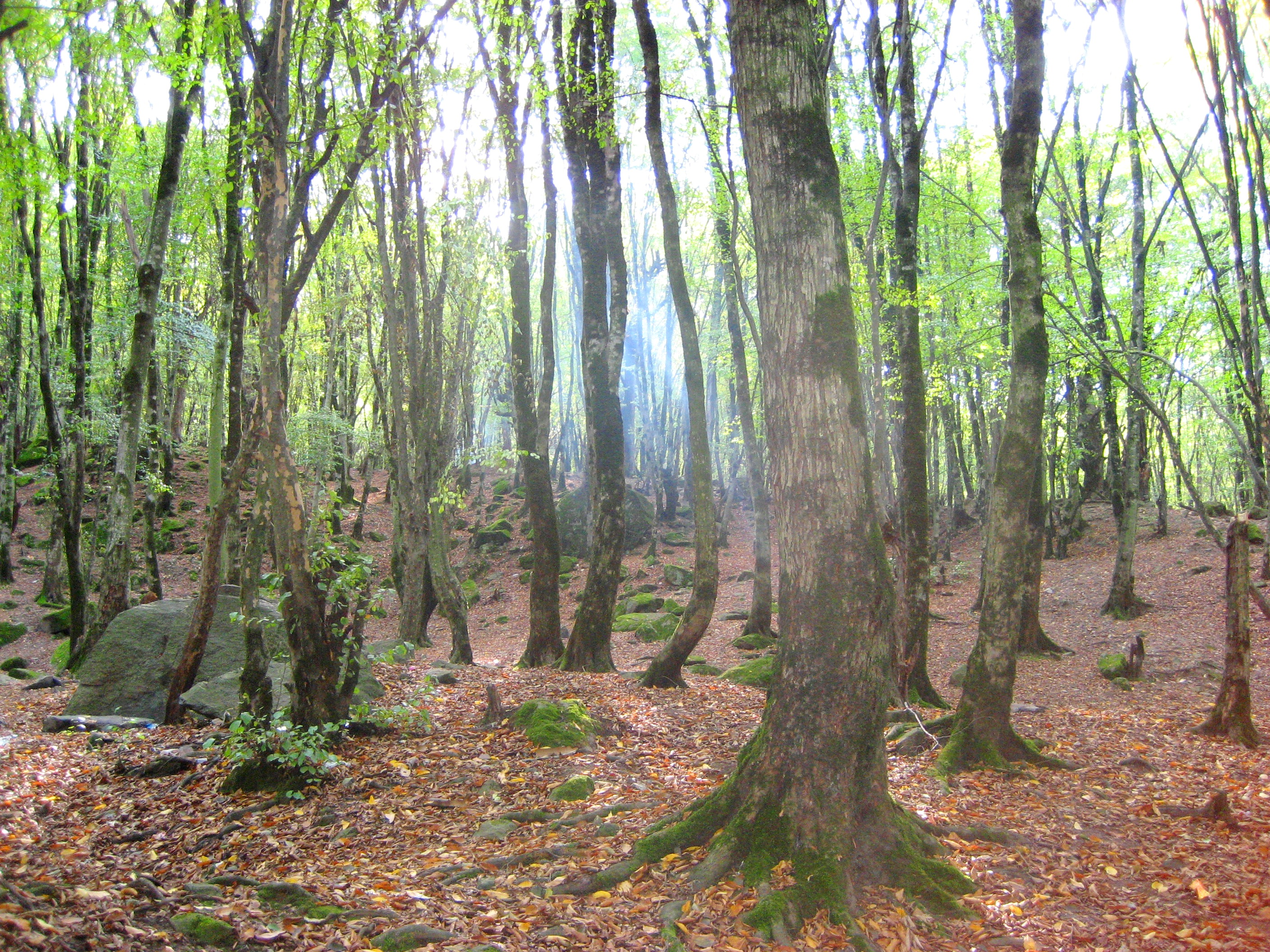
غابات نهارخوران العذراء
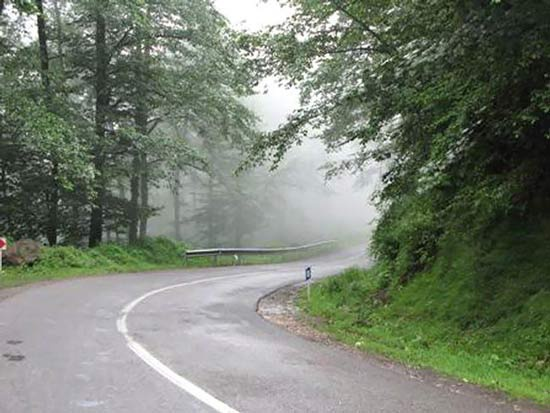
طريق بهارستان الجبلي، والذي يقع وسط غابات آستارا التابعة لمحافظة كيلان
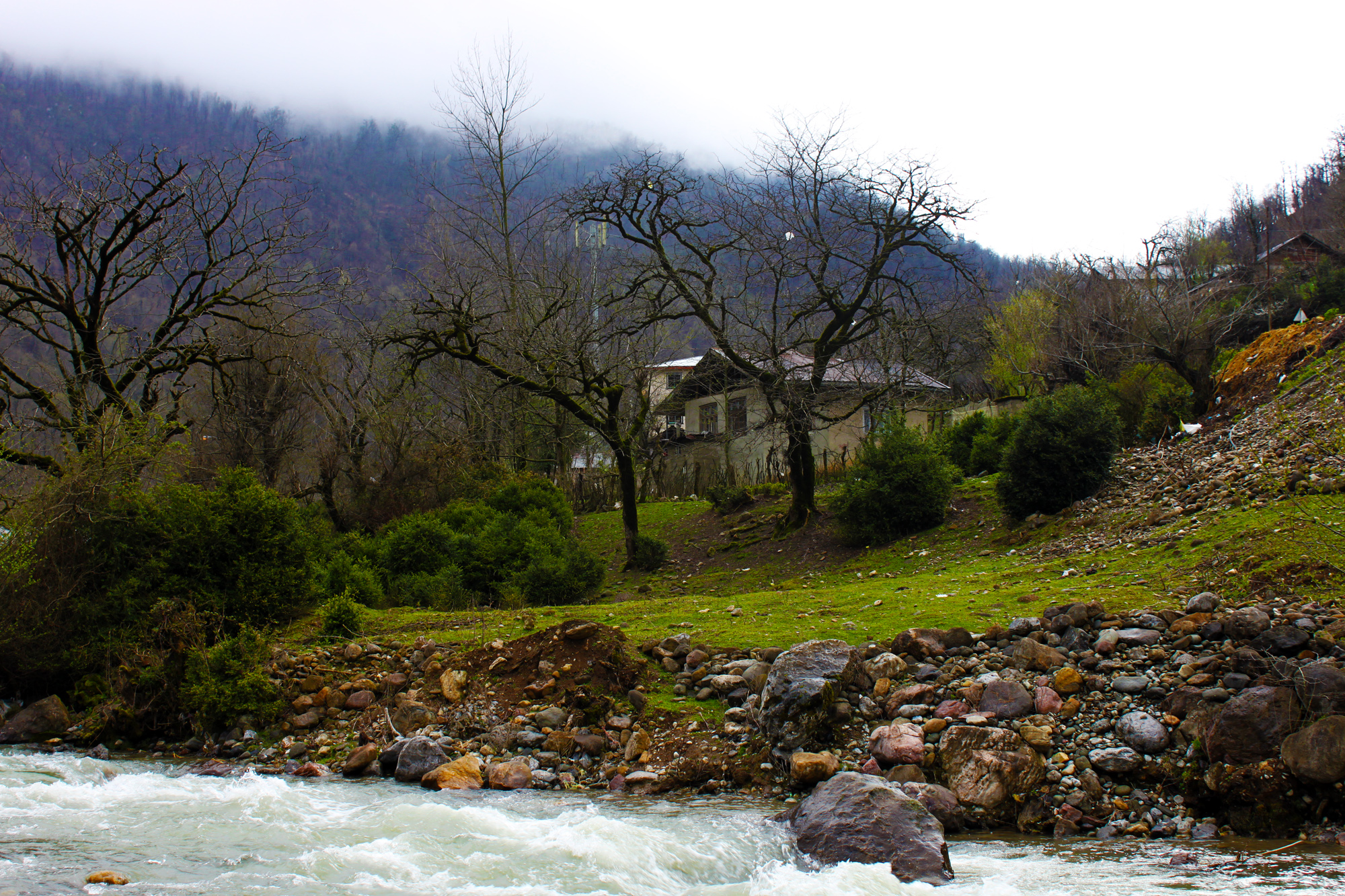
غابات ماسال العذراء
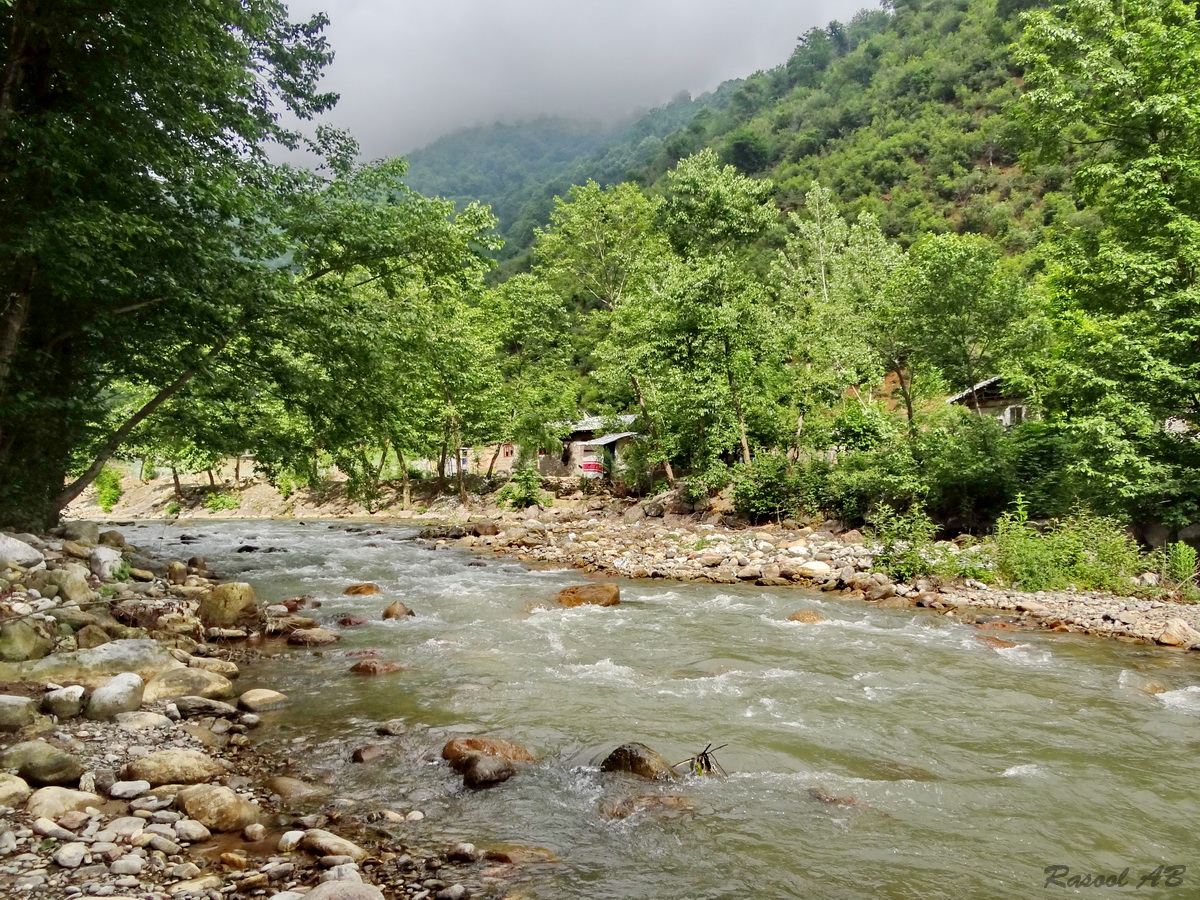
نهر خالكايى وسط غابات ماسال
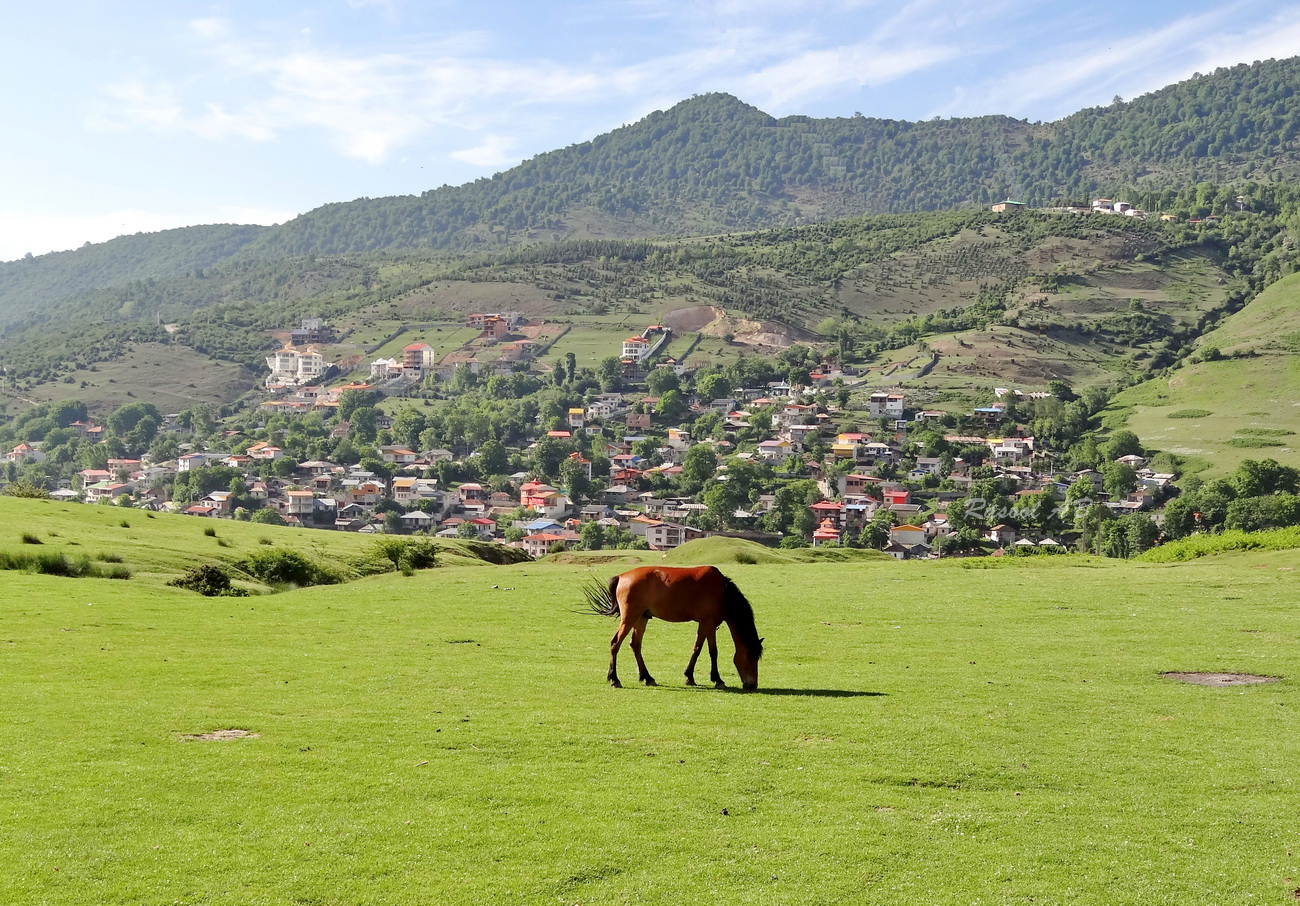
مراعي ماسال
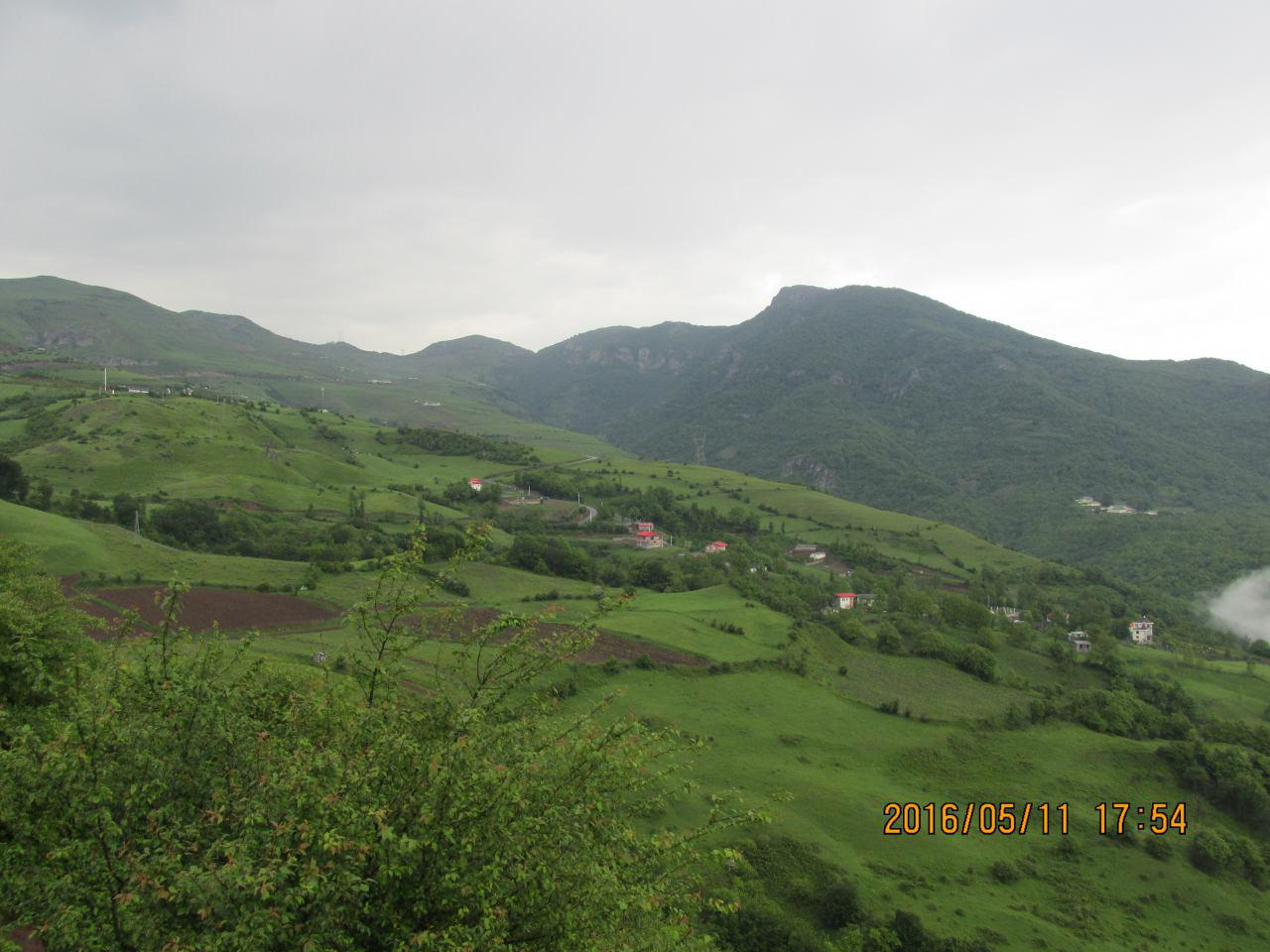
الطبيعة في مدينة حيران التابعة لمحافظة كيلان
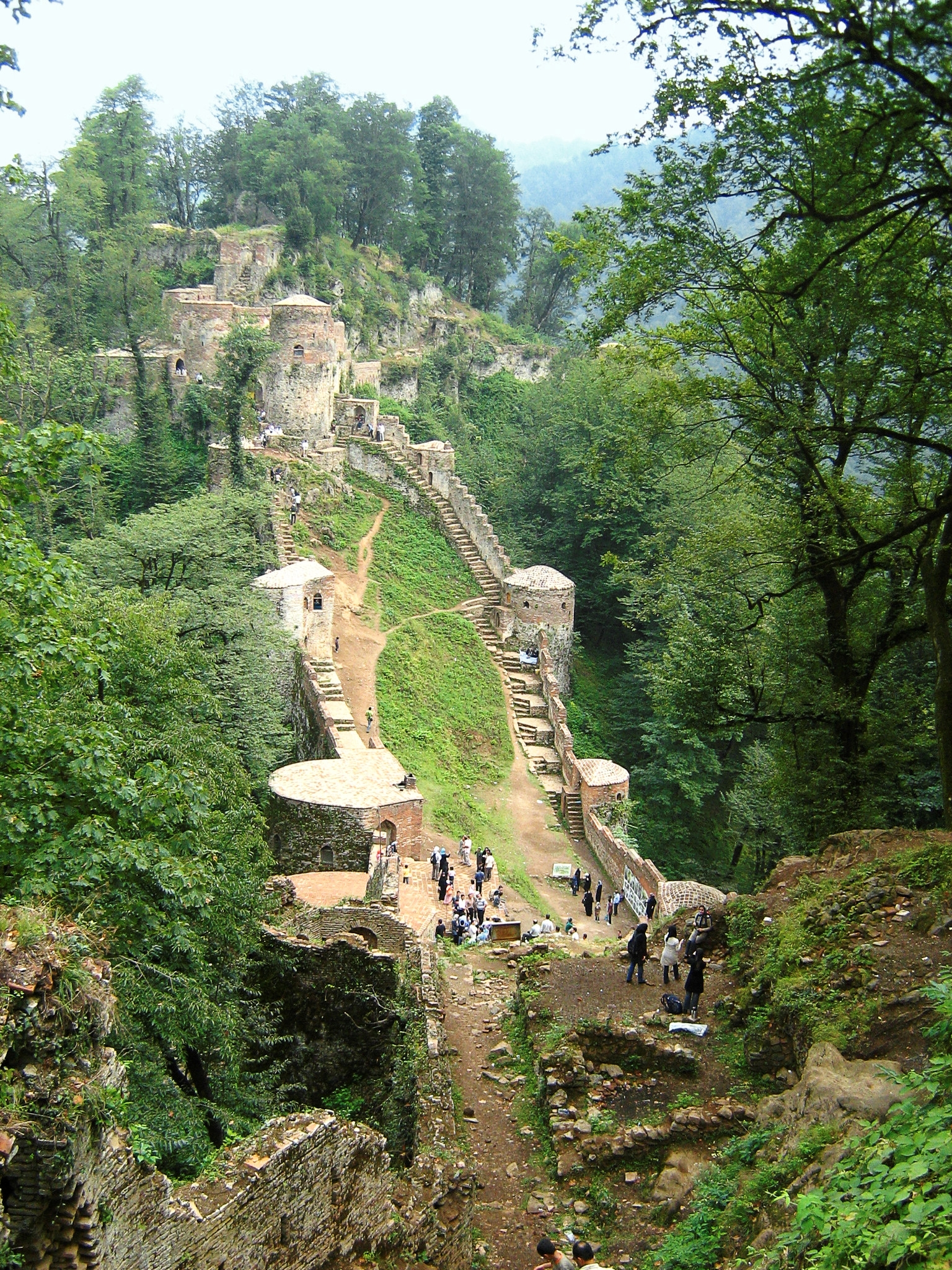
غابات كيلان، وتظهر قلعة رودخان التاريخية وسط هذه الغابات
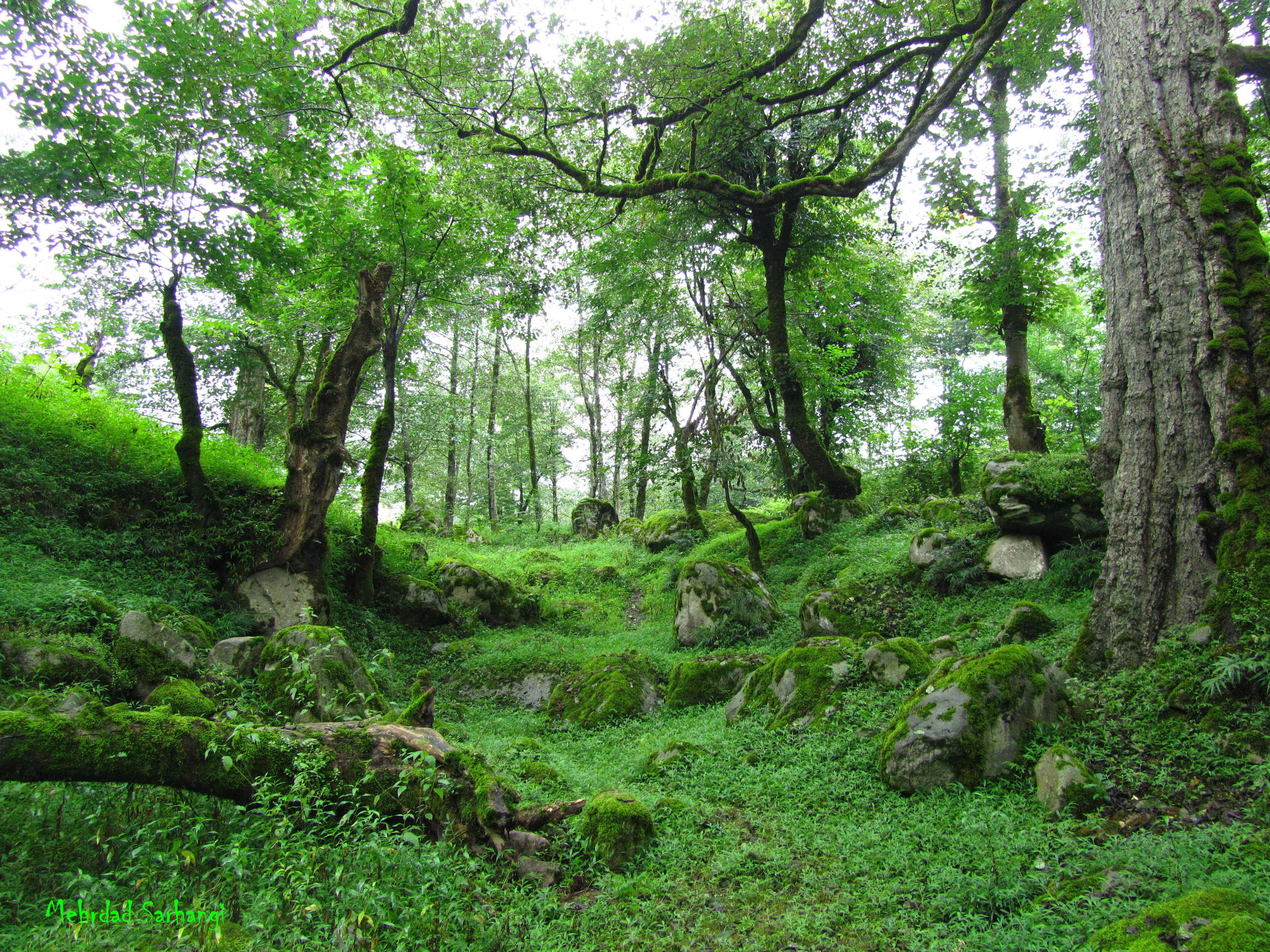
غابات سه هزار في مازندران
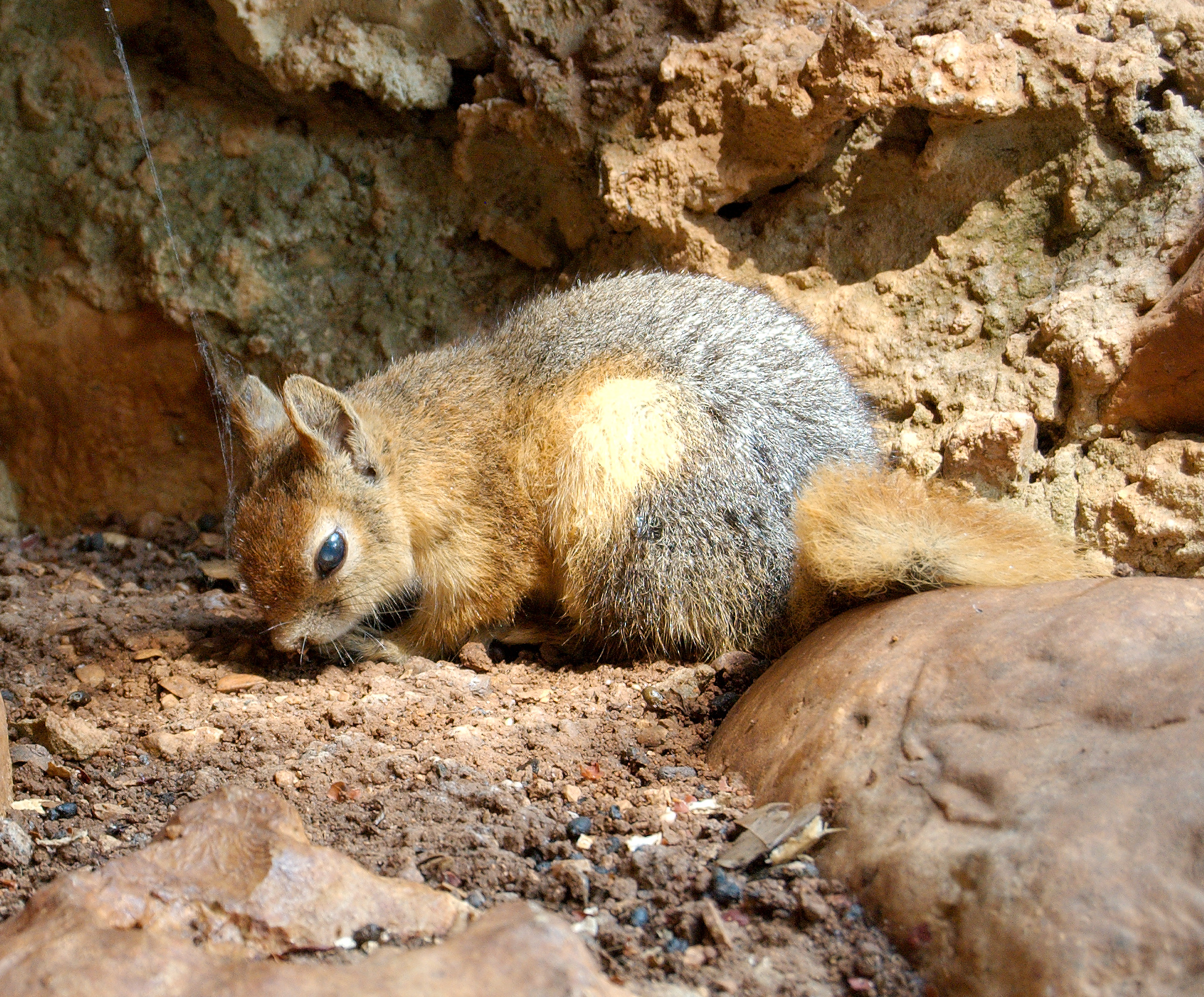
السنجاب الإيراني، والذي يتواجد في الغابات والحدائق الإيرانية
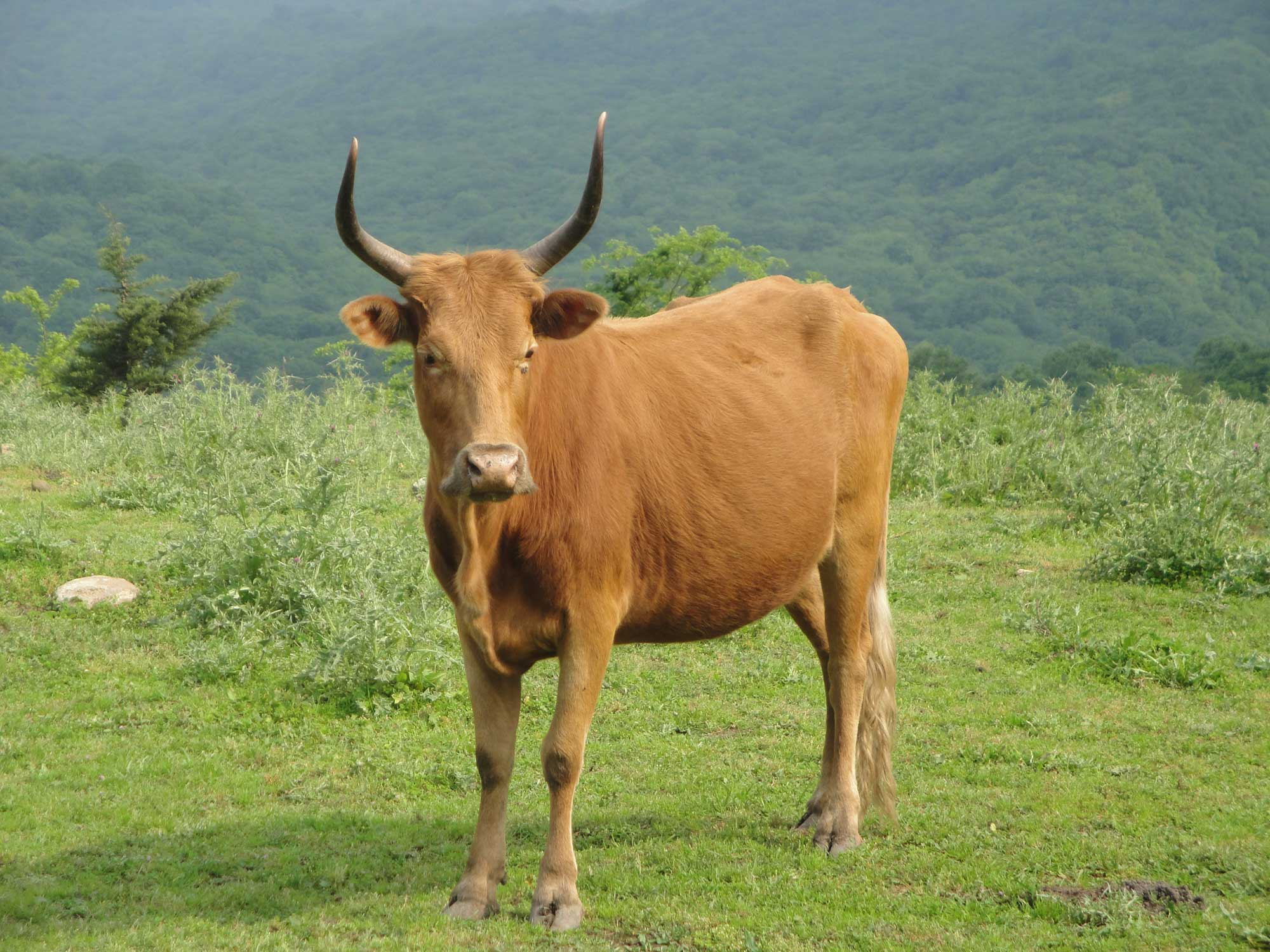
تربية الأبقار في قرية بليران وسط الغابات
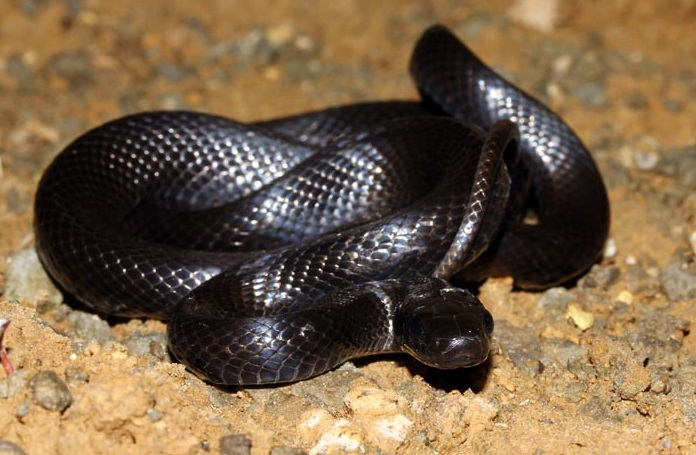
إحدى الثعابين الإيرانية
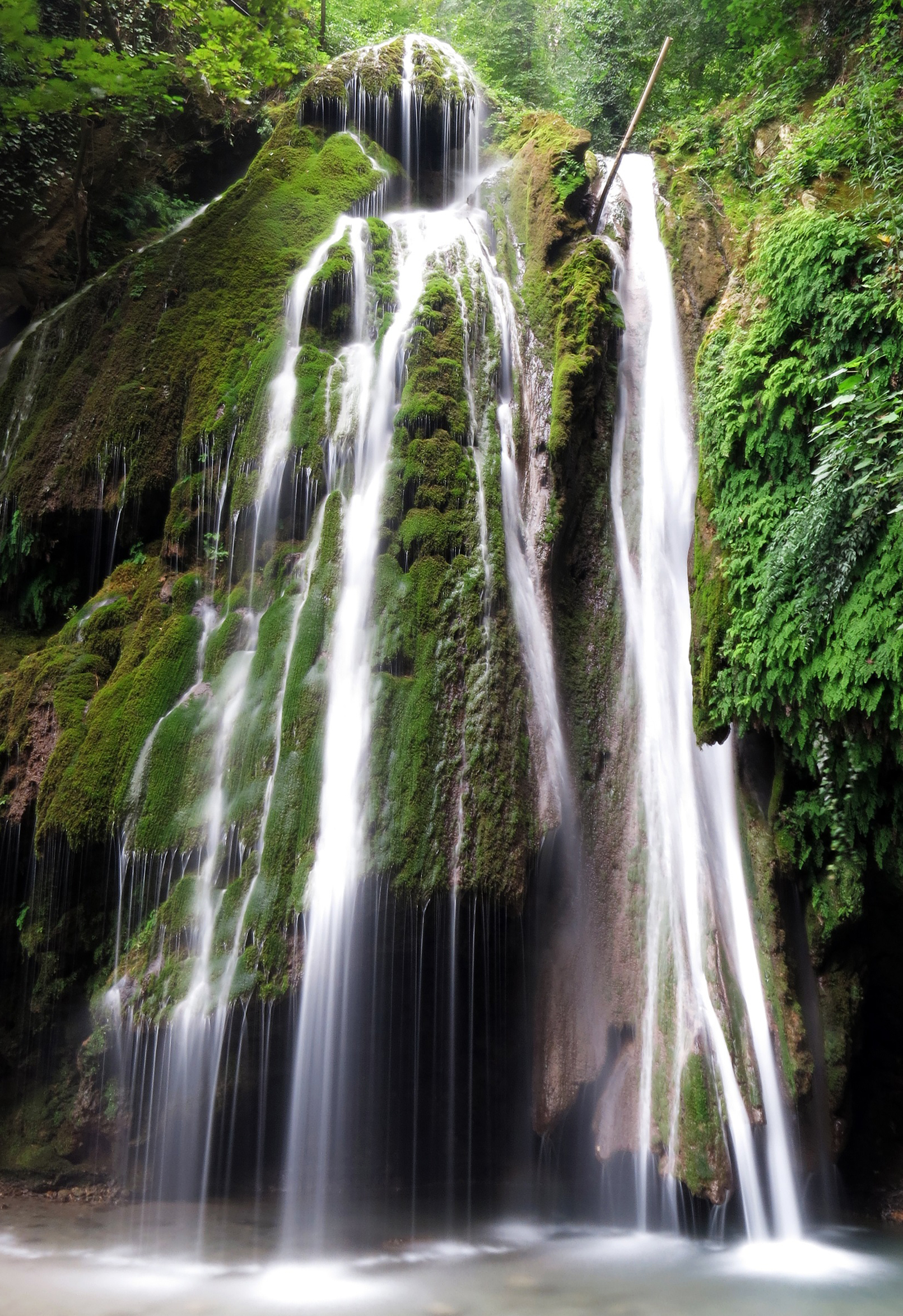
شلال كبودوال وسط غابات توسكستان جنوب شرق مدينة على آباد كتول
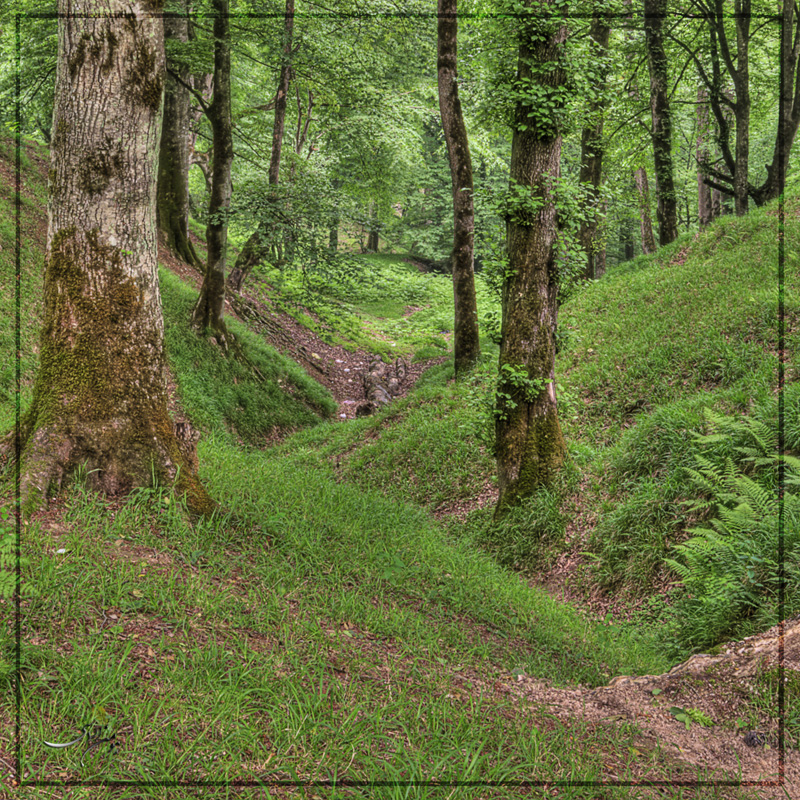
غابات دالخاني العذراء في جمهورية إيران
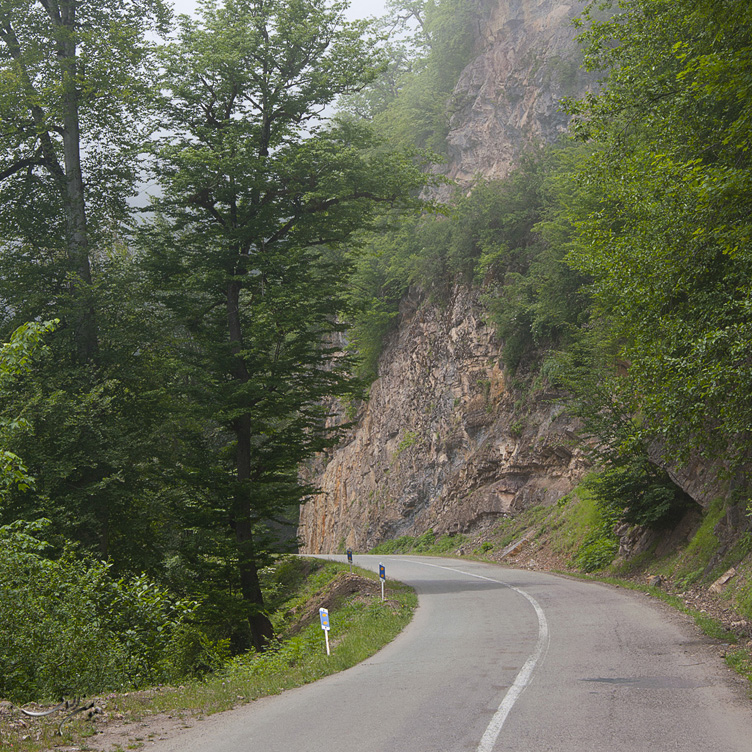
غابات دالخاني
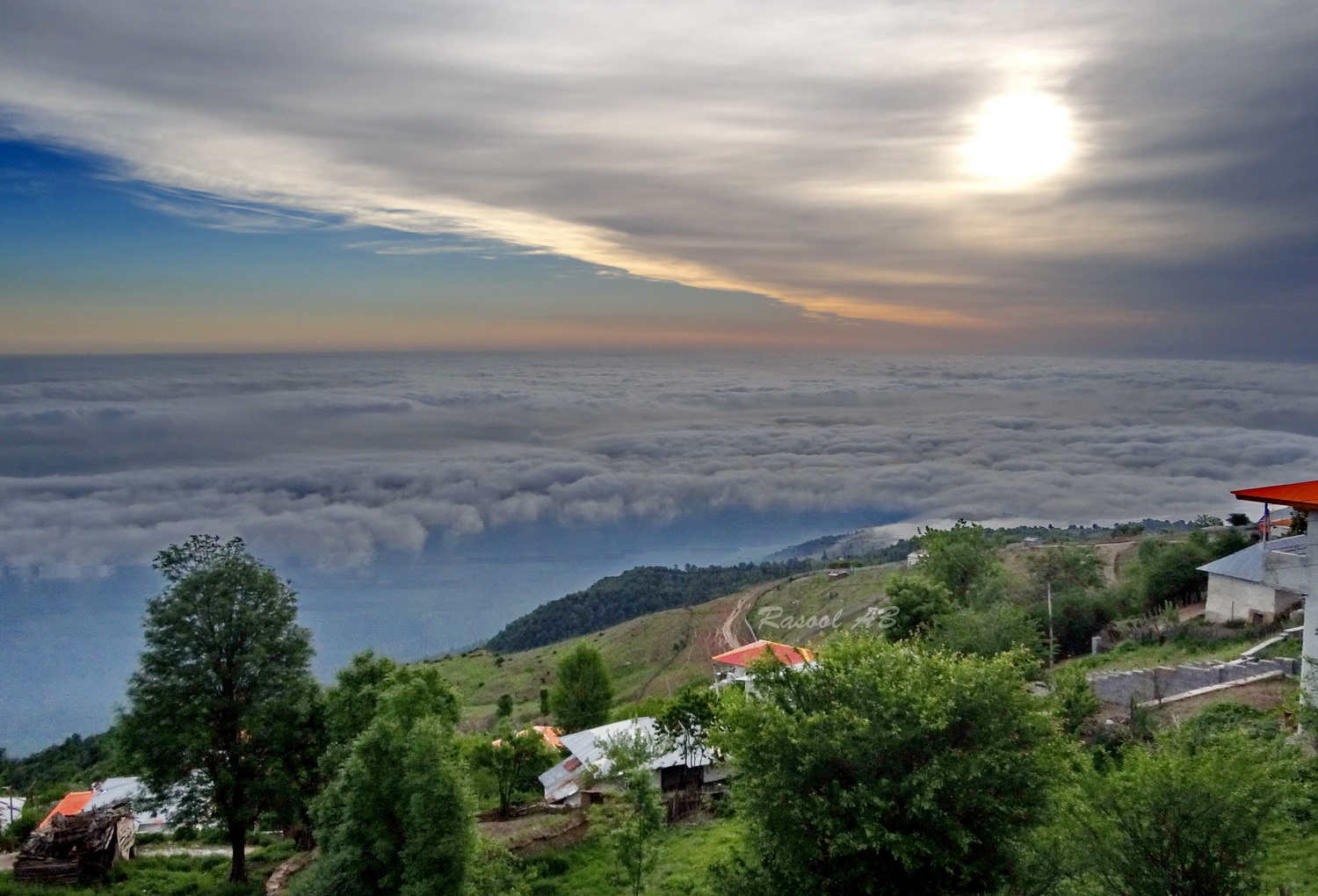
الطبيعة الخلابة في منطقة فيلبند بمازندران
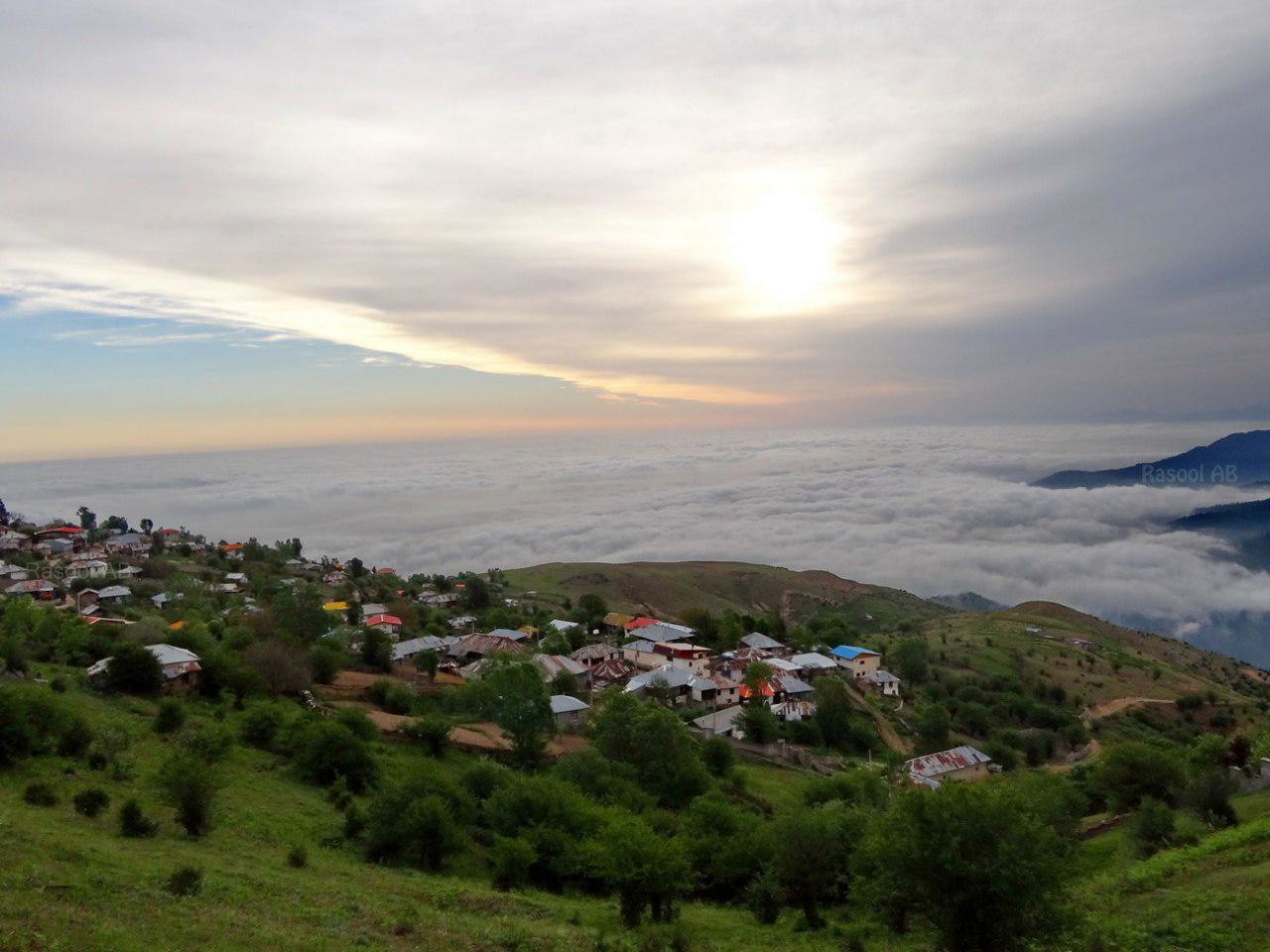
طبيعة فيلبند بمدينة مازندران الشمالية

## طالع ايضاً
- غابة الغيوم
- غابة مطيرة
- غابة استوائية
- غابة الأمازون
- غابة قديمة
- غابة بياوفيجا
- غابة صنوبرية
- غابة ثانوية
- الفستق في إيران
- الحياة البرية في إيران
- الأهوار في إيران
- الزعفران الإيراني
- السياحة في مازندران

## وصلات خارجية
- ما هي الغابات المطيرة؟